# Bièvre (affluent de la Seine)
Pour les articles homonymes, voir Bièvre.
La Bièvre est une rivière qui prend source à Guyancourt et qui se jette dans le collecteur principal des égouts de Paris.
La Bièvre se jetait autrefois dans la Seine à Paris (au niveau de la gare d'Austerlitz) après un parcours de 35 km dans les départements des Yvelines, de l'Essonne, des Hauts-de-Seine, du Val-de-Marne et de Paris.
La Bièvre, qui était la deuxième rivière parisienne et courait à travers les 13e et 5e arrondissements, est entièrement recouverte, à Paris depuis 1912, et dans la banlieue, d'Antony à Gentilly, depuis le milieu des années 1950, à l'exception de courtes sections remises  au jour au XXIe siècle. Son cours, de sa source jusqu'à la réserve naturelle régionale du bassin de la Bièvre à Antony est, pour l'essentiel, à l'air libre.

## Étymologie
Ce cours d'eau tire peut-être son nom du latin biber, bièvre, désignant jadis le castor, disparu au XIIIe siècle dans ce secteur. Toutefois, aucun texte ancien ne mentionne la présence de l’animal sur le site. Aucun ossement n’a été retrouvé dans les tourbières proches de la rivière. Le faible débit, notamment en saison estivale, n’est pas propice à son installation. Beber signifie aussi : de couleur brune, comme ses eaux. En 1787, la dénomination de cette rivière était « ruisseau des Gobelins ». La Bièvre est indiquée sous ce nom sur le plan d'Intendance, issu du cadastre de Bertier de Sauvigny, de Guyancourt. Cependant, plutôt qu'à ces êtres de légende, la rivière doit son surnom à Jean Gobelin, un flamand qui s'installa au bord de la Bièvre en 1443 et qui fut le premier d'une longue dynastie de teinturiers à l'origine du quartier de la Manufacture des Gobelins,.

## Légende
Une légende entoure la naissance de la rivière. Une nymphe d’une beauté merveilleuse, appelée « Gentilia », parcourt plaines et bois, un carquois à l’épaule et l’arc tendu. Elle attire l’attention du jeune Troyen Arcolius, héritier d’Hector, venu fonder la nouvelle Troie, sur les rives de la Seine. Celui-ci lui déclare sa flamme et la poursuit. La chasseresse s’enfuit. Lorsqu’il la rattrape, elle disparaît en fumée et réapparaît à ses pieds, moqueuse, sous la forme d’un filet d’eau. Furieux, Arcolius annonce qu’il élèvera, sur son passage, des arcs majestueux qui porteront son nom et sous lesquels elle coulera éternellement (voir aqueduc d'Arcueil).

## Géographie
De 34,6 km de longueur, la Bièvre prend source à Guyancourt à 150 m d'altitude.
Elle conflue dans la Seine à Paris à la limite des 5e et 13e arrondissements, à 37 m d'altitude.

### Territoire

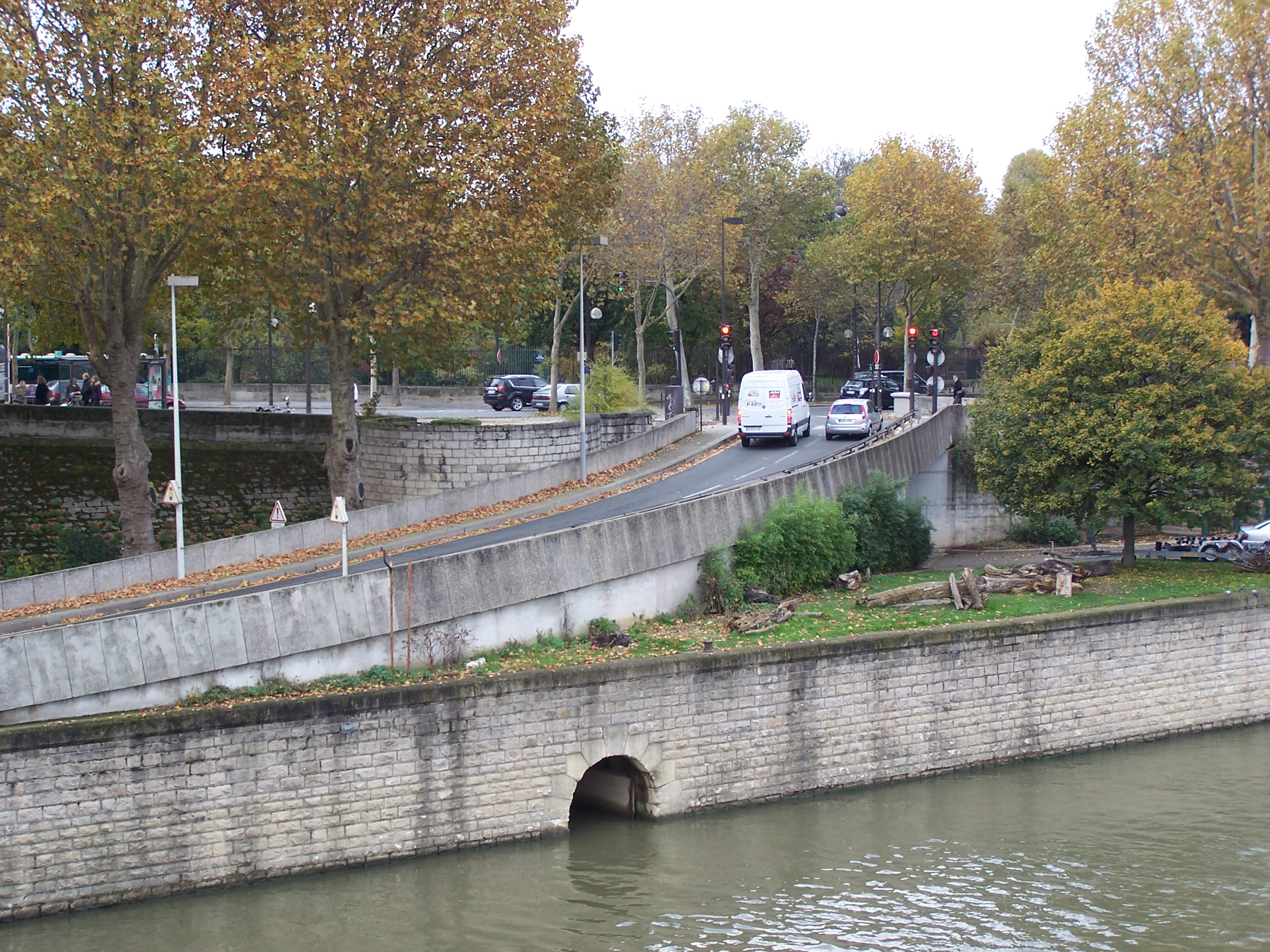
Confluence de la Bièvre dans la Seine au port Saint-Bernard, sous la place Valhubert.

De l'amont vers l'aval, la Bièvre parcourt cinq départements et traverse quinze communes et trois arrondissements de Paris :
- dans l'ancien département de Seine-et-Oise, aujourd'hui :
  - dans les Yvelines : Guyancourt (source), Buc, Les Loges-en-Josas, Jouy-en-Josas,
  - puis dans l'Essonne : Bièvres, Igny, Verrières-le-Buisson, Massy,

- dans l'ancien département de la Seine, aujourd'hui :
  - dans les Hauts-de-Seine :  Antony, où le cours de la vallée quitte sa direction du nord-ouest au sud-est pour adopter, sur une petite moitié restante, une direction du sud-ouest au nord-est ;
  - dans le Val-de-Marne : Fresnes, L'Haÿ-les-Roses, Cachan, Arcueil et Gentilly,
  - et enfin à Paris : les 14e, 5e et 13e arrondissements, à la limite desquels se situe la confluence avec la Seine, sur la rive gauche de celle-ci, au niveau du Port Saint-Bernard[1].

La Bièvre a creusé sa vallée dans plusieurs plateaux.
- À sa source, le plateau de Trappes à une altitude de 165 m autour de l’étang de Saint-Quentin
- La haute vallée, d’une profondeur de 80 m d’une largeur d’un kilomètre est encadrée par des coteaux de pente de 15 à 25 % entre le plateau de Villacoublay au nord à 170 m et le plateau de Saclay au sud à 155 m.
- Son cours aval en banlieue est bordé à l'est par le plateau de Rungis d’une altitude d’environ 95 m, d’un relief moins marqué.

68 % du territoire de la Bièvre sont en espace urbain, dont 54 % construits. Les espaces ruraux moins représentés (32 %) se situent dans sa partie amont. La proportion des espaces urbains ouverts et des espaces ruraux diminue, particulièrement ceux de terres agricoles. Cette évolution augmente l'apport des eaux de ruissellement et des pollutions.

### Organismes gestionnaires

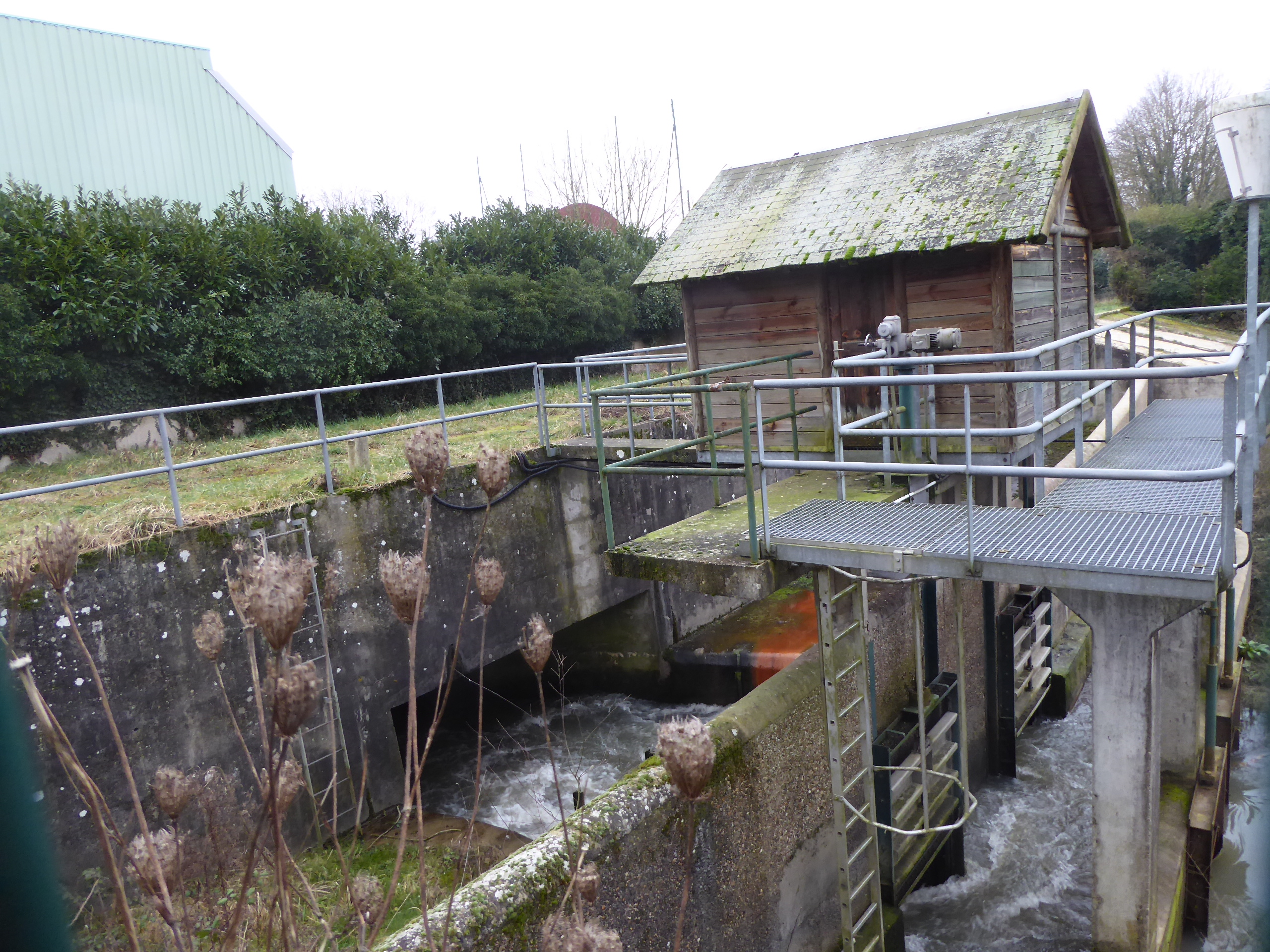
Chalet de télégestion en aval du bassin de Vilgénis à Massy.

Le Syndicat mixte du bassin versant de la Bièvre (SMBVB) créé le 11 janvier 2006 regroupe la région Île-de-France, la Ville de Paris, les départements, les syndicats d’aménagement et les établissements publics concernés. Son territoire s’étend sur l’ensemble de la vallée. La réduction des rejets d’eaux usées par le développement d’un réseau séparatif et la remise au jour de plusieurs tronçons sont les deux axes d’action principaux du SMBVB.
La partie amont de Buc à Antony, la haute vallée avec ses affluents, ru de Saint-Marc, Sygrie, ru de Vauhallan, ru des Gains souterrain à Massy, ru des Godets, ru de Rungis et ru des Glaises, est gérée par le SIAVB.
En 1954, le SIAVB a mis en place un réseau séparatif : des canalisations distinctes recueillent les eaux usées et les eaux pluviales pour éviter la pollution de la rivière. Pour limiter les inondations dans la vallée, des bassins de retenue ont été aménagés, en aval de Buc, l’étang de la Geneste en 1948, les étangs de la Minière dans les années 1960. Après la crue de 1982, des bassins supplémentaires ont été créés, les Bas Prés à Jouy-en-Josas, les Damoiseaux à Bièvres, les Sablons sur un affluent, le ru de Vauhallan. Pour augmenter les capacités de stockage, un système de régulation des crues avec des sondes évaluant le débit de sortie des bassins et des vannes automatisées a été mis en place en 1993. Chaque bassin est équipé à son aval d’un chalet permettant la gestion à distance du niveau de l’eau.
La partie aval en banlieue est gérée par le Syndicat interdépartemental pour l'assainissement de l'agglomération parisienne (SIAAP). Par ailleurs, la métropole du Grand Paris est depuis 1er janvier 2017, la collectivité compétente en matière de gestion des milieux aquatiques et de prévention des inondations de la Bièvre aval.

## Affluents
La Bièvre reçoit successivement les affluents suivants :
- le ru Saint-Mard, ou ru de Saint-Marc (rd[note 1]) à Jouy-en-Josas[11]
- la Sygrie (rg), à Bièvres
- le ru de Vauhallan (rd), à Verrières-le-Buisson
- le ru des Graviers (rd) à Massy, entièrement enterré, qui prend sa source sous la route de Palaiseau, passe à l'ouest du lycée de Vilgenis et se jette dans la Bièvre dans le parc de Vilgenis, à l'ouest de la rue Jérôme-Bonaparte.
- le ru des Gains (rd) à Massy (cours d'eau enterré sauf près de sa source en contrebas du parc Georges-Brassens et remis au jour en 2023 dans le bassin du bois de Briis).
- le ru des Godets (rg), à Antony
- le ru de Rungis (rd), à Fresnes ; il reçoit lui-même le ru des Glaises à Wissous
- le ru des Morteaux (rg), près de la limite des communes d'Antony et de Fresnes. Ce ruisseau est à l'aval de l'extrémité sud du grand canal du parc de Sceaux alimenté par le ru d'Aulnay et par le ru de Châtenay. Ce cours d'eau est enterré depuis le début des années 1950[12].
- le ru des Blagis, ou ru de la Fontaine du Moulin (rg), à L'Haÿ-les-Roses : cours d'eau entièrement recouvert devenu un exutoire de l'étang Colbert au Plessis-Robinson forme la limite entre les communes de Sceaux et de Fontenay-aux-Roses puis passait à l'emplacement de la rue de la Bièvre à Bourg-la-Reine.

### Rang de Strahler
Donc son rang de Strahler au confluent est de deux selon le Sandre et de trois selon la description précédente par le ru de Rungis ou le ru des Morteaux[pas clair].

## Crues et inondations
Avant sa canalisation, au cours du XIXe siècle, la vallée de la Bièvre subit de nombreuses crues et inondations.  
L’importante déclivité, entre la source et la poterne des Peupliers, provoque une brusque montée des eaux en aval où la pente est faible. Les raisons des débordements sont multiples : pluies fréquentes et/ou abondantes, vidange des étangs de la haute vallée tous les 5 ans, curages insuffisants, dérivations trop nombreuses renforçant l’étendue des inondations. 
Certaines inondations sont remarquables : 
- Le 15 mai 1527, l’eau atteint le deuxième étage des maisons du faubourg Saint-Marcel.
- Le 10 juin 1573, les murailles de l’abbaye du Val profond s’effondrent.
- Le 8 avril 1579, la pluie est ininterrompue durant trente heures. Devant la montée des eaux, les religieuses du couvent des Cordelières sonnent le tocsin. Malgré cela, entre 20 et 25 personnes périssent noyées et une quarantaine sont blessées. Douze maisons s’écroulent, le « pont aux Tripes » (au bas de la rue Mouffetard) est emporté.
- En 1885, les jardins de la manufacture des Gobelins sont submergés.
- Le 29 mai 1901, le secteur de la rue Daviel est inondé[13],[14].

## Histoire

### Dans Paris

#### Préhistoire et Antiquité

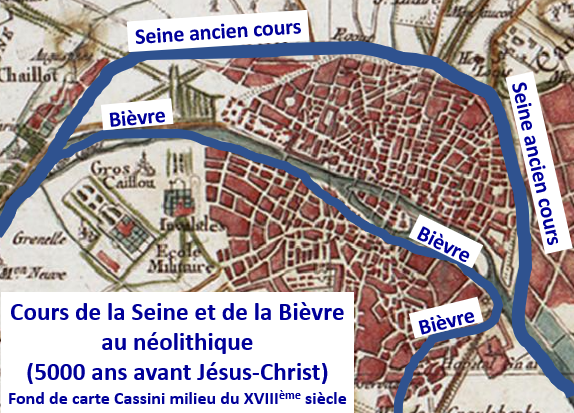
Cours de la Seine et de la Bièvre au Néolithique.

Au Néolithique, le cours de la Bièvre à Paris correspondait, entre le pont d'Austerlitz et le pont de l'Alma, à celui de la Seine actuelle. À cette époque, la Seine formait un arc de cercle au nord, des environs de l'actuelle gare de Lyon et de la Bastille jusqu'au pont de l'Alma en suivant la ligne des grands boulevards, l'avenue Matignon et l'avenue Montaigne. Lors de crues successives, la Seine aurait capté l'ancien cours de la Bièvre du pont d'Austerlitz au pont de l'Alma. Les deux rivières auraient balayé les limons qui les séparaient entre les actuelles gares de Lyon et d'Austerlitz et le bras de la Seine à l'est de l'actuel quartier du Marais fut progressivement comblé. Le confluent actuel de la Bièvre et de la Seine se forma ainsi à l'est de la montagne Sainte-Geneviève dans un marais en delta entre deux bras de la Bièvre aboutissant à l'emplacement des ponts actuels de l'Archevêché et d'Austerlitz. Après avoir divagué, le confluent se serait établi en amont du pont d'Austerlitz.
Ce marais rive gauche est peut-être celui dont Titus Labienus parle dans sa tentative de conquête de Lutèce (52 avant notre ère), hypothèse depuis longtemps discutée (en 1852 par Quicherat par exemple).
La rivière constituait une limite naturelle au développement à l'est de la ville gallo-romaine qui s'est construite sur la Montagne-Sainte-Geneviève. Sa largeur était considérable. L'archéologue et conducteur de travaux Théodore Vacquer l'a évaluée à 18 ou 20 m lors des travaux de construction de la rue Monge vers 1860. Le passage de la voie romaine de Lutèce à Lyon est établi à côté de l'actuelle église Saint-Médard à l'endroit où son franchissement par un pont ou par un gué était le plus aisé.
Une nécropole, au faubourg Saint-Marcel, accompagnée de quelques habitations et d'un lieu de culte s'est créée à partir du IVe siècle, peut-être de la fin du IIe siècle, au-delà de ce passage, de part et d'autre de la voie, au sud de la rivière. Un cimetière chrétien prendra la suite de cette nécropole, ce qui conduira à la fondation d'une basilique qui pourrait dater du Ve siècle.

#### Moyen Âge

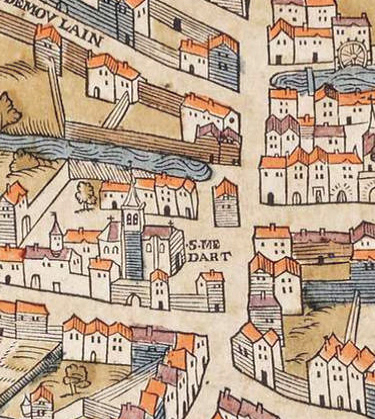
La Bièvre du côté de Saint-Médard vers 1550 (plan de Truschet et Hoyau).

Au XIIe siècle, venant de Saint-Médard, la Bièvre traverse le faubourg Saint-Marcel et les terres de l'abbaye de Sainte-Geneviève, serpente au milieu de marais (entre les actuelles rue Poliveau et Buffon) et se jette dans la Seine au niveau du pont d'Austerlitz.
La largeur du cours aval Bièvre a diminué depuis l'Antiquité ce qui est dû à l'abaissement progressif du niveau des eaux moyennes de la Seine de 30 m à l'époque romaine, à 29 m au Moyen Âge, 28 m actuellement, et surtout à sa régularisation par creusement de bras, doublé en amont du gué de la voie romaine par un bras surélevé parallèle pour alimenter des moulins.
Au XVIe siècle, dans la nuit du 8 au 9 avril 1579, une brutale crue de la Bièvre, ultérieurement qualifiée de « déluge du faubourg Saint-Marcel », emporte douze bâtisses, noie des dizaines d'habitants surpris dans leur sommeil, et endommage gravement le domaine de Nicolas Houël, herboriste, pharmacien et philanthrope. Pendant cette crue, l'eau monta de 4 à 5 m, atteignant le deuxième étage des maisons. Outre le fait que l’on ait construit en zone inondable, cette crue peut être due à la rupture d’anciens dépôts sédimentaires meubles antérieurement retenus par les barrages des bièvres, qui, jusqu’à leur disparition aux XIIe – XIIIe siècles, ont dû peupler (et peut-être créer) les larges marais de Guyancourt. Les bièvres, autrefois abondants dans une grande partie de l’Eurasie, ont été chassés depuis l'antiquité (pour leur fourrure, leur castoréum et leur viande). Cependant dans les régions densément habitées et cultivées de France, ils ne sont plus signalés après les XIIe – XIIIe siècles.

##### Le canal des Victorins

Plan restitué de Paris en 1380, secteur de l'abbaye Saint-Victor.

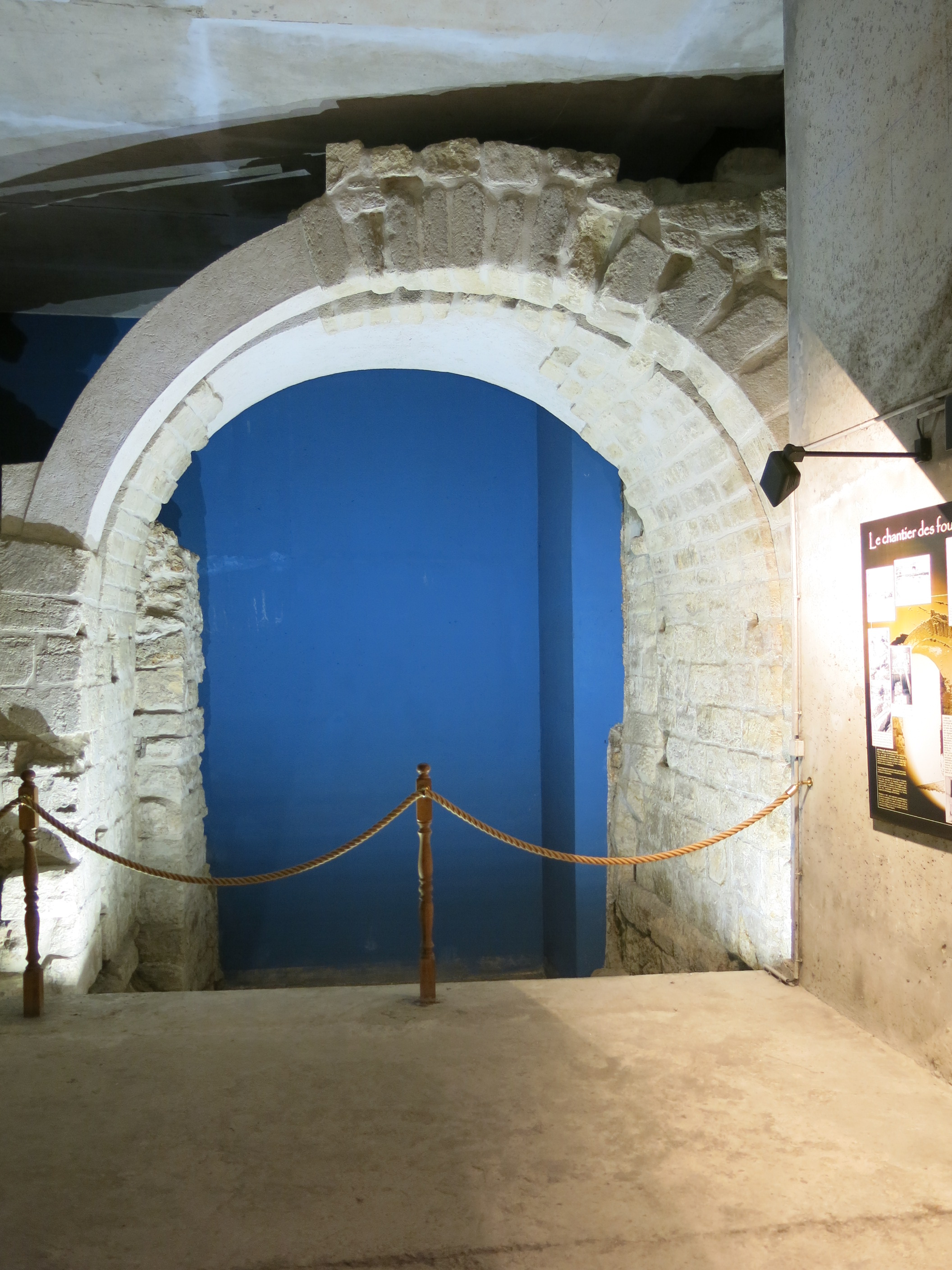
L'arche qui permettait à la rivière de franchir l'enceinte de Philippe Auguste.

Aux portes mêmes du Paris de l'époque, sur la « terre d'Alez », à proximité de son embouchure naturelle dans la Seine, la Bièvre a été détournée de son cours naturel en 1148 par un canal creusé pour alimenter l’ancienne abbaye Saint-Victor, irriguer ses jardins et vergers descendant vers la Seine et alimenter son moulin à farine. La dérivation était située au pont Didier où fut construit un barrage à l'emplacement d'une dépendance que depuis le XVIIIe siècle le Muséum national d'histoire naturelle possède entre les rues Poliveau et Buffon. Le canal suivait l’allée Jeannel du « clos Patouillet », classé, avec l'ensemble des bâtiments, monument historique le 24 mars 1993, l’allée des Becquerel et le jardin alpin dans le Jardin des plantes, passait sous le ponceau de la rue du Ponceau (ultérieurement rue de Seine, aujourd'hui Cuvier), puis suivait le fossé ouest du campus de Jussieu jusqu’à la rue du Cardinal-Lemoine. L'arche de l'enceinte de Philippe Auguste lui permettait de franchir la muraille. Elle existe toujours (visite un mercredi par mois) sous le bureau de poste sis au coin de la rue des Écoles, à −10 m, altitude 17 m, ce qui donne une idée de l’érosion de la montagne Sainte-Geneviève en cinq siècles. Son tracé se poursuivait au nord de la rue Saint-Victor, passait au mitoyen sud de l'ancien collège des Bernardins où l'égout vouté souterrain existe, tournait à droite au niveau de l’actuelle église Saint-Nicolas-du-Chardonnet, suivait l’actuelle rue des Bernardins, passait à l’entrée de la rue de Bièvre, qui lui doit son nom, pour se jeter dans la Seine aux « Grands Degrés », face à l’archevêché.
Ce canal n’a jamais complètement tari le cours naturel débouchant sur la Seine entre le viaduc du métro et le pont Charles-de-Gaulle en passant par la rue Nicolas-Houël.

##### Le canal du moulin d'Aletz
En 1356, Étienne Marcel fit creuser un fossé le long de l'enceinte de Philippe-Auguste jusqu'à la Seine qui fut doublé quelques années plus tard par un deuxième fossé plus large dans le cadre des travaux ordonnés par Charles V pour les fortifications de Paris. Ces fossés absorbant l'eau du canal des Victorins intra muros, les religieux furent autorisés à construire un nouveau canal parallèle à ceux-ci jusqu'à proximité de la porte Saint-Bernard. Son parcours était situé à l'est de la rue des Fossés-Saint-Bernard, l'embouchure où était installé le moulin d'Aletz à proximité de la porte Saint-Bernard, actuellement à l'emplacement de l'Institut du monde arabe.
À la fin du XIVe siècle, la Bièvre avait donc trois confluents, le débouché primitif à l'emplacement de l'actuelle gare d'Austerlitz qui n'était pas totalement tari, celui intra muros près de la rue de Bièvre qui n'était plus alimenté et celui près de la porte Saint-Bernard.

#### Évolution duXIVesiècleauXVIIesiècle
Le canal des Victorins intramuros asséché devint un réceptacle d'immondices et fut par la suite peu à peu comblé jusqu'au XVIIe siècle. Celui qui aboutissait près de la porte Saint-Bernard fut également comblé par application d'arrêtés royaux du 5 mai 1674 et du 25 septembre 1685. À partir de cette date, le cours aval unique de la Bièvre qui ne sera supprimé qu'à la fin XIXe siècle est celui qui coule à l'est du Jardin des plantes et se jette dans la Seine à proximité de l'actuel viaduc du métro (ligne 5) Jusqu'à l'intégration en 1724 du faubourg Saint-Marcel à la ville, le cours de la Bièvre est en dehors de Paris. Bien que traversant un faubourg industrieux les rives ne sont bordées de constructions continues qu'au XIXe siècle après la vente comme bien national des propriétés nobiliaires et religieuses, notamment le domaine du couvent des cordelières.

la Bièvre dans le faubourg Saint-Marcel
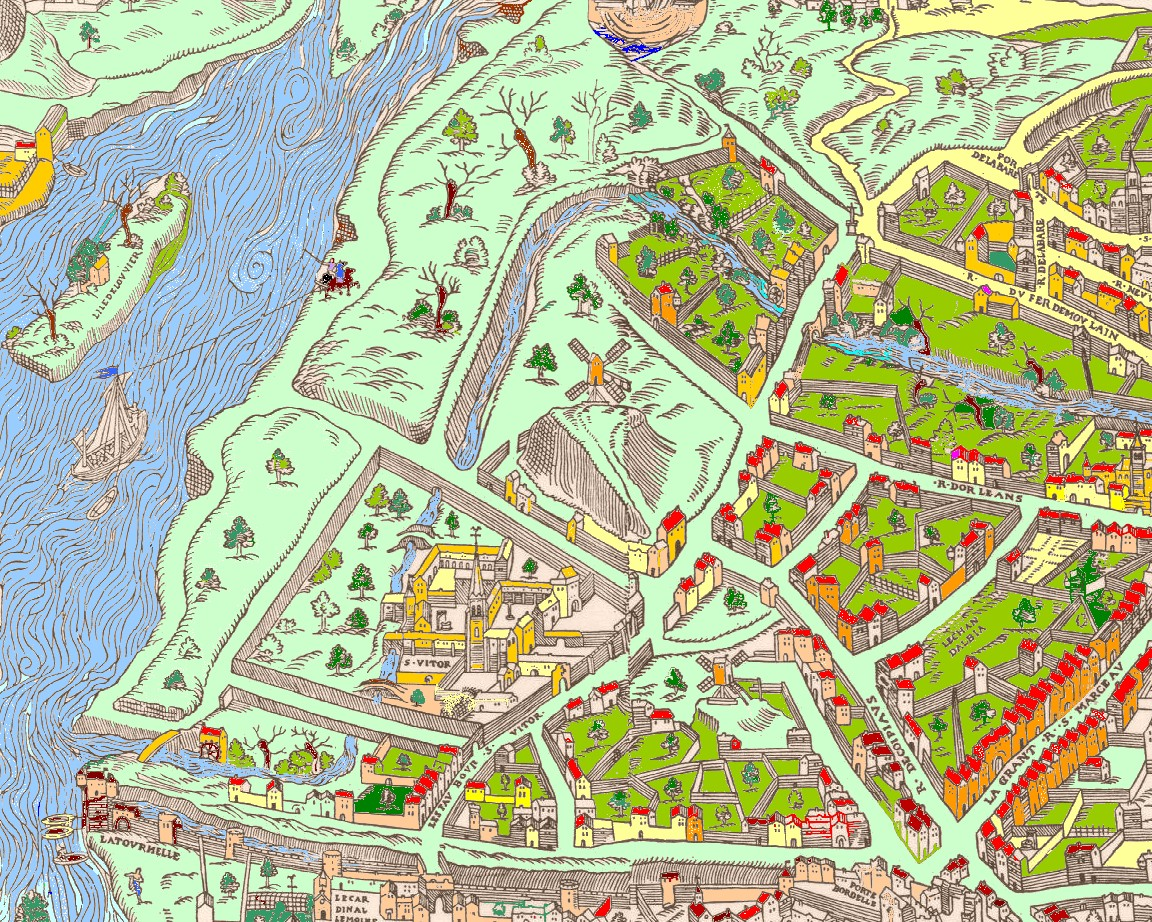
Canal vers la porte Saint-Bernard. Le canal intra muros ne figure pas ni le confluent primitif.
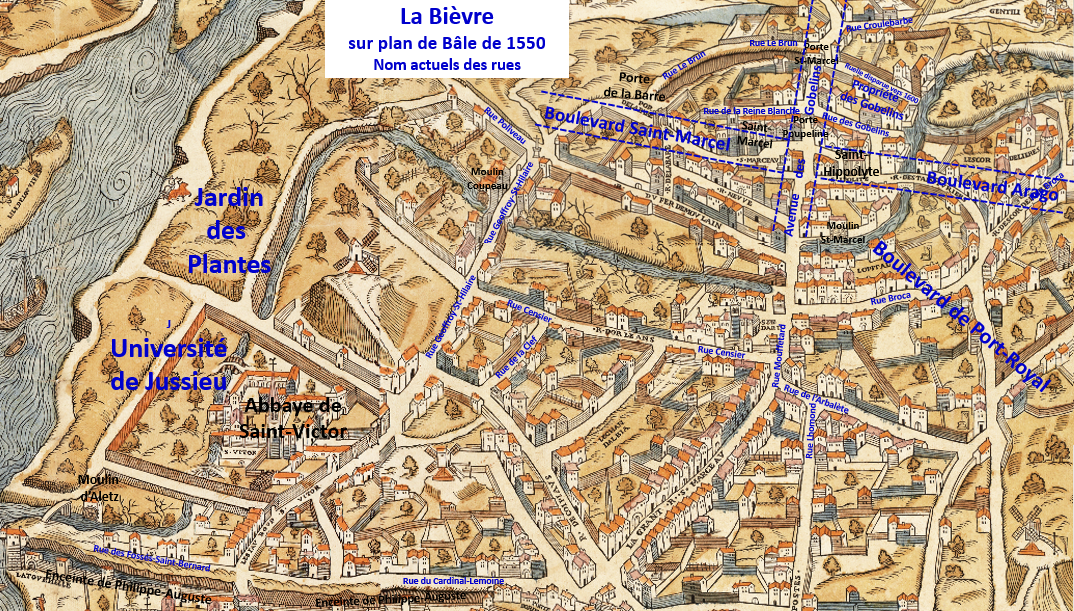
La Bièvre à Paris (bourg Saint-Marcel) vers 1550.

#### DuXVIIesiècleau début duXIXesiècle

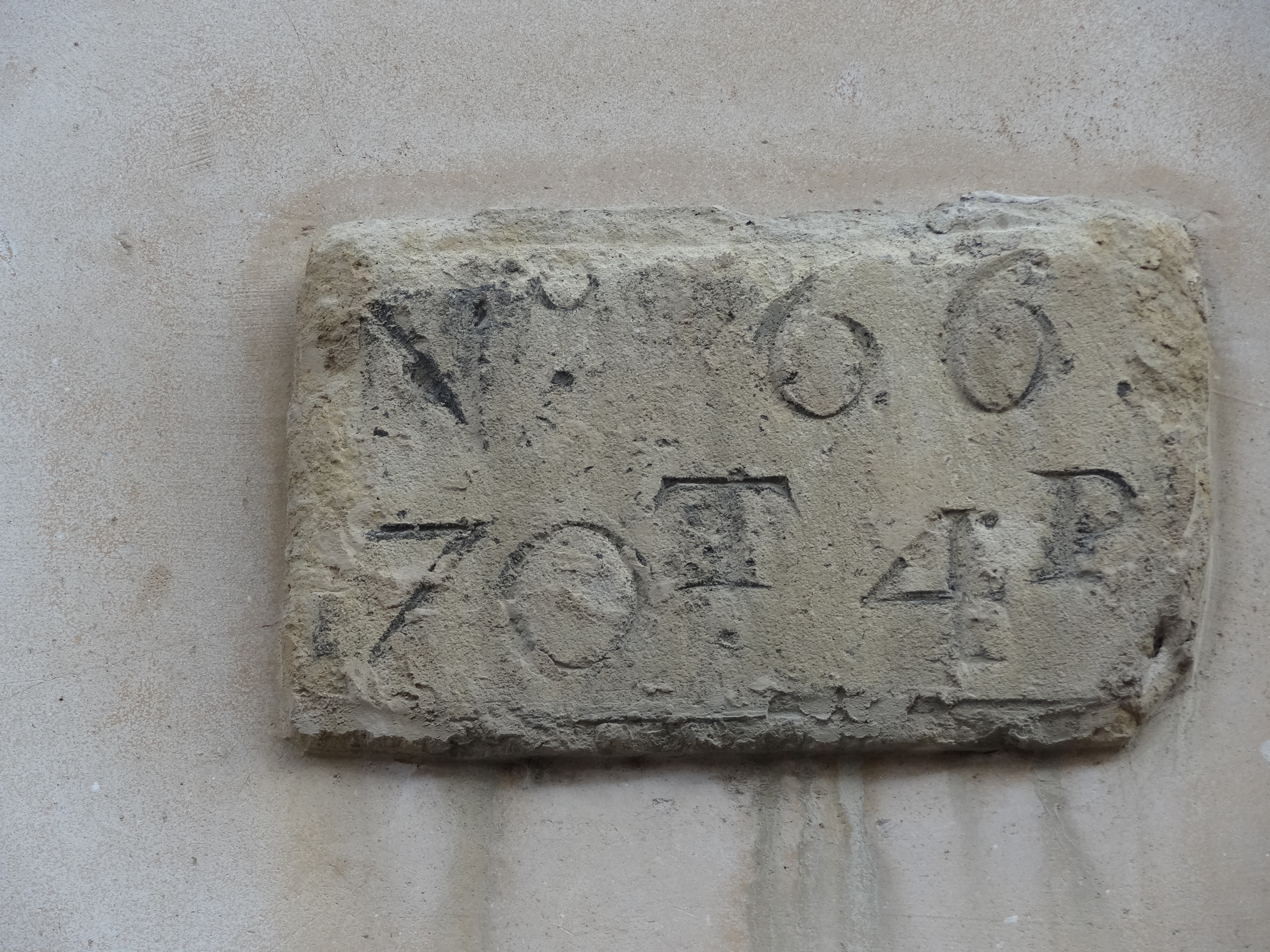
Pierre gravée 8 rue Berbier-du-Mets indiquant la longueur de la Bièvre à entretenir.

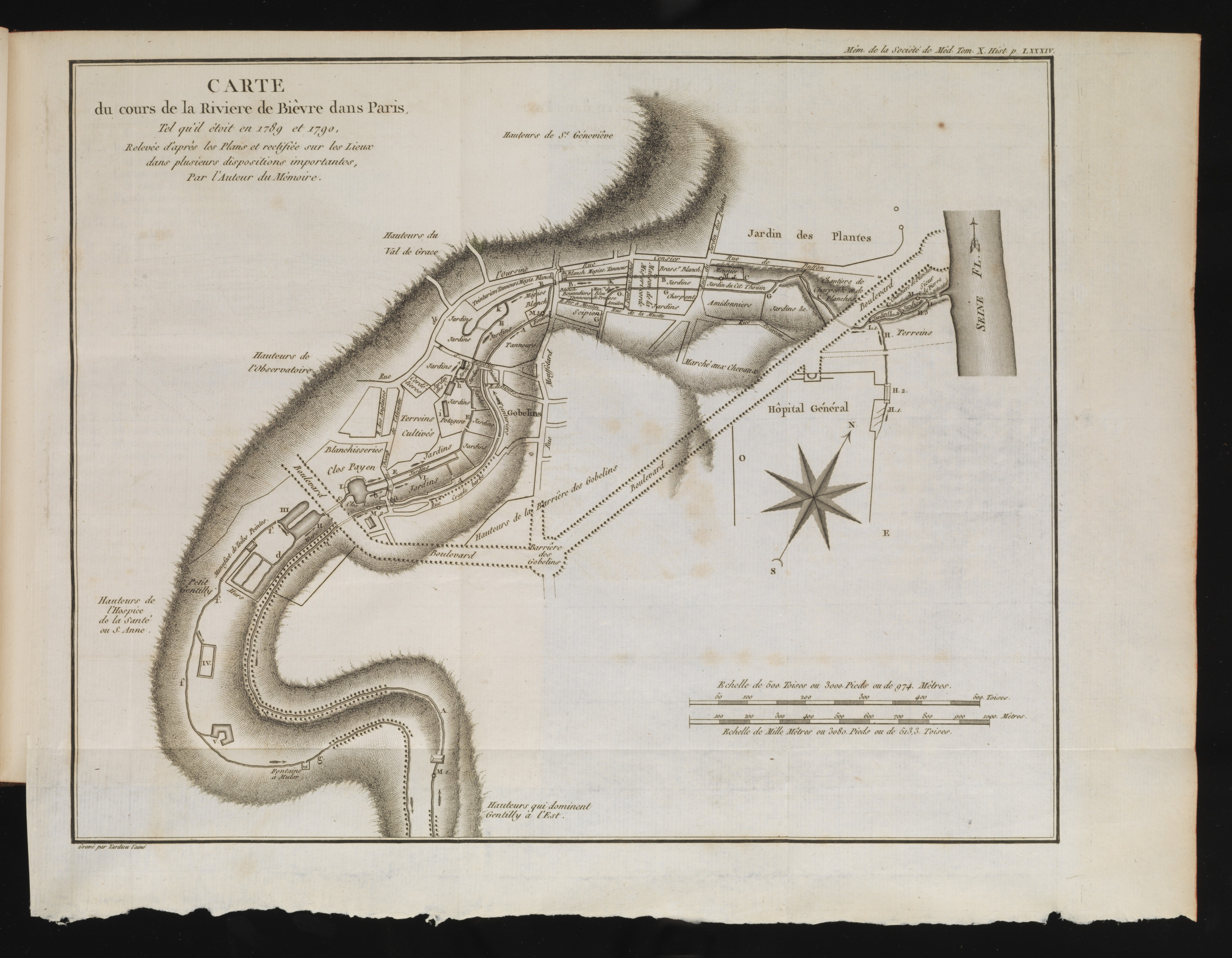
Cours de la Bièvre en 1790.

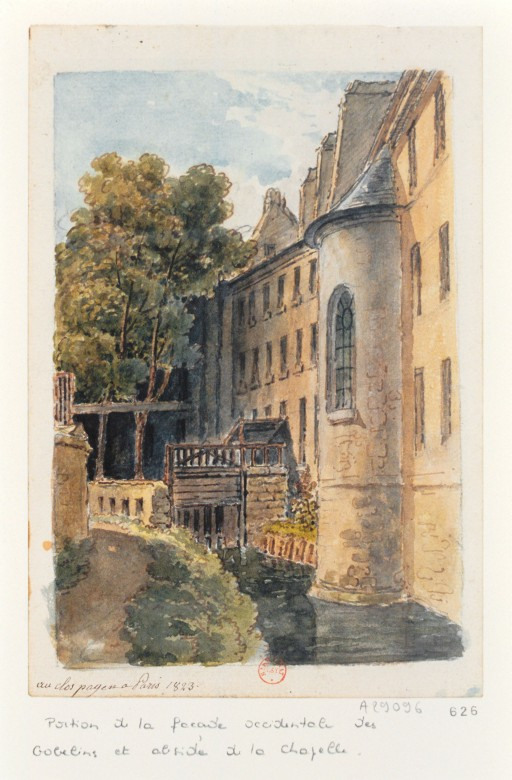
L'arrière de la Manufacture des Gobelins sur la Bièvre (1823).

Les bords de la Bièvre connurent un afflux d'activités industrielles. Les mégissiers et tanneurs expulsés des alentours de la place de Grève (place de l'Hôtel-de-Ville) par un édit royal de février 1672 s'installèrent faubourg Saint-Marcel rejoignant les teinturiers. Les premiers considéraient la rivière comme un égout alors que les teinturiers avaient besoin d'une eau pure. Des riverains clôturèrent leurs propriétés, plantèrent des poteaux dans le lit pour étendre les peaux. Un syndicat des corporations fut constitué en 1678 pour régler les litiges et réglementer l'entretien de la rivière.
Un arrêté royal du 26 février 1732 créa deux gardes chargés de la surveillance de la rivière, l'un pour la partie de la source à Antony, l'autre pour la partie aval. Des impositions furent levées pour financer les opérations d'entretien. Les propriétés riveraines furent numérotées et toisées avec une pierre encastrée dans le mur du côté de la rivière précisant la longueur de la rive. On peut voir une pierre gravée sur le mur de la manufacture des Gobelins 8 rue Berbier-du-Mets porte l'inscription « No 66 70 T 4 P » signifiant que l'entretien de la Bièvre lui incombait sur 70 toises et 4 pieds.
La réglementation fut mal respectée, les réparations négligées.
L'extrême pollution était causée non seulement par les 125 établissements riverains recensés en 1822 mais aussi par les évacuations des habitants des rues environnantes, par celles de cinq hôpitaux, de quatre casernes, de la prison Sainte-Pélagie, d'écoles, de couvents.

#### XIXesiècleet début duXXesiècle

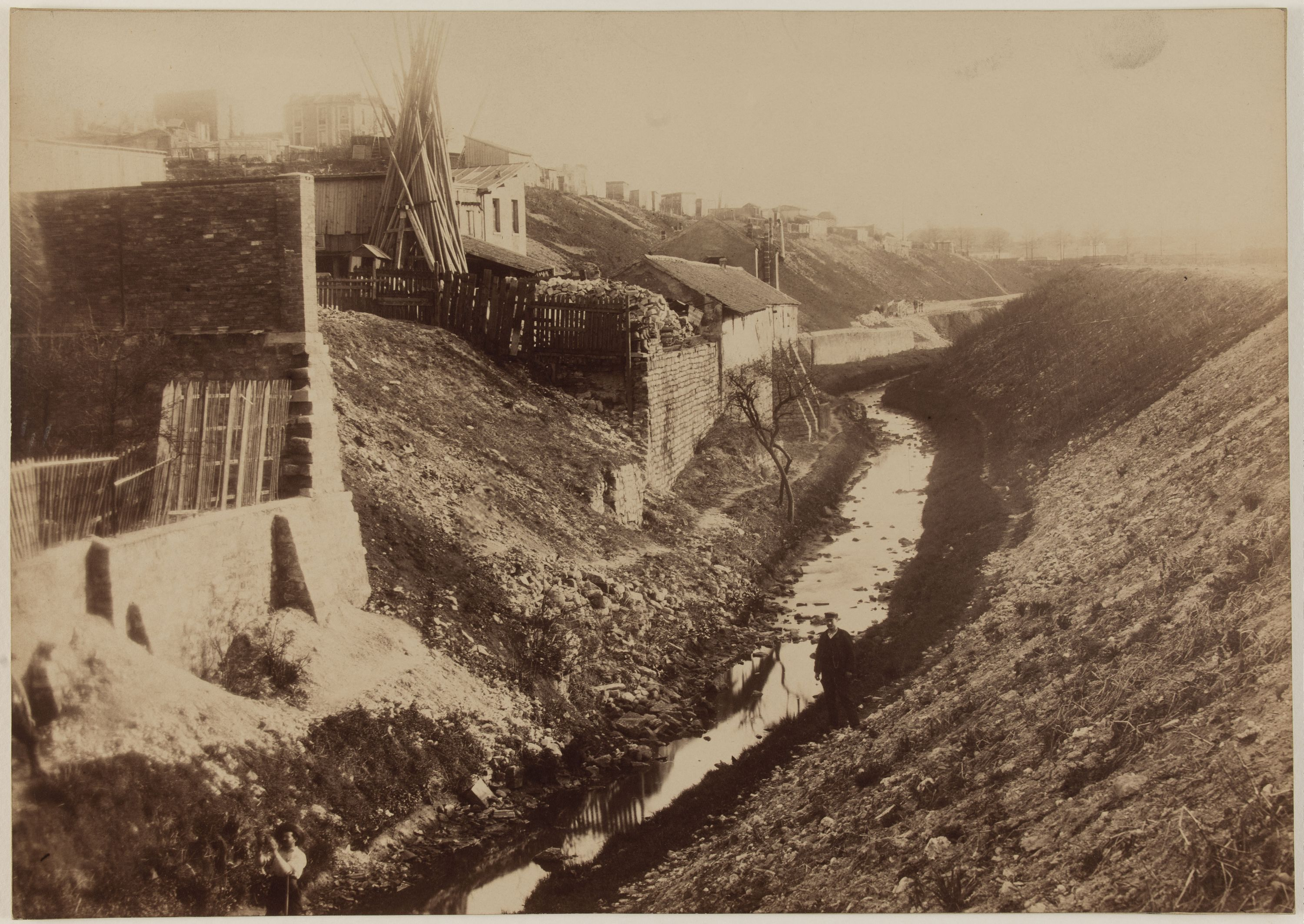
Henri Émile Cimarosa Godefroy : bief de la Butte-aux-Cailles, état primitif.
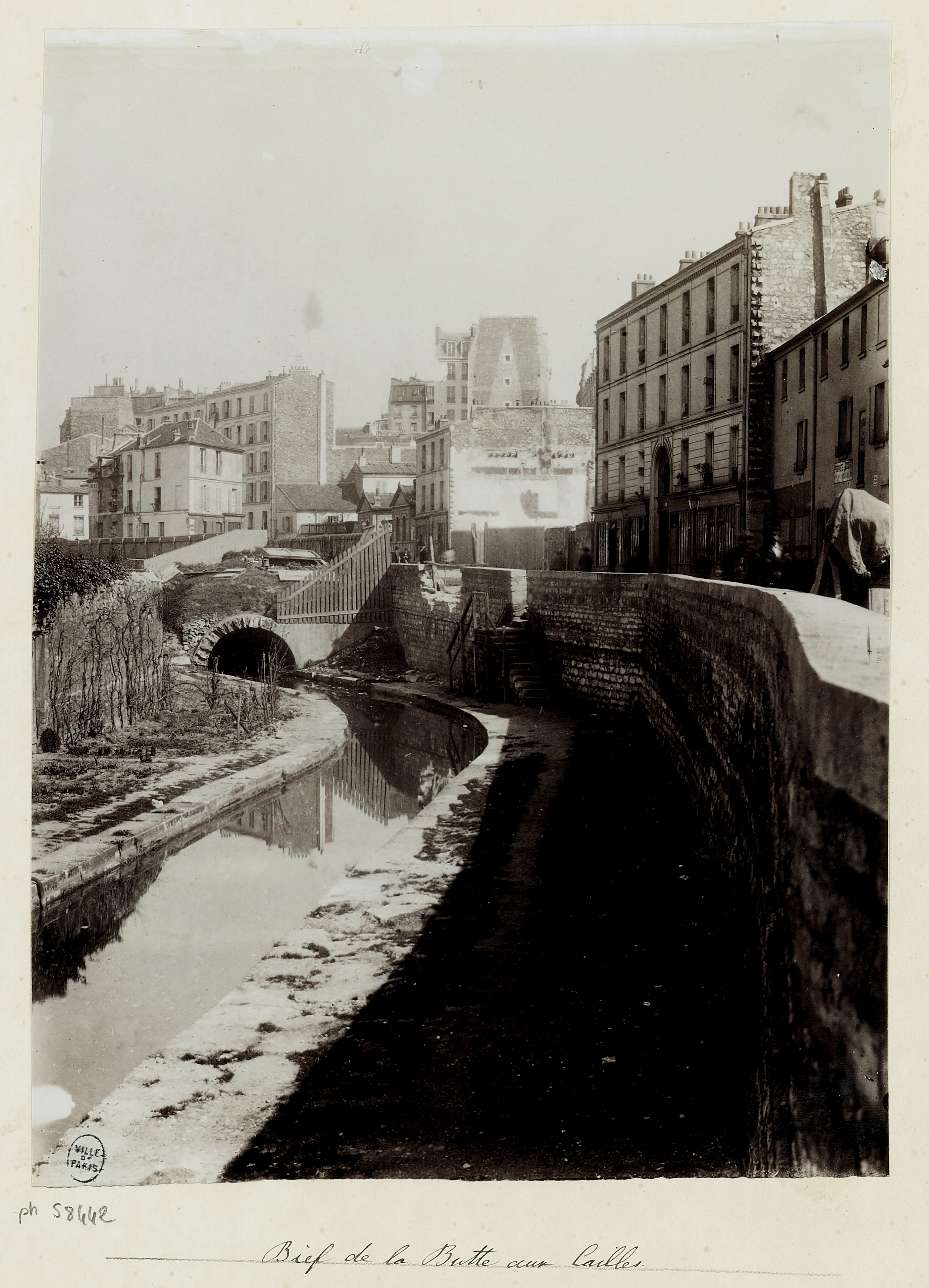
La Bièvre : bief de la Butte-aux-Cailles.

##### La canalisation

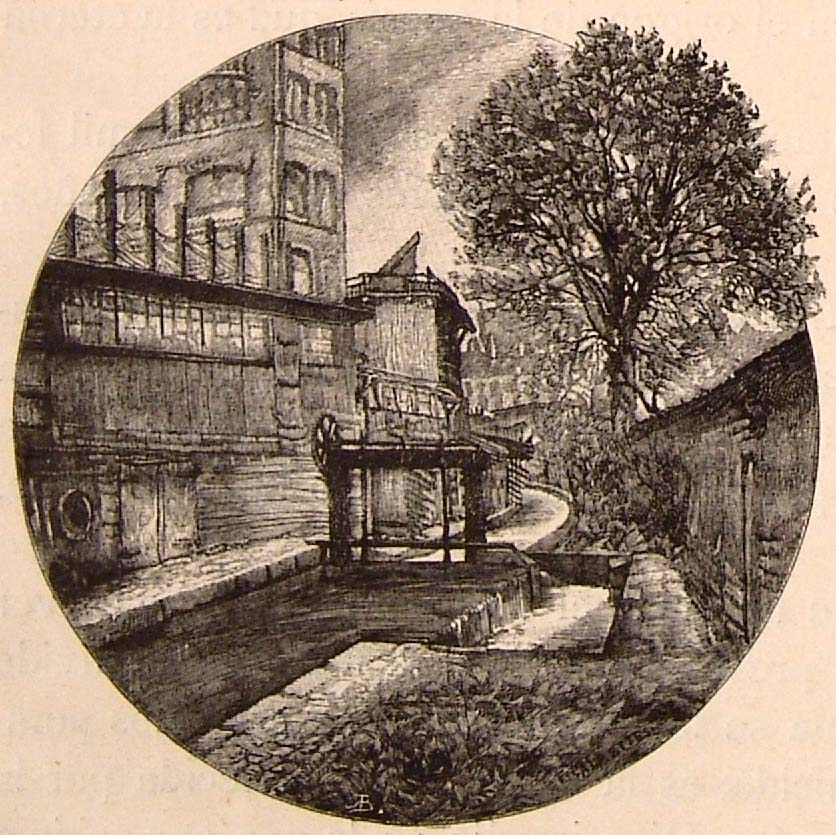
Canalisation (v. 1889).

La rivière suscitait plaintes et récriminations contre les pestilences des abattoirs, des hôpitaux, des égouts, des tanneurs, corroyeurs, mégisseurs et autres teinturiers, qui tous se plaignaient à leur tour des moulins provoquant de fréquentes interruptions du débit sur une si faible pente. Le docteur Hallé constate les ravages de l'insalubrité des lieux sur la santé des riverains et propose en 1790 dans un rapport à l'Académie de médecine de daller la rivière, de rectifier son cours, de la curer chaque mois et de déplacer les moulins en dehors de la ville. Une étude de 1822 confirme les conclusions du docteur Hallé et propose en outre, la création d'un barrage à l'emplacement de l'actuelle poterne des Peupliers pour créer un réservoir de chasse. S'ils ne furent pas totalement appliqués, ces rapports amenèrent le Conseil municipal à décider en 1826 la canalisation de la Bièvre.
Les travaux lancés en 1828 furent achevés en 1844. Le canal maçonné large de 3,6 m avec des piédroits d’une hauteur de 2 m était bordé de berges larges de 4 m d’accès libre sauf dans la ruelle des Gobelins (actuelle rue Berbier-du-Mets) où leur largeur était limitée à 1,5 m. Deux biefs avec vannes et déversoirs furent créés sur la Bièvre morte, quatre sur la Bièvre vive.

##### La couverture de la Bièvre
La canalisation n'améliora guère la situation, les établissements riverains continuant à déverser leurs déchets s'ajoutant aux eaux usées des rues voisines.
Dans son Grand Dictionnaire universel du XIXe siècle, Pierre Larousse indique : « La Bièvre pénètre dans Paris entre les portes d'Italie et de Gentilly traverse par plusieurs bras, qui ne sont que des ruisseaux infects, les faubourgs Saint-Marcel et Saint-Victor, et finit sous forme d'égout recouvert sur le quai de l'Hôpital. Cette rivière alimente de nombreuses tanneries, blanchisseries, teintureries et, entre autres, la fameuse manufacture des Gobelins. Bien que la largeur de la Bièvre ne dépasse pas 3 m, cette rivière était redoutable par ses inondations. »
Haussmann et Belgrand constatent dès 1860 que la seule solution possible est la suppression de la Bièvre à l'air libre.
Les travaux de couverture se prolongèrent sur une cinquantaine d'années se heurtant à beaucoup d'oppositions et nécessitant de coûteuses expropriations. Les derniers biefs encore à l'air libre dans Paris intra-muros, Croulebarde, Glacière et Valence sous les rues homonymes furent recouverts en 1912. La plupart des biefs supprimés furent remblayés.

##### Remblaiement de la vallée
La topographie d'une partie des 5e et 13e arrondissements de Paris a été totalement bouleversée par un immense chantier de comblement de la vallée du boulevard Blanqui et au-delà au nord et jusqu'au sud de la ville de la place de Rungis à la porte des Peupliers. Ainsi, la rue de Tolbiac ouverte de 1863 à 1892 était à l'origine établie sur un remblai dominant les quartiers environnants et l'église Sainte-Anne de la Butte-aux-Cailles est construite 18 mètres au-dessus du niveau d'origine. Il est donc difficile aujourd'hui de suivre l'ancienne vallée dans Paris.

#### La Bièvre dans la toponymie
La toponymie du 5e arrondissement, et surtout du 13e, est indissociable de l’histoire de cette rivière.
Citons la poterne des Peupliers, voûte de passage sous les fortifications de l'enceinte de Thiers, la rue de la Fontaine-à-Mulard, la longue rue du Moulin-des-Prés, les terrains du quartier Glacière, où l'eau gelée en hiver était entreposée pour servir de glace en été, la rue Croulebarbe (du nom du moulin), la manufacture des Gobelins (du nom d'une des nombreuses familles de teinturiers, « l'écarlate » des Gobelins), la rue des Cordelières, la rue du Fer-à-Moulin. La rue de Bièvre rappelle le confluent du Moyen Âge à l'époque du canal des Victorins.
Le tracé de plusieurs rues épouse celui de l'ancienne rivière : la rue Brillat-Savarin ancienne rue du Pot-au-Lait, la rue Berbier-du-Mets, ancienne ruelle des Gobelins qui longe l'arrière de la manufacture des Gobelins, le square Adanson, la rue Nicolas-Houël.

### Hors Paris
La Bièvre, alors déjà fortement modifiée par l'homme (curage, réfection des berges, etc.) est plusieurs fois évoquée dans la jurisprudence des années 1700 concernant les eaux et forêts.

#### Projet duXVIIIesiècle
Au cours des années 1780, des travaux de construction d’un canal qui aurait détourné une partie des eaux de l’Yvette et de la Bièvre pour les conduire dans un réservoir à Paris dans le quartier de l’Observatoire furent menés par l’Entreprise de l'Yvette créée par Nicolas Defer de la Nouere (1740-1794). Cette entreprise qui reprenait un projet présenté en 1775 par l’ingénieur Jean-Rodolphe Peronnet  était destinée à alimenter Paris en eau potable.
Le canal aurait eu deux branches l’une captant l’eau de l’Yvette en amont de Saint-Rémy-lès-Chevreuse, l’autre l’eau de la Bièvre à Bièvres, qui auraient conflué à Massy à l’emplacement de l’actuel quartier de la Poterne.
Ils furent interrompus par des arrêts du Parlement des 26, 29 novembre, 3 et 10 décembre 1788 qui ordonnent la suspension des travaux à la requête du syndic de la paroisse de Verrières Vitalis de Migneaux et ordonnent « la remise en état de la Bièvre dans son ancien cours ainsi que de toutes les sources, fontaines et ruisseaux y affluant. »
Un arrêt du conseil d’État du 14 février 1789 annule ces arrêts mais les travaux ne furent pas repris.
D'autres paroisses riveraines de la Bièvre, Antony, Gentilly et Longjumeau riveraine de l'Yvette, protestent contre ce projet dans leurs cahiers de doléance de 1789.
Seule la paroisse de Massy qui n'a pas d'activité économique dépendante de la rivière y est favorable car ce canal lui aurait évité des inondations.

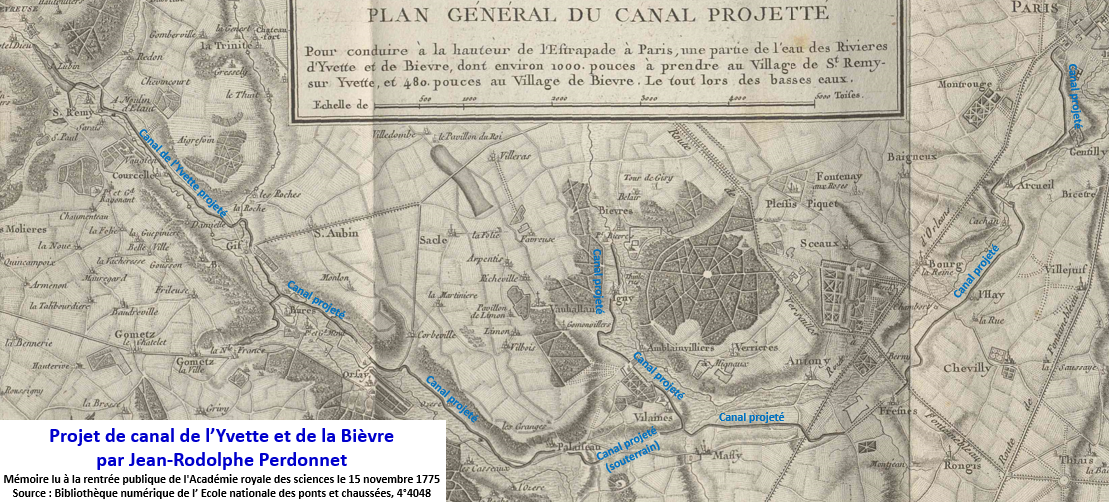

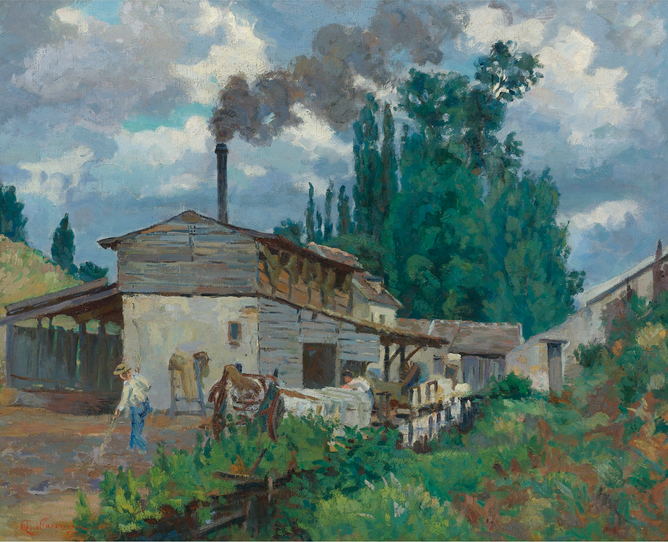
Les Bords de la Bièvre, 1875,
Armand Guillaumin.
Collection privée, vente 2011.

#### Aménagements auXIXesiècle
Le 26 fructidor an III (12 septembre 1795), Oberkampf s'est porté acquéreur de l'ancienne ferme royale de Bouviers à Guyancourt, son objectif étant de contrôler la qualité des eaux de la Bièvre dont la source se trouvait sur les terres de cette ferme. Jusqu’au XVIIe siècle, les terrains en aval de la source de la Bièvre étaient des zones marécageuses. La carte de Cassini ne mentionne pas les étangs ; seul le tracé de la Bièvre apparaît. Un premier étang, dénommé étang de la Minière, apparaît sur le plan d'intendance de la paroisse de Guyencourt en 1787. Les étangs se construisent au fil du temps. Les problèmes de l'envasement des étangs et de l'entretien des berges et des digues sont permanents. Par exemple en 1819, le Conseil de salubrité de Paris, présidé par le préfet, confie une étude à monsieur Pariset afin de rechercher les causes des basses eaux permanentes de la Bièvre dans Paris. Celui-ci indique dans son rapport : 

« On ne peut nier que, dans ses parties supérieures, le lit de la Bièvre ne soit fort négligé. Depuis sa première source jusqu'au village de Buc, […] ce lit est bourré d'une prodigieuse quantité d'herbages grossiers et parasites, qui consomment par leur végétation un volume d'eau considérable. […] Dans toute la vallée du Moulin-Renard, il y a des portions de terrain noyées, des fondrières, des marais, où l'eau qui les forme séjourne en pure perte. […] par les crevasses qui se sont faites dans les berges, l'eau fuit de son lit […]. »

En 1879, la batterie du Ravin-de-Bouviers est construite au sommet du ravin de Bouviers surplombant la vallée de la Bièvre. La batterie est implantée dans l'actuelle forêt de Versailles en limite du secteur militaire de Satory. La batterie est construite sur l'emprise de l'aqueduc situé entre l'étang de Saint-Quentin et Versailles. Certaines traverses s'appuient sur les structures de l'aqueduc.
Plusieurs parties du cours de la rivière, à Antony, Cachan, Gentilly ont été canalisées à la fin du XIXe siècle et au début du XXe siècle.

#### Aménagements auxXXesiècleetXXIesiècle
En proche banlieue, la rivière est administrée depuis 1906 par la Préfecture de la Seine qui impose le curage annuel.
La Bièvre est entièrement recouverte d’Antony à Verrières, partiellement avant 1914, en totalité au cours des années 1950. Des tronçons sont remis à l'air libre en 2003 à Fresnes[réf. souhaitée], à Cachan en 2006, à l'Hay-les-Roses en 2016, à Arcueil en 2022. 
De 1959 à 1965, un collecteur des eaux usées est construit d'Antony à Amblainvilliers (limite des communes d'Igny, Verrières-le Buisson et Massy).
Les biefs de Jouy, Buc, Bièvres, d'Amblainvilliers et de Migneaux sont supprimés de 1959 à 1966. Les eaux de la Bièvre sont canalisées à Massy dans une galerie souterraine de 1 200 mètres de long sous la voie de la Vallée de Bièvre (route départementale 60) du parc de Vilgénis au pont de Migneaux (intersection entre la rue de Migneaux et la  D 60), l'ancien bief étant remblayé.
. 
En 2000, un bief à faible débit est recréé en aval du moulin de Grais le long de la D 60  à la limite communale entre Massy et Verrières-le-Buisson par dérivation d'une partie des eaux de la Bièvre souterraine. Cette rigole, généralement considérée comme la Bièvre remise à l'air libre est prolongée en aval en 2017
.

### Aménagements auXXIesiècle
En 2003, la Bièvre est découverte sur 140 m dans le Parc des Prés de la Bièvre, sur la commune de Fresnes.
En 2022, la rivière est découverte, sur 600 m, sur les communes d’Arcueil et de Gentilly.

### Les anciens métiers de la Bièvre
La Bièvre fut intensivement exploitée à Paris jusqu’à sa couverture en 1912, en proche banlieue jusqu’aux années 1930.

#### Les meuniers
Les moulins étaient situés sur les bras vifs artificiels surélevés. Leur roue était actionnée par le haut en amont jusqu’à Antony où la dénivellation permettrait l’aménagement d’une chute, par le bas en aval en banlieue et à Paris.
Les moulins étaient généralement destinés à moudre le grain. Quelques-uns ont eu d’autres fonctions, sciage de pierres papeterie (Moulin du Ponceau au confluent sur la Seine) force motrice pour une usine de meubles à Fresnes.
Le faible débit de la Bièvre ne permettait qu’une utilisation intermittente : à Paris, les moulins ne fonctionnaient que quelques heures par jour.
Sept moulins ont existé à Paris, le Petit Moulin dans le quartier Saint-Médard disparu avant 1715, les moulins du Ponceau près du confluent avec la Seine, Coupeau rue Geffroy-Saint-Hilaire, Saint-Marcel, Croulebarbe achetés par la Ville de Paris en 1826 et détruits vers 1840, le moulin des Prés acquis puis démoli par la Ville en 1881, le moulin d'Aletz à l'emplacement de l'Institut du monde arabe sur la dérivation du canal des Victorins disparu au XVIIe siècle avec celle-ci. Leur emplacement est indiqué par des plaques au sol.

Les moulins à Paris
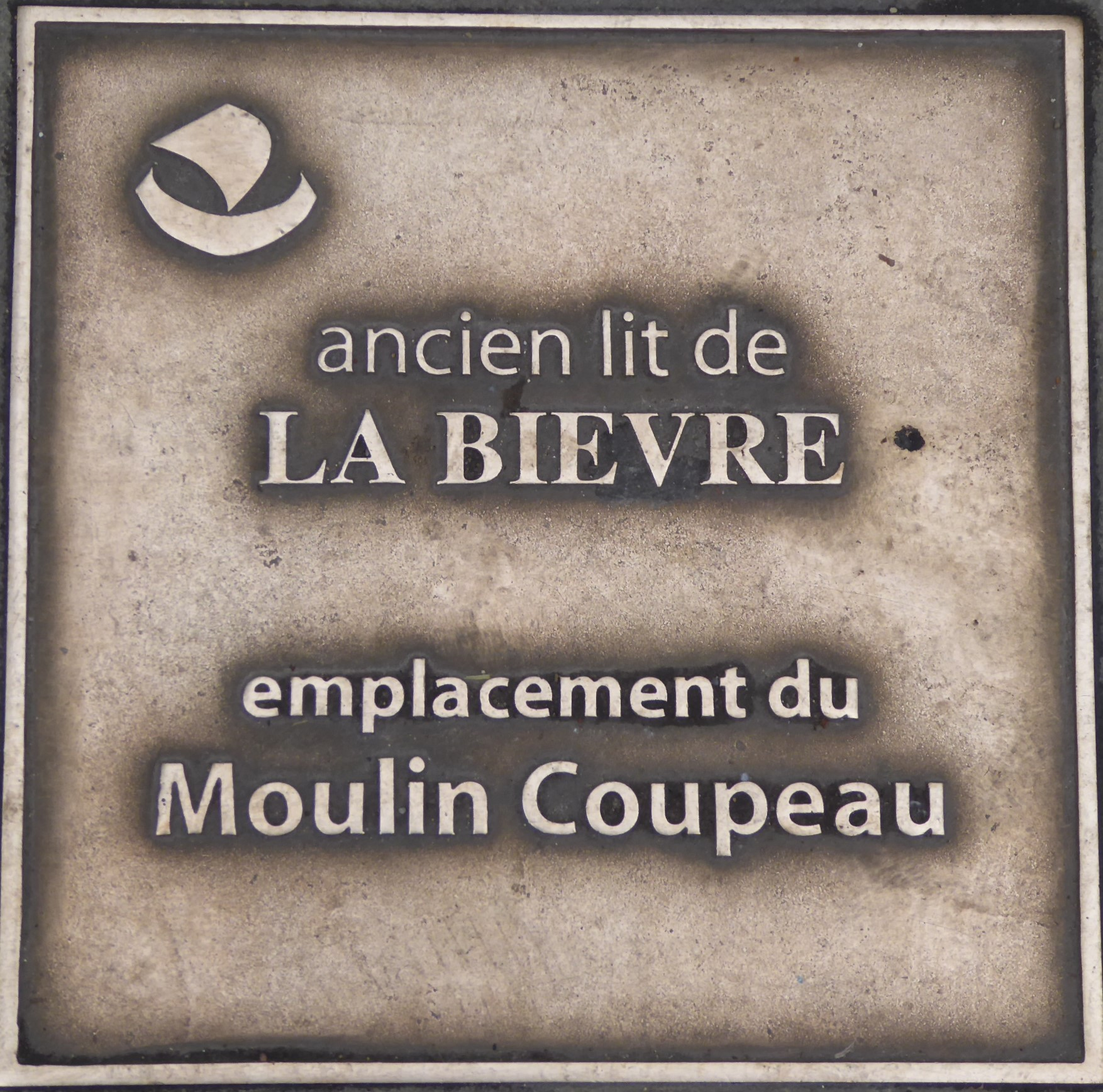
Moulin Coupeau, plaque située au niveau du 26, rue Geoffroy-Saint-Hilaire.
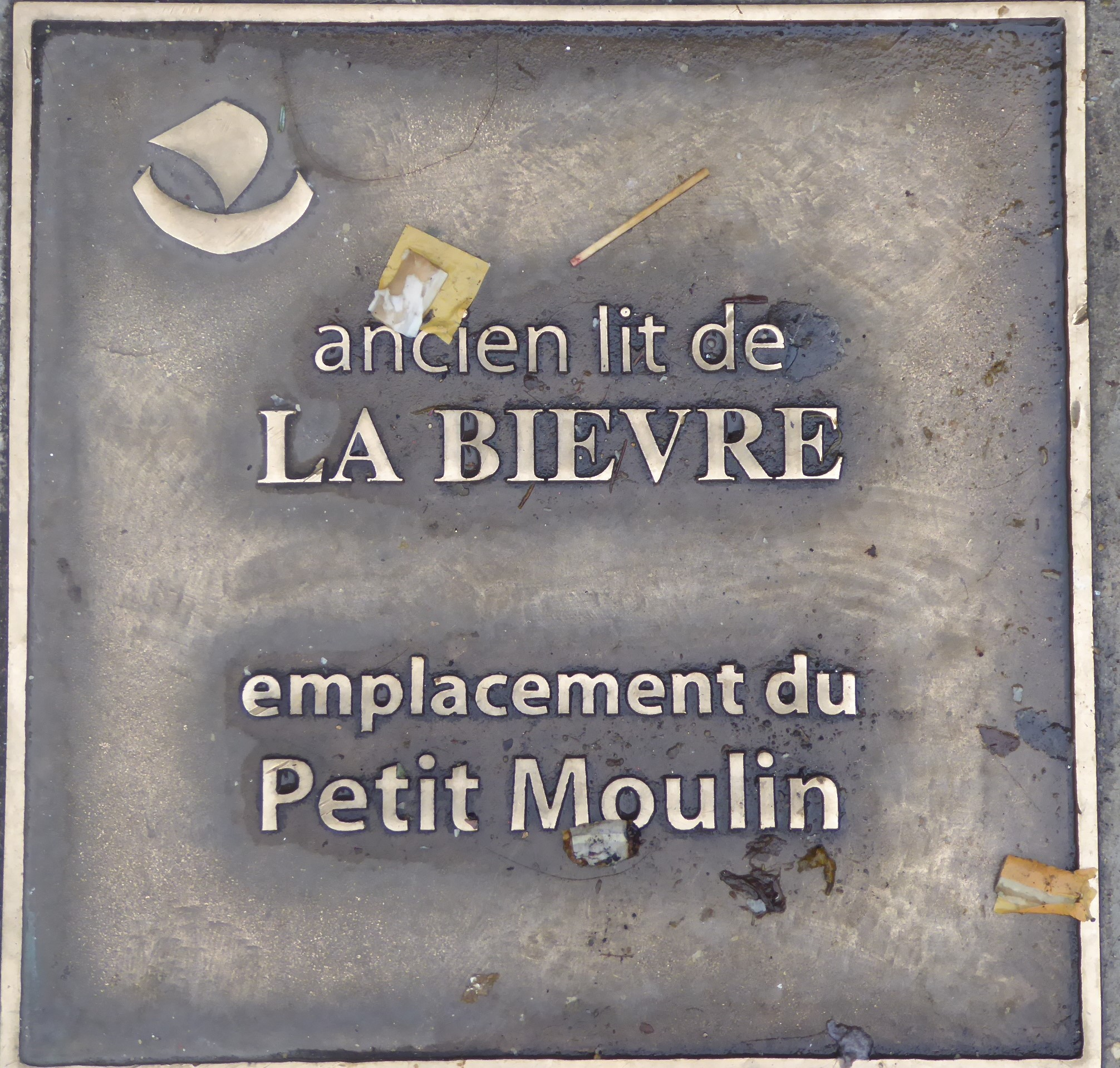
Petit moulin, plaque située au niveau du n° 5, rue de Bazeilles.
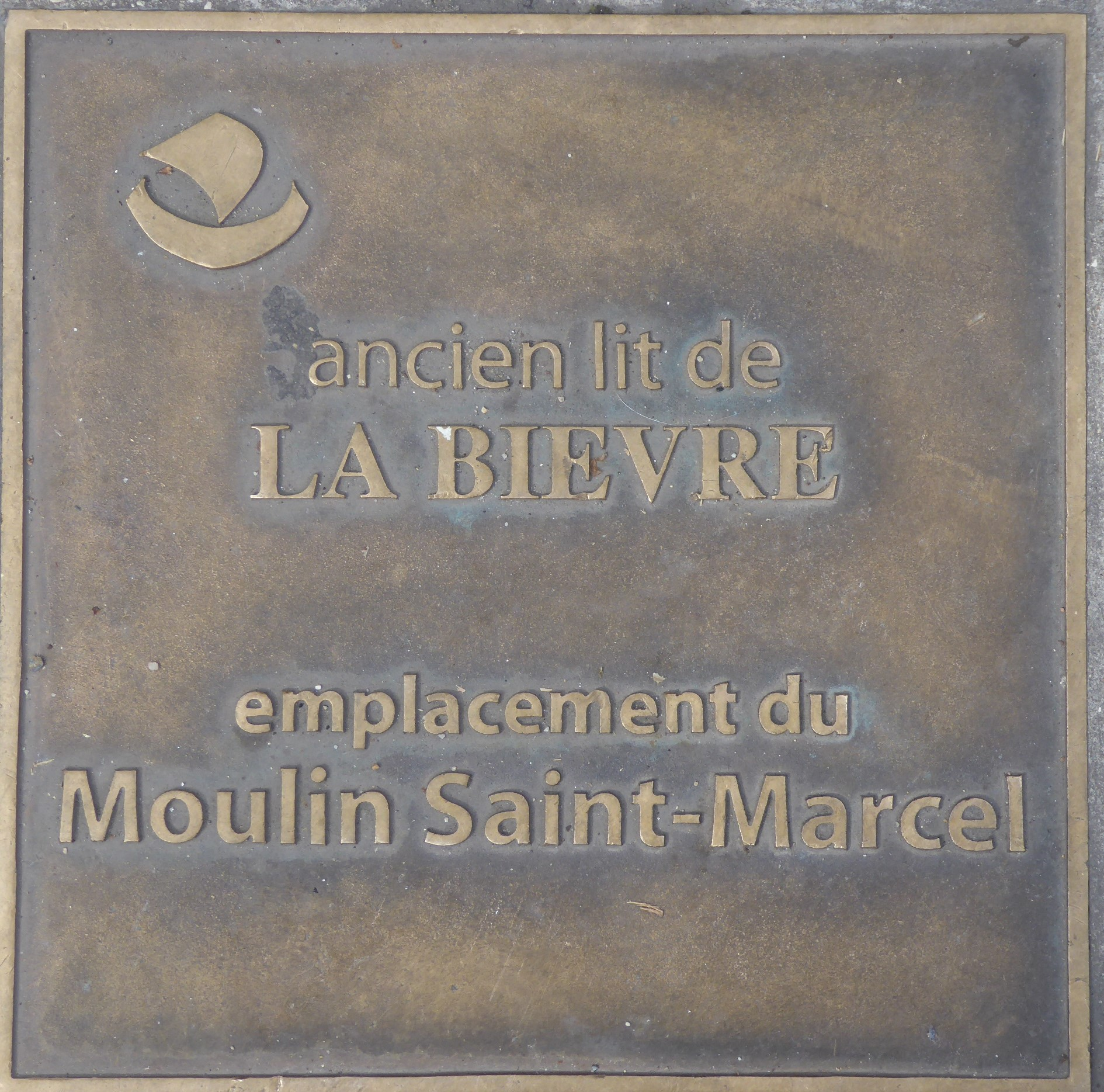
Moulin Saint-Marcel, plaque située au niveau du 2, avenue des Gobelins.
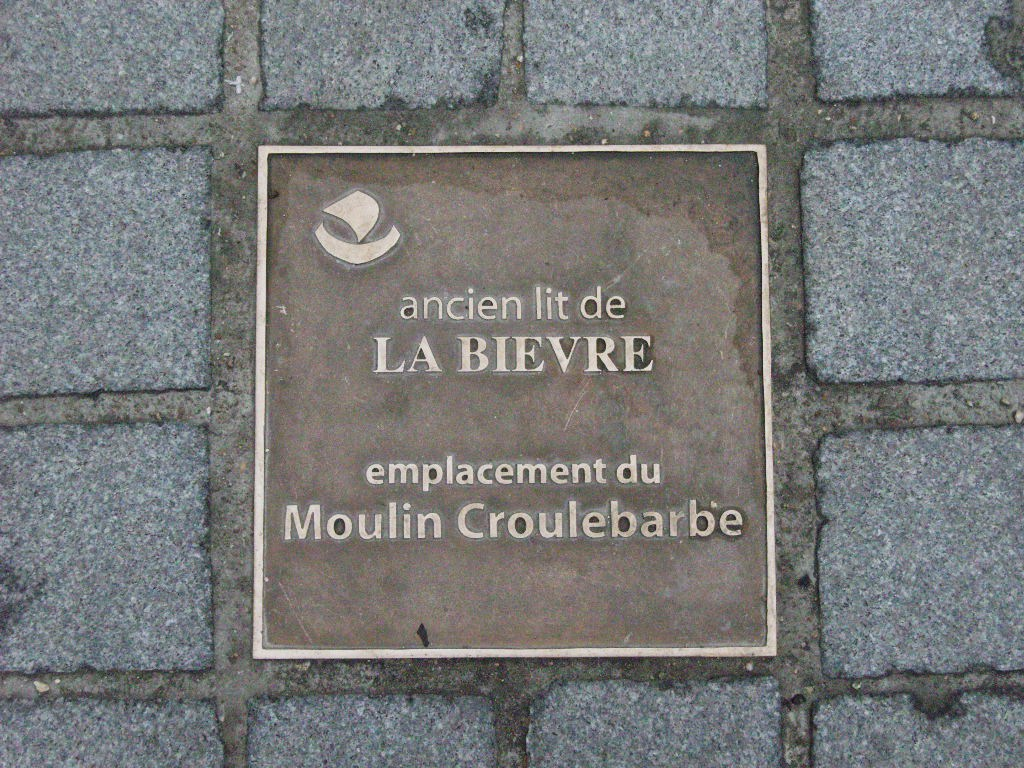
Moulin Croulebarbe, plaque située à la jonction de la rue de Croulebarbe avec la rue Corvisart, à l'entrée du square René-Le Gall.
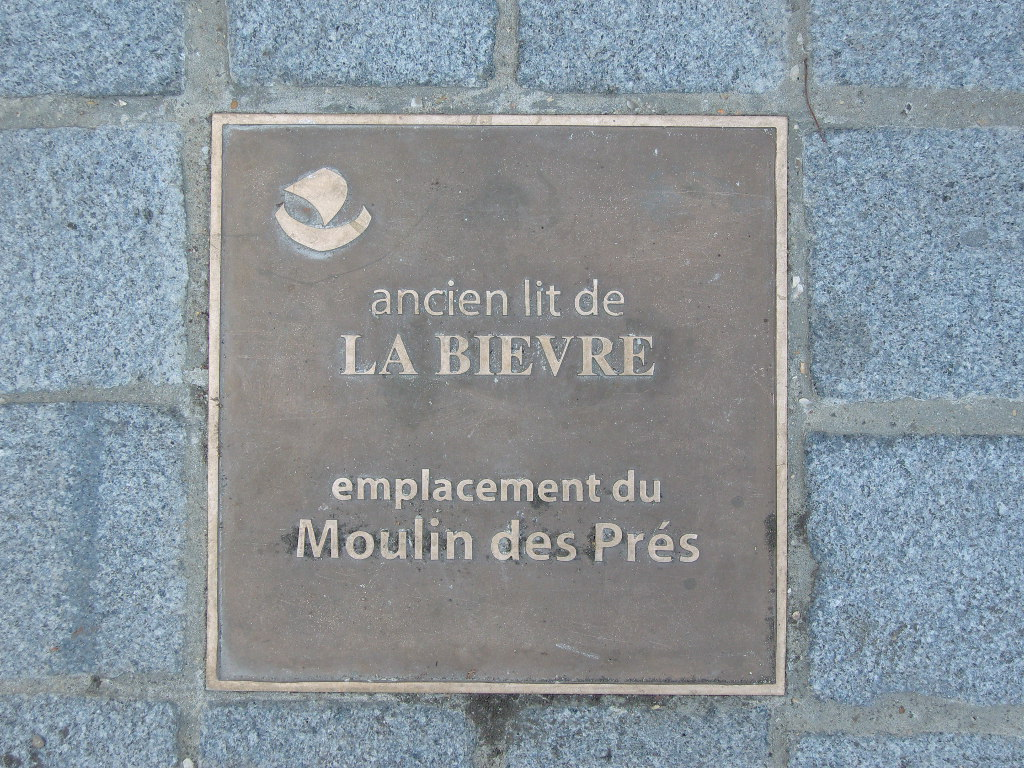
Moulin des Prés, plaque située au croisement de la rue Henri Pape avec la rue du Moulin-des-prés.

Un ou plusieurs moulins étaient implantés dans chaque village riverain de Buc à Gentilly.
Contrairement à Paris où tous les moulins ont disparu, les bâtiments d’une grande partie des moulins de la haute vallée et de la banlieue subsistent, quelques-uns délabrés tel le moulin de Marienthal à Igny ou méconnaissables (le moulin Migneaux à la limite de Verrières et de Massy dont la rue de l’allée du moulin à Verrières conserve le souvenir), le moulin de Berny qui est un immeuble d’habitation, d’autres bien restaurés et mis en valeur, haras de Vauptain, moulin de Vauboyen à Bièvres, moulin de Grais à Verrières-le-Buisson, moulin d'Antony, moulin de l’Haÿ-les-Roses.

Les moulins de la Bièvre en banlieue
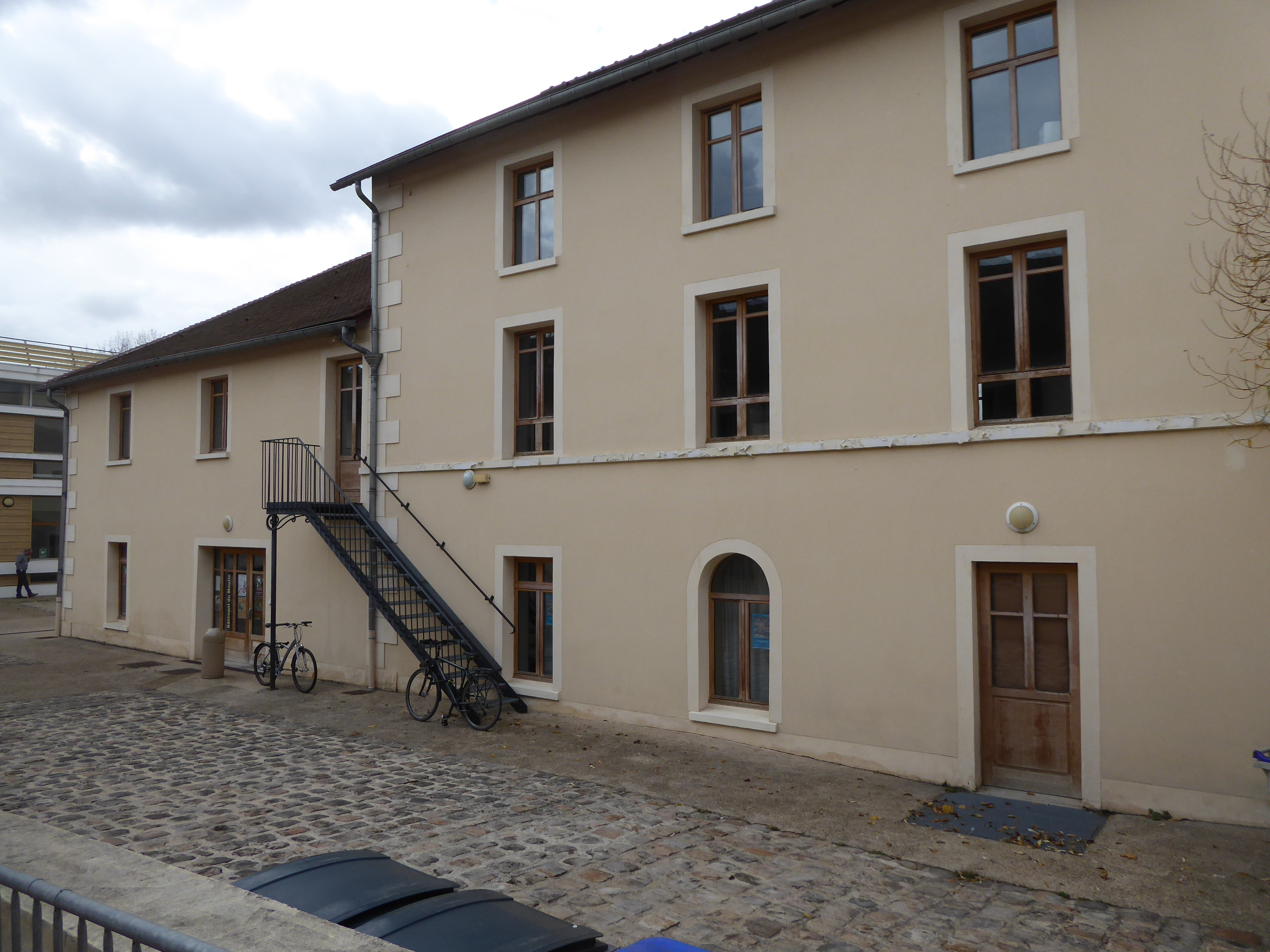
L'Haÿ-les-Roses Moulin de la Bièvre.
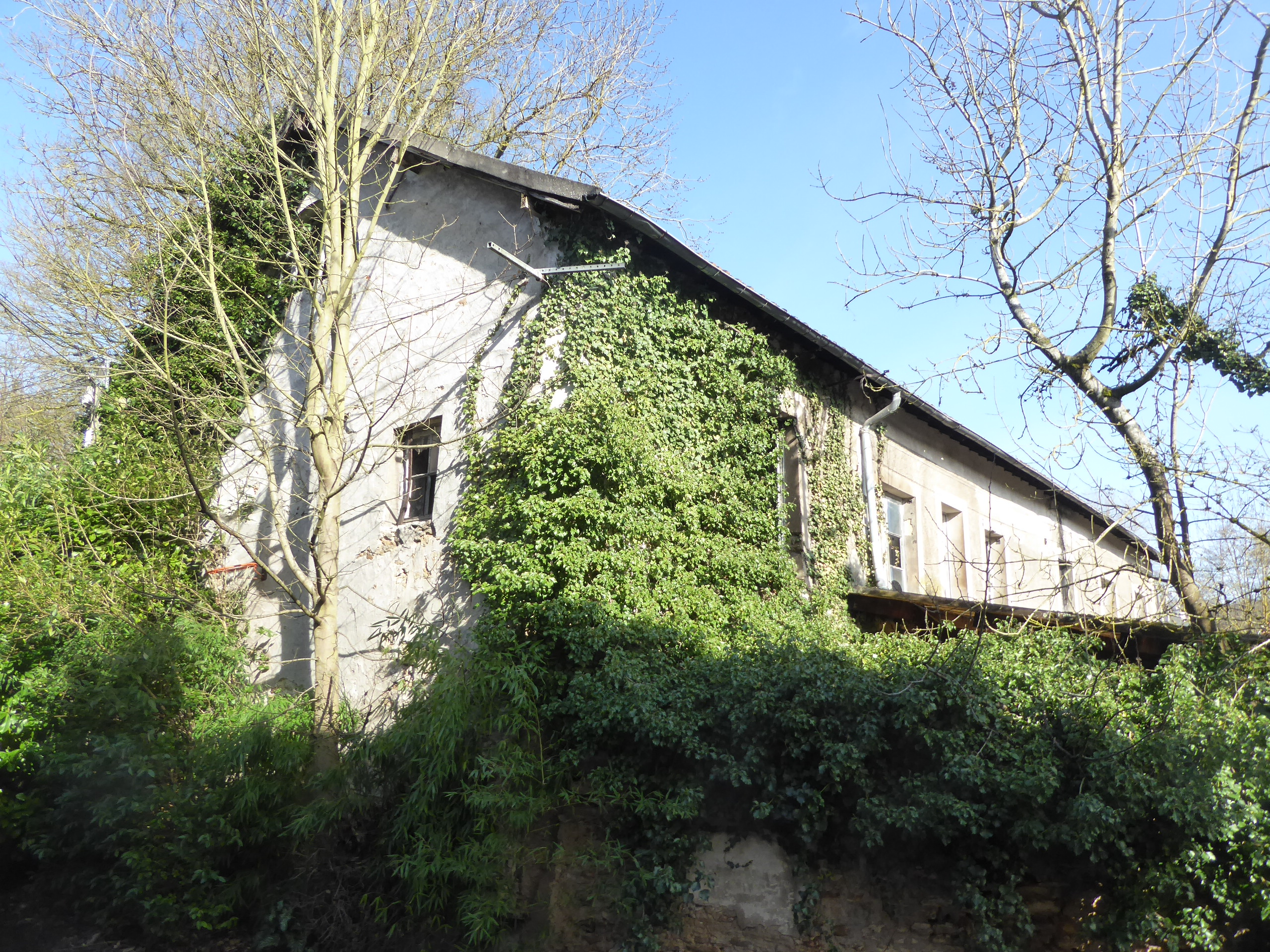
Ancien moulin de Marienthal à Igny.
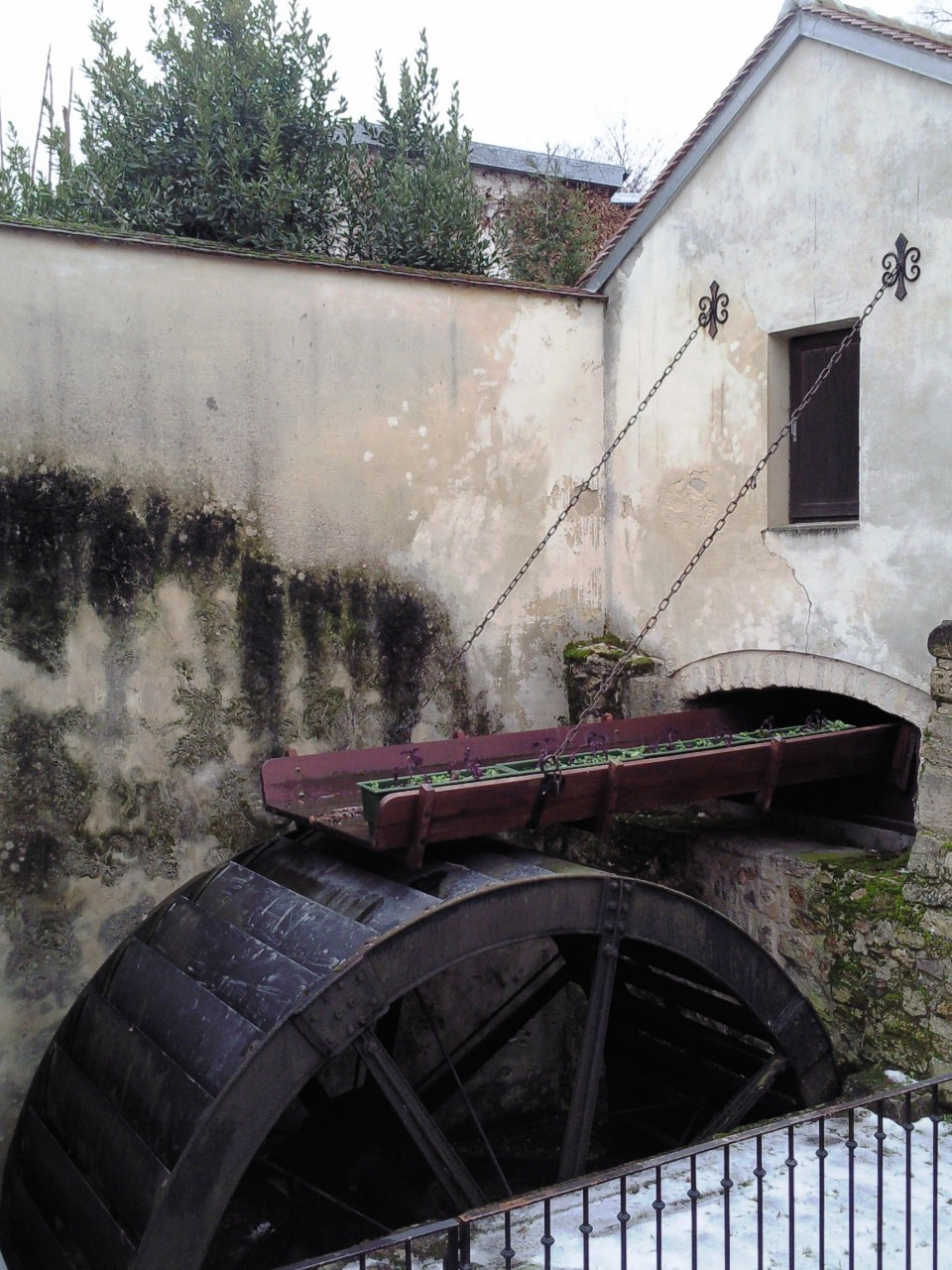
Moulin d'Antony.
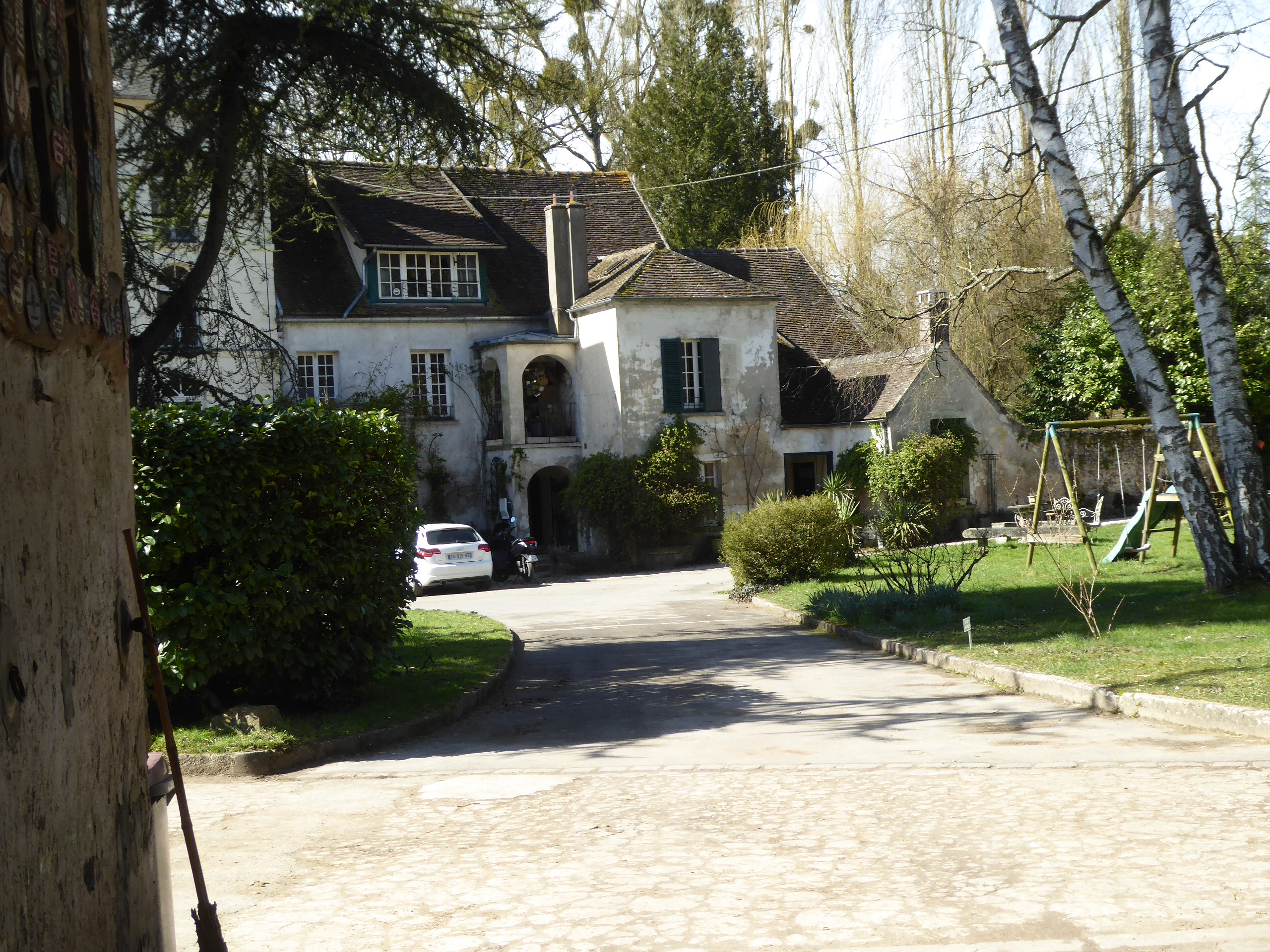
Moulin-haras de Vauptain.

#### Les tanneurs
Les tanneurs installés au bord de la Seine près de la place de la Grève dont le quai de la Mégisserie conserve le souvenir furent expulsés et s’installèrent au XVIIe siècle sur les rives de la Bièvre principalement dans le quartier Saint-Médard. Les tanneries étaient également nombreuses à Gentilly.
Les tanneurs étaient parmi les principaux pollueurs.
Les peaux étaient trempées dans un bain de chaux, lavées à grande eau puis empilées couvertes de tan ensuite mises à sécher sur des lattes de bois fixées sur les murs des bâtiments. Les tanneries traitaient les gros cuirs, les peaux de bovin, les mégisseries les peaux de mouton, de chèvre et d’agneau blanchies dans des bains de farine et d’œufs.

Tanneries et mégisseries en activité
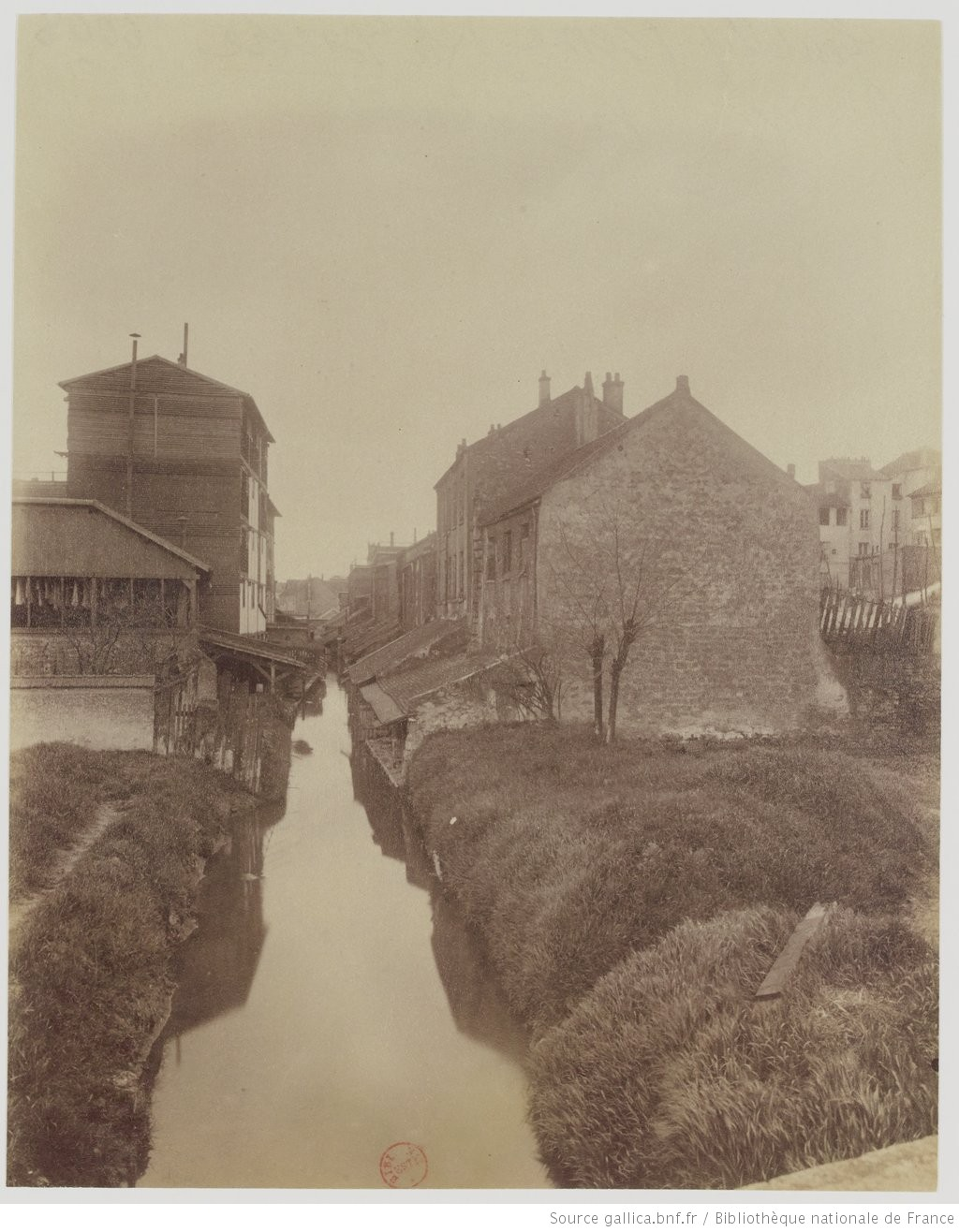
Tanneries à Gentilly à la fin du XIXe siècle.
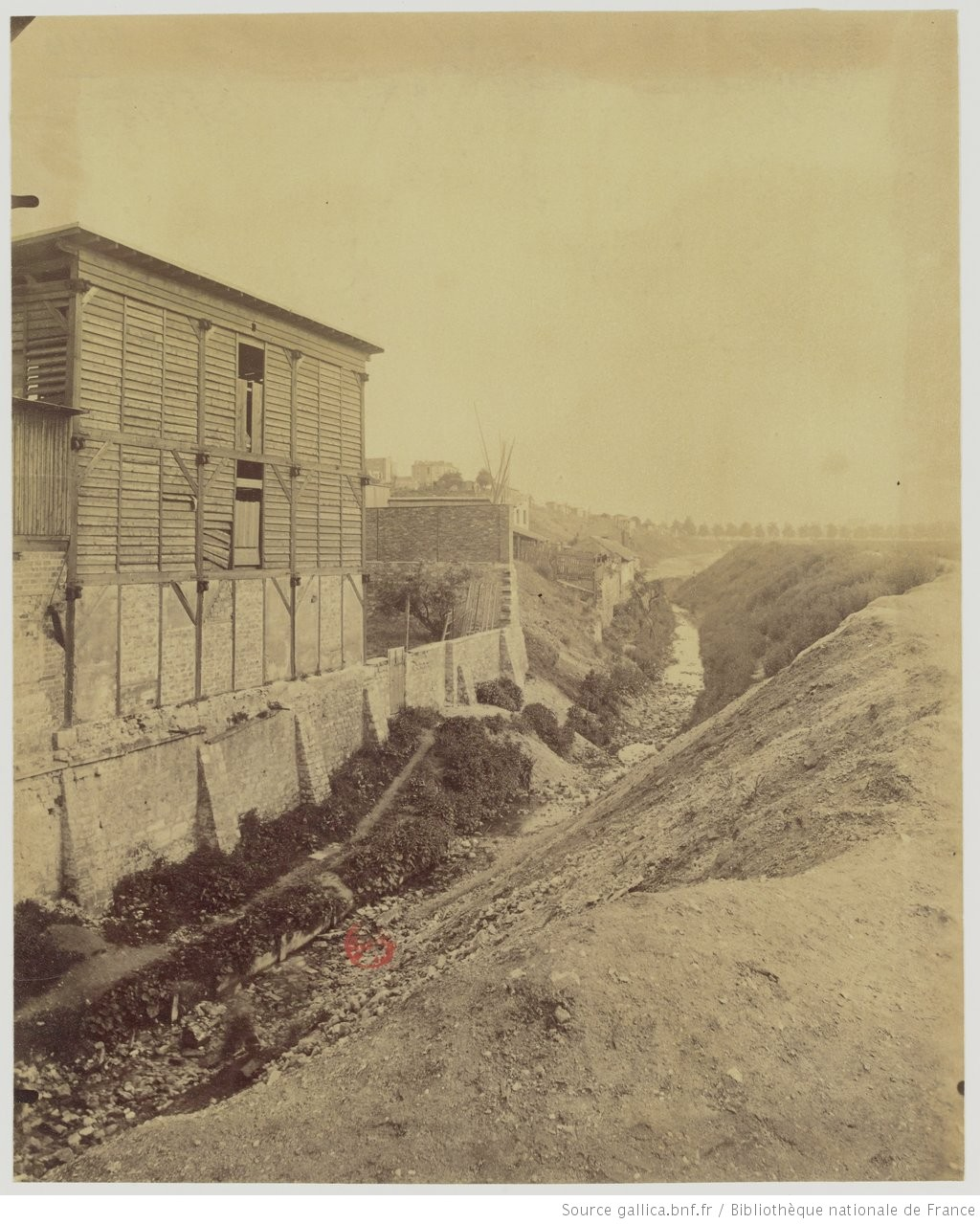
Tanneries en 1898 (emplacement du boulevard Blanqui).
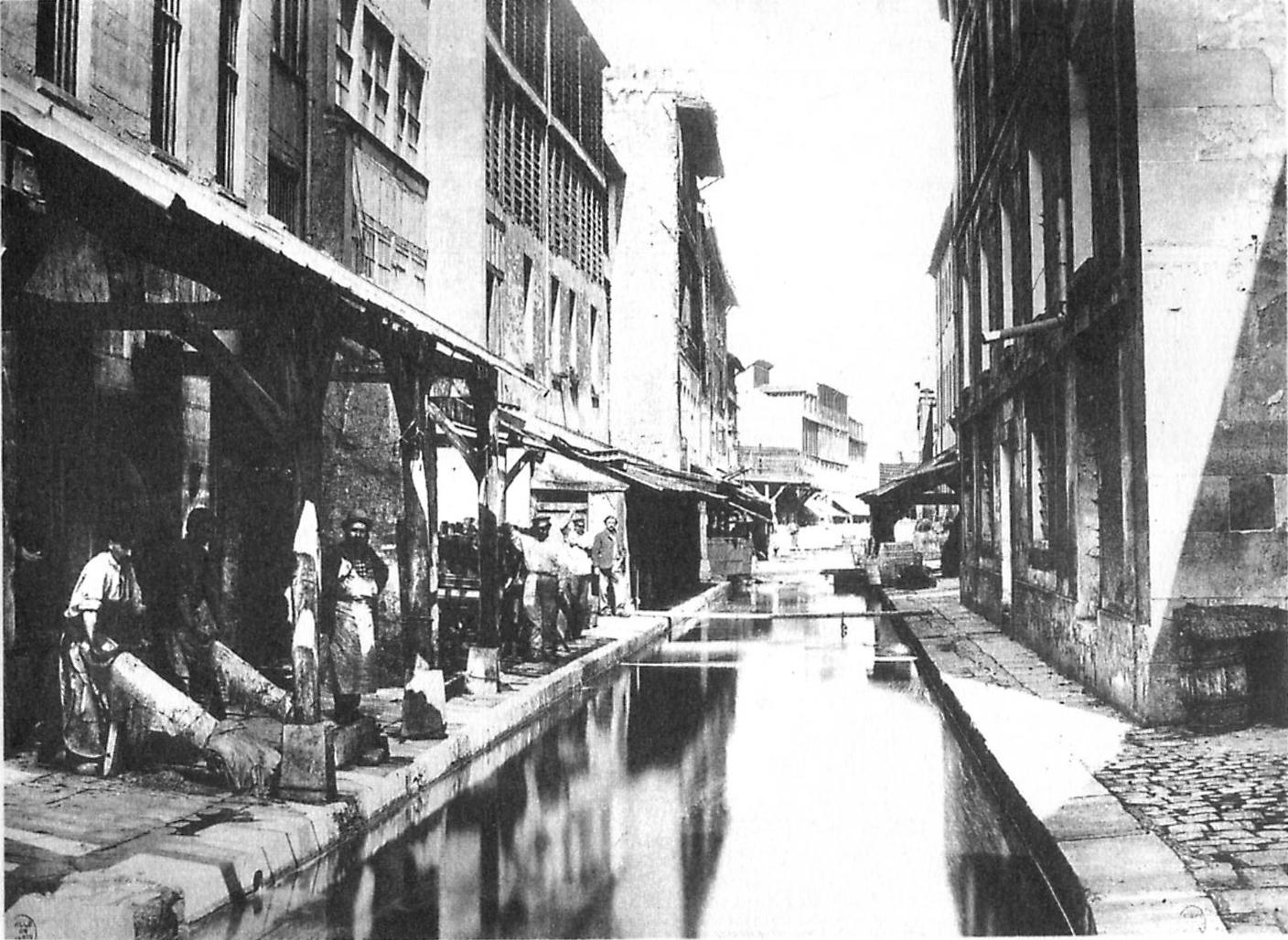
Tanneries sur la Bièvre, fin XIXe siècle (photo Charles Marville).

À la fin du XIXe siècle, les méthodes de travail évoluèrent avec la généralisation des machines à vapeur. De nombreux bâtiments d’anciennes mégisseries datant de cette époque sont visibles, quelques-uns un peu à l’écart des anciennes berges. .

Bâtiments d’anciennes tanneries et mégisseries
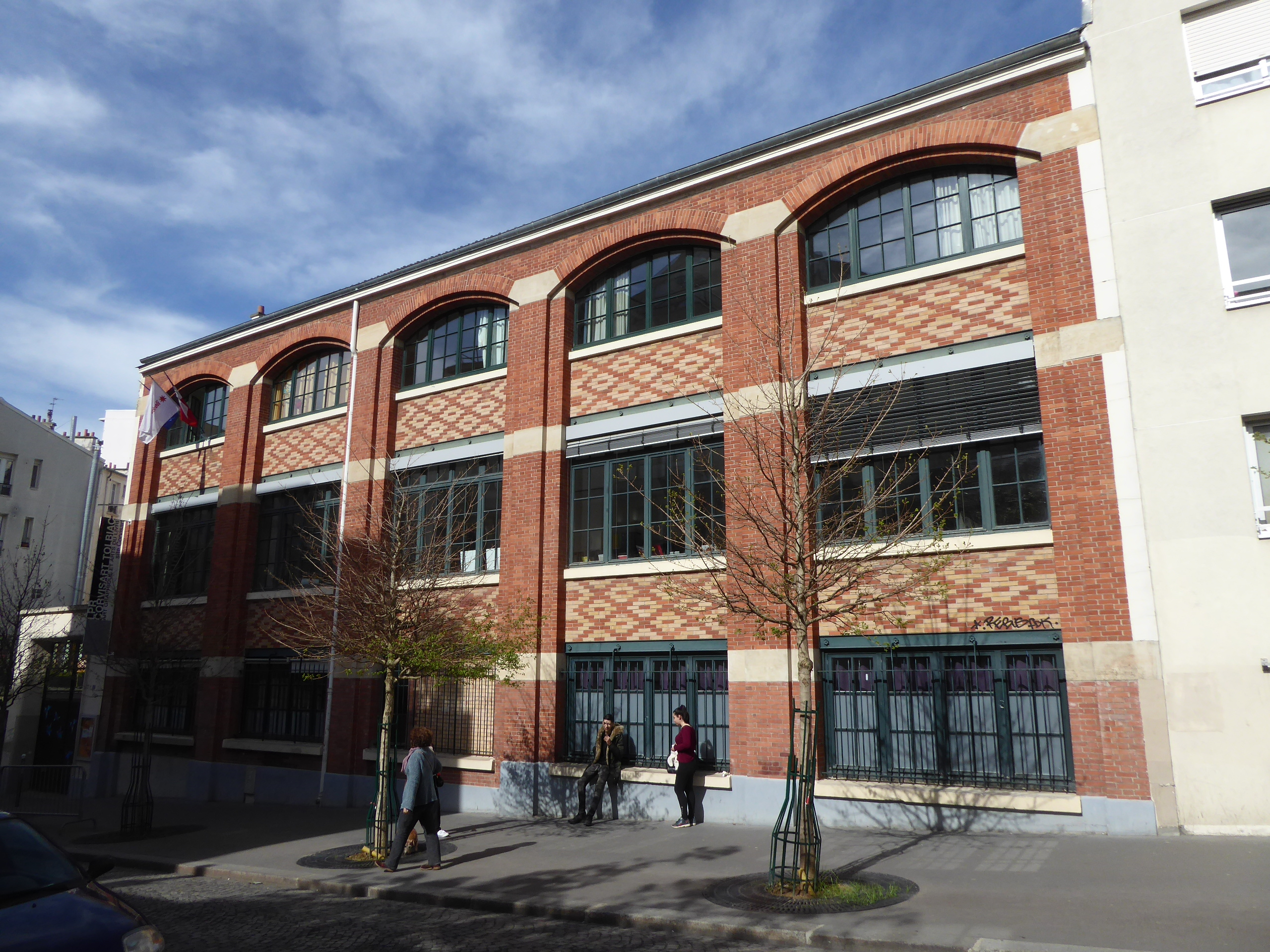
Ancienne mégisserie rue Corvisart.
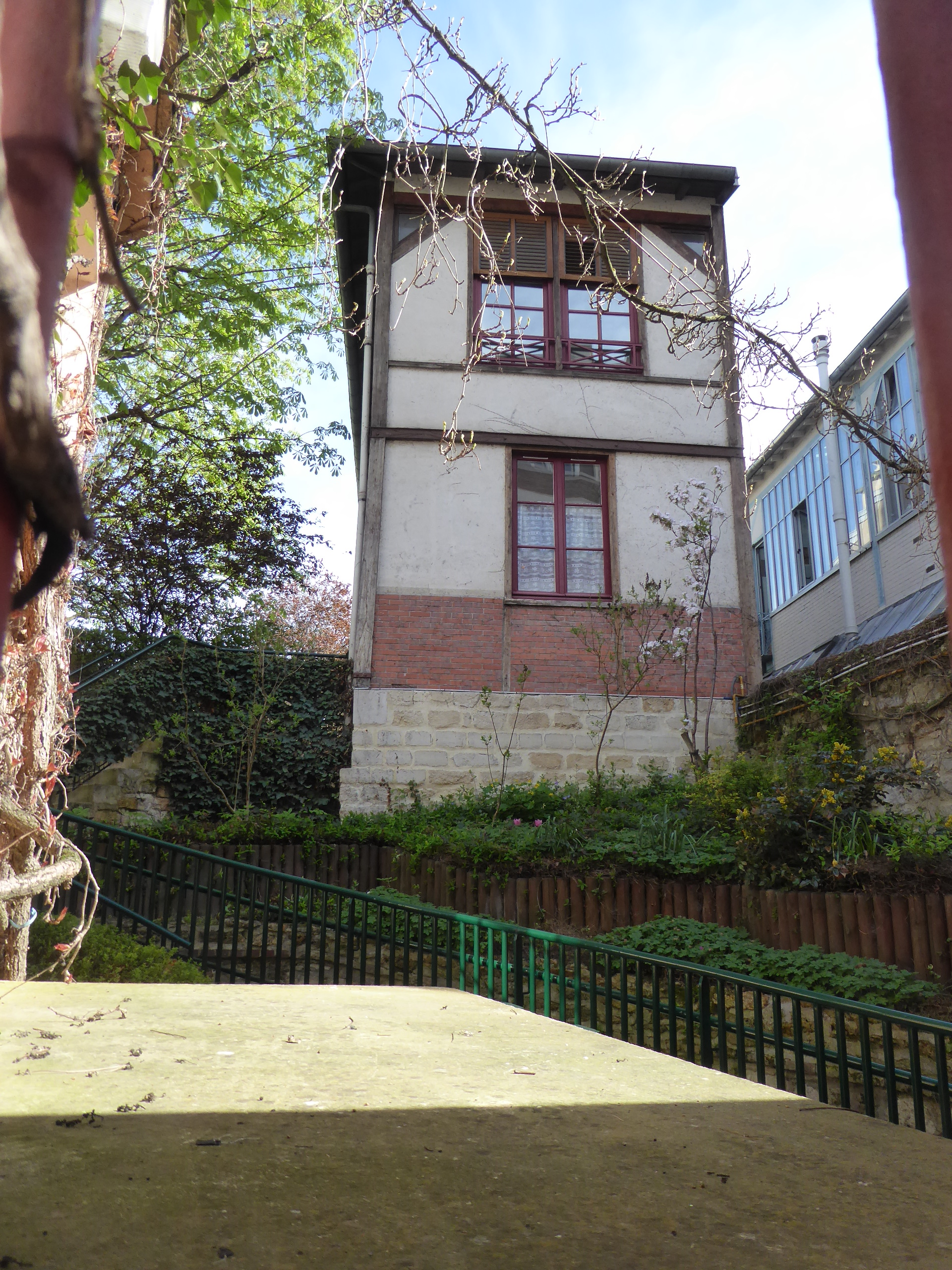
Ancienne mégisserie rue Barrault.
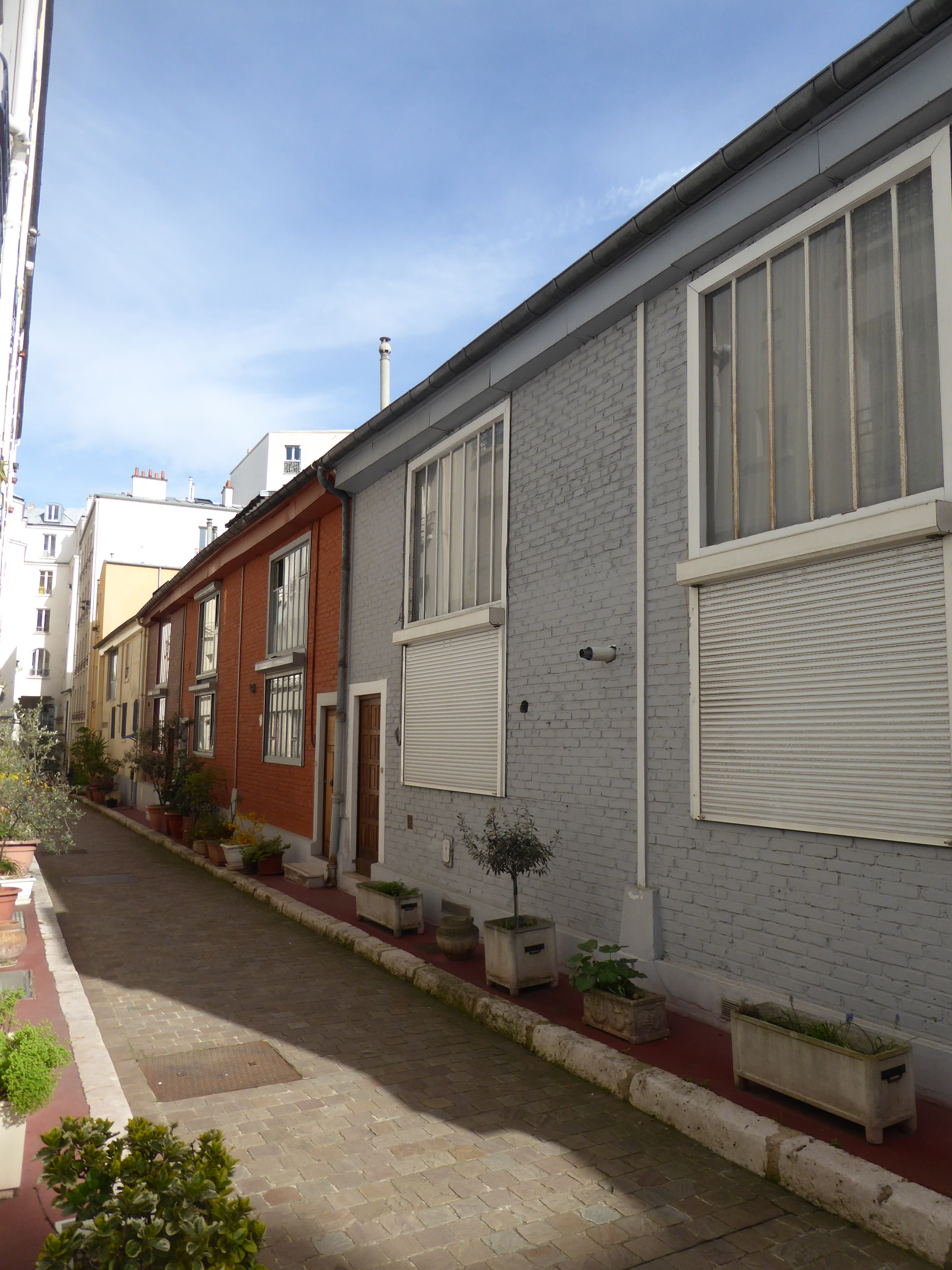
Anciennes mégisseries 40 rue Pascal.
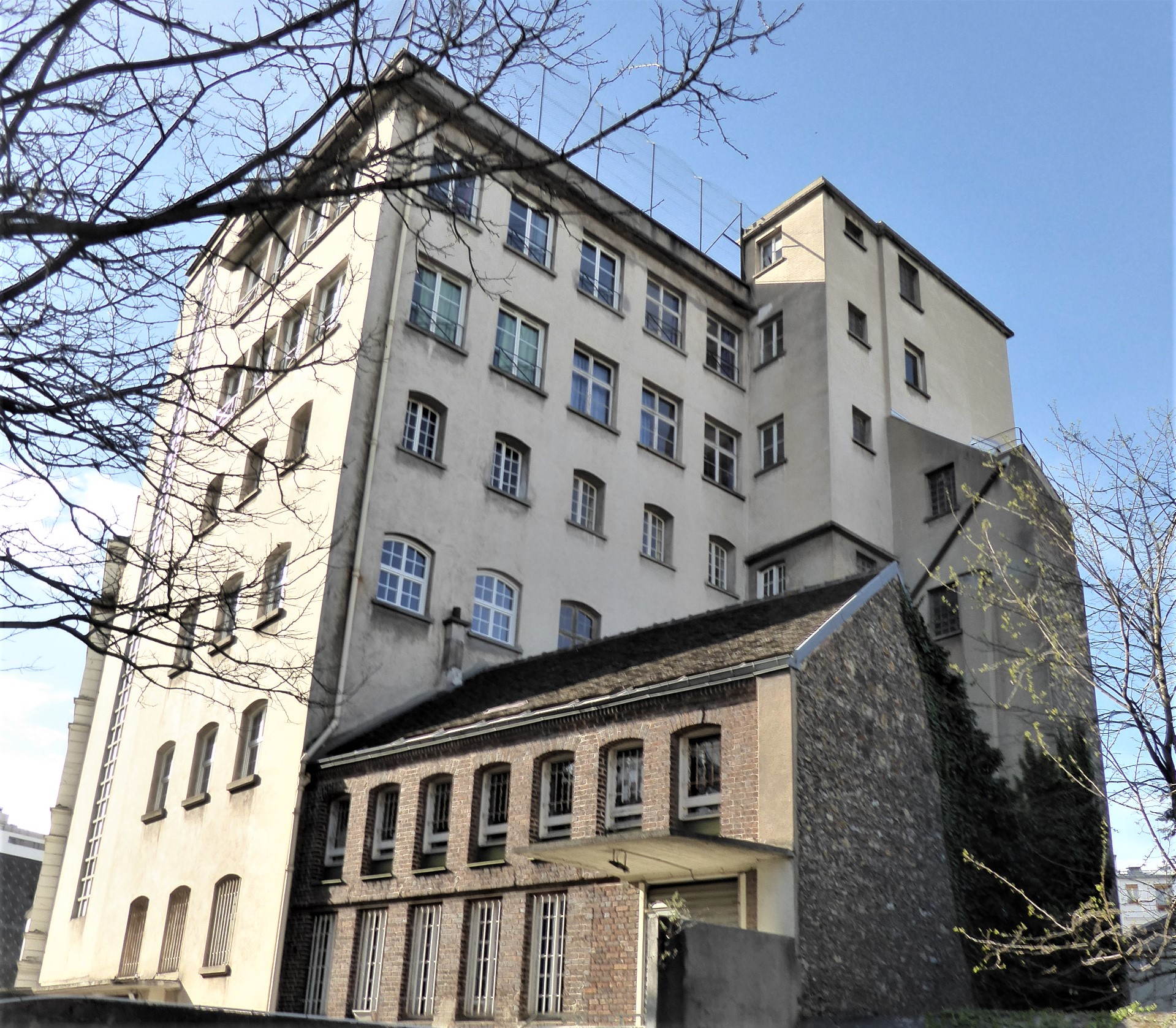
Anciennes mégisseries cour Sœur-Rosalie.

#### Les teinturiers
Jean Gobelin, teinturier d’origine flamande qui a donné son patronyme au quartier, à la manufacture et à la rivière, s’est installé au bord de la Bièvre le 20 août 1443. Les Gobelin cédèrent leur teinturerie à une famille italienne qui ajoutèrent une tapisserie de haute lisse. Colbert racheta les bâtiments en 1662 et développa la Manufacture.
La teinturerie concentrée entre le moulin de Croulebarbe et la rue Saint-Hyppolite activité la plus prestigieuse n’était pas la plus importante : 6 teinturiers recensés en 1734, 2 en 1850, activité disparue en 1861.

#### Les blanchisseuses
Quatre cents blanchisseuses exerçaient leur activité au début du XIXe siècle, autant que possible en amont des industries les plus polluantes, particulièrement dans le Clos Payen près de l’actuel boulevard Blanqui. Sur le plan établi en 1789 par la Société royale de médecine plusieurs blanchisseries figurent cependant en aval du faubourg Saint-Marcel. Le linge trempé dans une eau très sale causait des maladies de la peau. Ce métier épuisant et insalubre était le plus mal payé de ceux de la Bièvre. Les blanchisseuses gênaient les teinturiers par la pollution d’eaux savonneuses et les retenues d’eau en amont. L’administration réglementa la dimension des tonneaux qui devaient être cadenassés en dehors des heures de travail.
L’activité déclina à Paris à la fin du XIXe siècle mais ne disparut qu’avec la couverture du bief Pau en 1904 près de la place de Rungis.
En proche banlieue, la blanchisserie était très développée à Gentilly (52 établissements en 1900) et à Cachan (une centaine en 1923, encore 75 en 1937). Après 1900, l’eau de la Bièvre n’était plus utilisée pour le lavage et le rinçage mais pompée dans la nappe phréatique, les eaux usées étant cependant encore déversées dans la rivière. Le linge était amené de Paris et rapporté repassé.
Les bâtiments d’anciennes blanchisseries sont visibles à Cachan où cette activité était la principale industrie.
Des lavoirs existaient par ailleurs dans chaque commune de la source à Gentilly pour l'usage des habitants. La plupart ont disparu mais quelques-uns ont été restaurés.

Blanchisseries
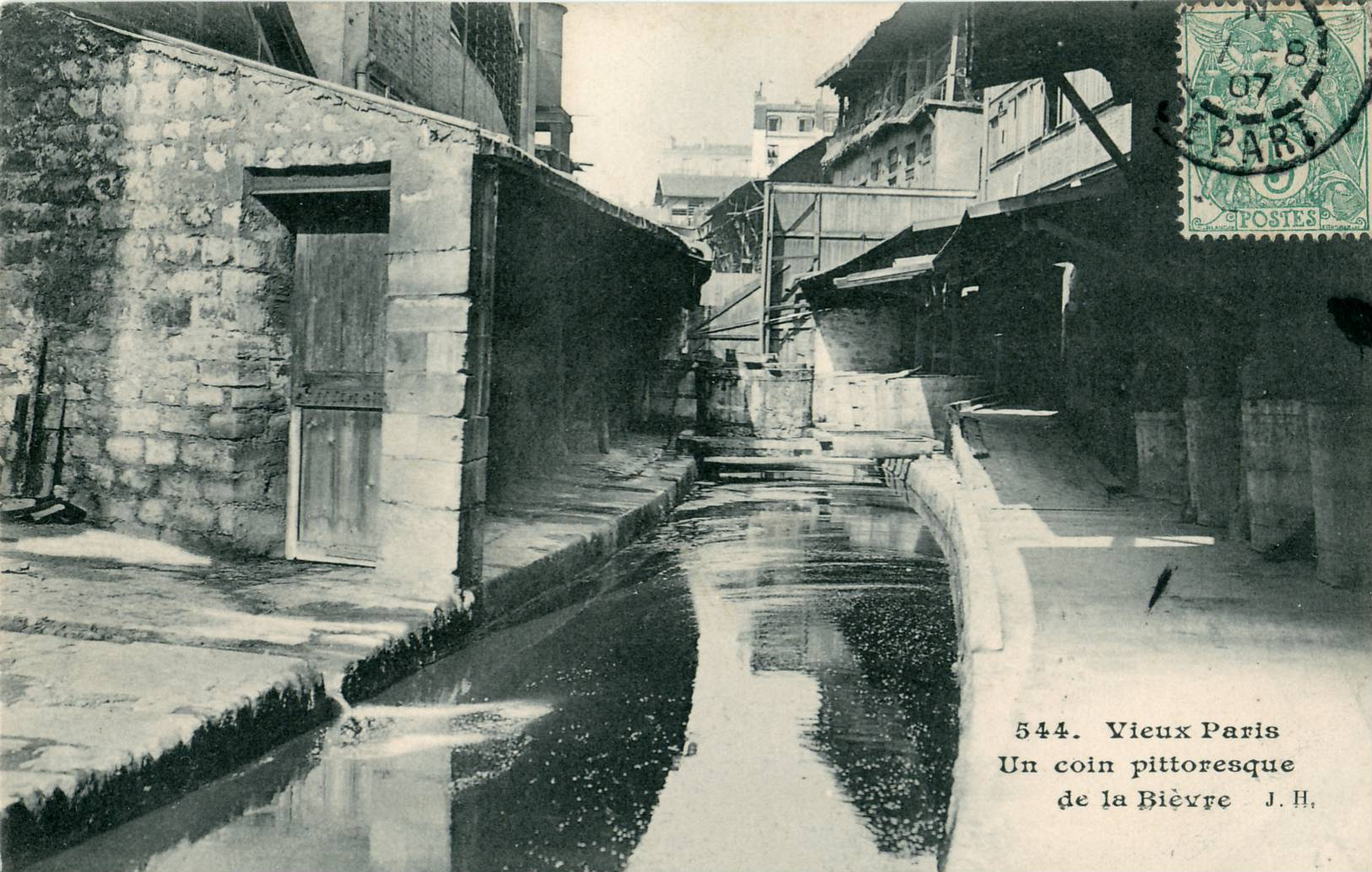
Tonneaux de blanchisseuses.
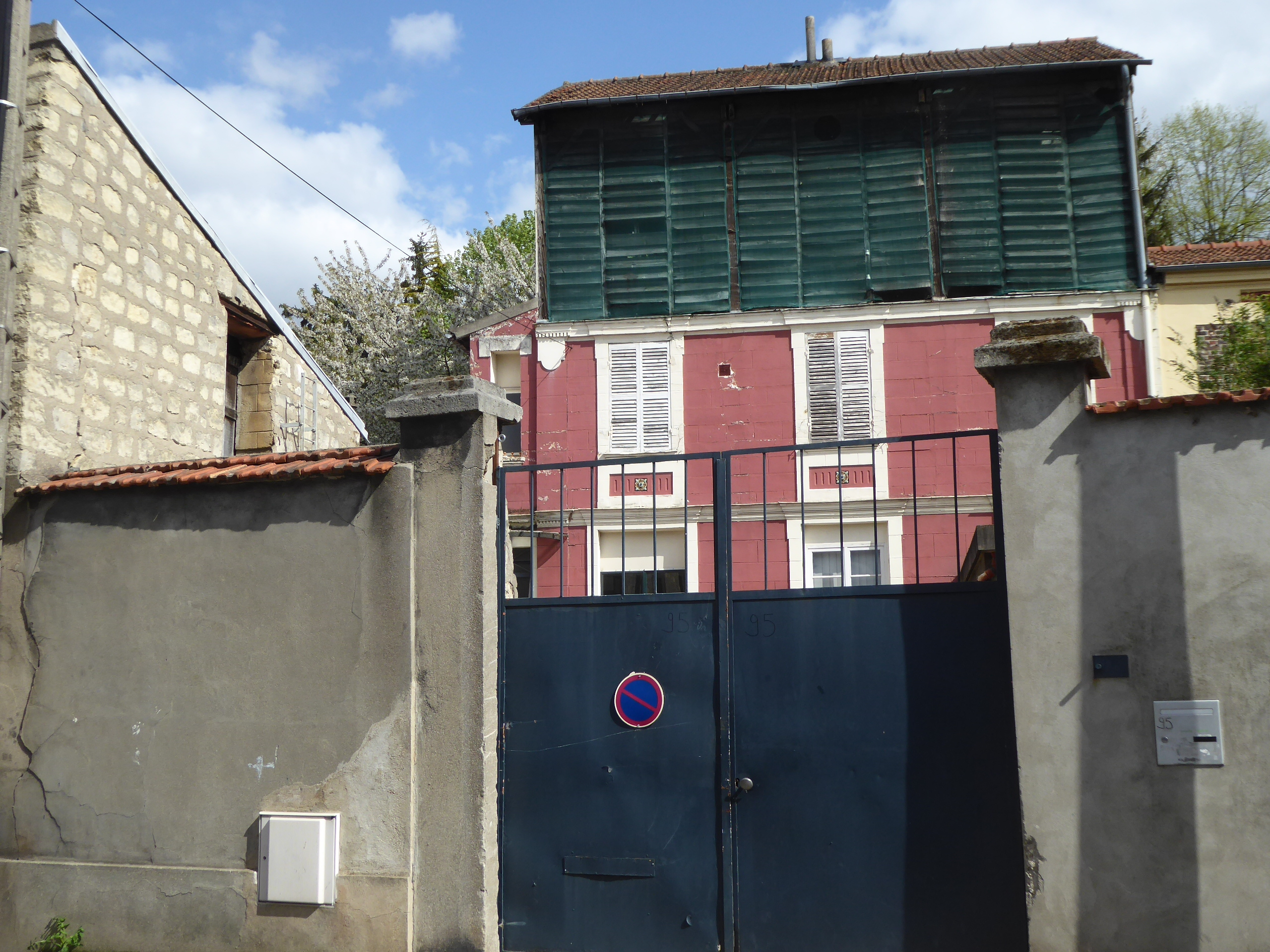
Ancien séchoir de blanchisserie à Cachan.
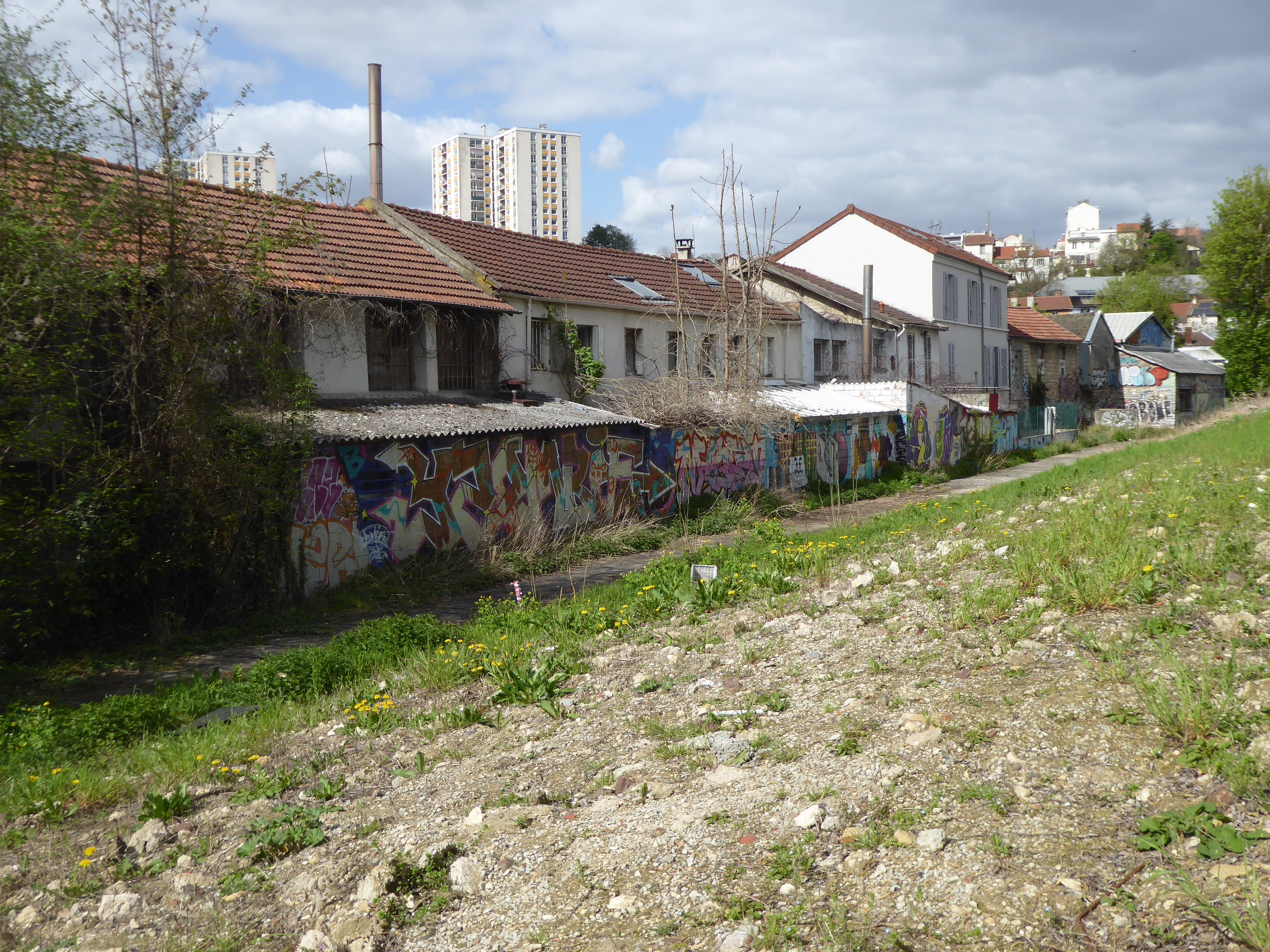
Anciennes blanchisseries le long de la Bièvre enterrée à Cachan.
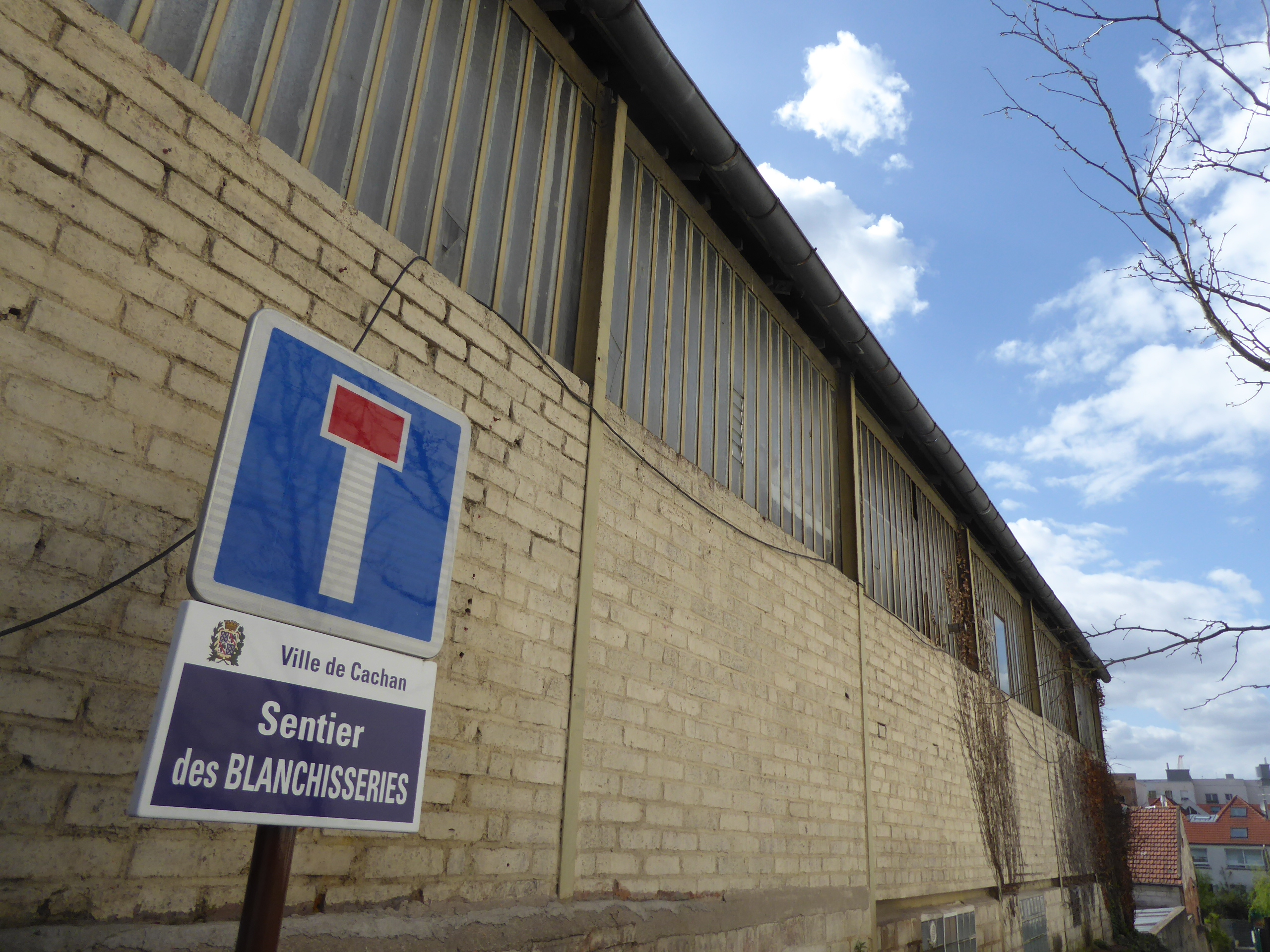
Sentier des blanchisseries à Cachan.

## Parcours
La Bièvre traverse quinze communes : Guyancourt, Buc, Les Loges-en-Josas, Jouy-en-Josas, Bièvres, Igny, Massy, Verrières-le-Buisson, Antony, Fresnes, L'Haÿ-les-Roses, Cachan, Arcueil, Gentilly, et entre dans Paris à la poterne des Peupliers entre les anciens bastions nos 85 et 86 de l'enceinte de Thiers.
Dans les communes traversées à partir de Buc, et également à Paris, la Bièvre est divisée en deux bras, un bras artificiel, qui était généralement nommé bras vif, dont la pente est moindre ce qui crée en aval une dénivellation avec une chute qui actionnait les roues de moulins et un bras correspondant au cours naturel de la rivière, nommé bras mort, à pente régulière.
À chaque embranchement, le niveau de l'eau de chaque bras est régulé par des vannes.

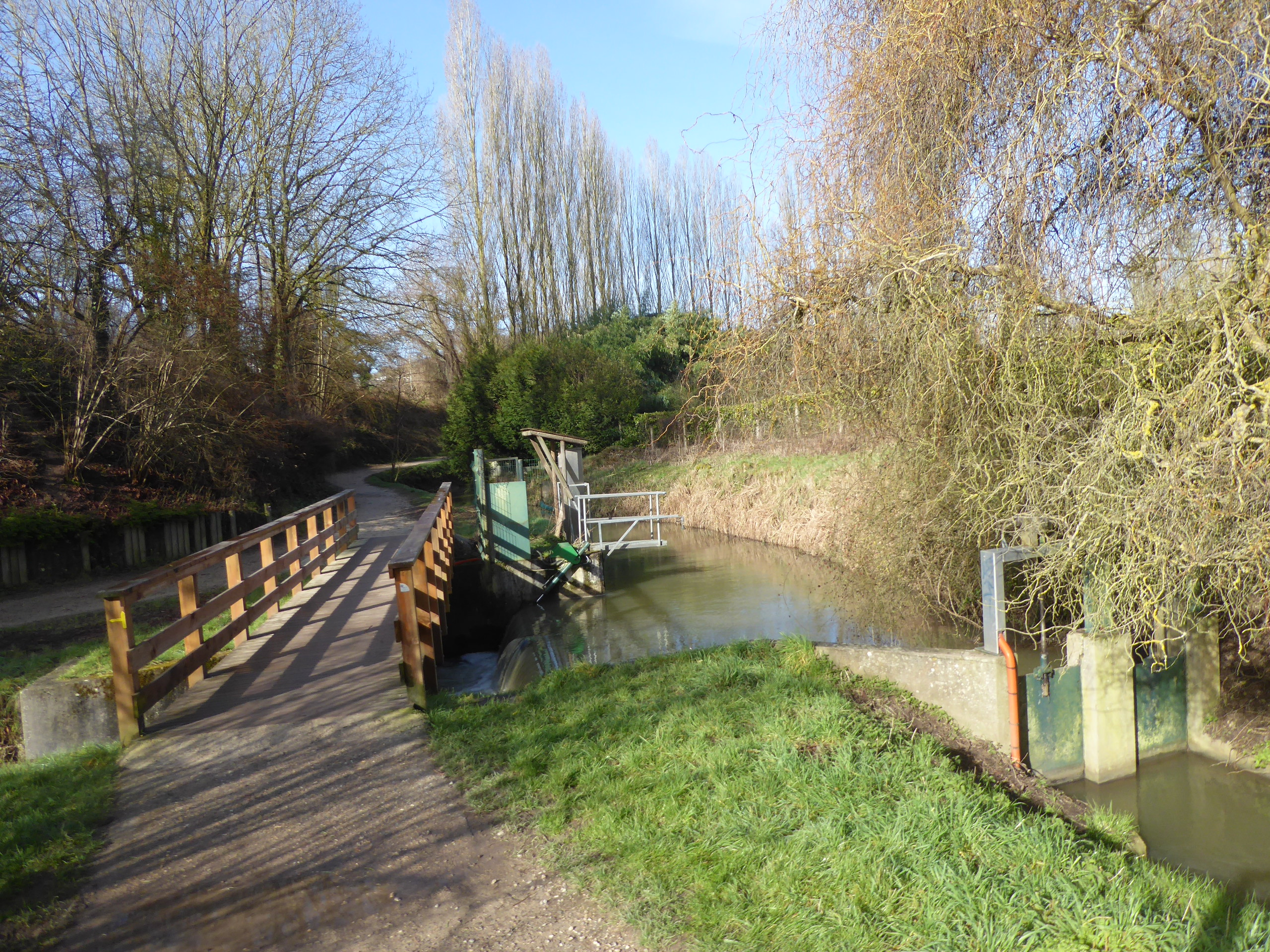
Igny : le bras mort passe à gauche sous le pont, bras vif au premier plan à droite.
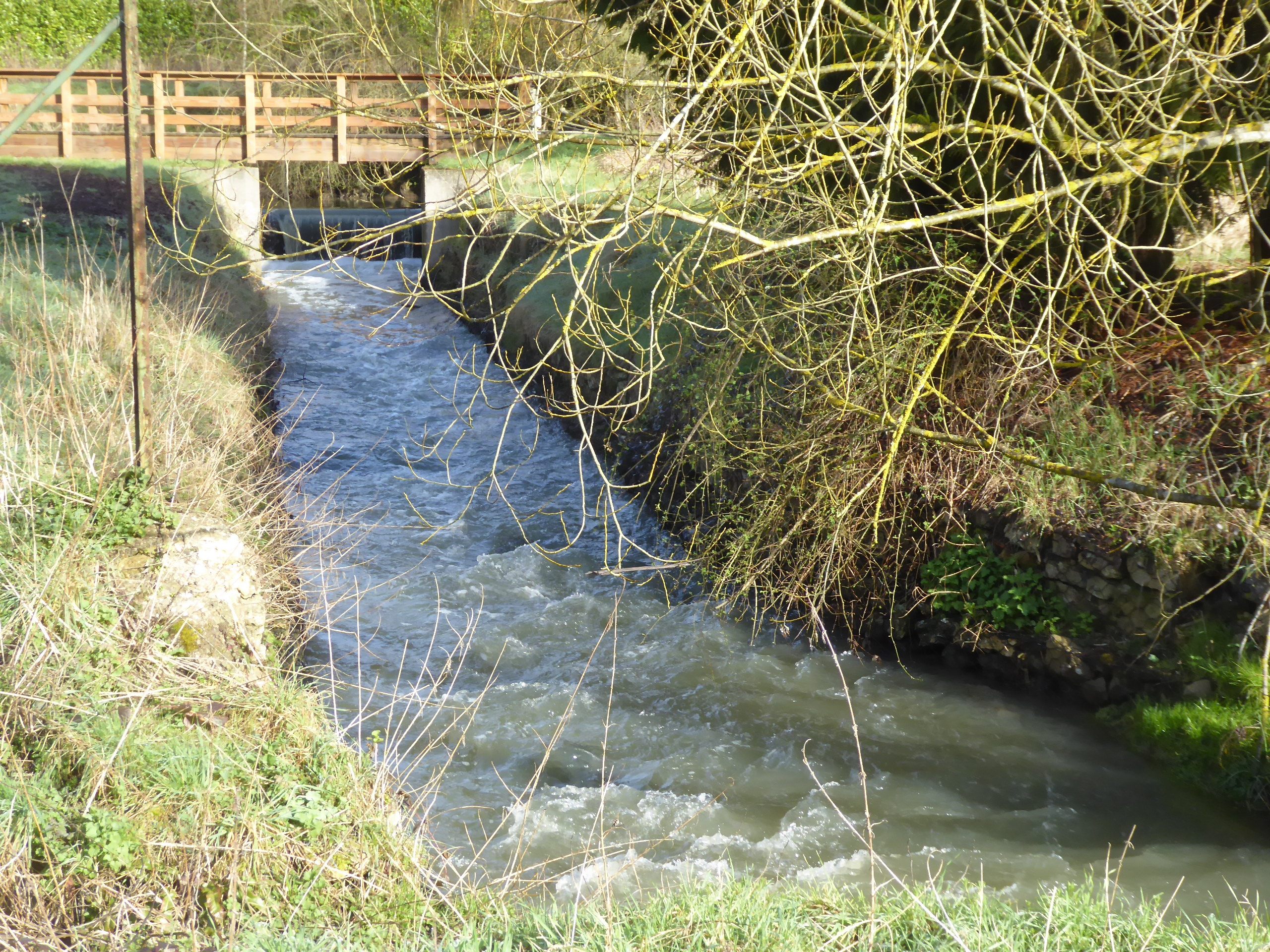
Igny : Bièvre morte en aval de la vanne.

Le bras mort a souvent été lui-même réaménagé au fil des siècles. Les deux bras se rejoignent par endroits en aval des moulins pour former un bras unique qui se divise plus loin formant ainsi un chapelet jusqu'à la Seine.
On peut distinguer deux parties jusqu'à l'entrée à Paris intramuros :
- de la source à limite de Verrières-le-Buisson et d'Antony :

Sur ce parcours amont, la Bièvre qui coule à ciel ouvert est longée en grande partie par le sentier GR 11 apprécié des promeneurs. Elle y est entretenue par le Syndicat intercommunal pour l'assainissement de la vallée de la Bièvre (SIAVB). À Guyancourt, elle traverse les étangs de La Minière situés dans la forêt domaniale de Versailles.
La haute vallée de Guyancourt à Verrières-le-Buisson est classée depuis le 7 juillet 2000 parmi les sites protégés.
- en banlieue d’Antony à Gentilly.

Au cours du XXe siècle, la Bièvre a été progressivement recouverte de Gentilly à Antony en partie avant 1914, pour le reste au début des années 1950. En 1956, la Bièvre avait disparu du paysage dans la banlieue sud. Cette couverture était motivée par des raisons hygiéniques, la rivière très polluée par les rejets des activités industrielles, tanneries et blanchisseries, dégageant des odeurs pestilentielles,
À partir du parc Heller d'Antony, la Bièvre, canalisée et enterrée sur presque tout son parcours, fait alors partie des réseaux du Syndicat interdépartemental pour l'assainissement de l'agglomération parisienne.
L'emplacement de la rivière souterraine est matérialisé sur certains tronçons par des dallages en béton. À d'autres endroits, son parcours a disparu dans l'urbanisation. L’eau de la Bièvre arrive à Paris dans une canalisation mélangée à des eaux usées des communes de banlieue.
Le parcours détaillé s'établit comme suit des sources à la Seine.

### Les sources et les étangs de la Minière

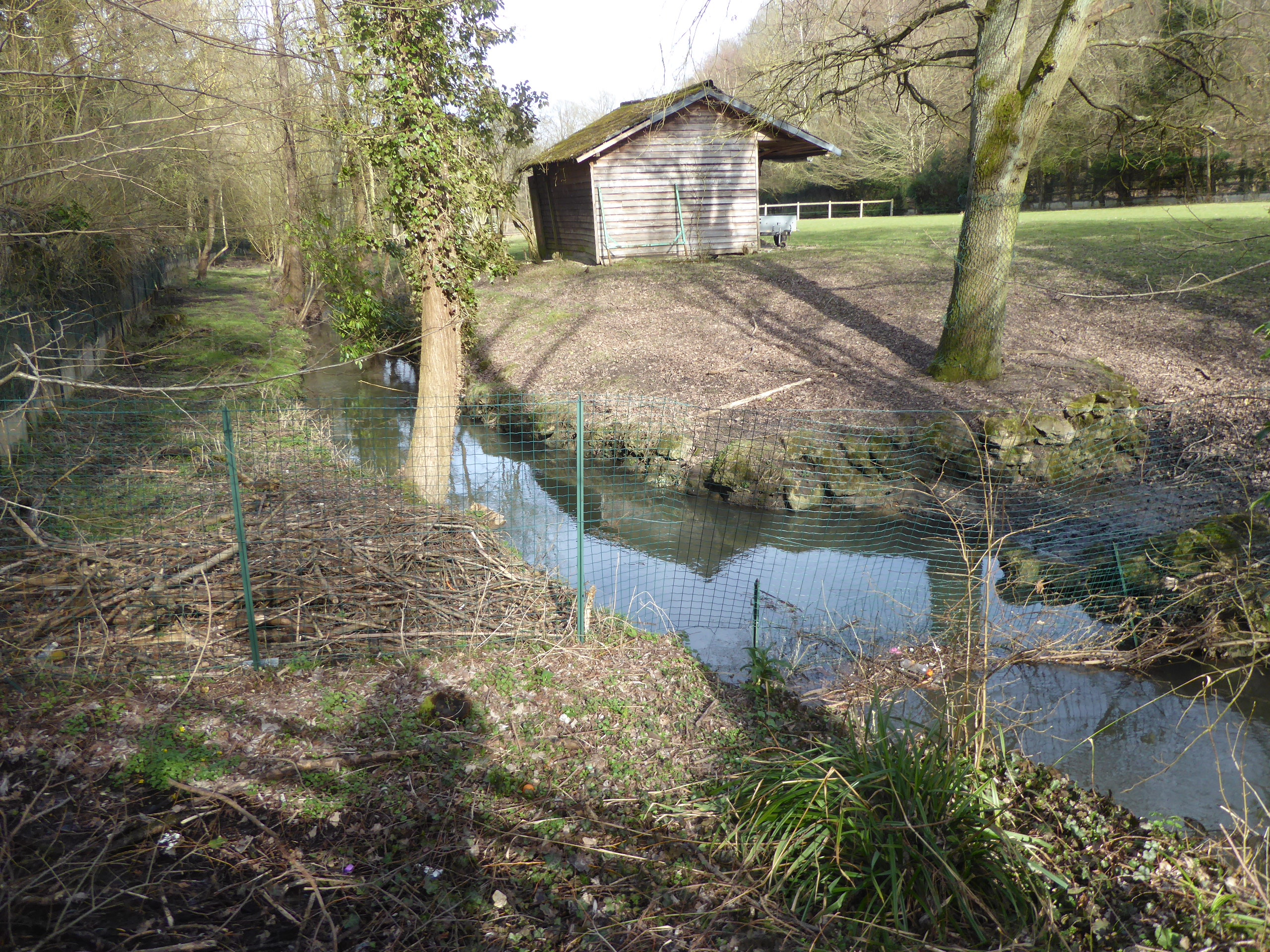
Fontaine des Gobelins.

La Fontaine des Gobelins à une altitude de 134 m en contrebas du hameau des Bouviers dans la commune de Guyancourt est indiquée comme source de la Bièvre. Un panneau indique que le site fait partie de la Vallée de la Bièvre inscrite à l’inventaire des sites protégés de 1971 et qu’un décret du 7 juillet 2000 classe la Fontaine des Gobelins parmi les sites de la vallée de la Bièvre, également comprise dans le périmètre de protection du grand parc du château de Versailles.
D’autres sources existent ou existaient en amont.

#### Prélèvement d’une partie des eaux de la haute vallée pour Versailles
Une partie des écoulements des plateaux environnants qui se déversaient auparavant dans la Bièvre fut captée au XVIIe siècle pour alimenter les fontaines de Versailles.

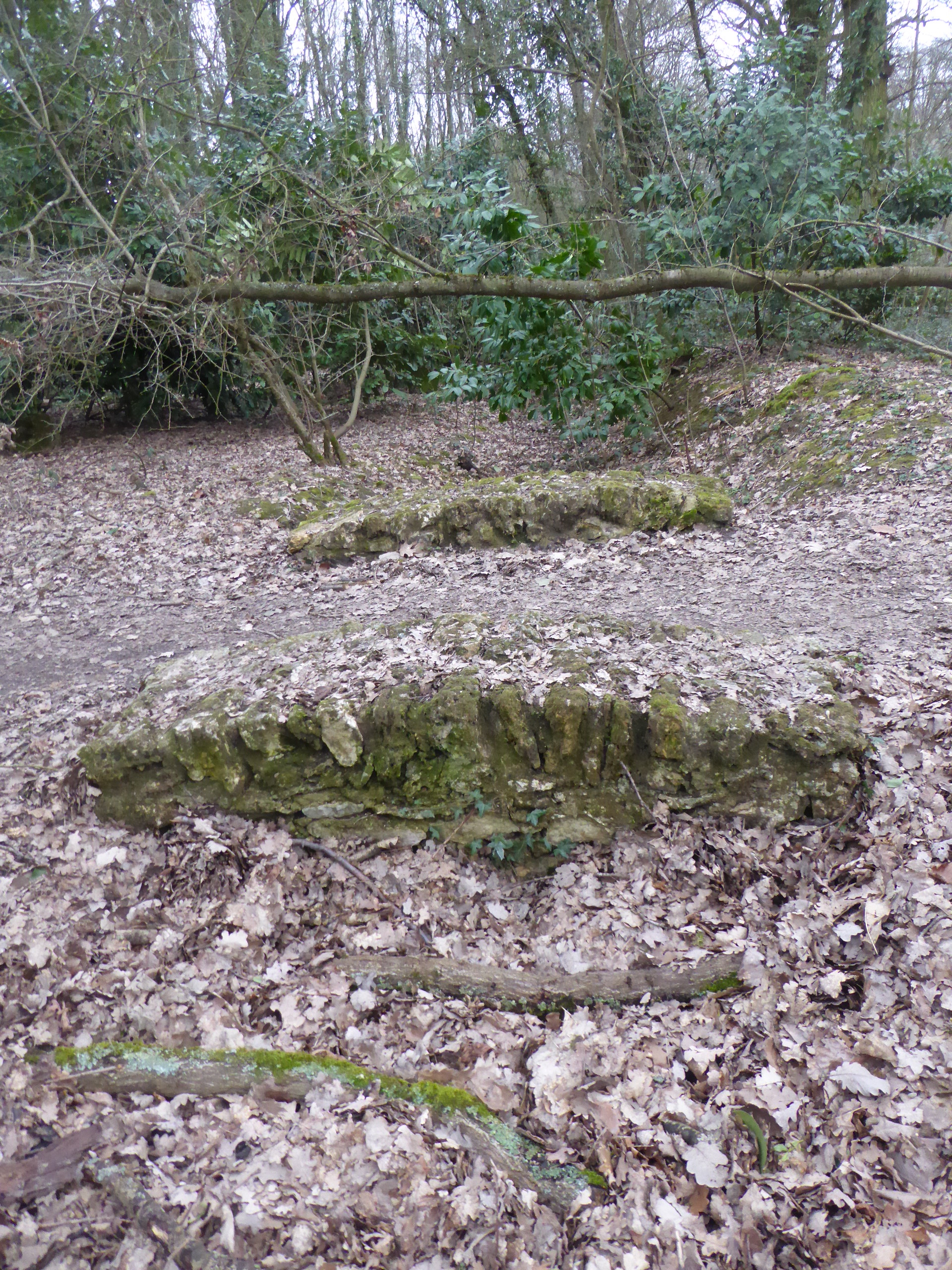
Vestiges dans la promenade de l’aqueduc à Guyancourt.

- Le déversement de sources des plateaux bordant le vallon entre Bois-d’Arcy et Trappes fut barré par une digue construite de 1676 à 1691 pour former l’étang de Saint-Quentin dont les eaux sont conduites à Versailles par un aqueduc souterrain.

L’alimentation de Versailles en eau par la nouvelle machine de Marly installée en 1859 étant apparu suffisante, un aqueduc de 3 km fut réalisé en 1860 de l’étang de Saint-Quentin à la fontaine des Gobelins. Cette rigole pouvait déverser 10 000 m3 par jour en été. Ces prélèvements cessèrent en 1870 car la République ne voulut pas reconnaître les engagements du gouvernement impérial. Cet aqueduc fut détruit lors de l’urbanisation de la ville nouvelle de Saint-Quentin. On peut en deviner des vestiges dans le parc de l’aqueduc à Guyancourt.
- Un réseau de rigoles fut créé pour capter les eaux pluviales du plateau de Saclay qui s’écoulaient dans la Bièvre et les amener à Versailles par l’aqueduc de Buc. Le Syndicat de l'Yvette et de la Bièvre (SYB) envisage, en accord avec le SIAVB, de restaurer ces rigoles pour réalimenter les fontaines de Versailles et afin de limiter les risques d'inondation dans la vallée de la Bièvre[51].
- En aval de la source des Gobelins, l’étang de la Minière fut aménagé en 1669 sur le cours de la Bièvre. Son eau était amenée au sommet de la colline par des pompes actionnées par des moulins à vent. Ce prélèvement cessa à la fin du XVIIe siècle après la création d’autres sources d’alimentation en eau du parc de Versailles par l’étang de Saint-Quentin et les rigoles du plateau de Saclay.

#### La Bièvre en amont de la fontaine des Gobelins

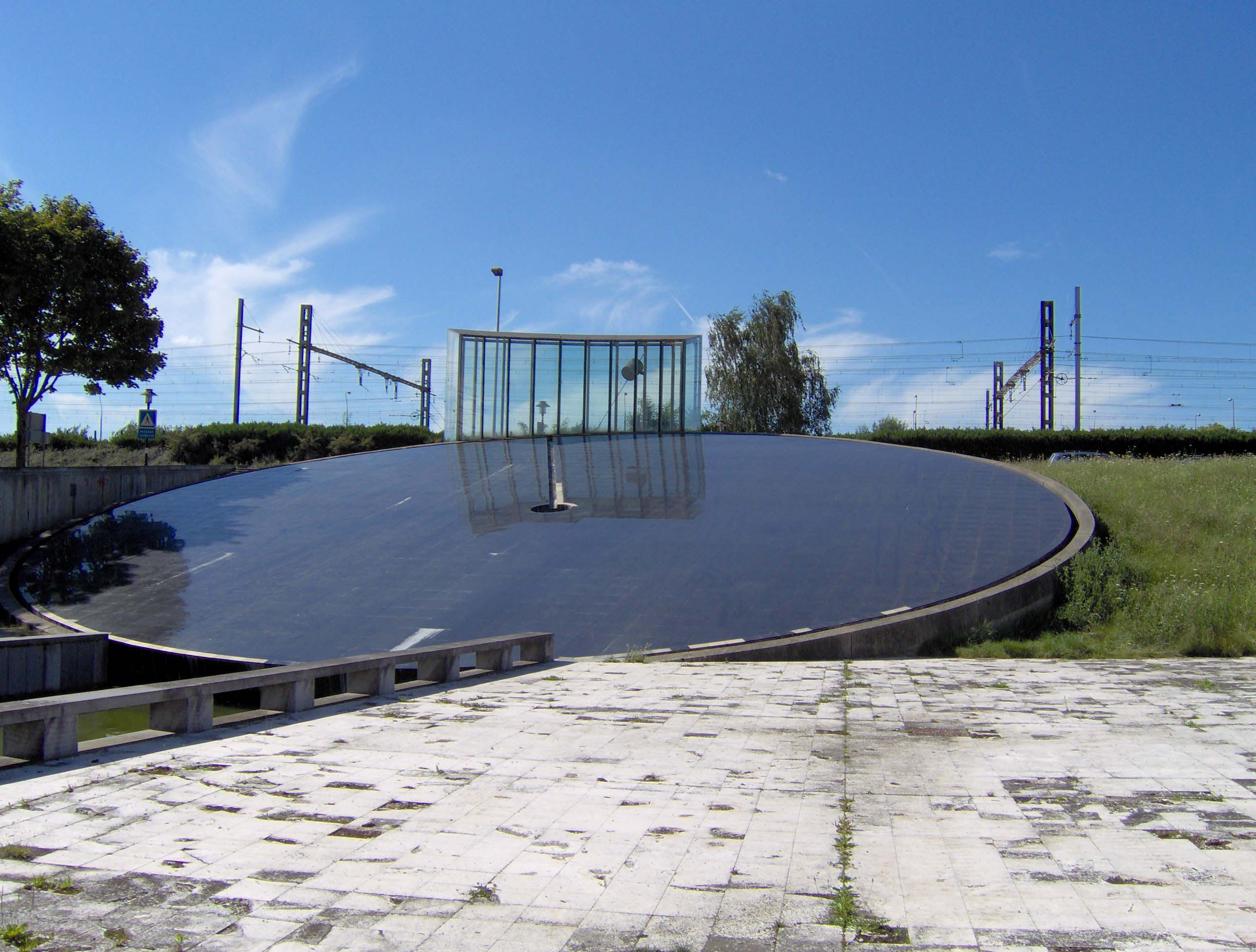
Disque symbolisant la source de la Bièvre.

Le cours amont disparu de la Bièvre est mis en valeur à Montigny-le-Bretonneux, centre urbain de la ville nouvelle de Saint-Quentin-en-Yvelines (actuellement communauté d’agglomération) aménagé dans les années 1980. L’ avenue de la source de la Bièvre, le canal urbain, l’église Saint-Quentin des sources et le parvis des sources en sont une évocation.
À l’angle de l’avenue des Prés et de la rue des Coquelicots à Montigny-le-Bretonneux près de la voie ferrée de la ligne Paris-Rambouillet, la source est matérialisée symboliquement par un disque de 25 m de diamètre conçu en 1992 par le sculpteur Nissim Merkado comprenant un dispositif qui puise dans le sous-sol un filet d’eau déversé dans un canal. Ce canal a été modifié de sa conception originelle par la construction des bâtiments de l’université à la place de l’ancien square des Sources.
De cette sculpture jusqu’au parc des sources de la Bièvre à Guyancourt, un ensemble de canaux dans le centre de la ville nouvelle correspondrait au cours de l’ancien ruisseau.
Un filet d’eau qui s’écoule de l’autre source officielle dans le parc des sources se déverse dans l’étang des Roussières. Un exutoire de cet étang passe sous l’avenue des Garennes alimente un ruisseau qui descend en forte pente jusqu’au pont sous la rue Allviger et Lanot ce qui lui donne un aspect de torrent. Après ce pont, la rivière parcourt le bois de la Garenne dans un cours plus calme jusqu’à la fontaine des Gobelins.

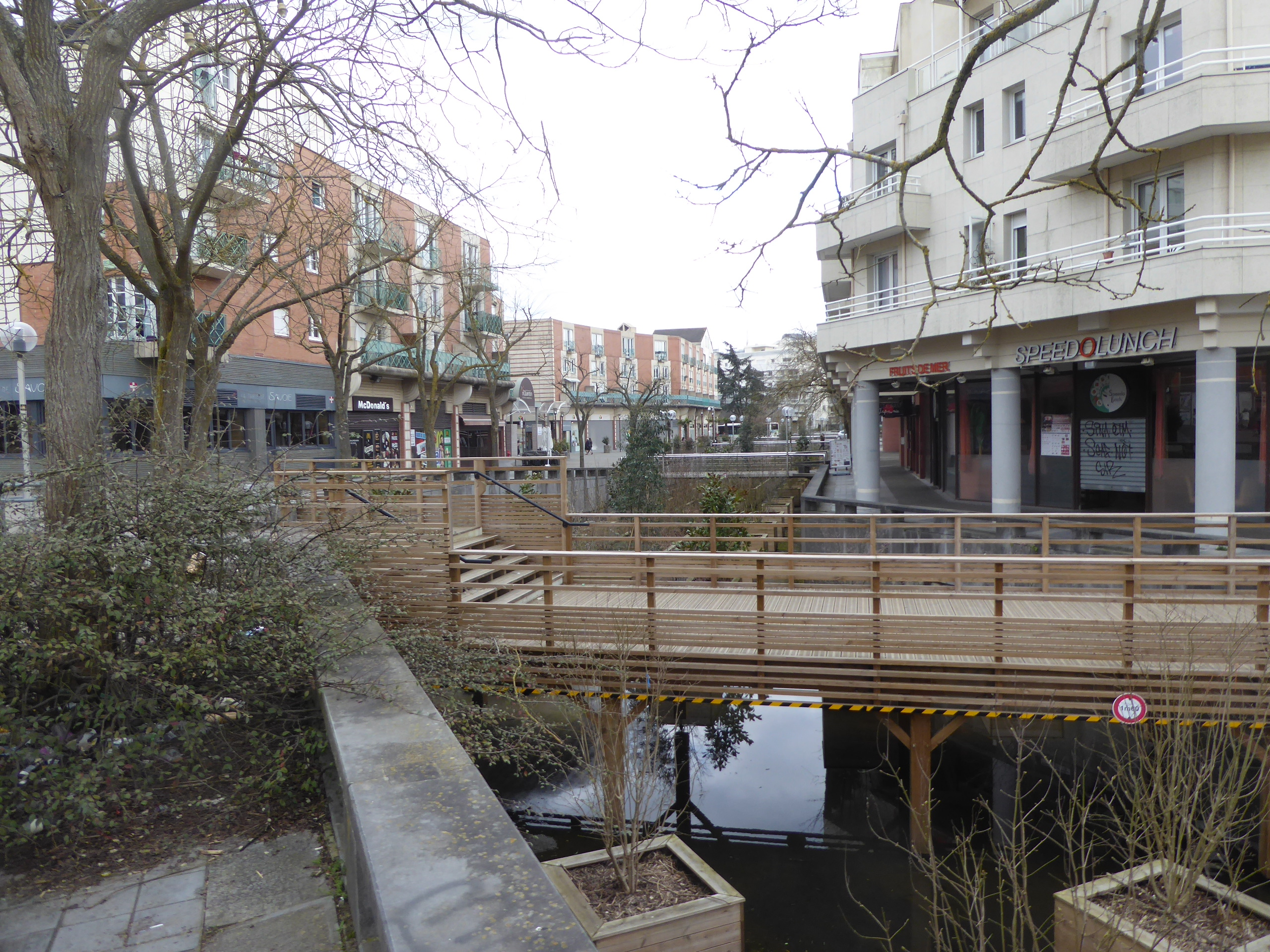
Canal quai Fernand-Pouillon.
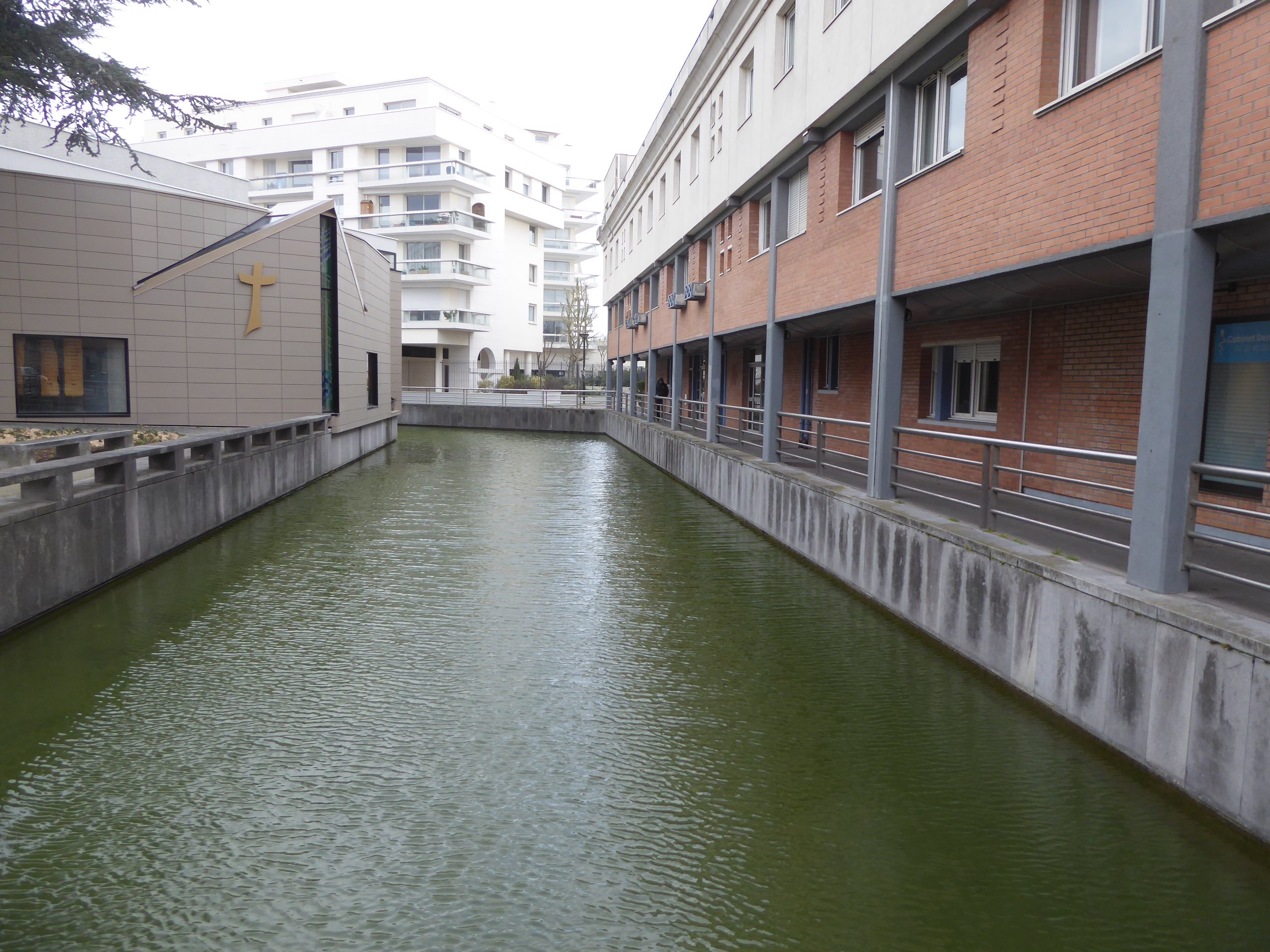
Église Saint-Quentin des sources à gauche.
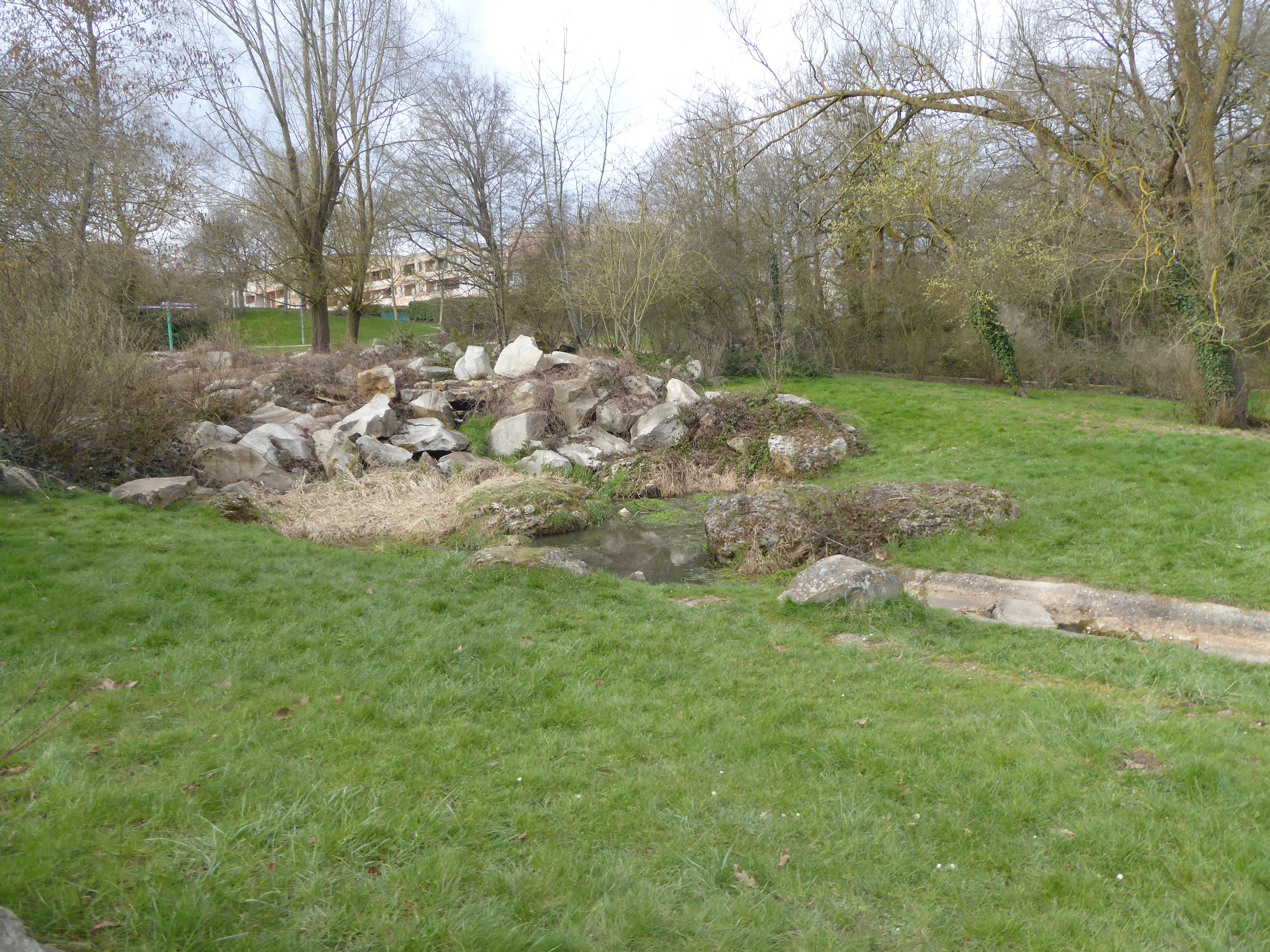
Source dans le parc.
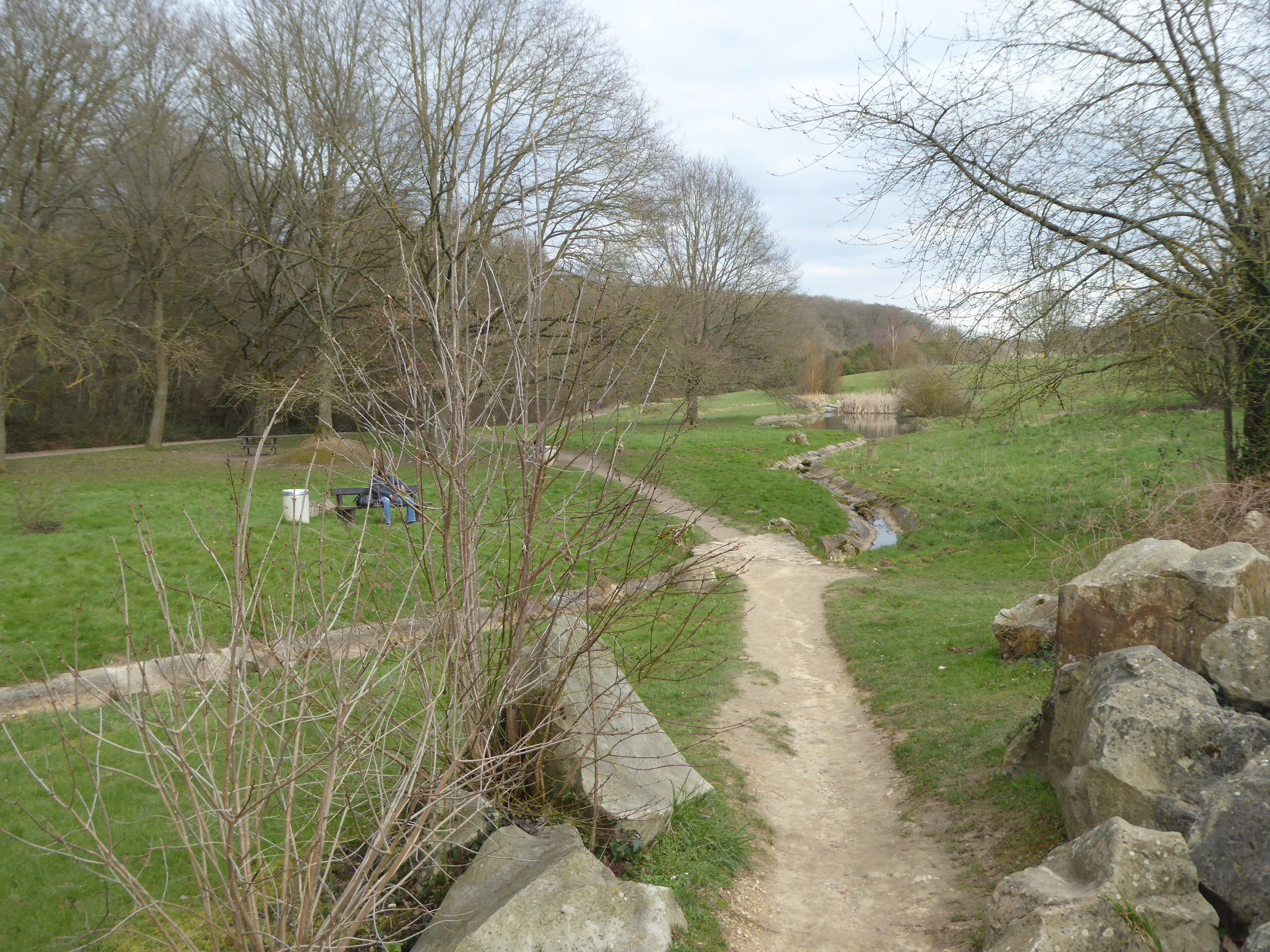
Parc des sources de la Bièvre vue sur la Bièvre.
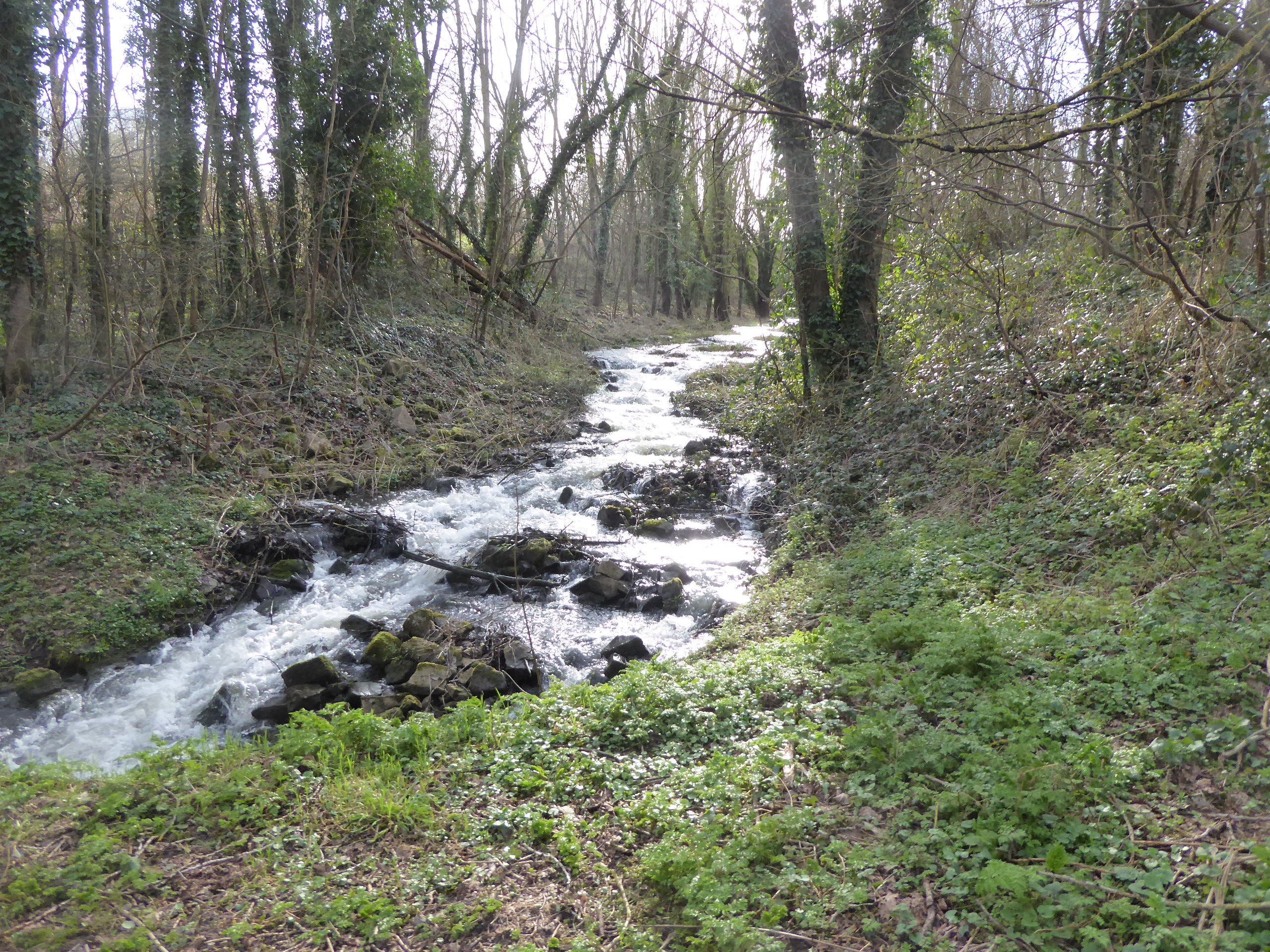
Torrent entre l'avenue des Garennes et la rue Allviger.
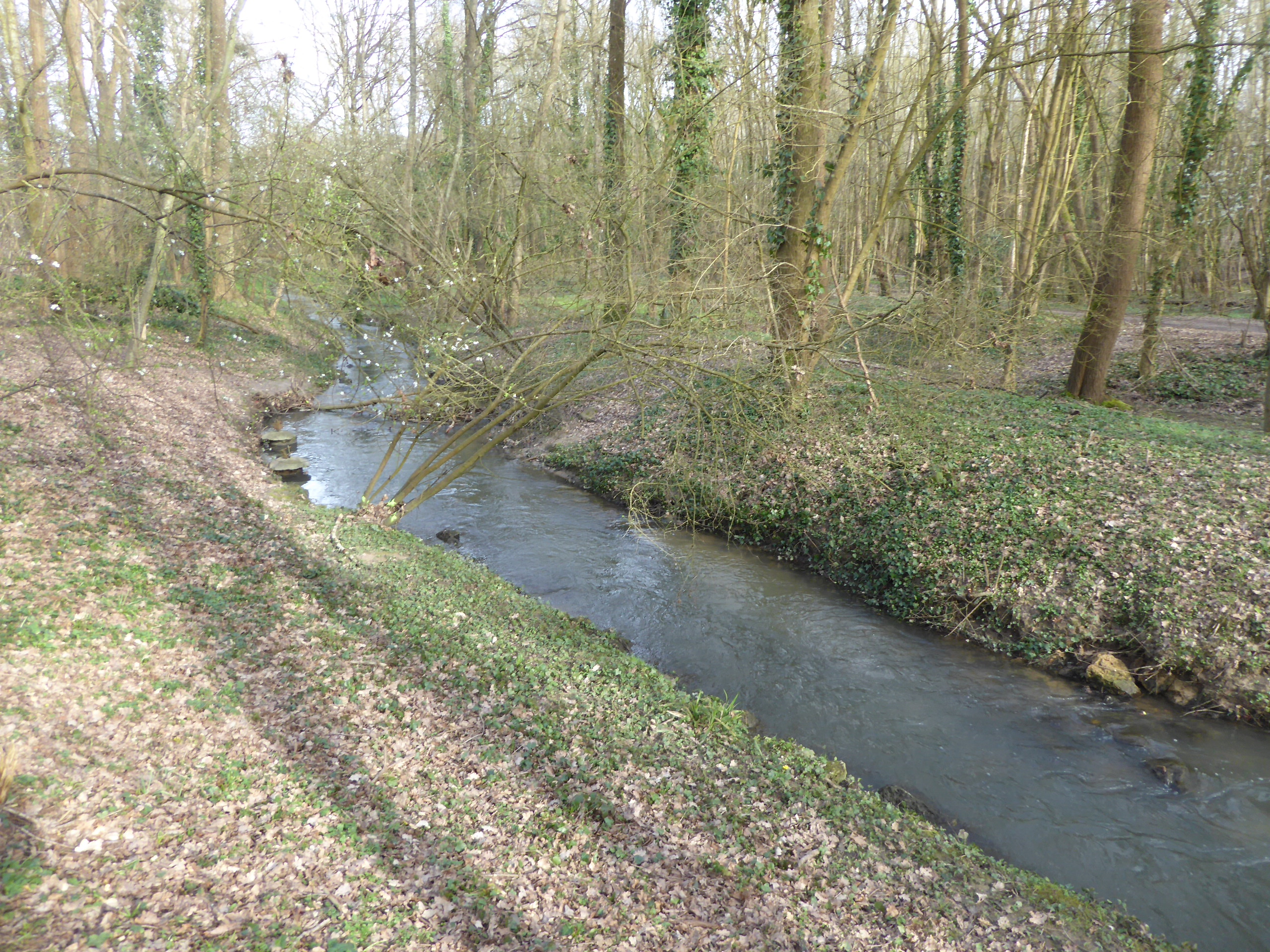
Entre la rue Allviger et la fontaine des Gobelins.

#### De la fontaine des Gobelins à l’étang du Val d'Or
Deux-cents mètres en aval la rivière alimente l’étang Braque qui fait partie d’un seul plan d’eau de 15 ha avec l’étang du Moulin Renard. La Bièvre alimente ensuite deux autres étangs en aval, l’étang de la Minière et l’étang du Val d’Or. Ces plans d’eau forment l’ensemble des étangs de la Minière aménagé de 1960 à 1965 sur une ancienne zone marécageuse. Seul l’étang de la Minière, le moins étendu des trois, avait été créé en 1688 par Colbert pour participer à l’alimentation en eau du château de Versailles.
En aval de l’étang du Val d’Or, la Bièvre passe sous la D 91 puis à côté d’une station d’épuration et parcourt la forêt domaniale de Versailles.

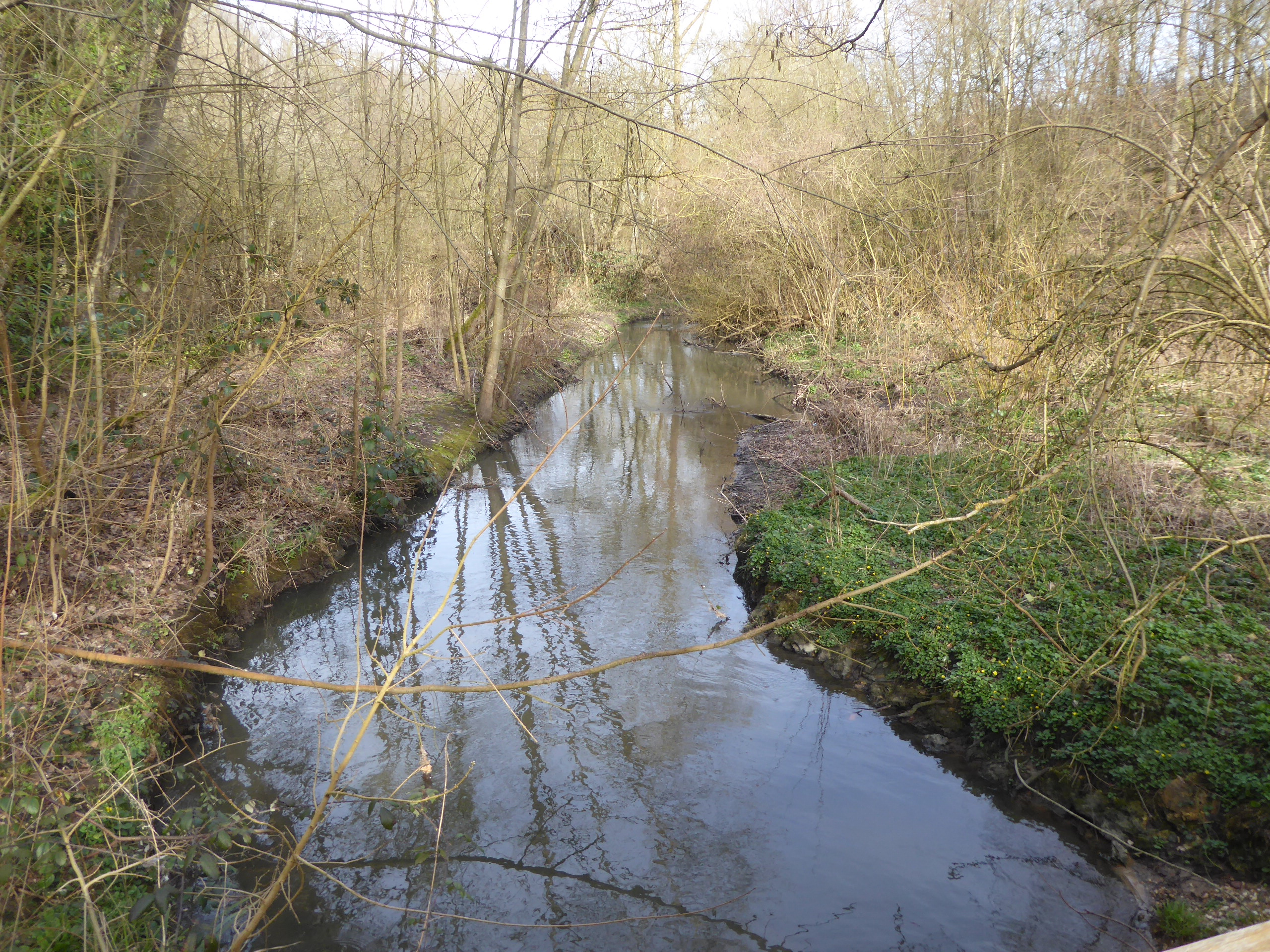
Entre la fontaine des Gobelins et l’étang Braque.
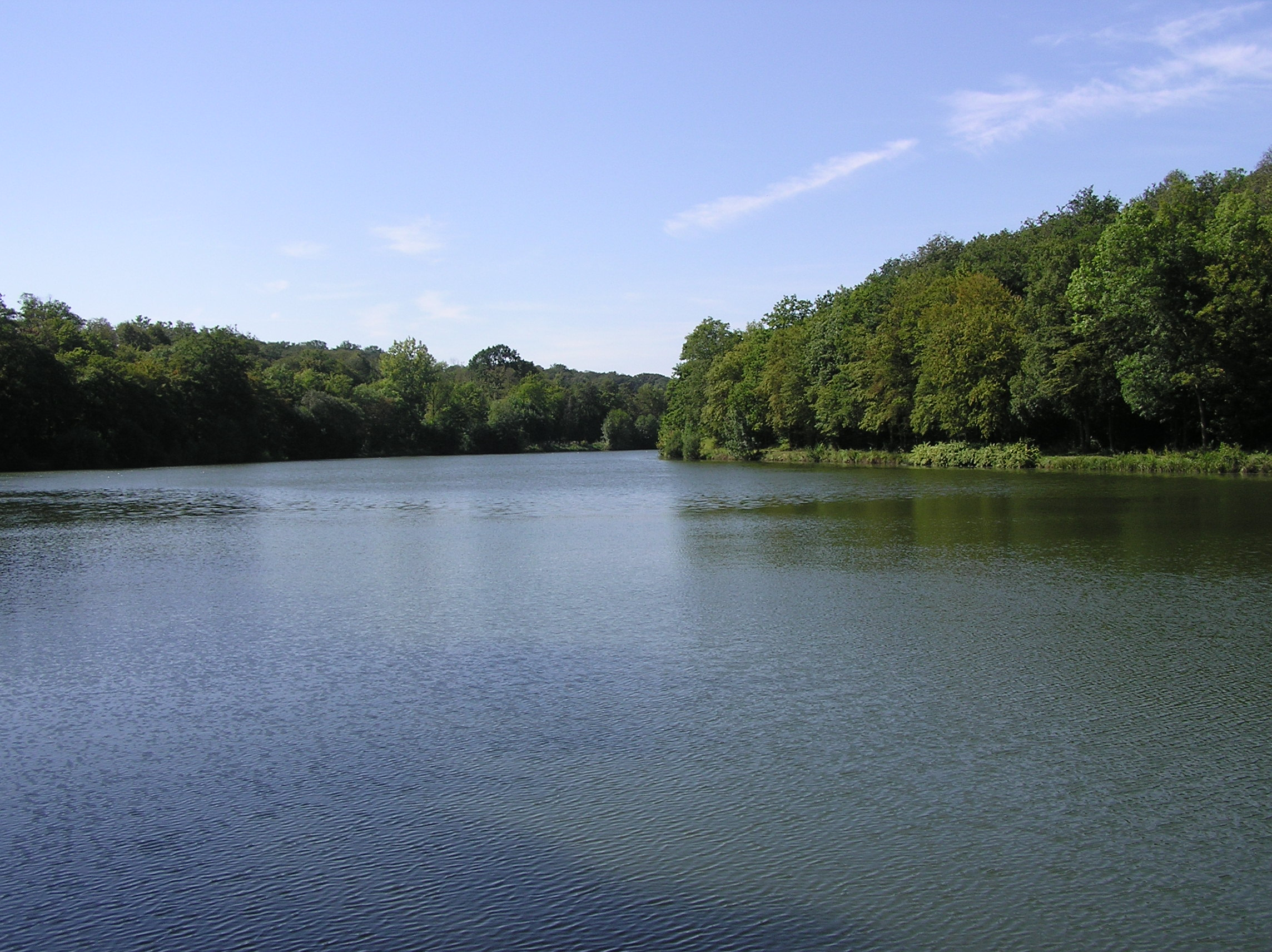
Les étangs de la Minière à Guyancourt.
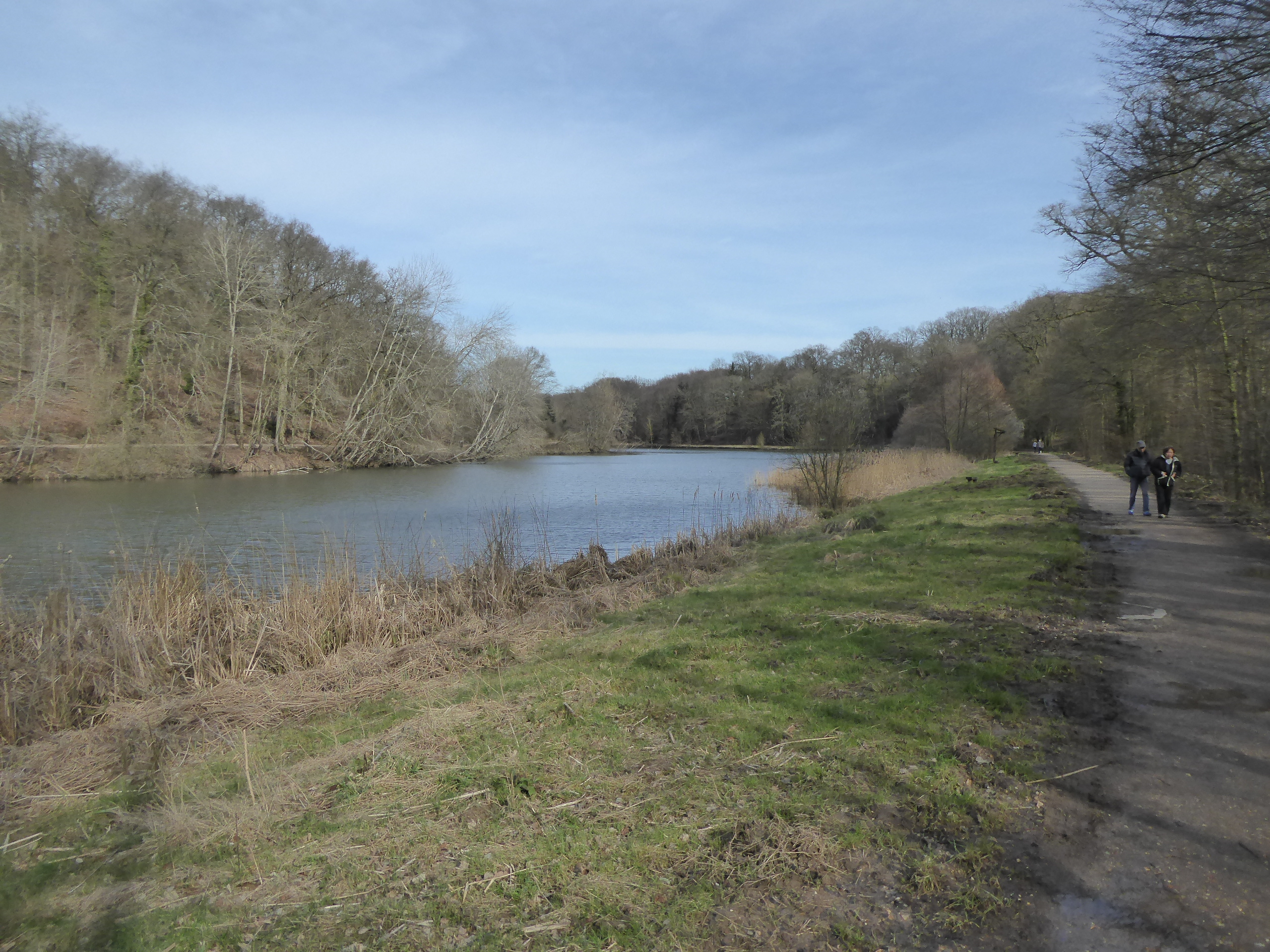
Étang du Moulin Renard.

### La Haute vallée

#### Buc
La Bièvre quitte le territoire communal de Guyancourt dans la forêt 600 m en aval de l'étang du Val d'Or et alimente l'étang de la Geneste creusé en 1948 pour protéger Buc des inondations. En aval de ce plan d'eau la rivière longée par le sentier de randonnée pédestre traverse une partie de la forêt domaniale de Versailles puis se sépare en deux bras à l'entrée du pré Saint-Jean où étaient installées aux XVIIe et XVIIIe siècles des blanchisseries travaillant pour la Cour de Versailles. Le chemin longe le bras vif qui passe sous la place de la République dans le village. Les deux bras se rejoignent 200 m en aval. Le bras unique passe sous le remblai de l'aqueduc de Buc par un canal voûté de 60 m de long. Le chemin de randonnée quitte les bords de l'eau pour monter sur ce remblai.
En aval de l'aqueduc, la Bièvre se sépare en deux. Le bras vif alimentait la roue du moulin de Vauptain, actuellement un haras, puis rejoignait le bras mort.
À l'est de l'aqueduc où les bords de la rivière ne sont pas accessibles, le sentier domine la vallée puis redescend à côté de l'ancien moulin.

#### Les Loges-en-Josas
La Bièvre coule en contrebas du village assez éloigné. En aval du moulin de Vauptain, le bras unique longé par le chemin de randonnée, se divise peu avant son passage sous la route du Petit-Jouy aux Loges-en-Josas où se situait le lavoir communal disparu. Le bras naturel à gauche est enterré. En aval de la route, le bras vif, à l'air libre, n'est pas longé par un sentier. L'itinéraire de randonnée quitte donc la rivière et passe sous le pont du RER.
Le bras vif passe sous la voie ferrée 300 m en aval de la route et pénètre dans le parc des Bas Prés.
Le bras naturel passe derrière les propriétés du Petit-Jouy, partie de la commune des Loges qui jouxte le centre de Jouy-en-Josas.

#### Jouy-en-Josas
En arrivant des Loges-en-Josas, la Bièvre entre sur le territoire communal de Jouy divisée en deux bras.
- le bras naturel au nord qui parcourt le parc des Bas Prés, longe l’avenue Jean-Jaurès en passant à proximité de la gare.
- le bras artificiel surélevé qui passe sous la voie ferrée puis sous le pont d’Austerlitz construit aux frais d'Oberkampf en 1805 en vertu d'un décret impérial signé par Napoléon en 1805 au cours de la bataille d'Austerlitz pour établir la route des Loges construite aux frais de l'industriel Oberkampf. Ce bras qui actionnait la roue du moulin Saint-Martin à l'angle de la route des Loges et de la rue de la Libération s'élargit ensuite dans un large bief creusé le long de la rue de la Libération de l’autre côté du domaine du château, actuellement campus d’HEC. Ce canal alimentait un moulin seigneurial qui est le grand bâtiment existant. Ce bras passe ensuite sous la voie ferrée près du passage à niveau de la rue Oberkampf.

Les deux moulins furent achetés par Oberkampf.
Les deux bras se rejoignent près de la Mairie. Le bras unique longe le côté nord de la rue Jean-Jaurès et pénètre dans le domaine de l’INRA où il se divise encore. Le bras vif alimentait le moulin de Vauboyen sur la commune de Bièvres. Une centaine de mètres en amont de ce moulin, à la limite entre Jouy et Bièvres la rivière reçoit sur sa rive gauche un petit ruisseau qui prend sa source dans le bois de Monteclin.
La partie sud du territoire communal est parcourue par un affluent de la Bièvre, le ru Saint-Marc, qui prend sa source à Toussus-le-Noble au lieu-dit le Trou salé, traverse le golf de Saint-Marc, le campus HEC et jette dans la Bièvre par une petite chute à la limite du domaine du château (HEC).

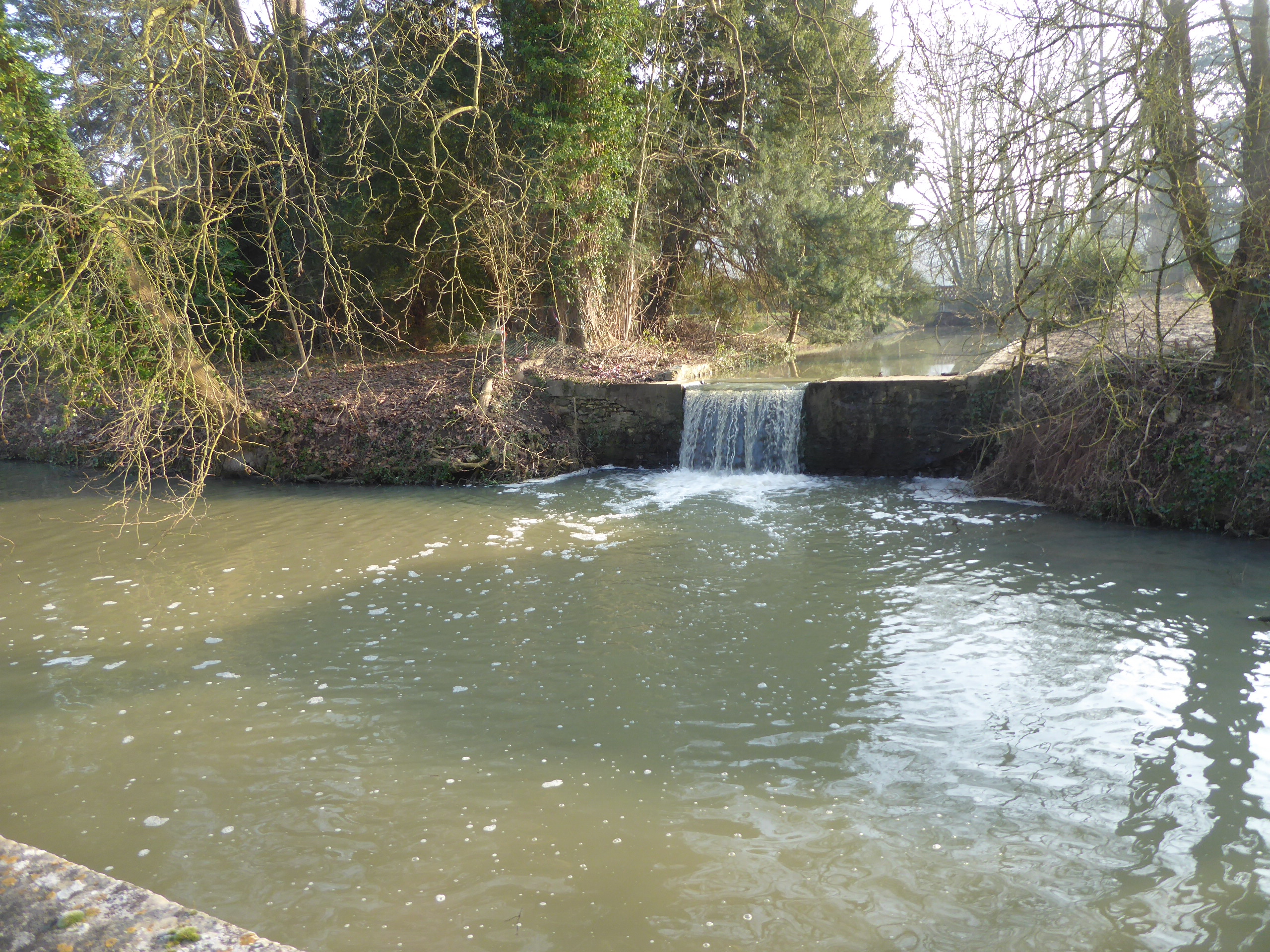
Confluent du ru de Saint-Marc et de la Bièvre.
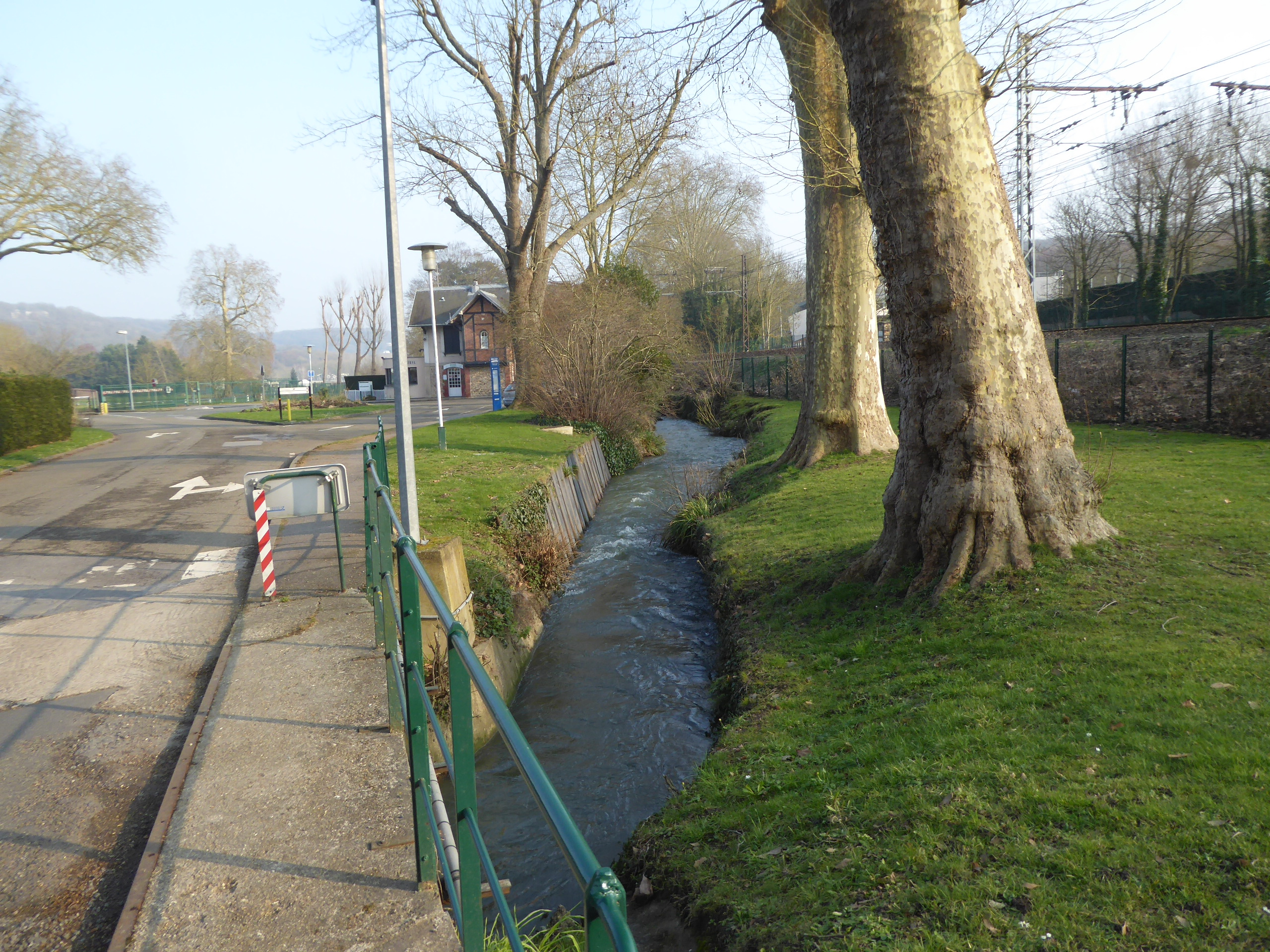
Bièvre près de l'entrée du domaine de l'INRA.
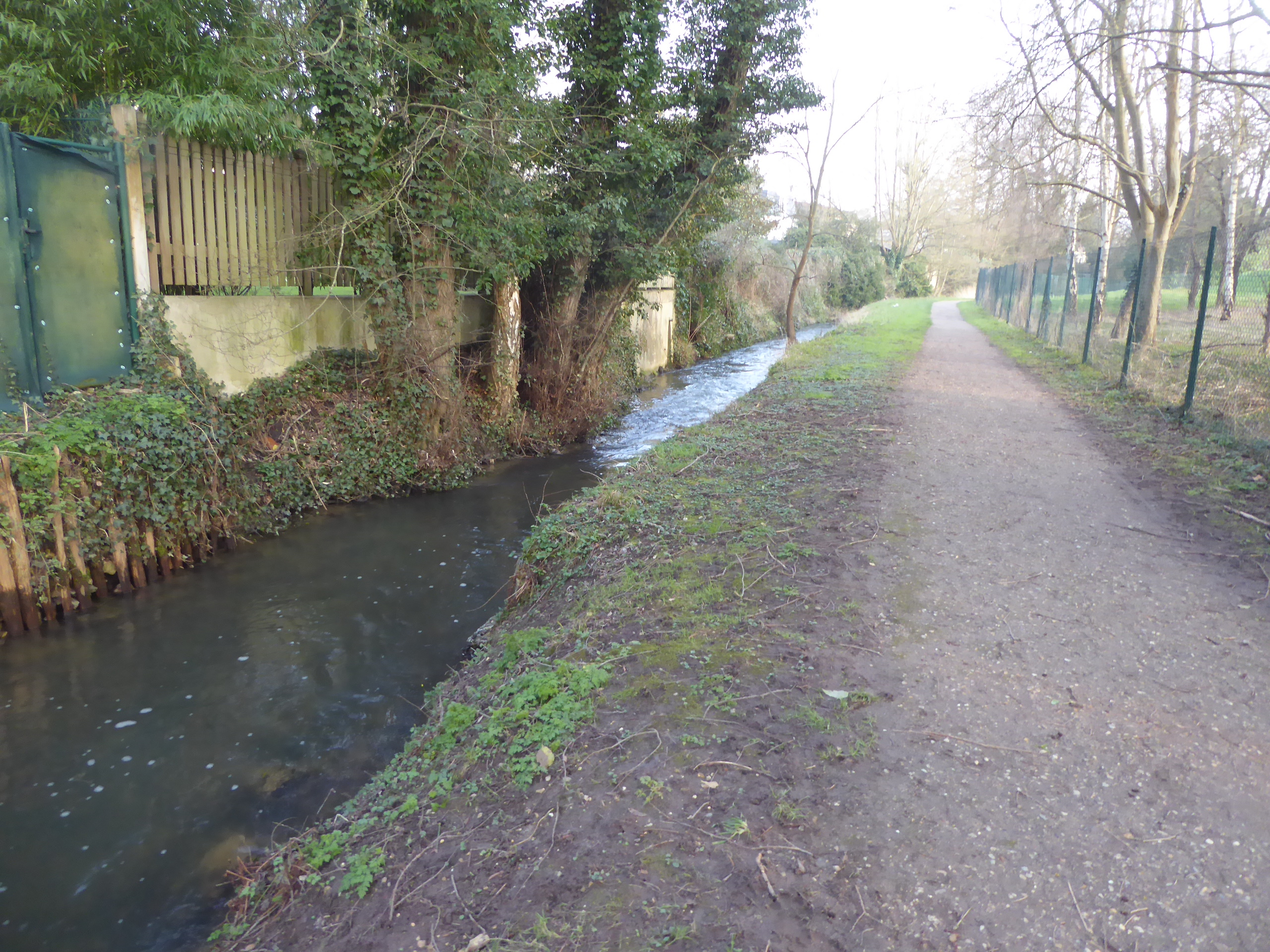
Bièvre dans les Bas Prés.
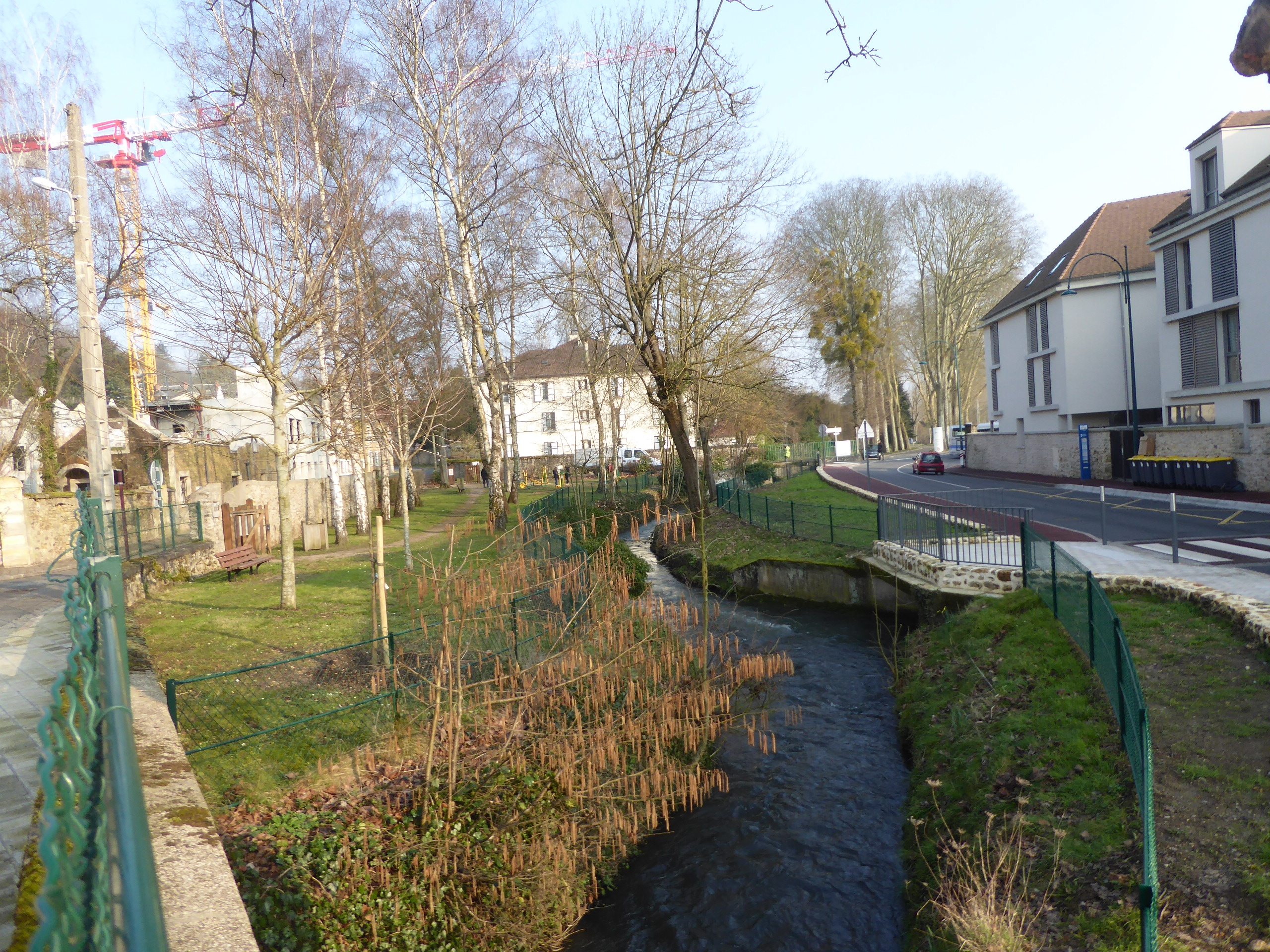
Bièvre le long de la rue Jean-Jaurès.
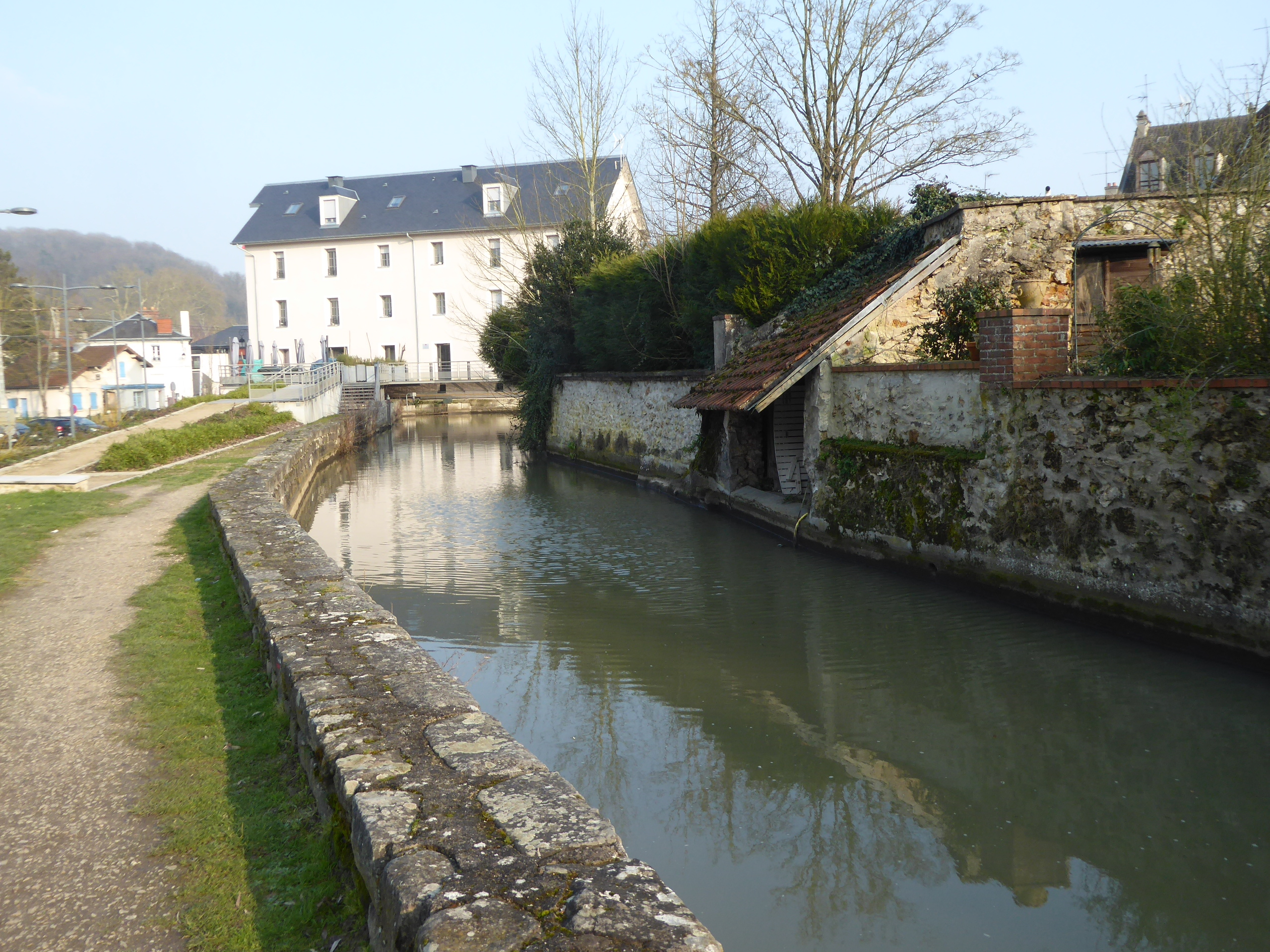
Bièvre bras artificiel vue sur le vieux moulin.
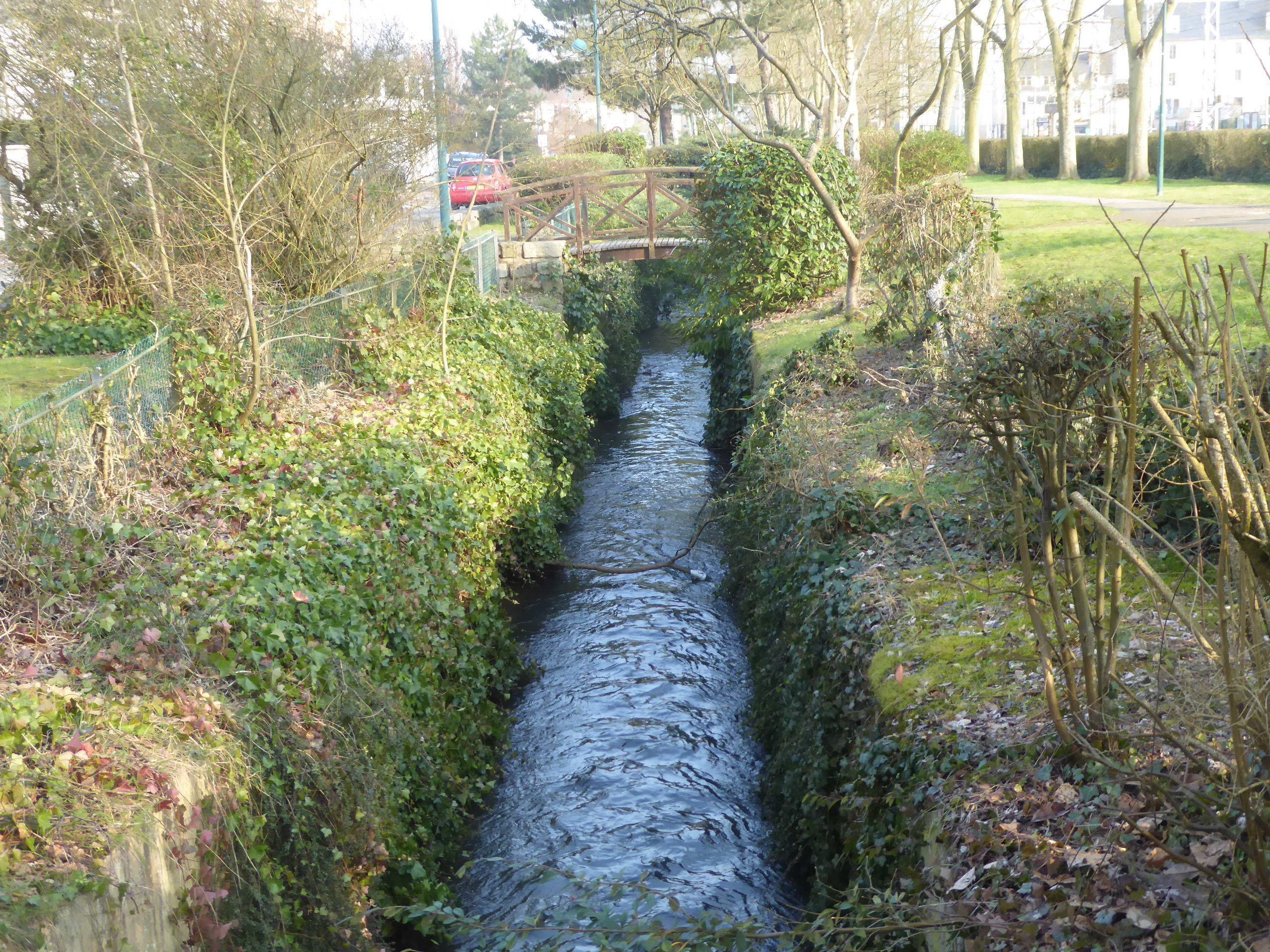
Bras naturel de la Bièvre près de la gare.

#### Bièvres

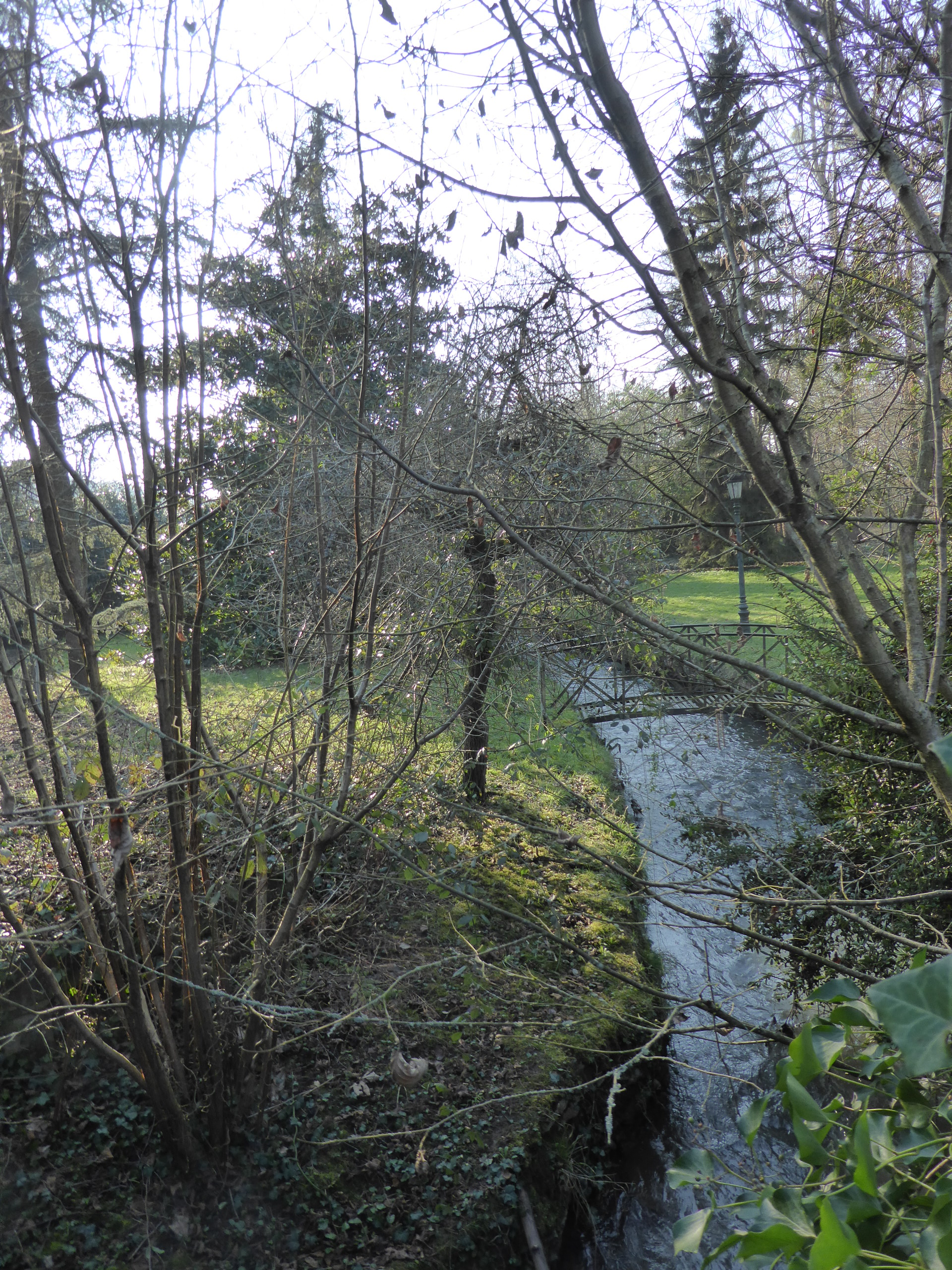
Bièvre bras artificiel en amont du moulin de Vauboyen.

La rivière entre à l’extrême ouest du territoire au niveau de l’ancien moulin de Vauboyen, où se rejoignent les deux bras distincts en amont. Quelques mètres en aval, son débit est augmenté par un petit ruisseau qui prend sa source comme celui en amont du moulin, dans le bois de Monteclin. Ce ruisseau est peu visible. En contrebas du château des Roches, la rivière est à nouveau divisée, en deux bras.
- un bras artificiel surélevé qui alimente le parc du château des Roches puis un bassin dans le parc du château de la Martinière et actionnait un moulin en contrebas du pont de la rue du Petit Bièvre. Un lavoir était situé à proximité de ce moulin restauré.
- un bras parallèle correspondant à la Bièvre naturelle.

Les deux bras se rejoignent à proximité de la gare.
La Bièvre reçoit un affluent la Sygrie, qui prend sa source à l’extrême nord du territoire communal à proximité du lieu-dit « Clairbois ».
Le centre-ville s’est développé un peu en amont de la confluence entre la Bièvre et la Sygrie.
La rivière est longée par le chemin des Prés de Vauboyen fermé à la circulation auto puis limité à des accès locaux. Le parcours de circulations douces est interrompu dans le centre de Bièvres jusqu'au-delà du pont de la N 118. La promenade reprend son cours à la limite de la commune d'Igny près du bassin des Damoiseaux .

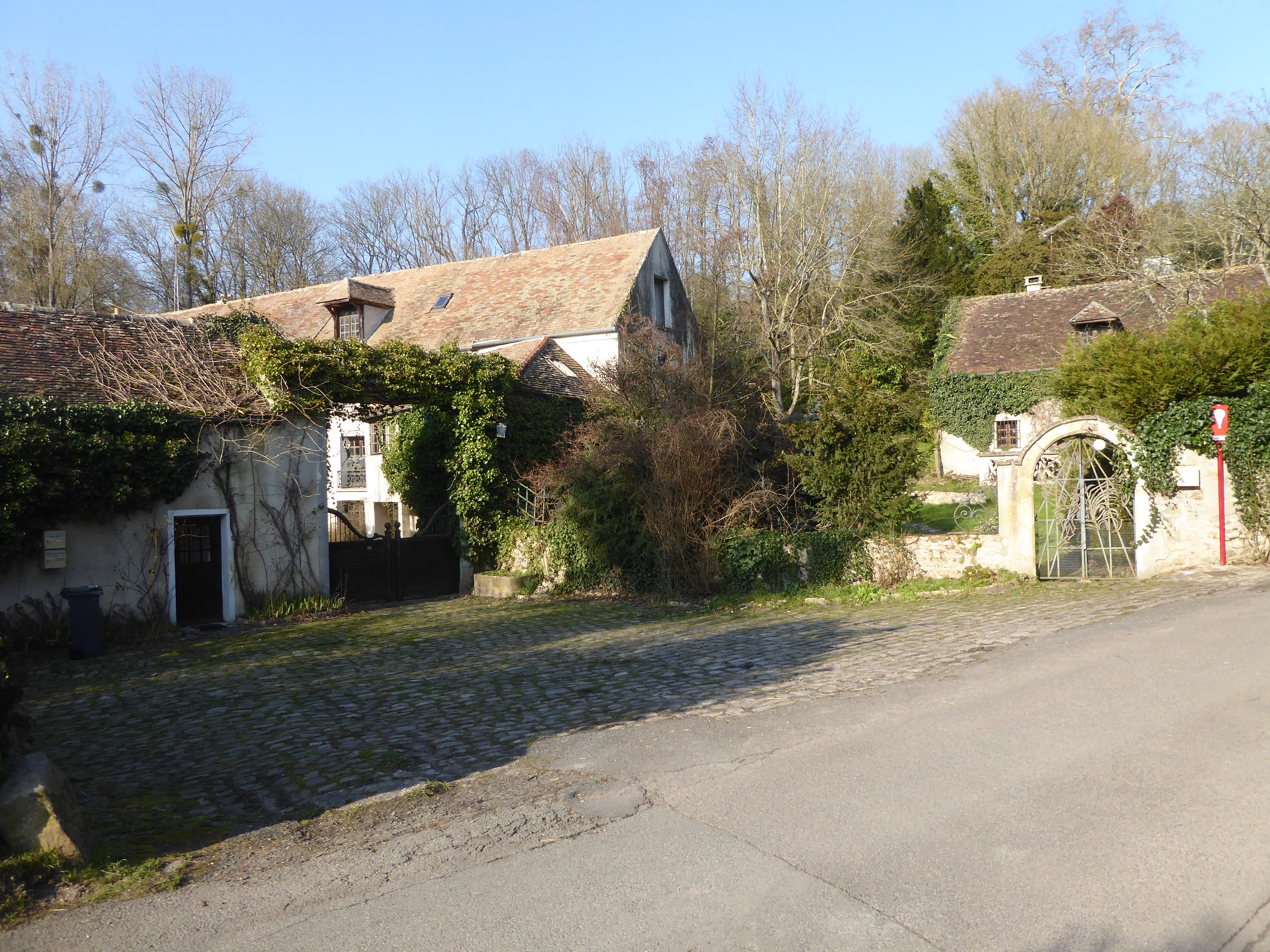
Moulin de Vauboyen.
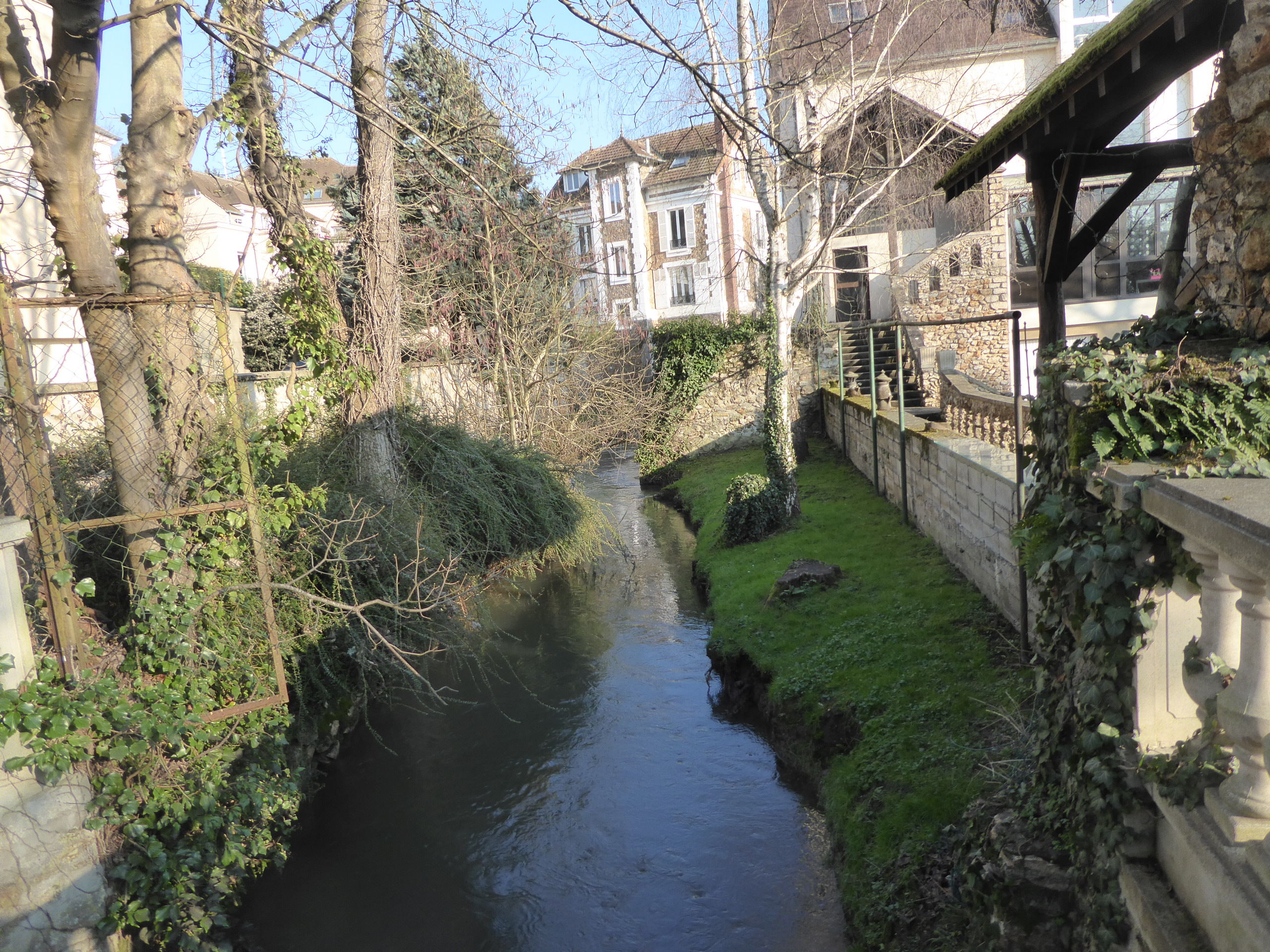
Bièvre entre la rue des Deux-Ponts et la rue du Petit-Bièvre.
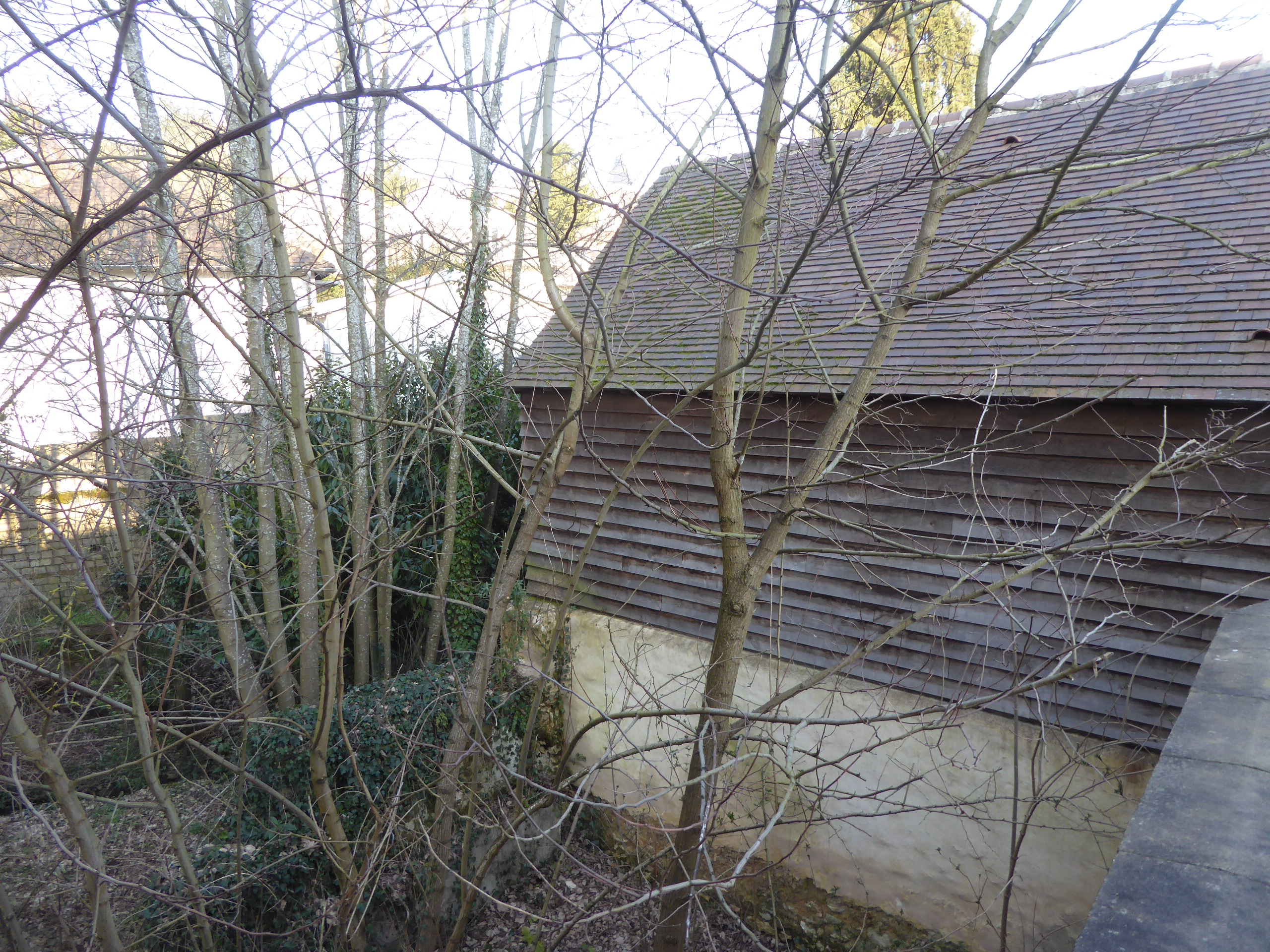
Moulin restauré à Bièvres.
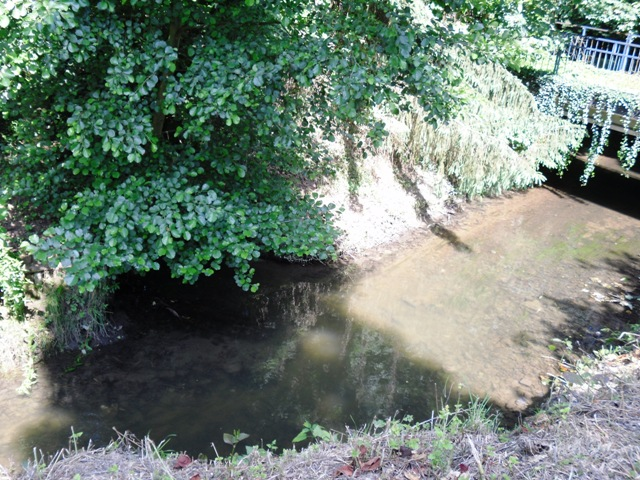
La Bièvre à sa confluence avec la Sygrie.

#### Igny

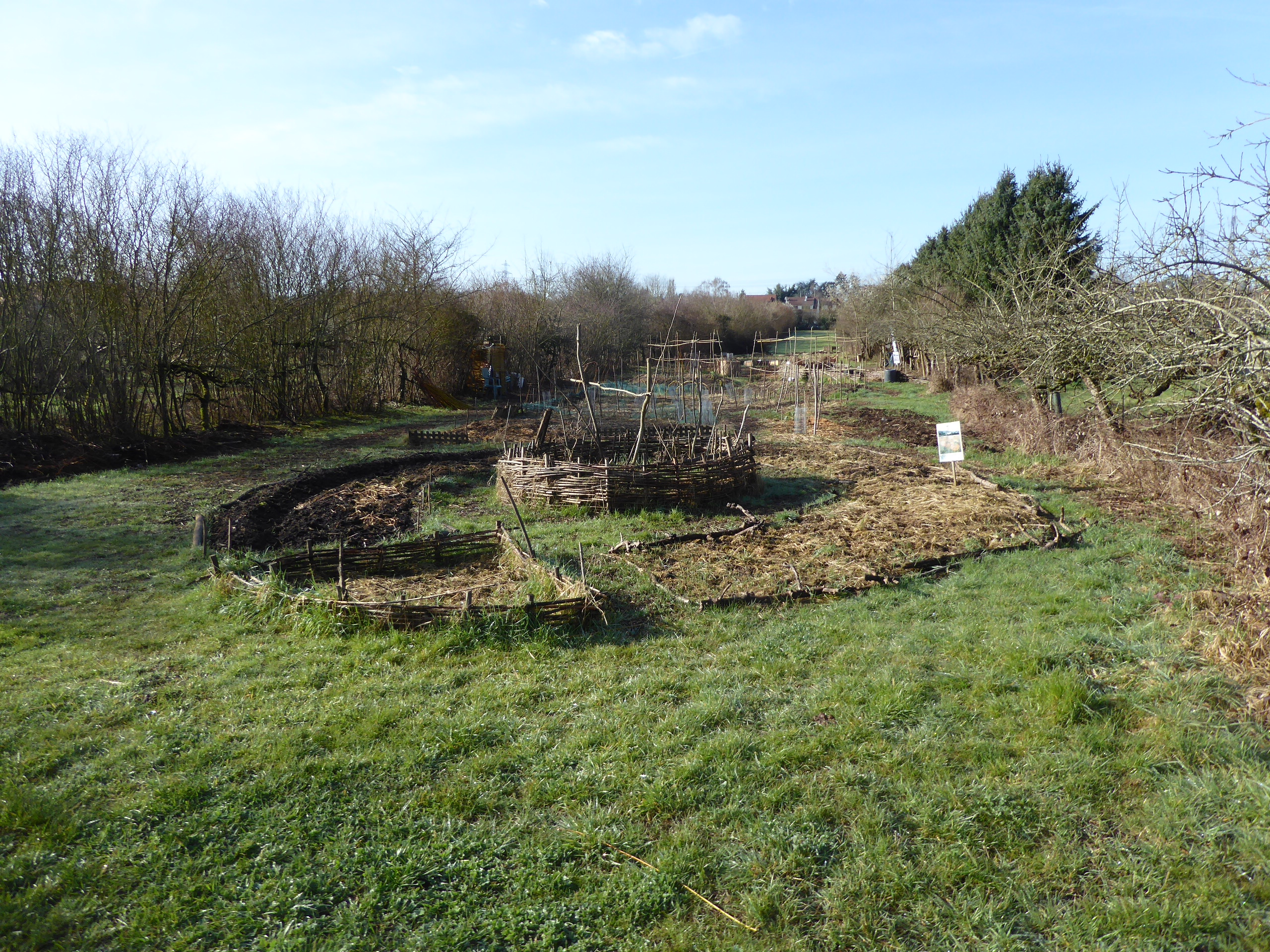
La vallée comestible.

Le bras surélevé qui longeait la voie ferrée (chemin de l'écluse) actionnait la roue du moulin de Marienthal, actuellement bâtisse délabrée, (impasse du moulin). Ce bras recouvert dans les années 1950 rejoignait le bras naturel à l'angle de la rue de Marienthal et de la rue du Moulin.
Le bras naturel alimente le bassin des Damoiseaux aménagé par le SIAVB à la limite avec la commune de Bièvres et d’Igny pour limiter les inondations. En aval de cet étang, le bras unique est longé par un chemin piétonnier partie du GR 11 dans un cadre agréable.
Après 500 m, la rivière se divise encore en contrebas de la gare d'Igny. Le bras naturel s'écoule au sud-ouest et quitte le territoire communal au pont Monseigneur pour pénétrer dans le golf de Verrières.
Ce bras naturel est bordé par l'espace la vallée comestible qui rassemble des bénévoles ayant pour but de valoriser le site de la Bièvre et de préserver l'environnement par l'arboriculture, l'agroforesterie et la permaculture.
Le bras vif destiné à alimenter des moulins à Verrières est longé par le chemin piétonnier GR 11 qui forme la limite avec la commune de Verrières.
La promenade au bord de l'eau est donc continue du bassin des Damoiseaux à la limite de la commune de Bièvres jusqu'à celle de Verrières-le-Buisson.
La partie sud de la commune est parcourue par un affluent de la Bièvre, le ru de Vauhallan alimenté par les étangs de Saclay. La confluence est située sur le territoire de Verrières .

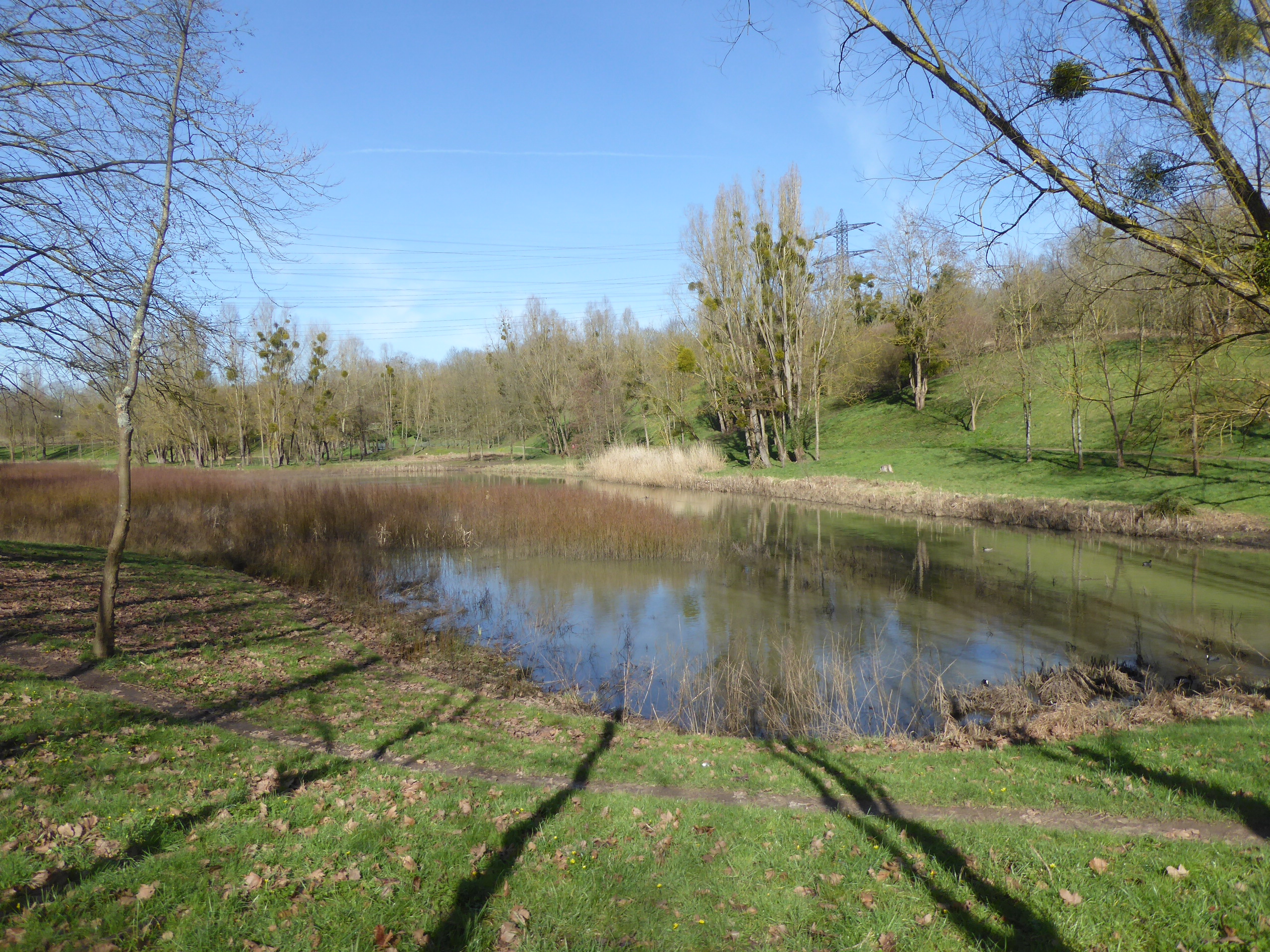
Bassin des Damoiseaux.
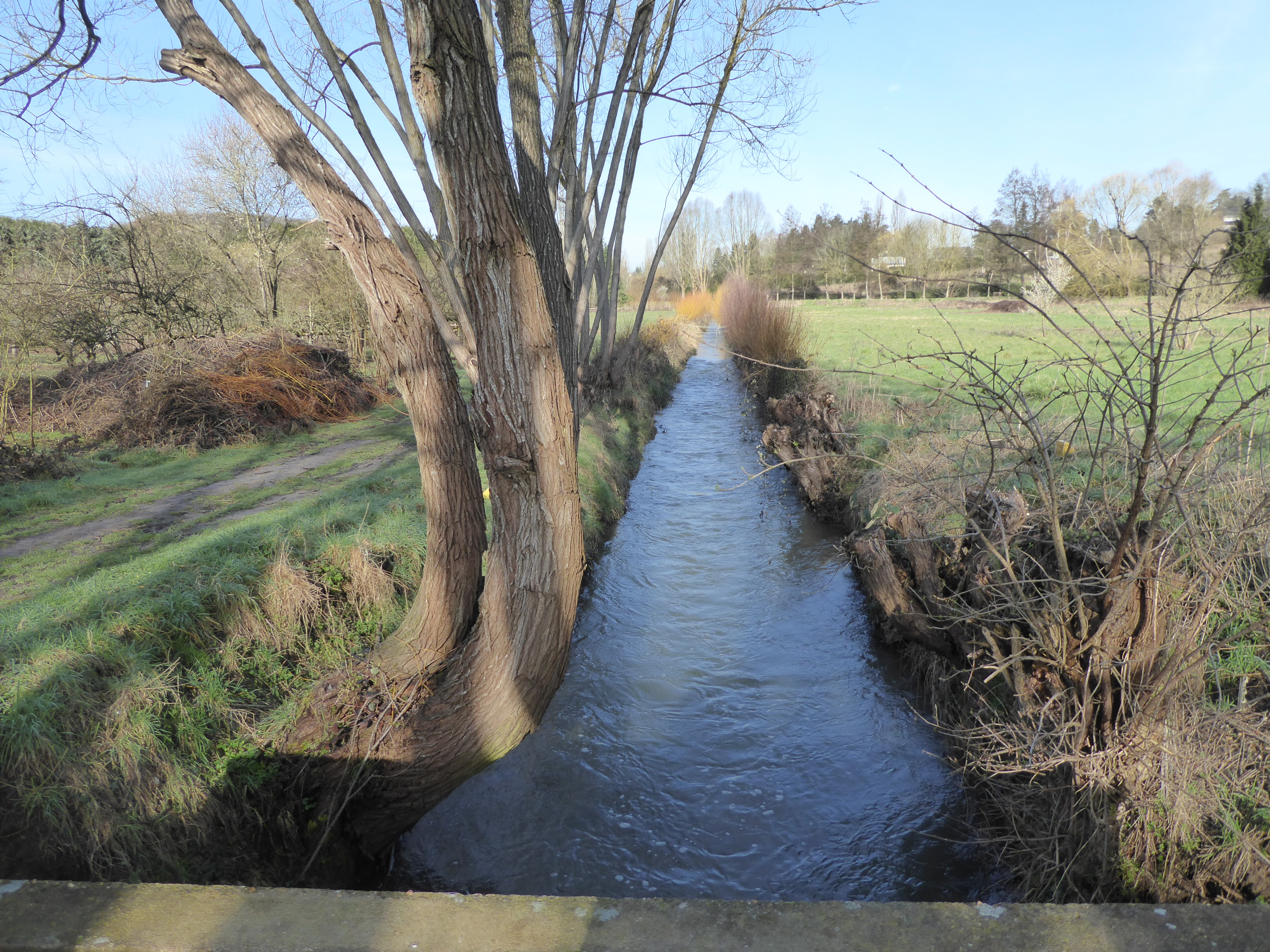
Bièvre morte à Igny.
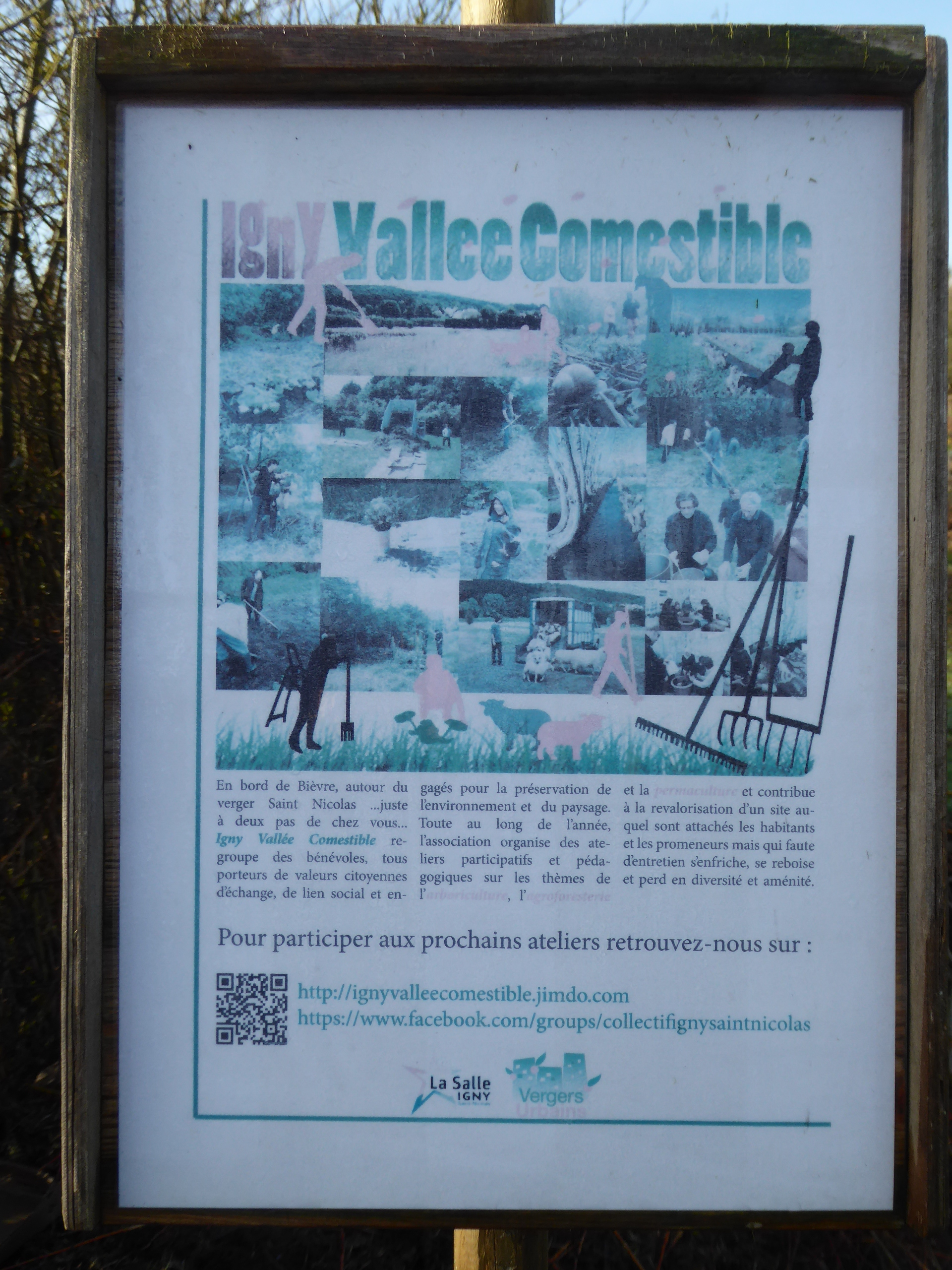
Panneau La vallée comestible.
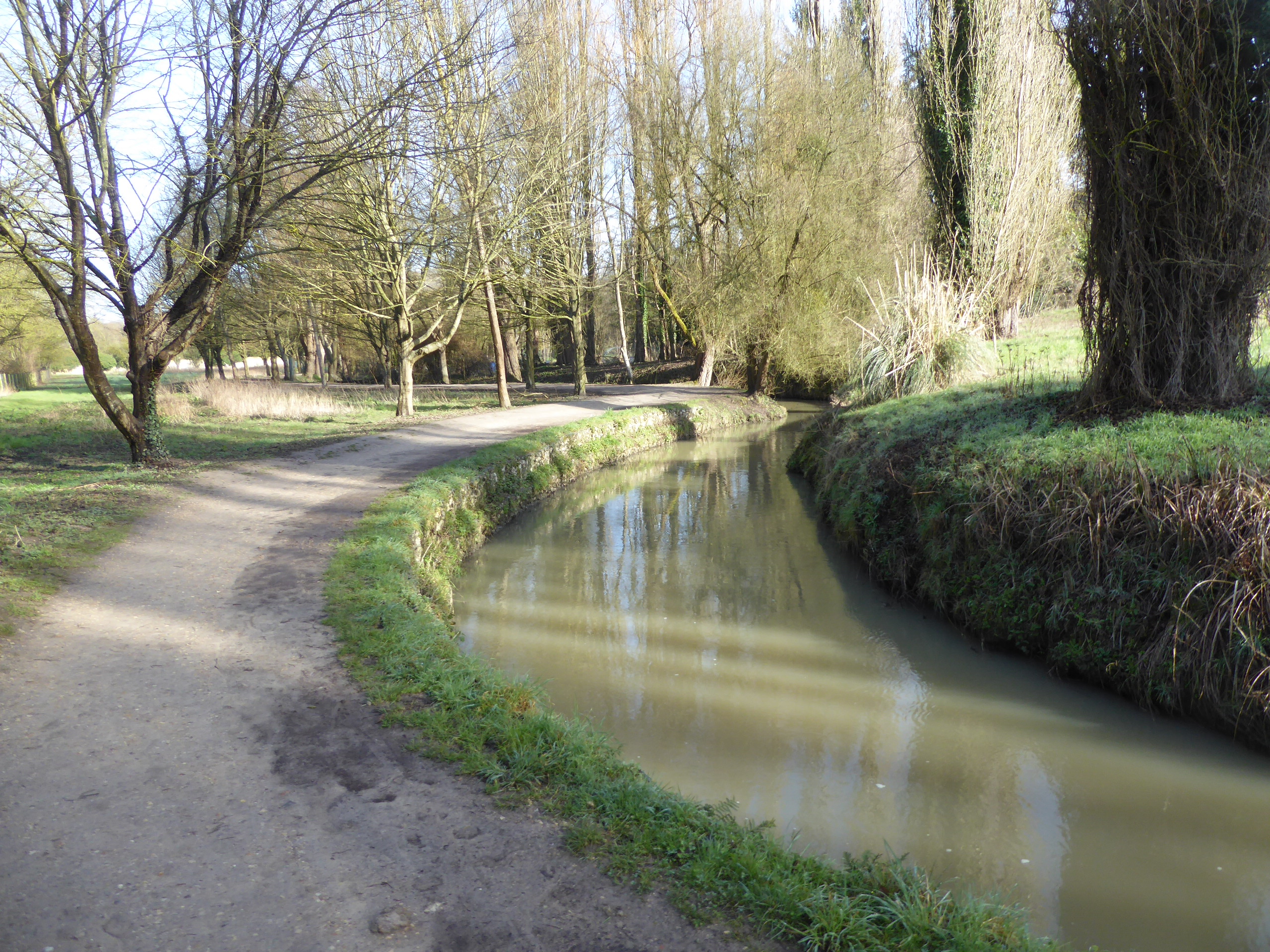
Chemin au bord du bras vif.
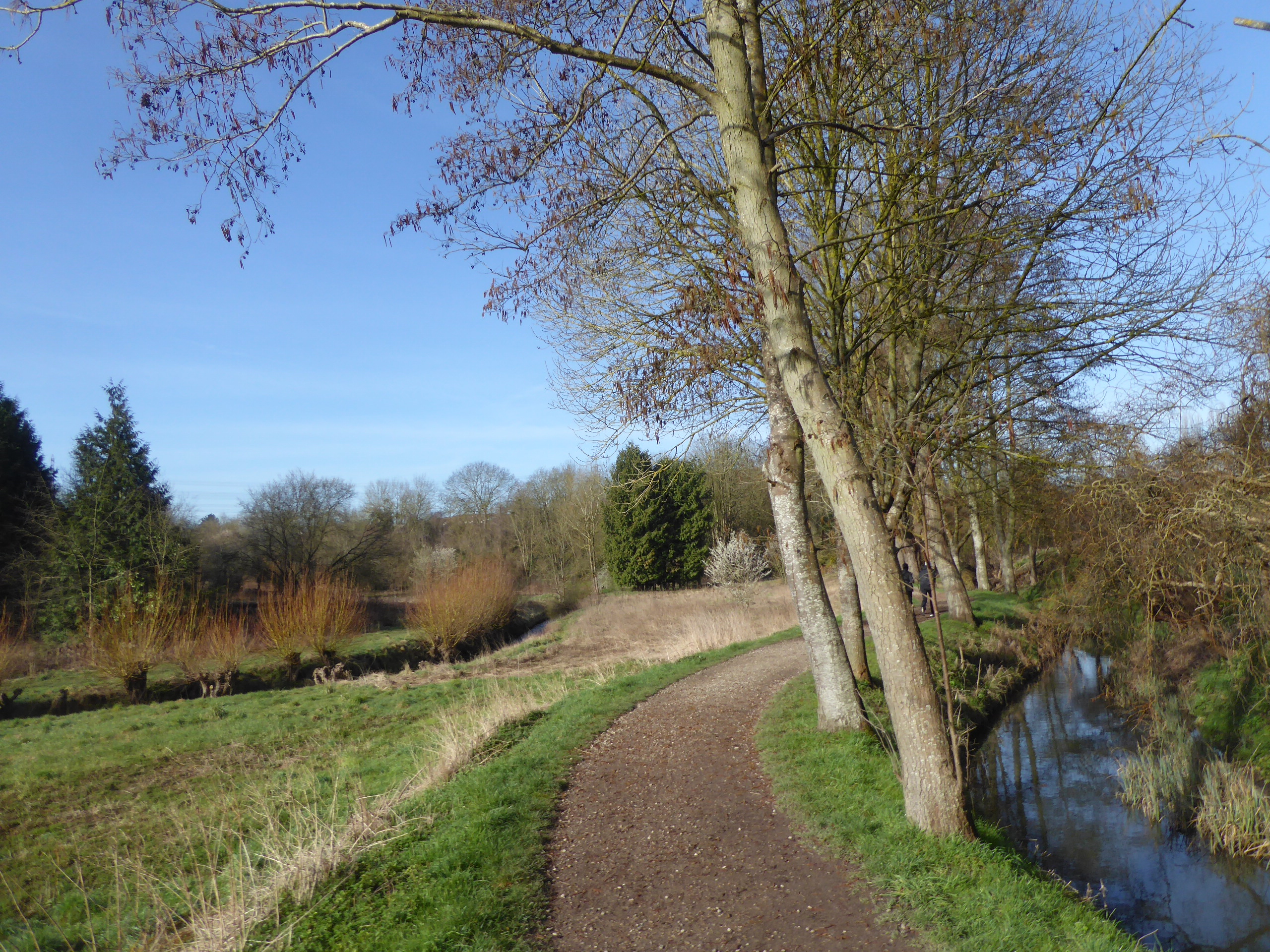
Bièvre en limite Igny-Verrières.

#### Verrières-le-Buisson
Deux bras parcourent Verrières.
- au nord, un bras artificiel surélevé alimentait, d'amont en aval, le moulin d'Amblainvilliers, le moulin de Grais et le moulin de Mignaux. Ce bras est longé par un chemin piéton à côté du golf, passe sous la rue de Paris où l'on peut voir l'ancien lavoir et se rapproche de la route D 60 qu'elle longe à partir du moulin de Grais en formant la limite avec la commune de Massy. Ce bras a été  déplacé le long de  la route construite dans les années 1960 et recouvert au bord de cet axe routier. Ce tronçon  recouvert a été remis au jour en 2000 par le SIAVB (syndicat intercommunal pour l'assainissement de la vallée de la Bièvre). Ce bras est longé par un sentier pédestre interrompu à Amblainvillers (le lavoir en contrebas de la rue de Paris n'est pas accessible) puis de la rue de Villaine à la rue du Pont-de-Pierre à la limite d'Antony.
- au sud, son cours naturel qui passe sous le pont Monseigneur, à la limite d'Igny, traverse le golf, puis sous la D 60 à la jonction avec la rue de Paris et pénètre dans le parc du château de Vilgénis dans la commune de Massy. Ce cours est rejoint sur sa rive droite dans le golf par le ruisseau de Vauhallan provenant de la commune voisine d’Igny. Ce cours naturel rejoint le bras artificiel sous la route D 60 au niveau de la rue du Pré. Le bras unique s'éloigne de cette route en aval de la rue du Pré, longe le square de la Bièvre à Massy, passe sous la rue Cambacérès puis derrière les dépendances de pavillons et quitte Verrières après être passé sous la rue du Pont-de-Pierre. Ce bras unique forme également la limite avec la commune de Massy[59].

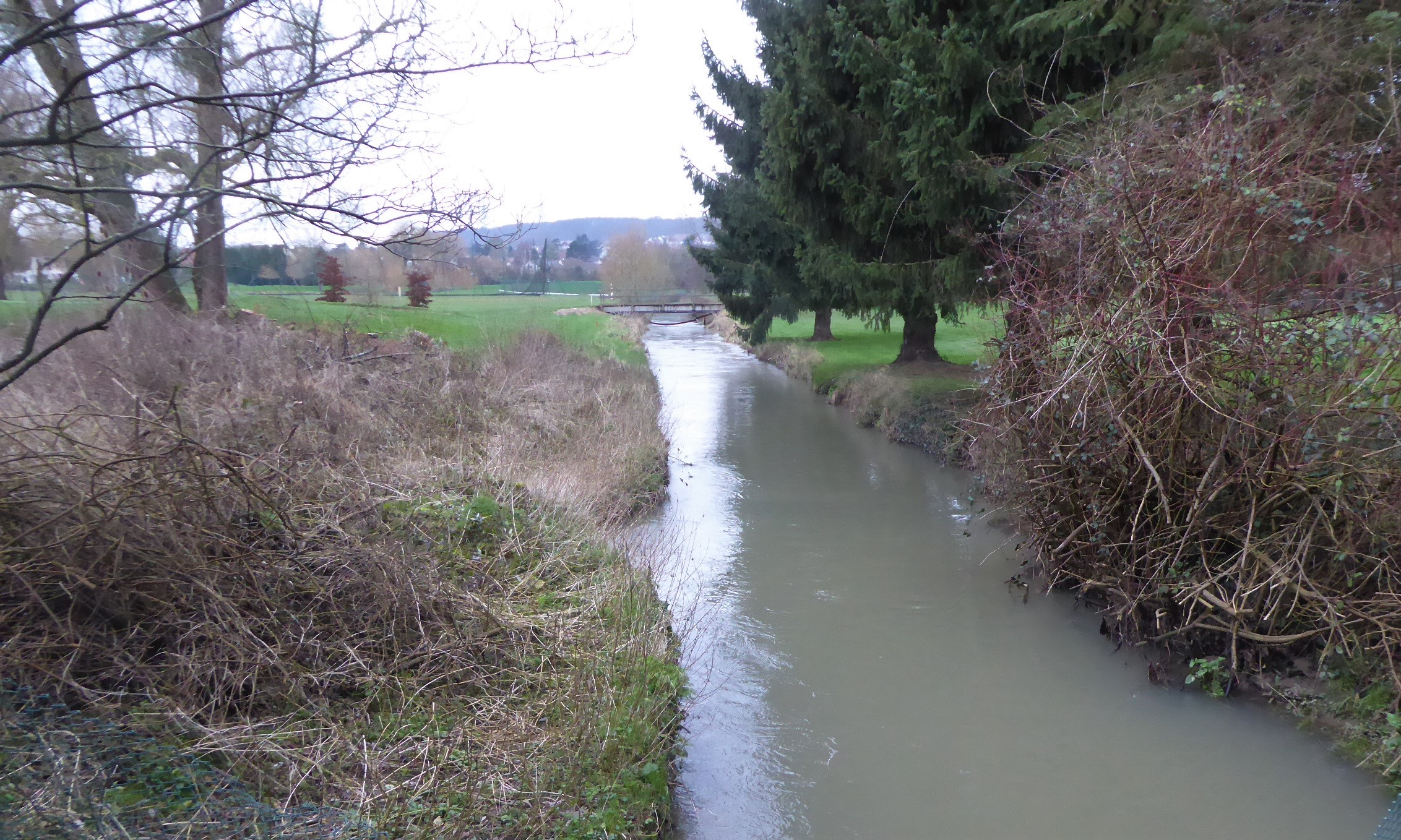
Bras naturel vu vers le golf.
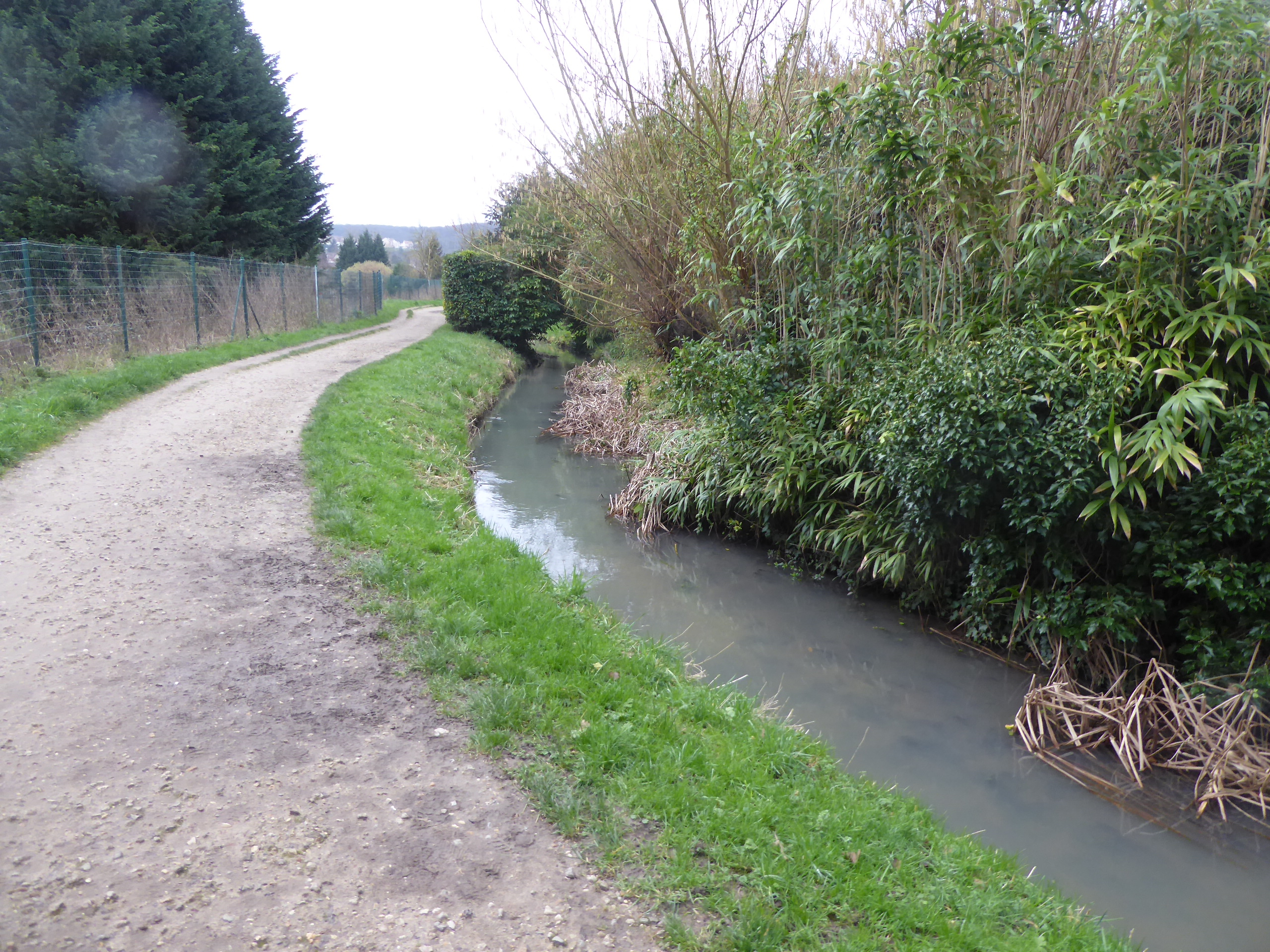
Chemin le long du bras vif.
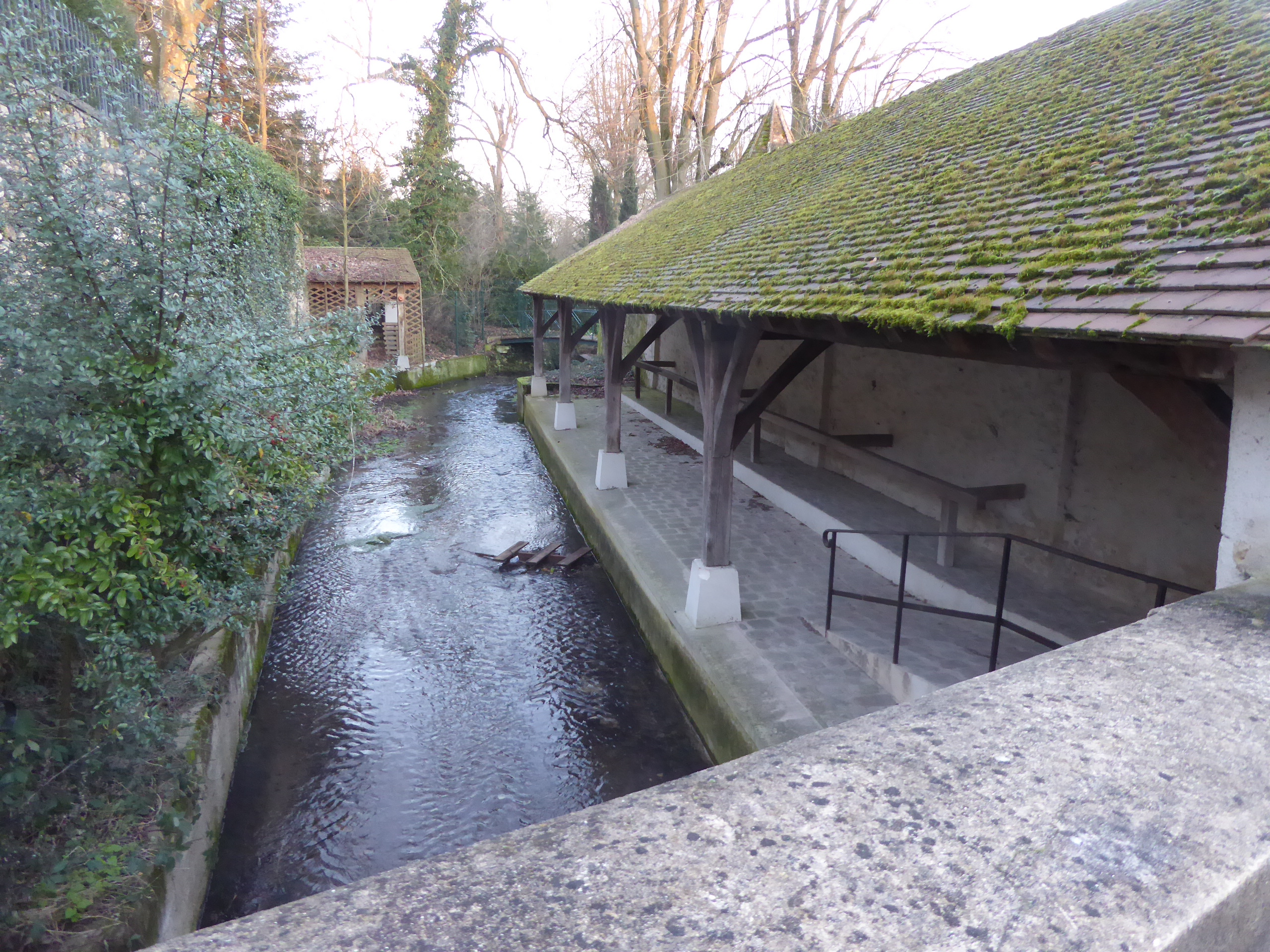
Lavoir de Verrières
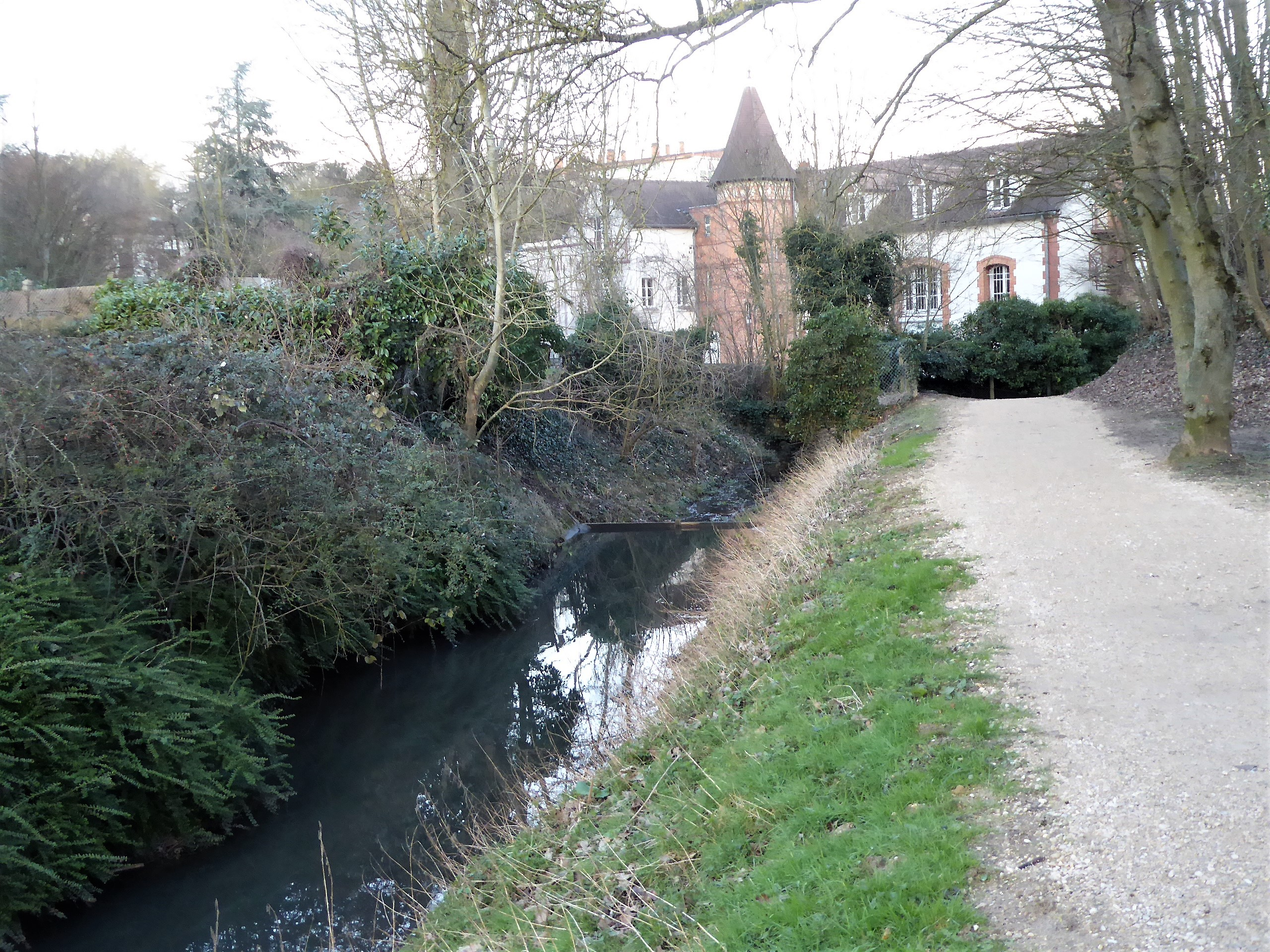
En amont du moulin de Grais.
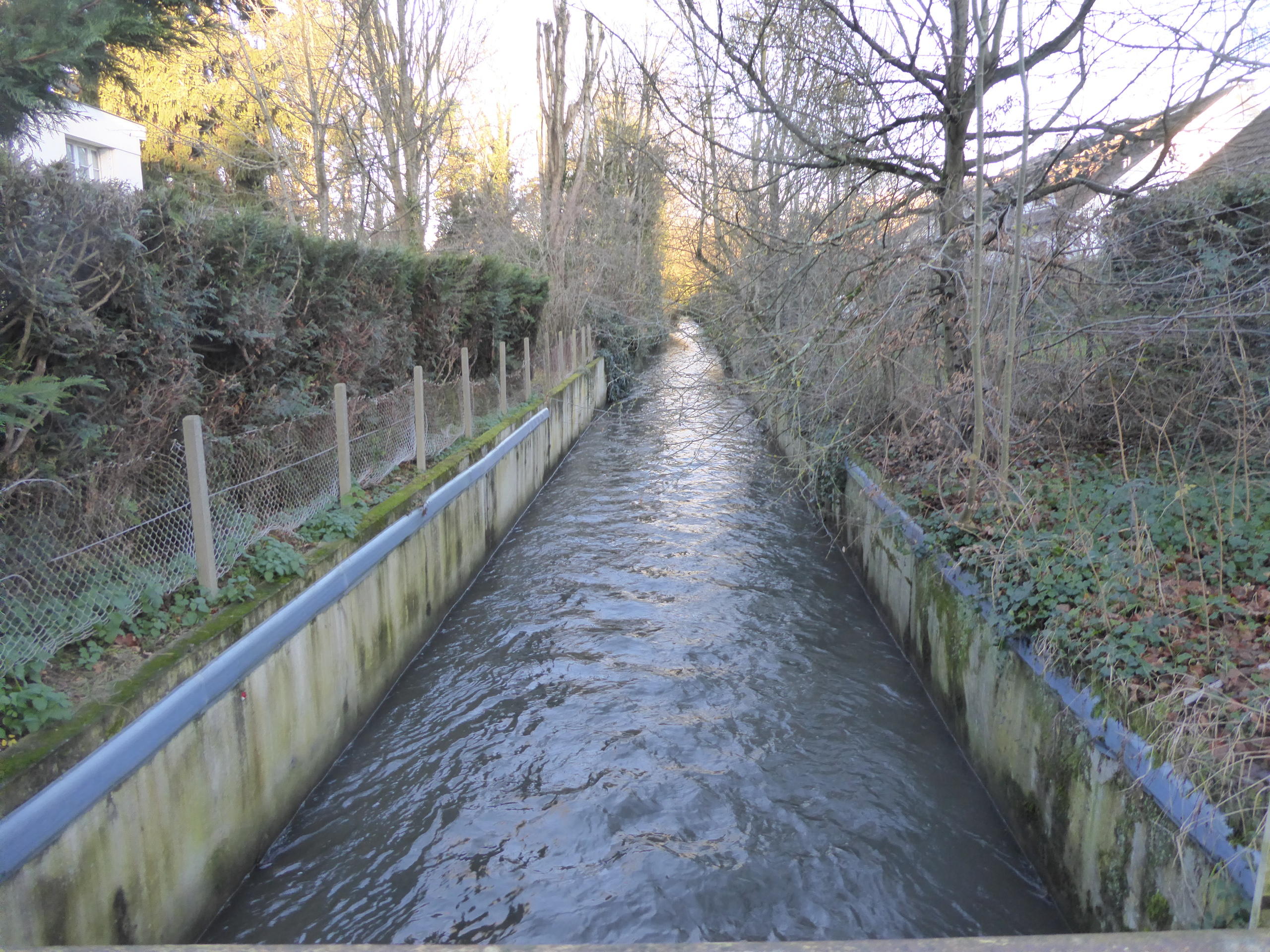
Bièvre à Verrières près de la limite d'Antony.

#### Massy
À son entrée à Massy par l’ouest à la limite de Verrières, la Bièvre comprend les deux bras dans le prolongement de ceux s'écoulant à Verrières
- le bras naturel passe sous la rue de Paris à Verrières et la voie de la vallée de la Bièvre à la jonction de ces deux routes, parcourt le parc de Vilgénis, puis entre dans un parcours souterrain à côté d'un gymnase, continue le long de la D 60 au sud de cette route et rejoint l’autre bras au niveau de la rue de Villaine pour former un bras unique en aval. Cette traversée du parc de Vilgénis a fait l’objet de travaux du Syndicat intercommunal d'assainissement de la vallée de la Bièvre en 2017 qui ont permis de restituer le cours originel de la rivière et de ses anciens méandres, en améliorant la qualité de l’eau et de la biodiversité. Ces travaux devraient également assurer une protection contre les inondations.
- le bras artificiel surélevé, qui actionnait les roues des moulins de Gray et des Migneaux, longe la voie de la vallée de la Bièvre (route D 60) en formant la limite entre les communes de Massy et de Verrières-le-Buisson. Recouvert lors de la création de la route, il a par la suite été remis à jour en 2000 puis en 2018 sur un tronçon de 200 m entre la rue de Villaine et la rue du Pré à Verrières. Ce bras a été légèrement dévié lors des travaux du Syndicat intercommunal d'assainissement de la vallée de la Bièvre dans les années 1960. Ces travaux ont permis la construction des immeubles du nouveau Villaine et du quartier de la Poterne dans une zone anciennement inondable. Ce bras alimentait le moulin Migneaux qui était situé à l’angle de l’allée du Moulin et de la rue du Pré à Verrières.

De la rue du Pré à la rue du Pont-de-Pierre à la limite des trois communes de Massy, de Verrières et d’Antony, ce bras unique à l’air libre canalisé entre des rives cimentées longe le square de la Bièvre puis passe derrière les pavillons de la rue des Bleuets.
La rivière quitte le territoire municipal, juste après la traversée souterraine de la voie à grande vitesse pour ressortir sur le territoire d’Antony dans le parc du Breuil et de la Bièvre.

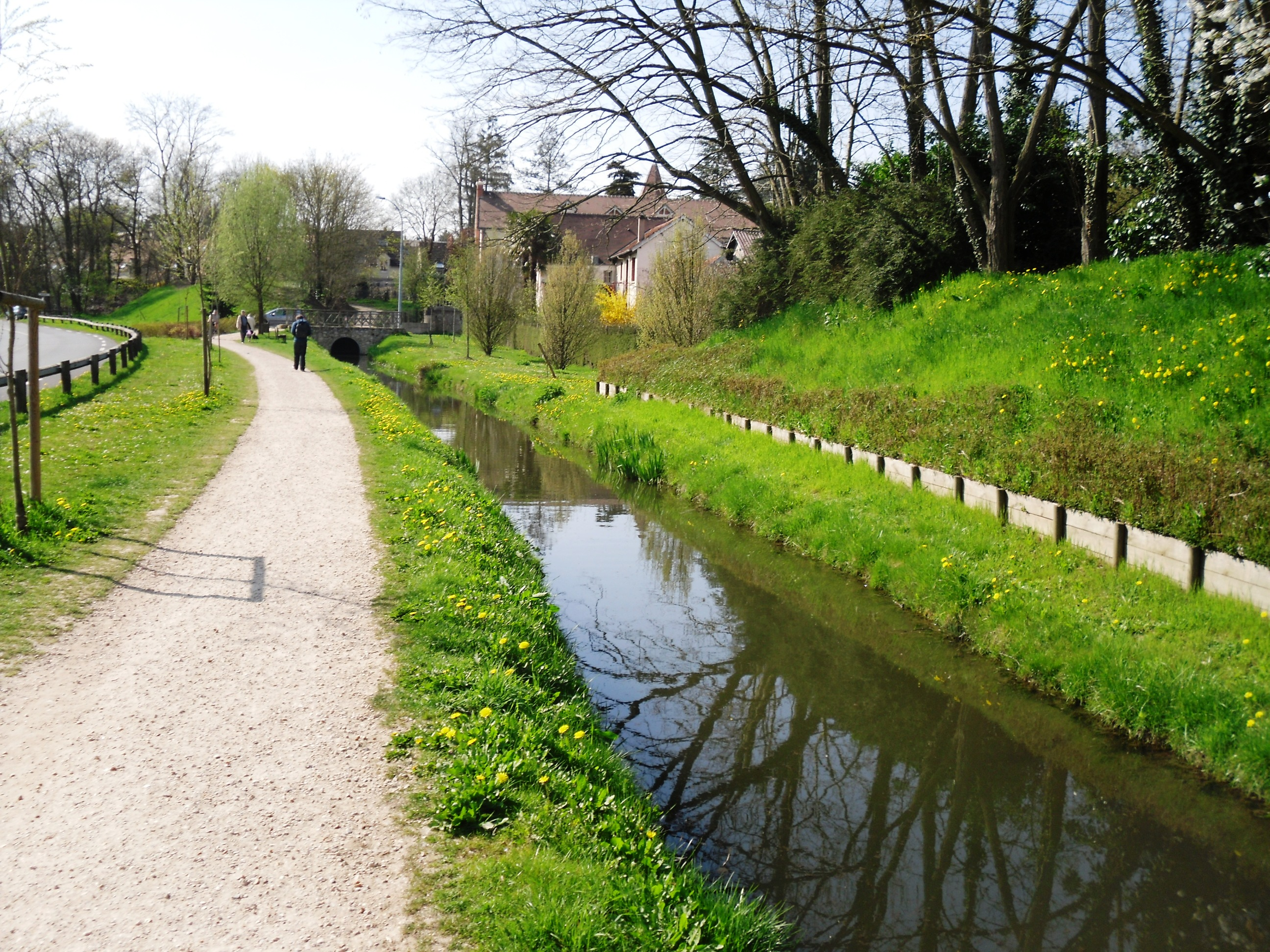
La Bièvre.
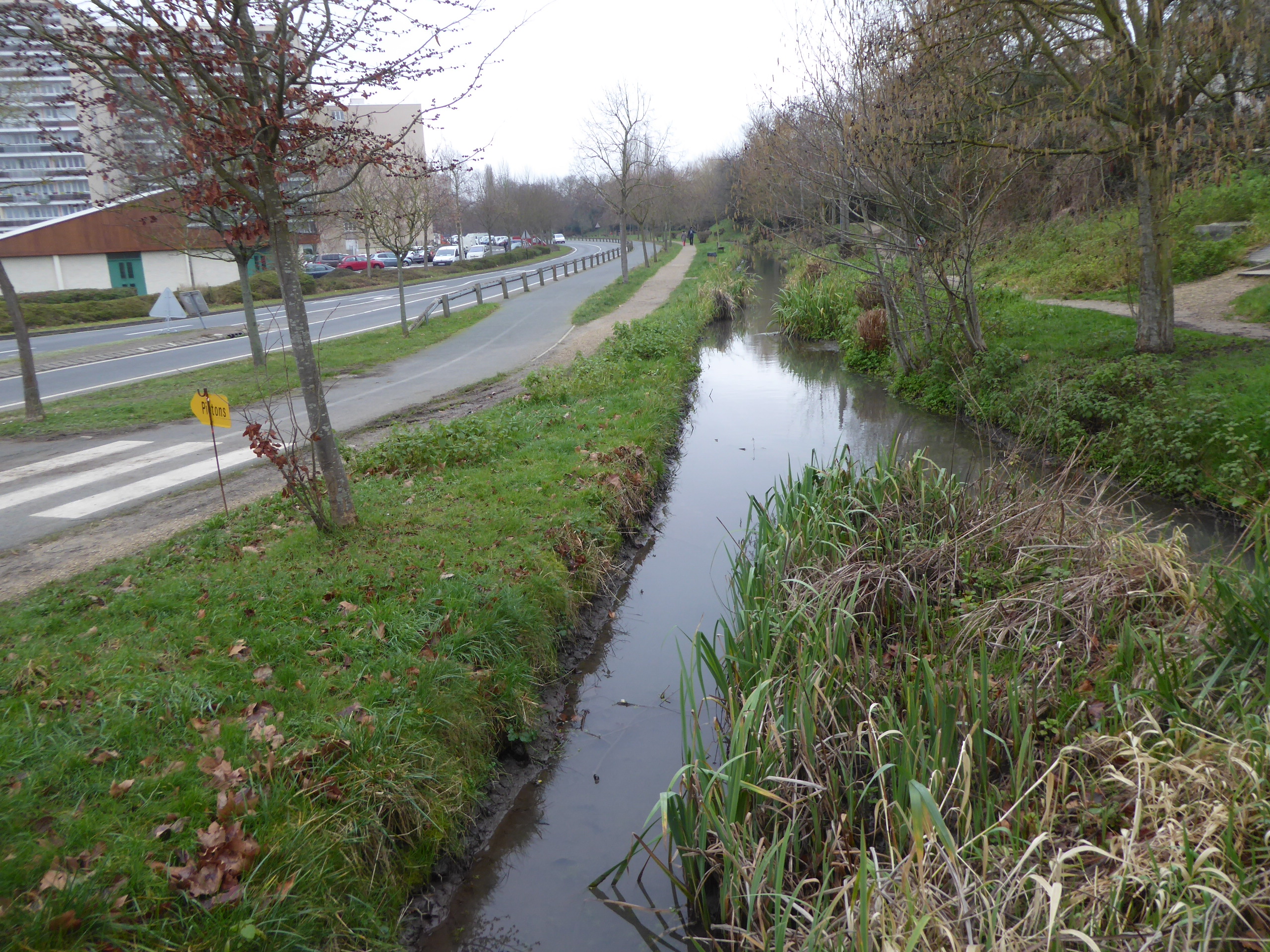
Bras vif le long de la D 60.
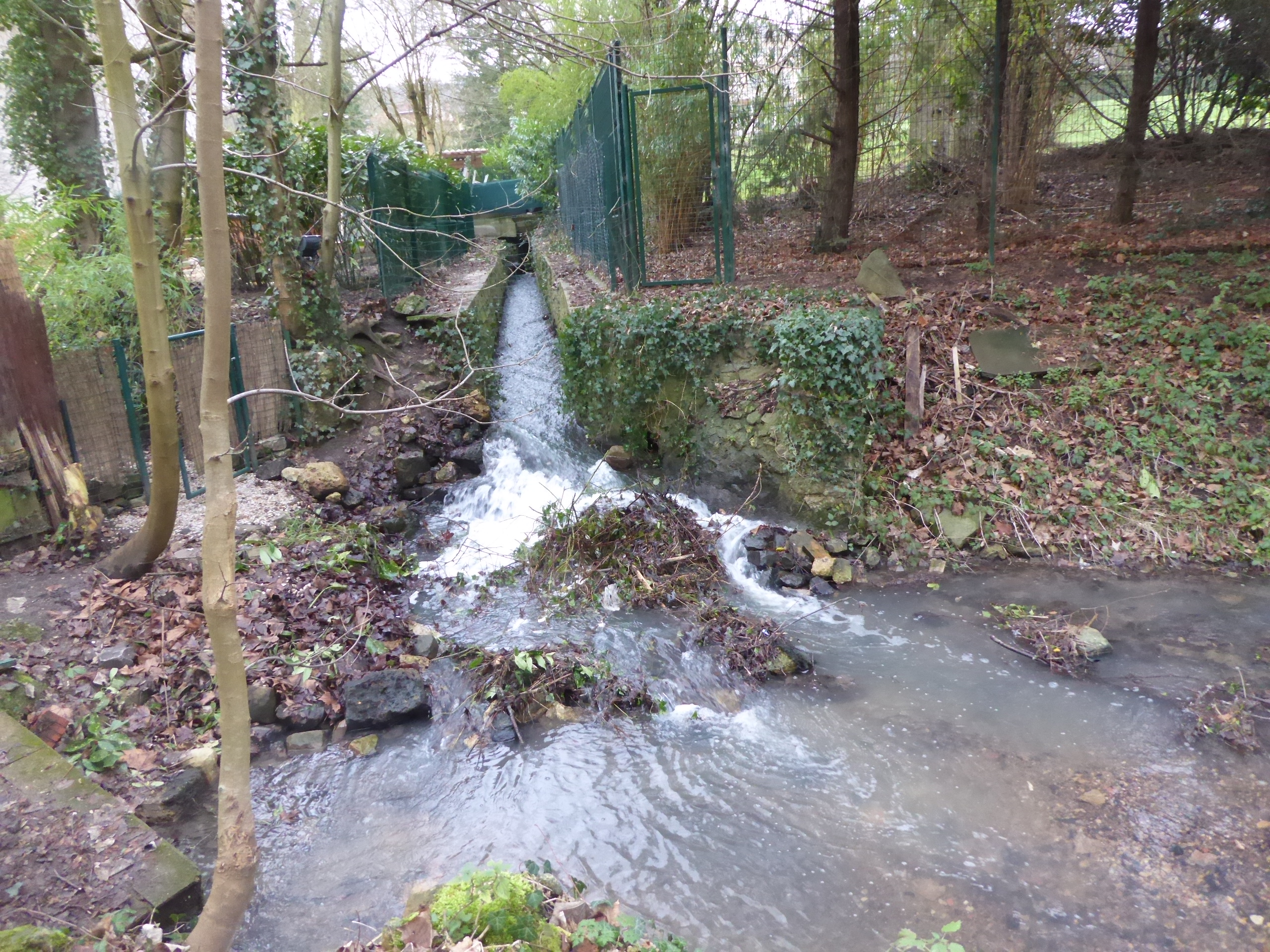
Bras vif à la limite de Verrières et de Massy.
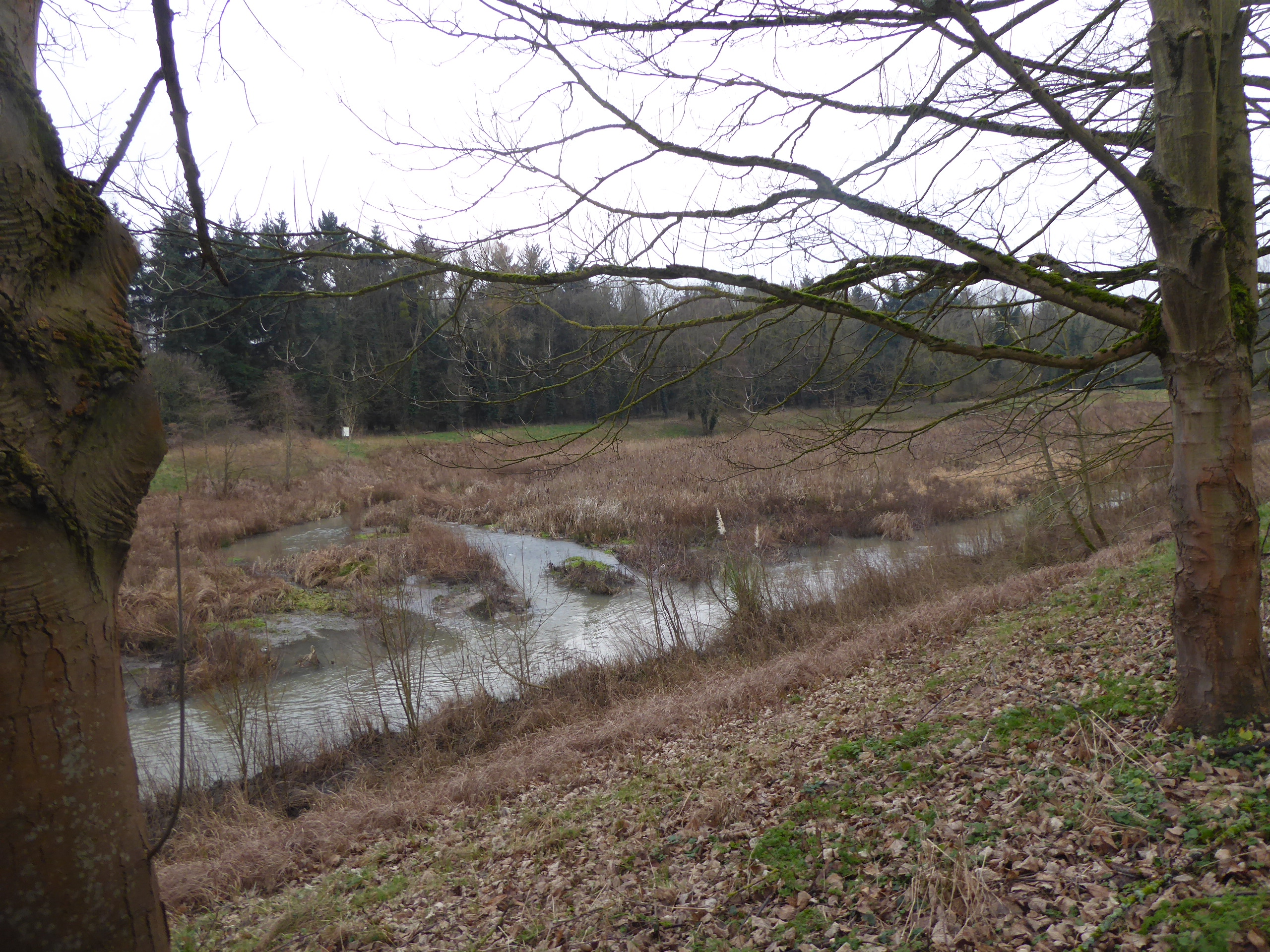
Dans le parc de Vilgénis.
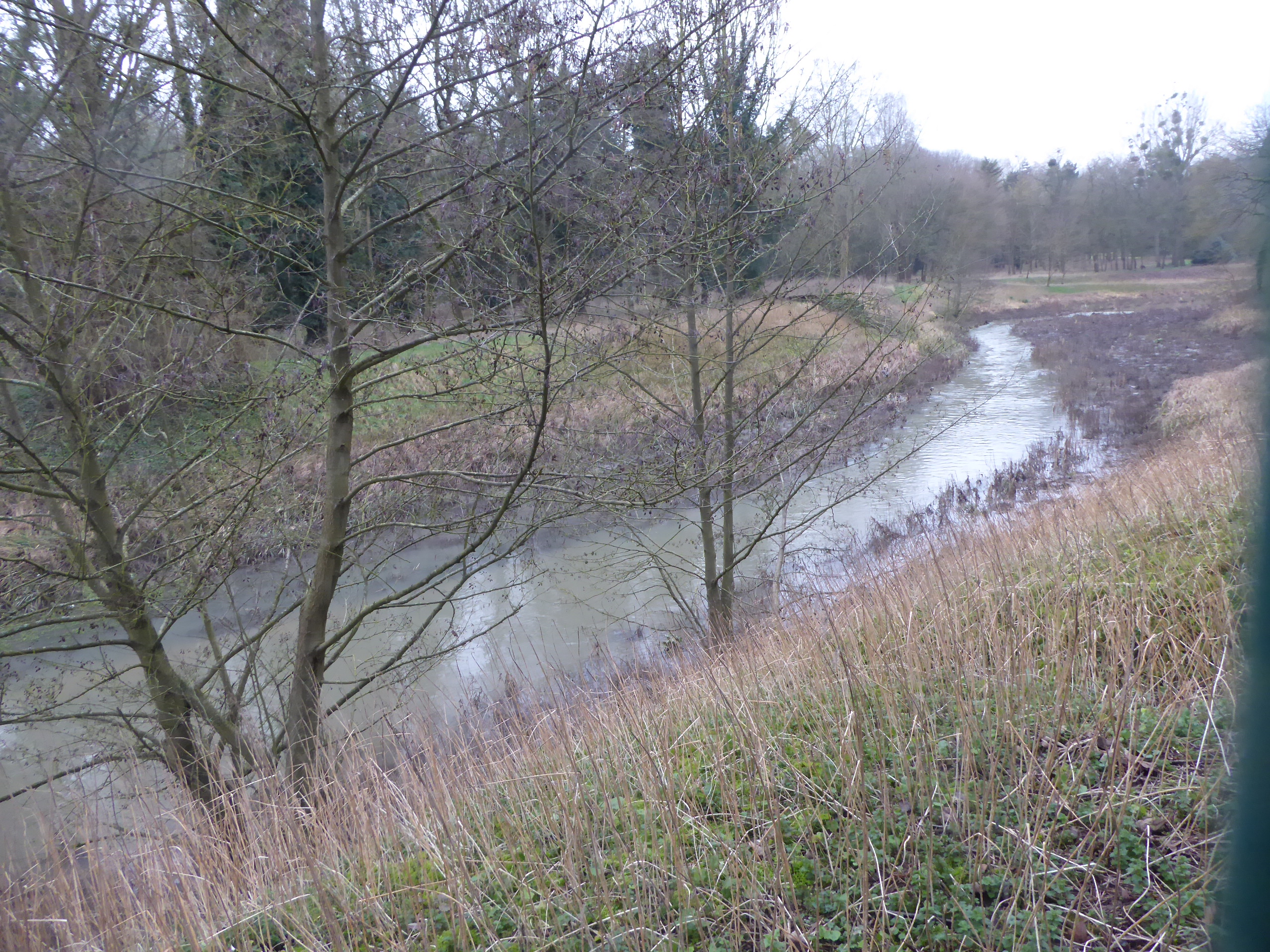
La Bièvre dans le parc de Vilgénis.

### La banlieue

#### Antony

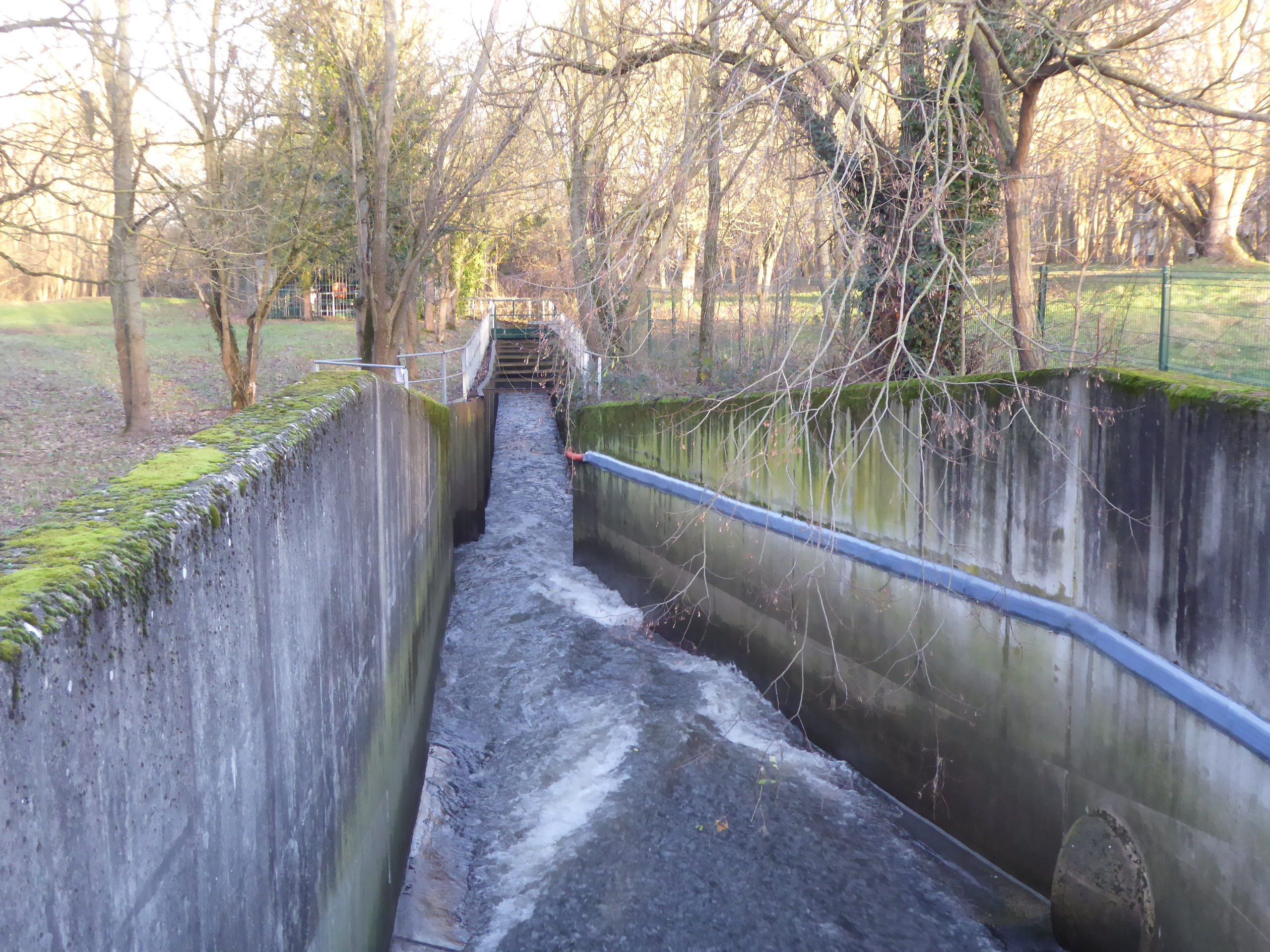
Bièvre dans la réserve naturelle.

À la limite des communes de Verrières-le-Buisson et d'Antony, la Bièvre entre par un passage d’une centaine de mètres sous la rue du Pont-de-Pierre, la coulée verte du Sud-parisien, le TGV Atlantique et la rue Marius-Hue. L'eau ressurgit après ce parcours souterrain dans une prairie où fut réalisé dans les années soixante-dix un bassin de retenue devenu  en 2009 la Réserve naturelle régionale du bassin de la Bièvre.
En aval de ce plan d’eau, la Bièvre est souterraine à partir de la traversée de la rue Georges-Suant.
La Bièvre parcourait la propriété du marquis de Castries où est aménagé le parc Heller. Le confluent avec le ru des Godets était situé un peu en aval près de l’étang du Soleil dans ce parc. Ce confluent est encore visible. La Bièvre se divisait ensuite en deux bras.
- la Bièvre morte, son cours naturel, à la limite sud-est du parc au bord de la voie Verte
- la Bièvre vive, bras artificiel qui actionnait la roue du moulin d’Antony. Le bief du Moulin alimenté par le ru des Godets est ainsi maintenu en eau jusqu’à la limite du parc.

Les deux bras se rejoignaient en aval du moulin à l’entrée du parc Michalon au bord de la rue du Pont-aux-Ânes actuellement rue Prosper-Legouté.

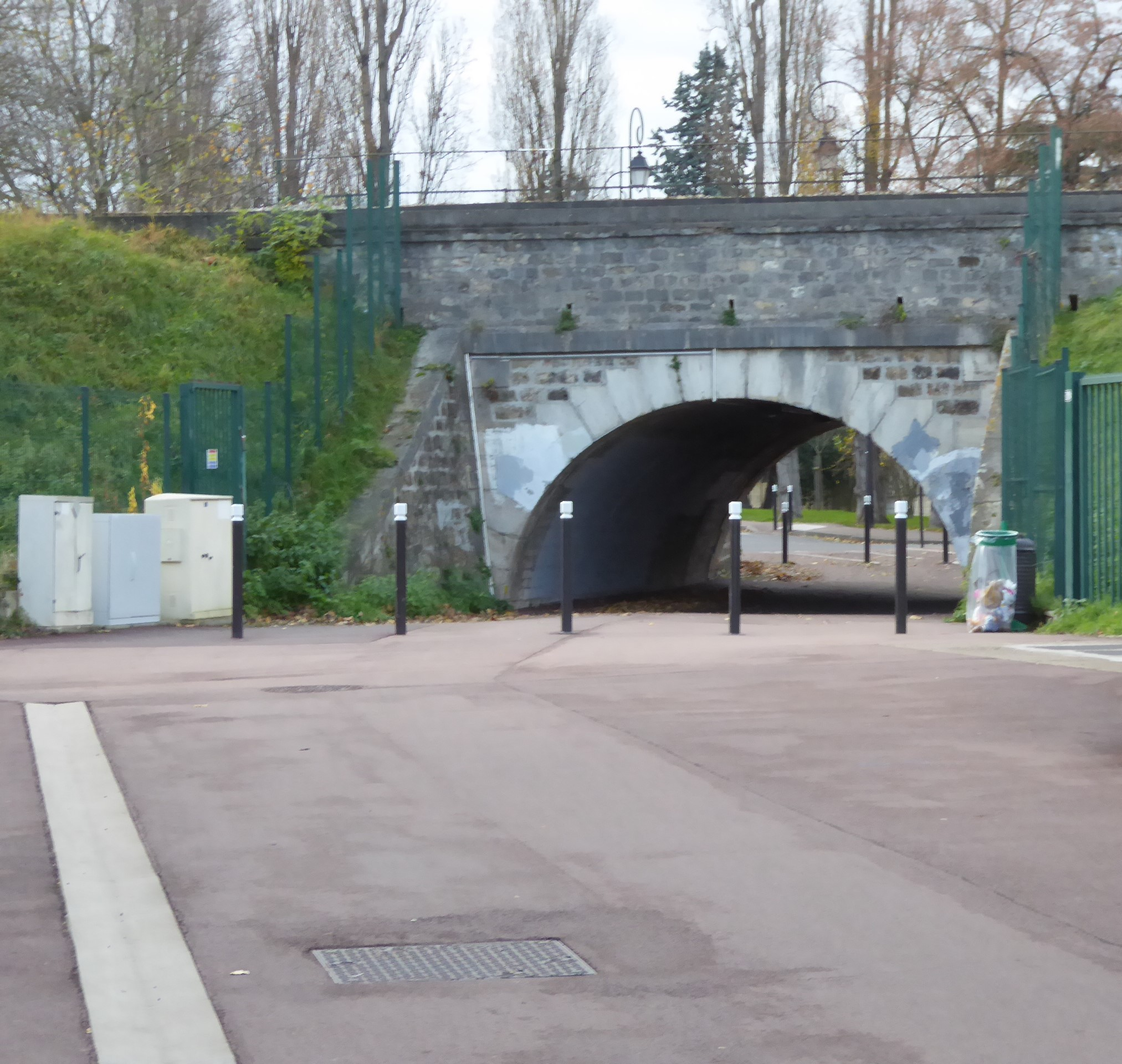
Passage de la Bièvre sous le RER.

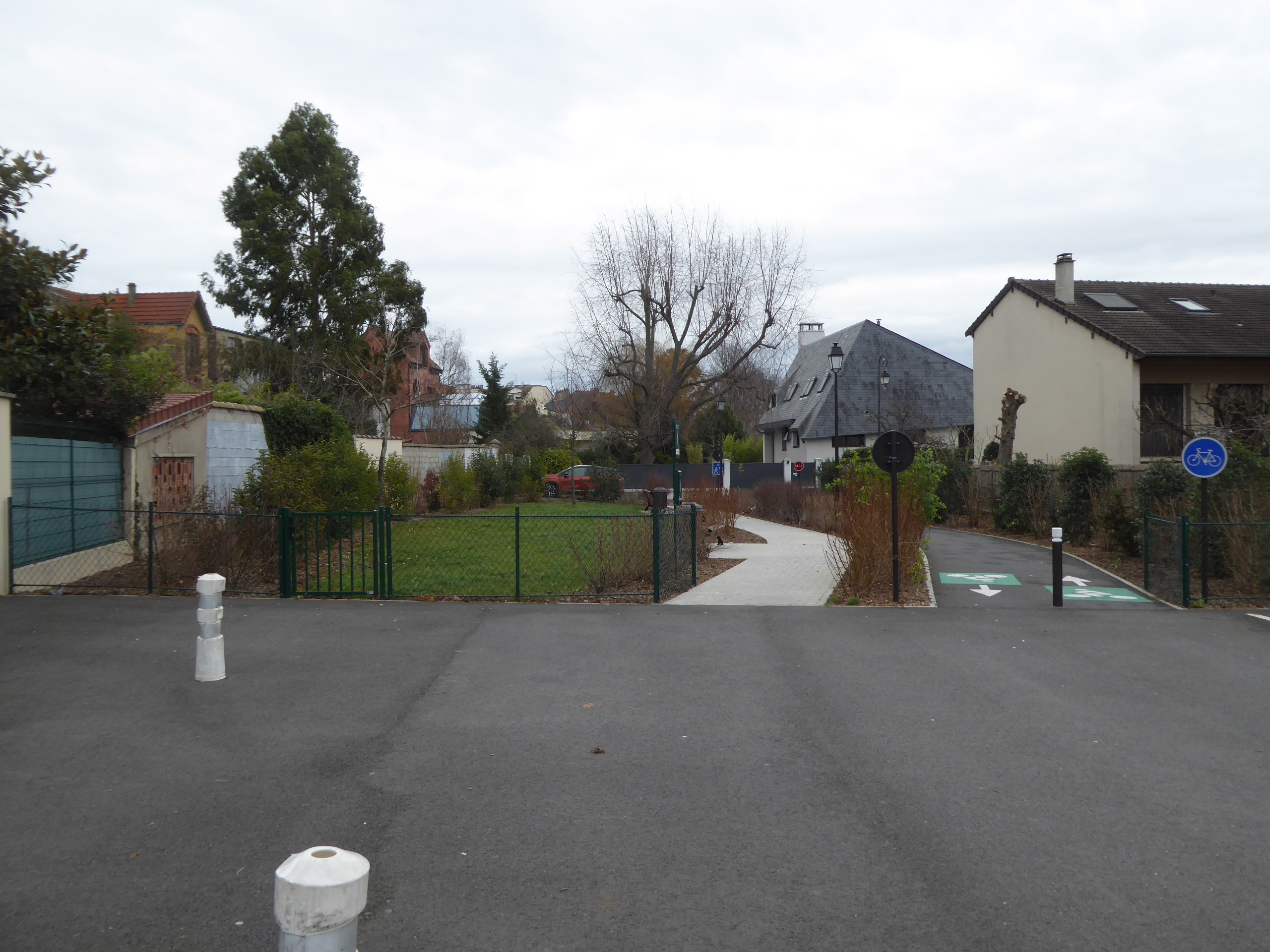
Piste cyclable et passage piéton vers la rue Coustou sur l'ancien cours de la Bièvre.

La Bièvre traversait ce parc qui s’étendait au nord de cette rue jusqu’au-delà de l’actuelle rue de l’Abreuvoir. Le parc et le château Michalon ont été transformés en œuvre sociale Les enfants heureux au début du XXe siècle. Des logements ont été ensuite édifiés sur ces terrains.
La Bièvre enterrée sous la rue de l’Abreuvoir passait sous la voie ferrée à l’emplacement de l’actuel passage piétonnier. Le lavoir de la Grande-Pierre était situé en amont de ce pont. Dans le prolongement, le cours de la rivière correspond au passage piétonnier et cyclable parallèle qui donne accès à la rue Coustou. La rivière coulait ensuite entre les rues actuelles Madeleine et de la Bièvre et passait sous la route nationale 20 une cinquantaine de mètres au sud du carrefour avec l’actuelle avenue Gabriel-Péri. Après ce pont, se situait un abreuvoir qui fut supprimé en 1928 pour élargir la route et doubler la voie de l’Arpajonnais. Cinquante mètres au-delà, la Bièvre virait à gauche et croisait l'emplacement de la rue du 11-Novembre.
Son cours correspondait ensuite à l’actuelle rue des Iris.
Une centaine de mètres au-delà, la rivière se divisait en deux bras :
- le bras vif en ligne droite à l’emplacement des actuelles rues des Iris, Barthélémy et Promenade du Barrage jusqu’à la route nationale 186 (actuellement A 86). Entre la rue Barthélémy et la Promenade du Barrage, on peut identifier son tracé par des espaces (jardins) entre les constructions. Ce bras artificiel qui alimentait le moulin de Berny fut enterré en 1952. Il longeait le parc du château de Berny délimité par la route nationale 20 et la RN 186 (A 86)

Ce parc occupé par des haras au XIXe siècle fut loti en 1905.
- le bras mort à l’est qui passait sous la route de Fresnes, actuellement rue Jean-Moulin, puis dans les prés de la Madeleine où a été aménagé le square Marc-Sangnier puis derrière les pavillons Castor à l’est de la rue Alphonse-Frager.

Un autre affluent de la Bièvre, le ru des Morteaux s’écoulait de l’extrémité sud du grand canal du parc de Sceaux, passait sous les voies du RER sous un pont, actuellement passage piétonnier entre l’allée des Peupliers et la rue des Morteaux puis sous la route nationale 20 (avenue Aristide-Briand) à l’angle de la rue Paul-Bourget et se jetait dans la Bièvre au sud de la promenade du Barrage.

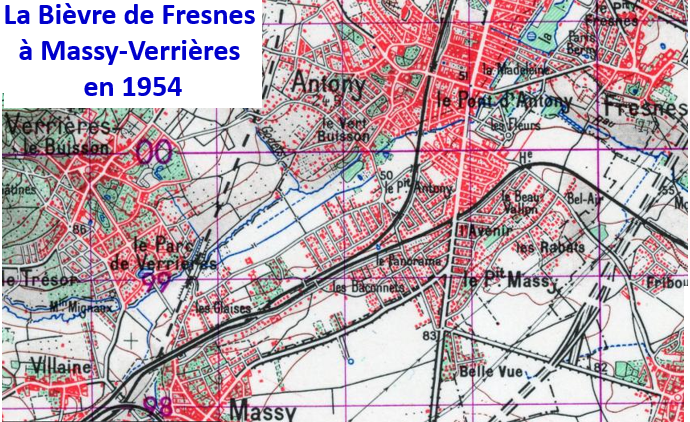
Bièvre en 1954 de Massy et Verrières à Fresnes.
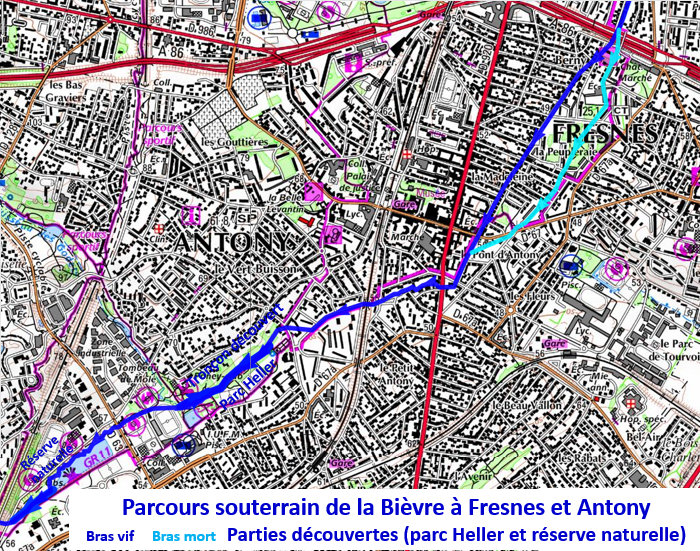
Parcours souterrain de la Bièvre à Antony et Fresnes.

#### Fresnes

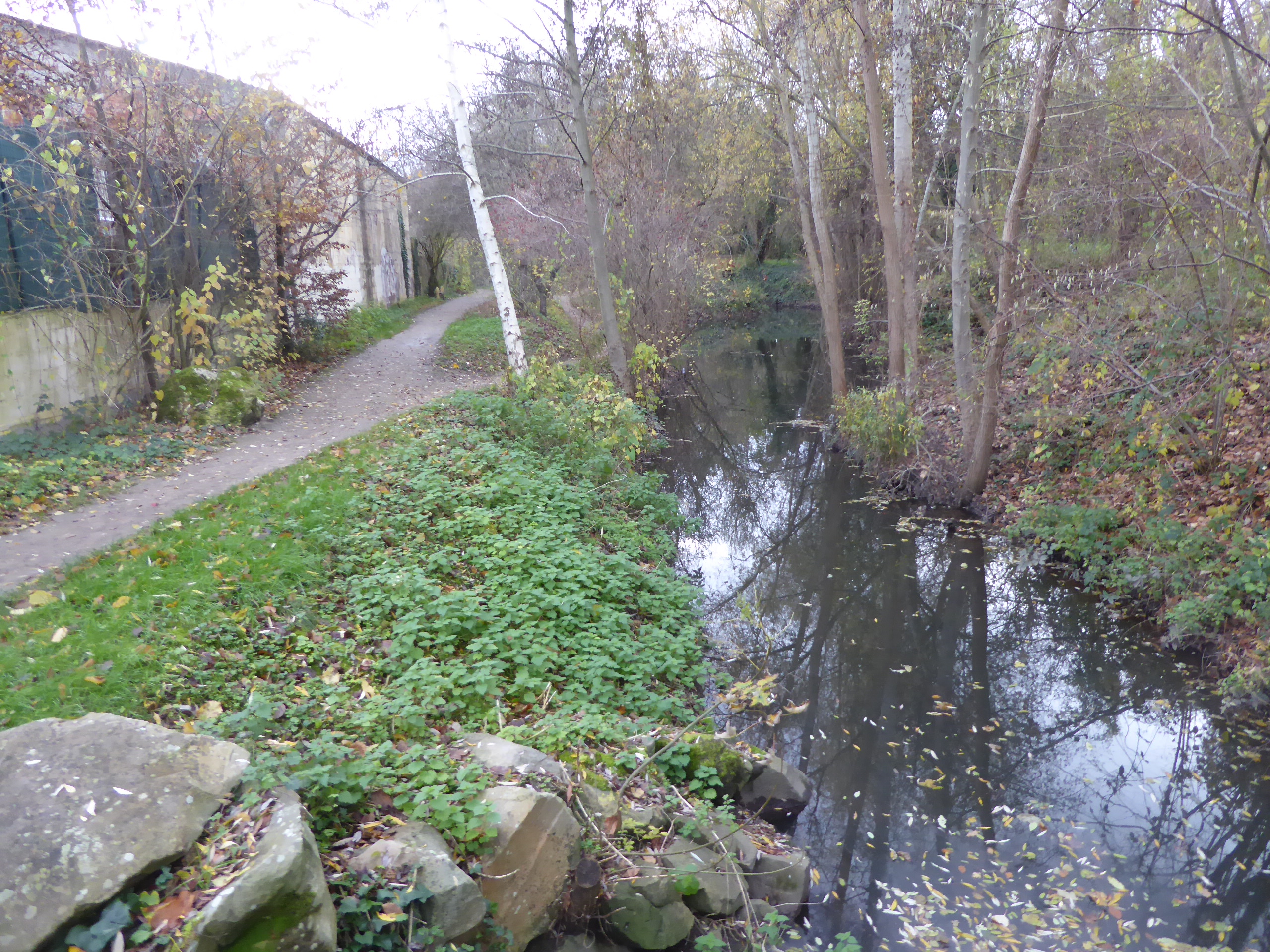
Fresnes Bièvre dans le parc des prés de la Bièvre.

Le bras mort divisé en multiples dérivations serpentait dans les prairies où ont été aménagés au cours des années 1960-1970 des ensembles d’immeubles collectifs La Peupleraie et le Domaine du Moulin de Berny.
Le confluent avec le ru de Rungis affluent qui prend sa source à Rungis au lieu-dit la Colline Cacao, était situé dans ces prairies à proximité de l’emplacement du carrefour de la rue Yvon avec le boulevard Pasteur.
La Bièvre recevait également au sud-ouest du domaine de la Peupleraie le ru de Morteau qui s’écoulait de l’extrémité sud du grand canal du parc de Sceaux, traversait le territoire de la commune d’Antony et un très modeste ruisseau, le ru de Fresnes qui prenait sa source près de la rue de la Source. Son cours était situé entre les actuelles rues Ambroise-Roux et de Verdun, traversait cette rue et se jetait dans la Bièvre près de l’avenue Pasteur. Le ru de Fresnes a disparu vers 1925 dans les lotissements pavillonnaires.
Le bras mort et le bras vifs se rejoignaient près de la RN 186.
Au nord de la RN 186, la Bièvre s’écoulait dans des prairies entre les futures rues de la Cité Jeanne d’Arc et du Professeur Bergonié à l’arrière des pavillons, croisait la rue Louis-Lépine, traversait la zone d'activités des Prés où le parcours de la rivière, non accessible, correspond au dallage.
En aval de cette zone, Fresnes a financé en 2003 la création du parc des Prés de la Bièvre avec mise au jour d'un tronçon de 200 m de la Bièvre pour un coût de construction d'un demi-million d'euros.

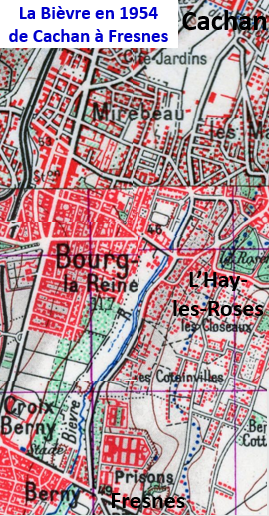
Bièvre en 1954 de Fresnes à Cachan.
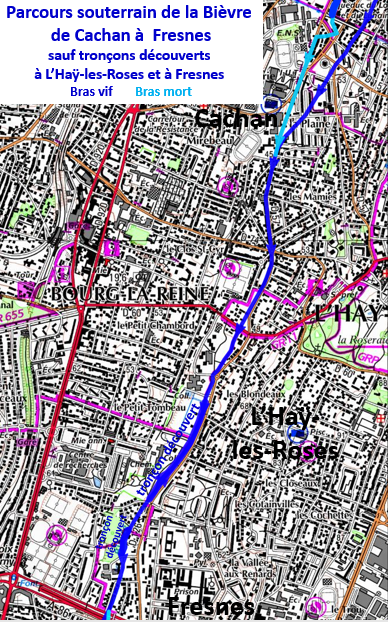
Bièvre ancien cours et découverte de Fresnes à Cachan.

#### L’Haÿ-les-Roses

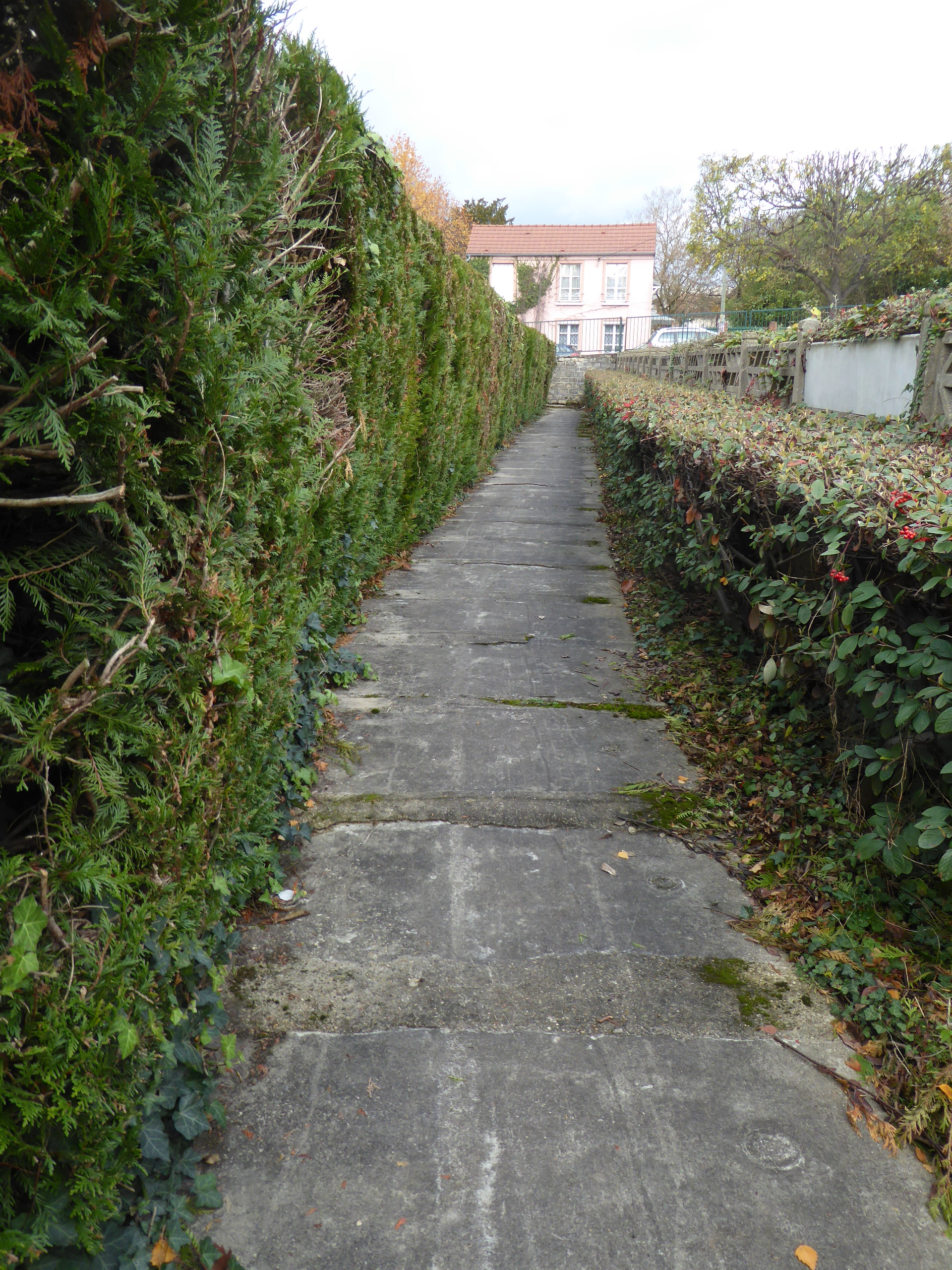
Bièvre recouverte dans le parc de la Bièvre vers le moulin.

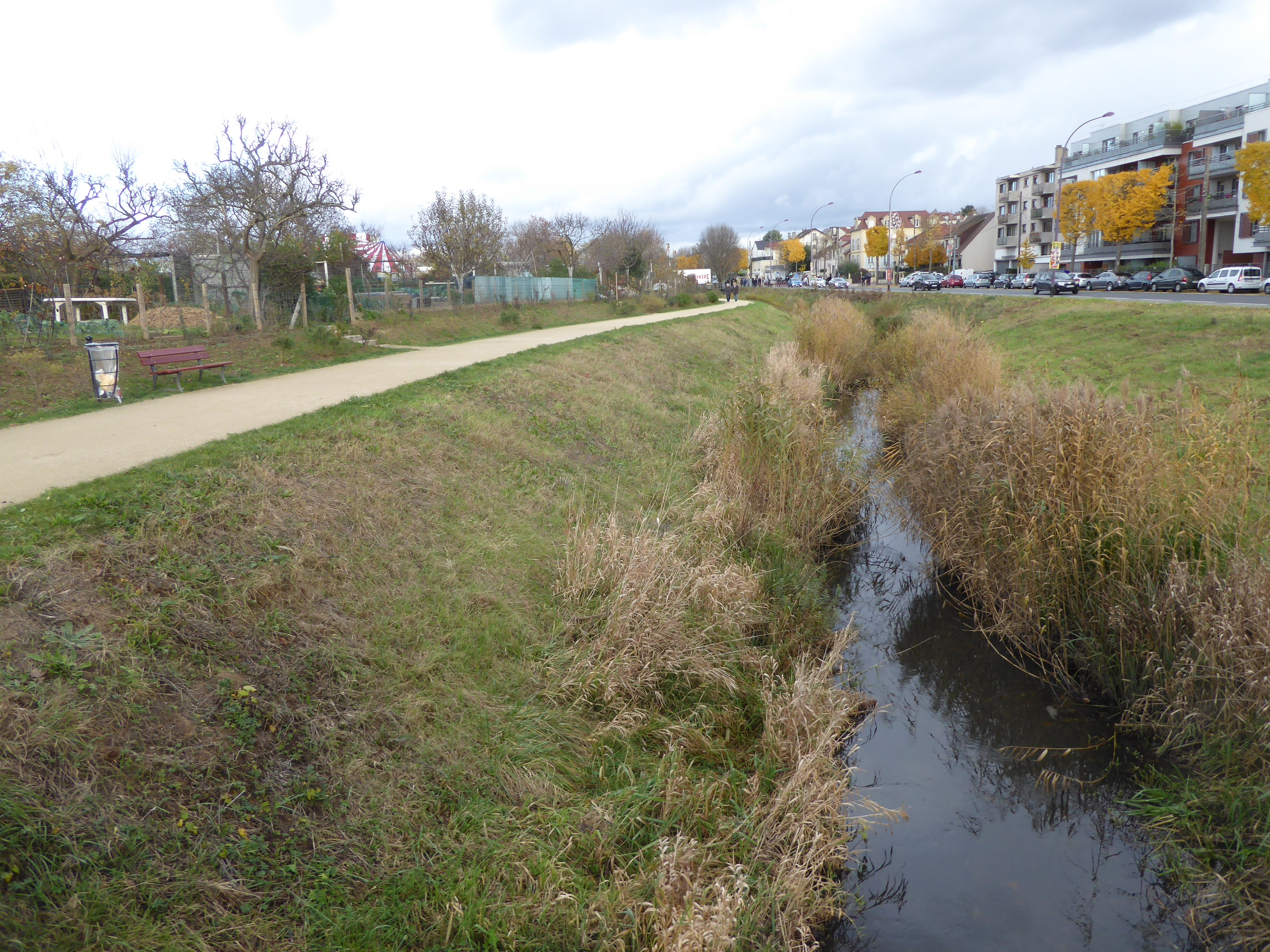
La Bièvre remise à l’air.

La rivière est enterrée sur une centaine de mètres au nord du parc des Prés de la Bièvre, sous les jardins de pavillons puis sous l’avenue Victor-Hugo. La Bièvre enterrée au début des années 1950 a été remise au jour en 2016 sur 600 m dans le parc La Fontaine le long de l’avenue Flouquet.
Plus en aval dans le parc de la Bièvre, le bras vif, bief artificiel qui alimentait un moulin est encore enterré en 2018. Ce moulin restauré accueille une maison des associations, des salles d'exposition et d'activités culturelles. L'ancien parcours de la Bièvre est cependant matérialisé par un dallage jusqu’à l’avenue Larroumés à côté de l’ancien moulin. À l’emplacement de ce parc, un bras mort à l’ouest se séparait du bras vif.
En aval du moulin, la Bièvre fut enterrée dès 1910 le long de l’avenue Henri-Barbusse. La rivière recevait sur sa rive gauche, à l’angle avec la rue de la Cosarde, un petit affluent, le ru de Blagis ou ruisseau de la Fontaine du Moulin. Ce ruisseau qui prenait sa source au Plessis-Robinson et passe sous la rue de la Bièvre à Bourg-la-Reine est entièrement enterré.

#### Cachan
La partie amont de la Bièvre à partir du territoire de l'Haÿ-les-Roses fut recouverte en 1910 jusqu'au moulin de Cachan. Son parcours correspond à l’avenue de la Division-Leclerc, passe sous les ensembles d’immeubles entre cette avenue et l’avenue de Lattre-de-Tassigny puis sous cette avenue et gagnait un moulin disparu dont la rue du Moulin de Cachan conserve le souvenir.
À partir de ce moulin, la Bièvre se divisait en deux bras.
Le bras vif en ligne droite dans l’axe de l’actuelle rue du Parc de Cachan, passait sous la place Eustache-Descamps, à l’arrière de la rue Cousté, s’orientait à gauche, croisait cette rue, puis la rue du Docteur-Hénouille où l'on peut voir l'arche d'un ancien pont. La rivière longeait ensuite la rue du Fief-des-Arcs jusqu’à l’aqueduc.
Le bras mort coulait entre l’avenue Dumontel et l’avenue Camille-Desmoulins (ZAC Desmoulins). Cette partie recouverte en 1952 a été mise en valeur en 2006 par la promenade paysagère des rives de Bièvre comprenant un petit tronçon mis en eau.
De nombreuses blanchisseries étaient établies le long de la rivière.
Les deux bras se rejoignaient à l’entrée d’Arcueil sous l’aqueduc. Les deux bras sont réunis et enterrés en 1900 de la rue Guichard jusqu'à Arcueil.
Le passage de la Bièvre et son rôle dans l’économie sont rappelés par des panneaux.

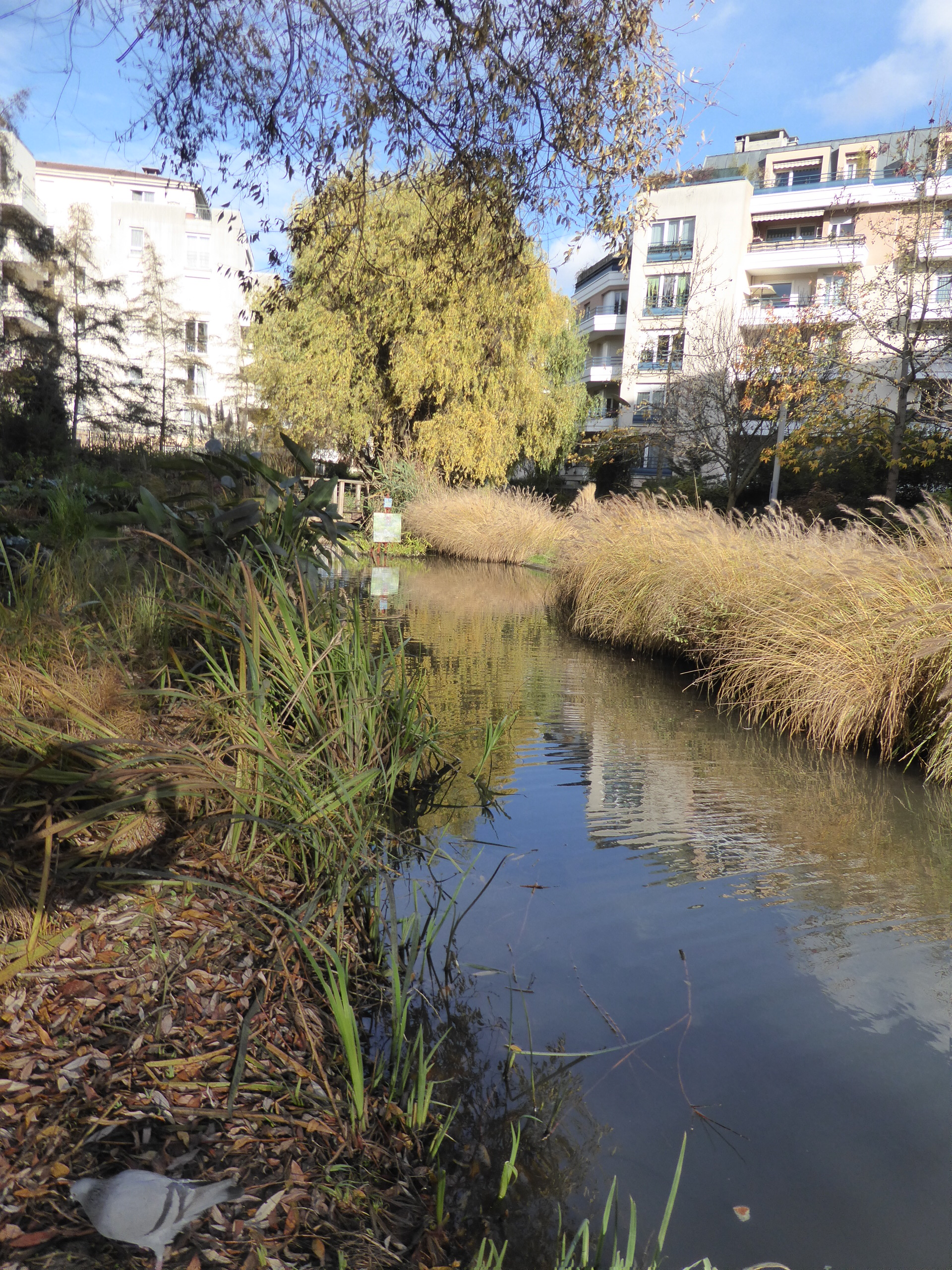
Cachan : Bièvre en eau.
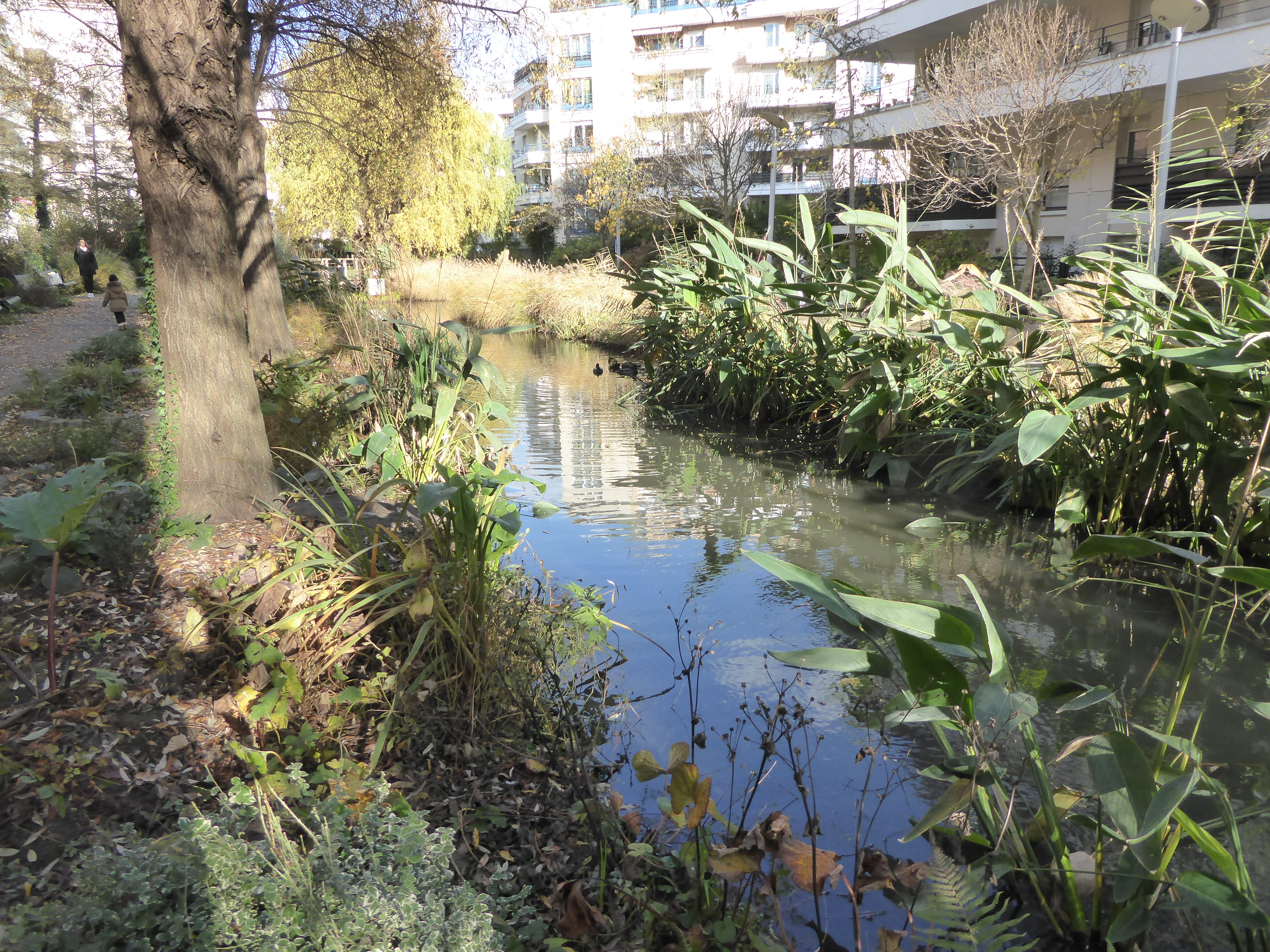
Cachan : Bièvre retrouvée.
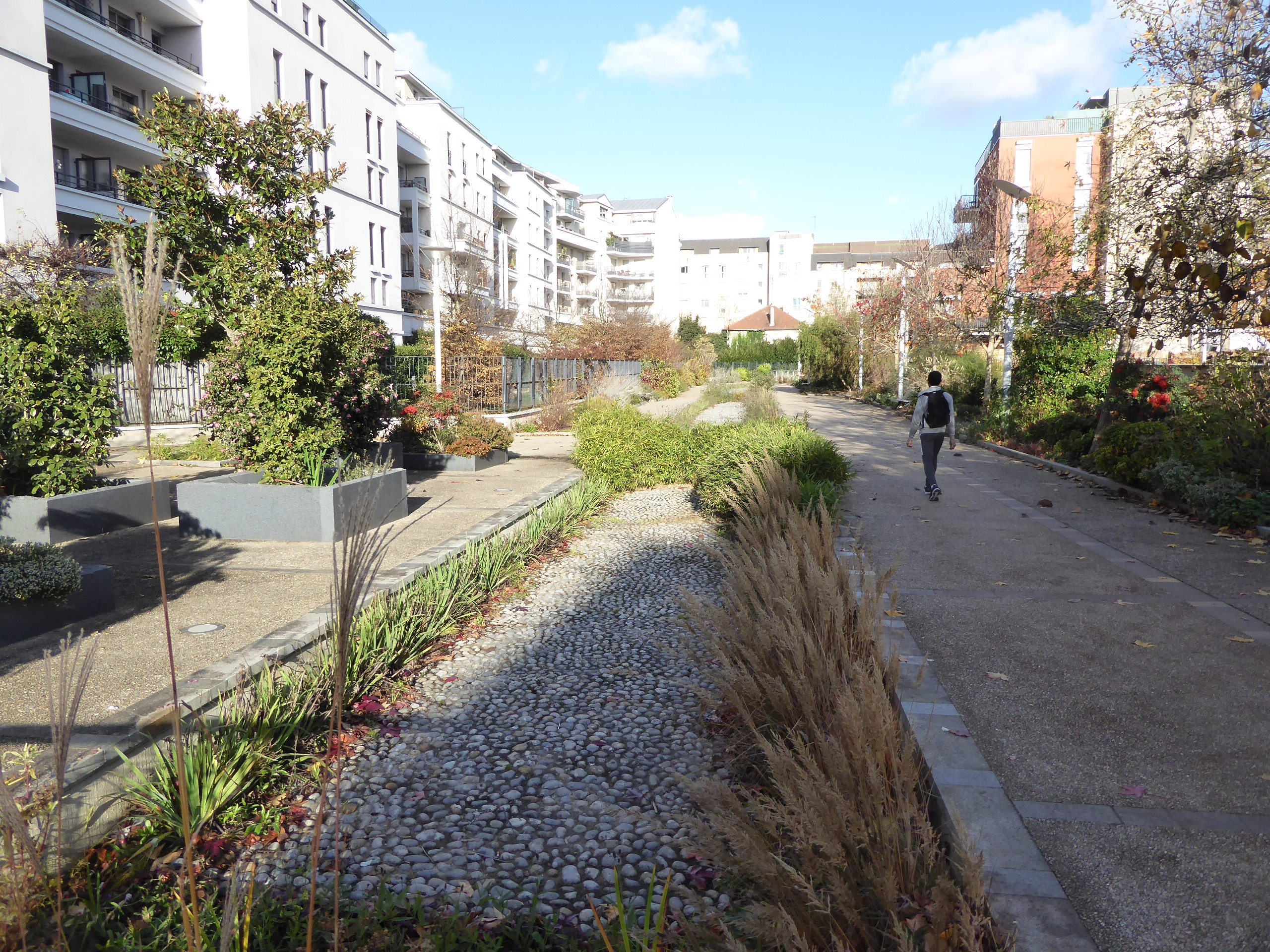
Cachan : tracé de la Bièvre mis en valeur.
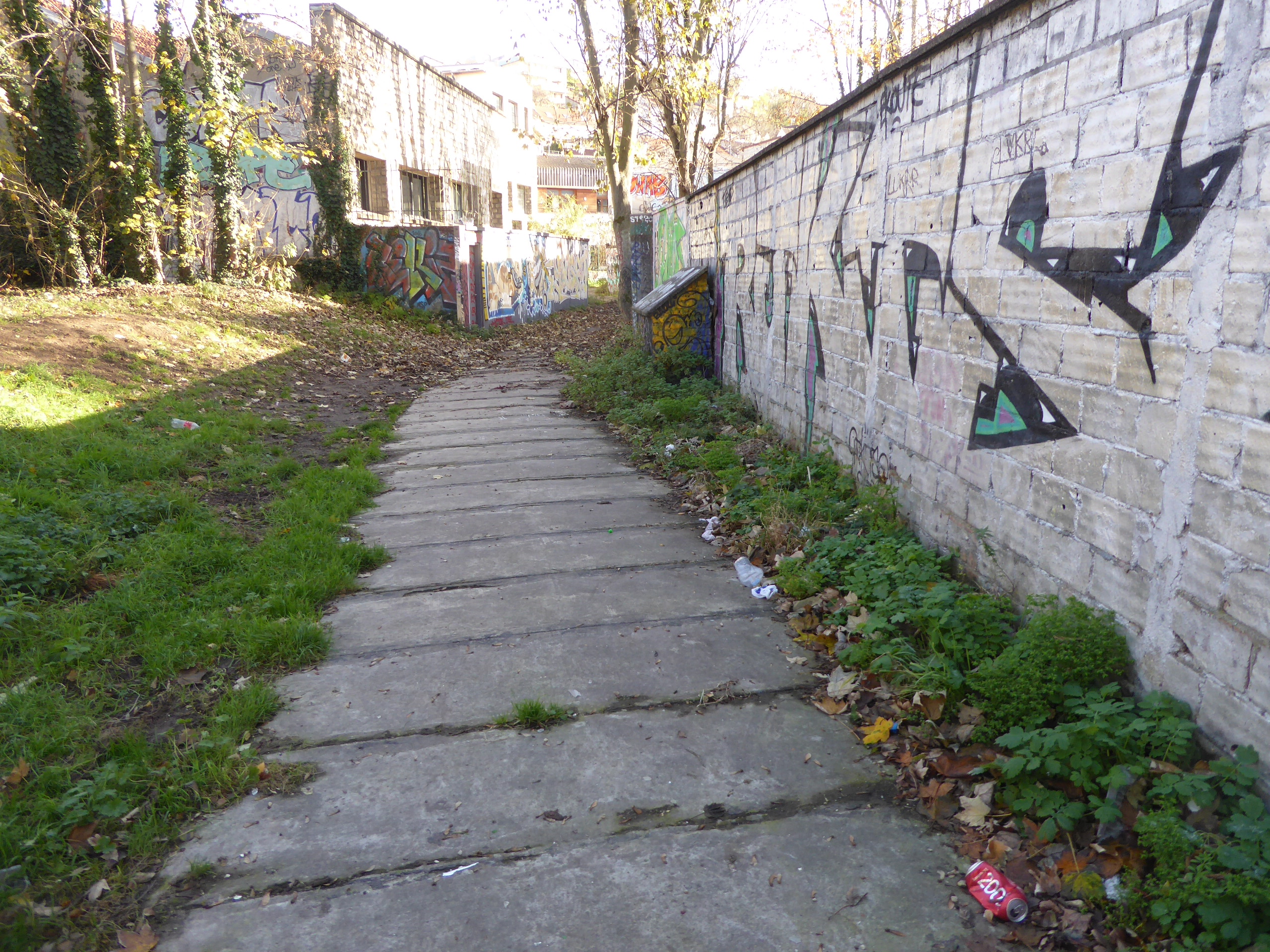
Cachan : Bièvre recouverte rue Cousté.
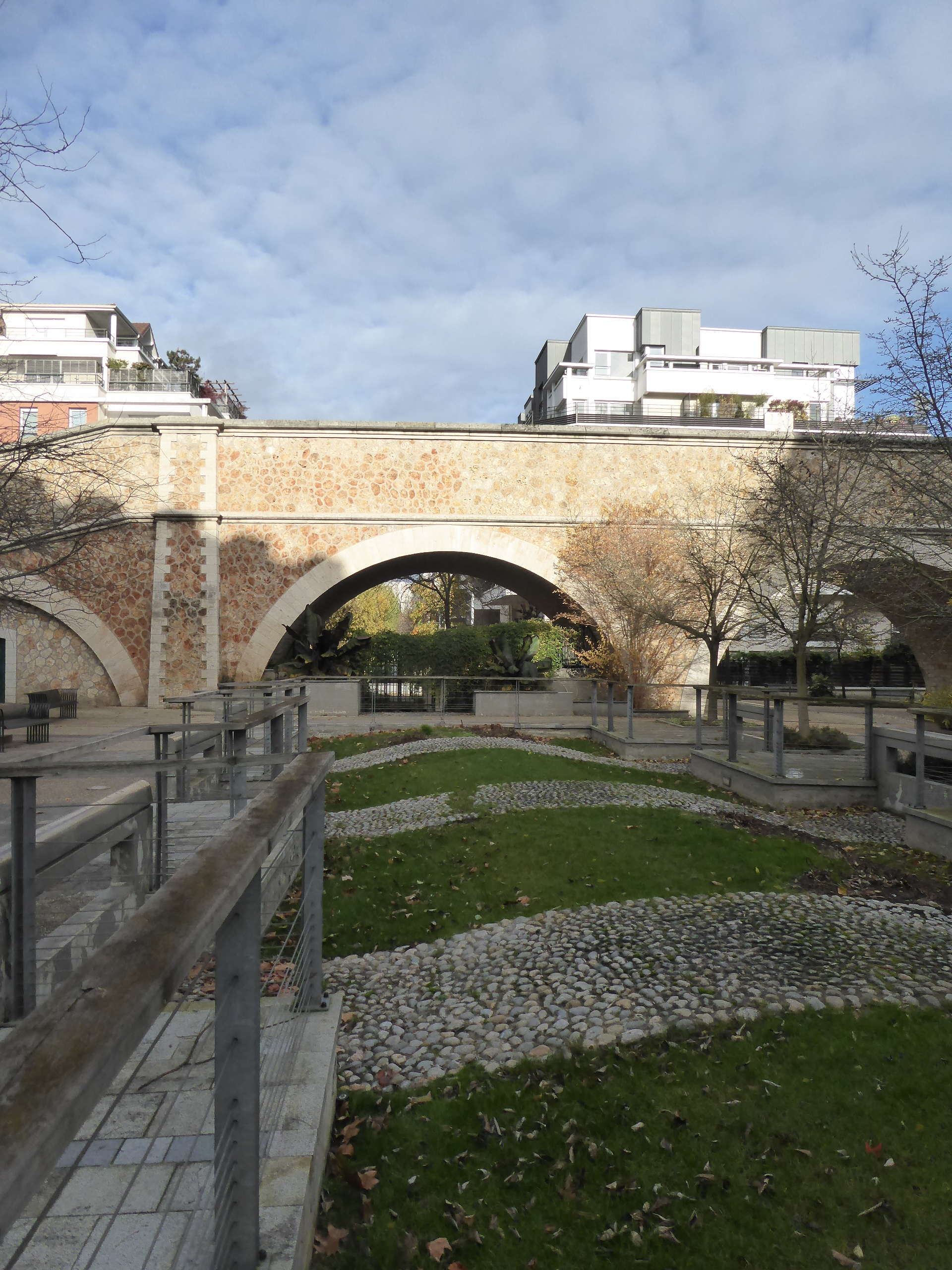
Cachan : tracé de la Bièvre au sud de l'aqueduc du Loing.

#### Arcueil
Le parcours de la Bièvre correspondait à celui de la rue de la Convention ouverte en 1900 sur le parcours de la rivière ainsi couverte de l’aqueduc à la rue de l’Ardenay. La rivière fut canalisée en 1913 puis recouverte au début des années 1950 en aval de la rue d’Ardenay jusqu’à son entrée à Gentilly. Son cours situé entre l’avenue Raspail et la rue de la Division-Leclerc est matérialisé par un dallage visible du pont de l’avenue Paul-Doumer. Le dallage se poursuit en contrebas de la rue de la Division-du-Général-Leclerc.
Après le pont de l’A 6a, la Bièvre parcourait des prairies à l’emplacement du parc du Coteau où était situé le moulin à eau de la Roche détruit en 1959. Il existait également un moulin à vent.
En 2022 une partie du tronçon de la Bièvre fut de nouveau découvert.

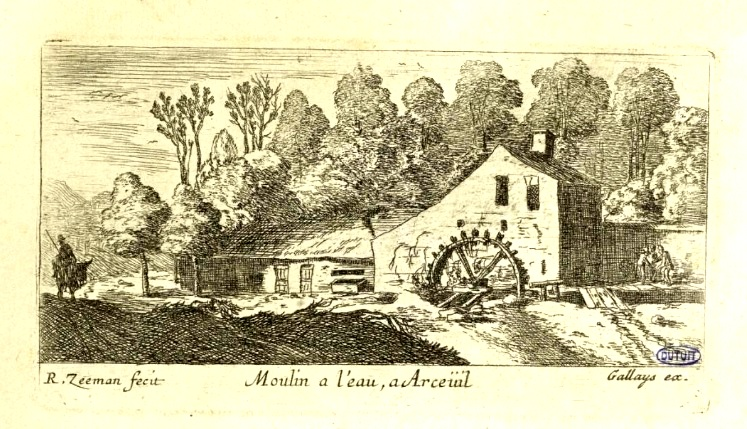
Moulin de la Roche.
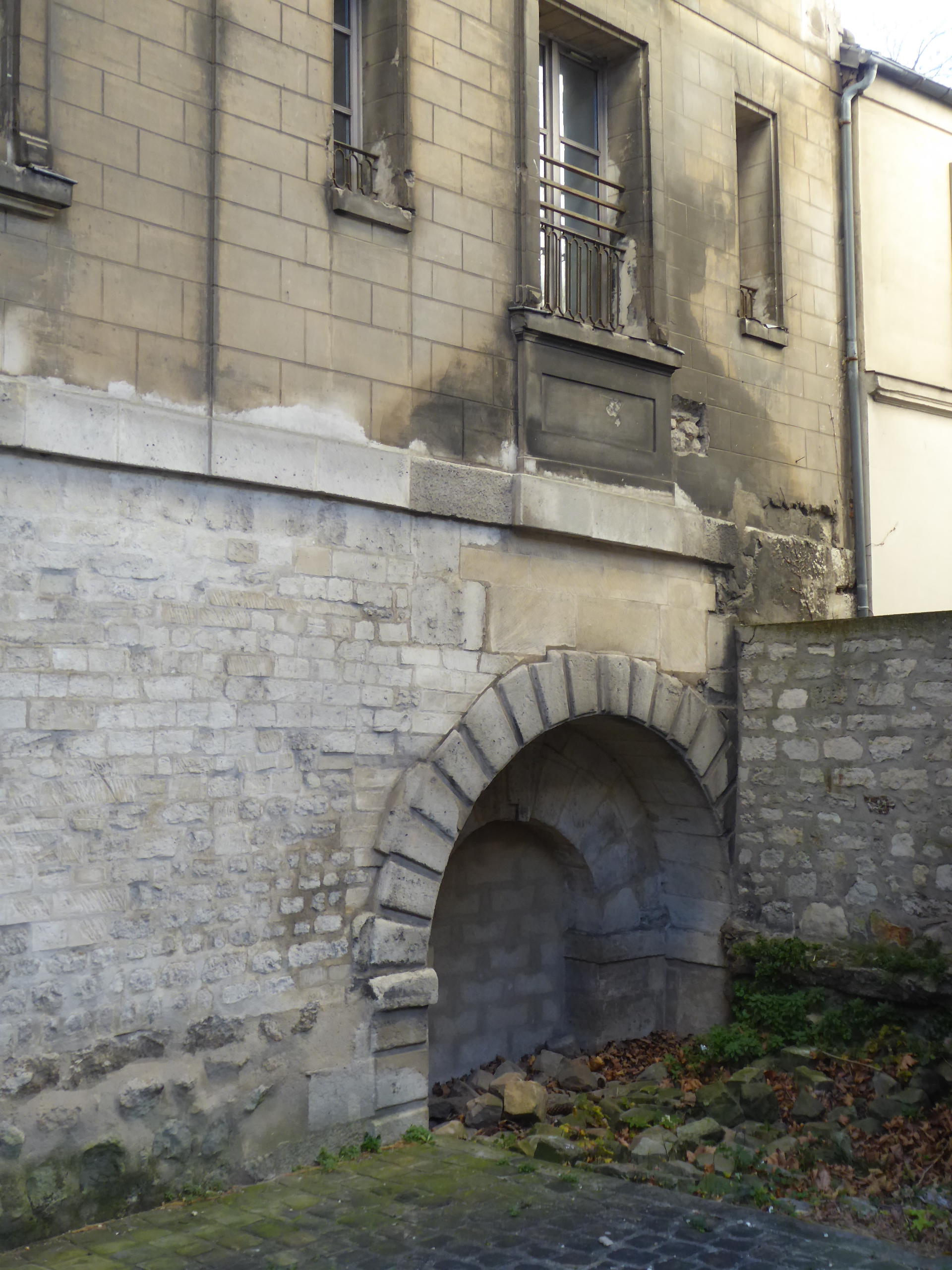
Passage de la Bièvre sous l'aqueduc.
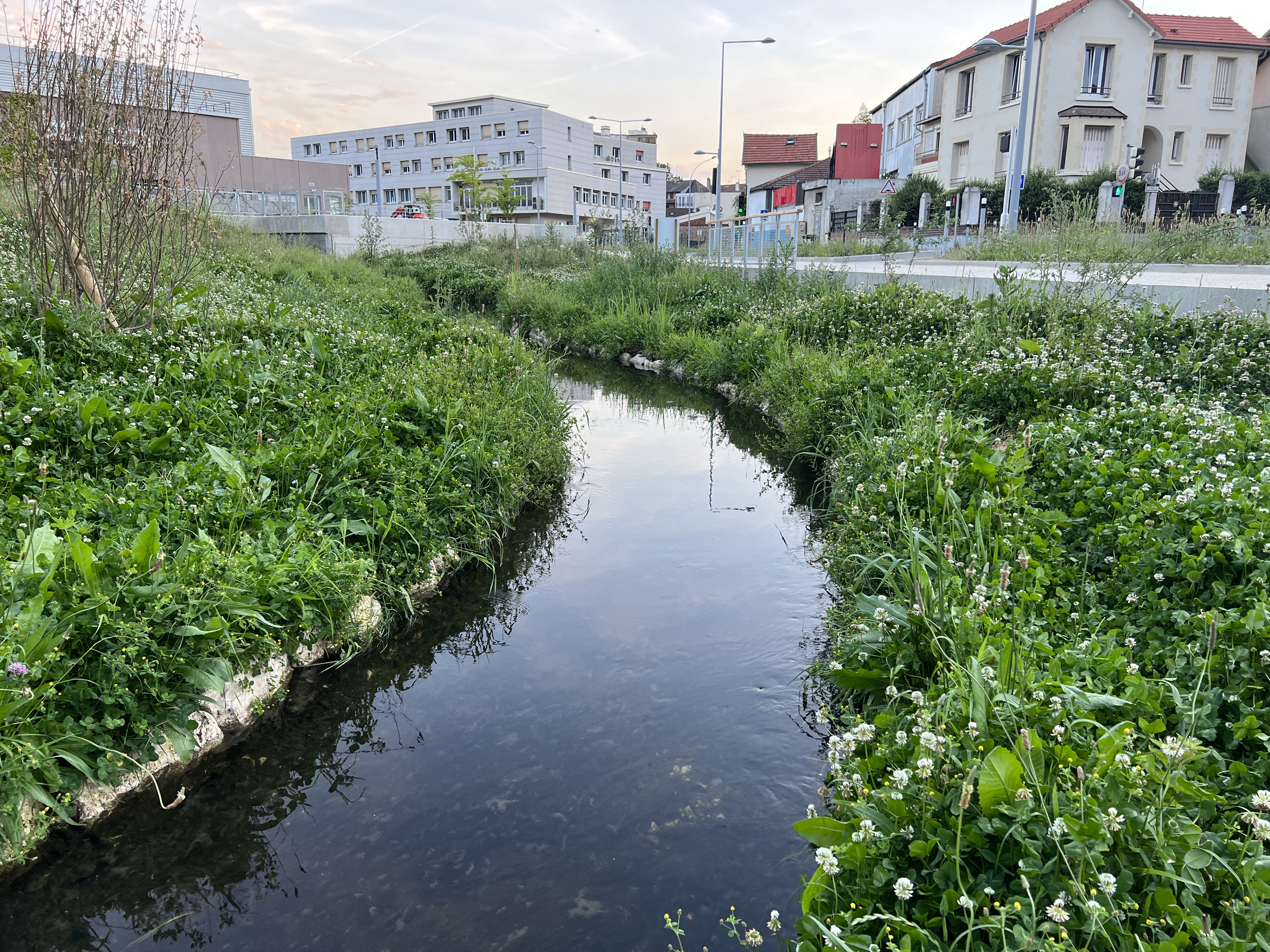
La Bièvre de nouveau découverte en 2022
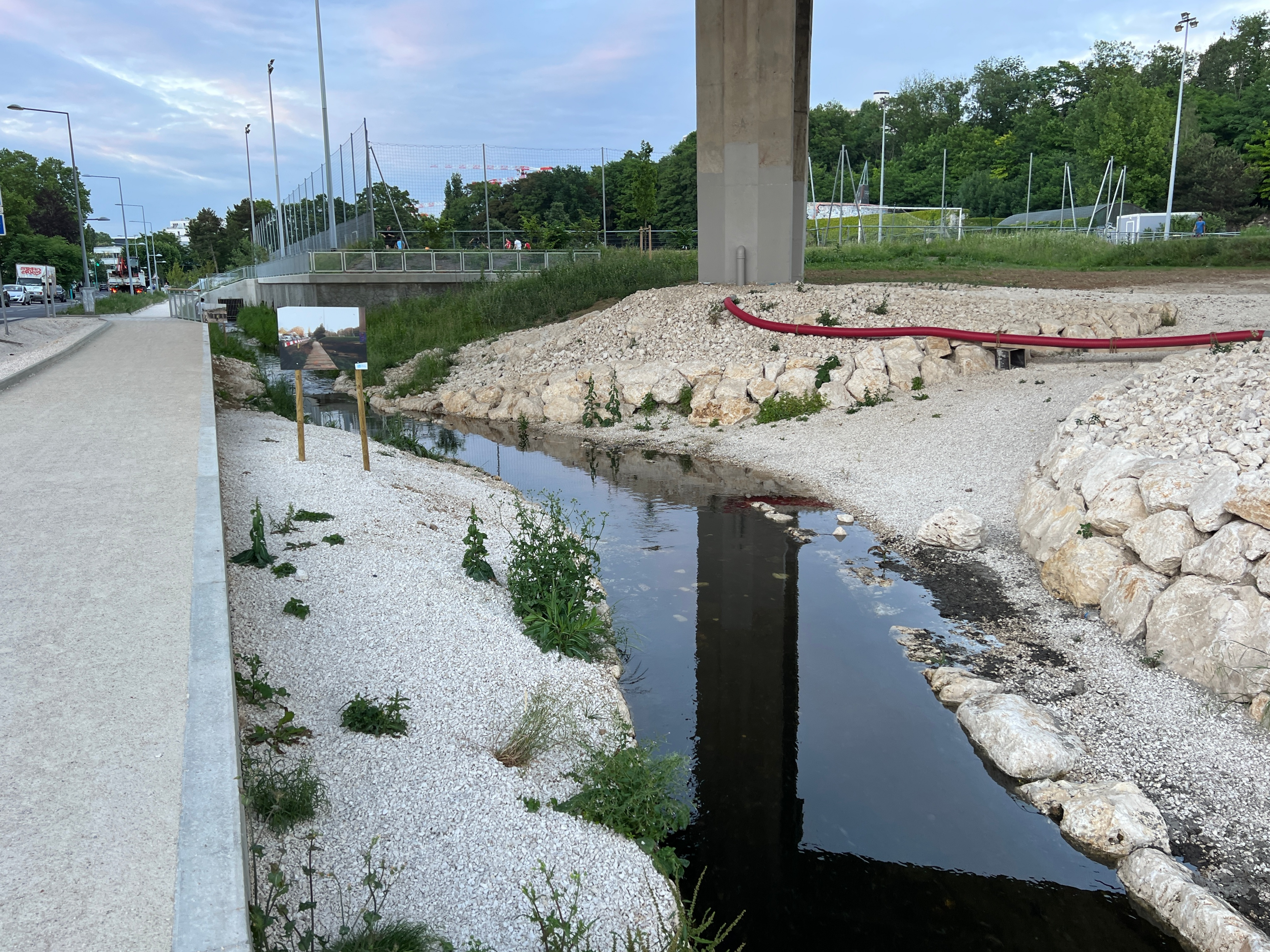
La Bièvre découverte sous l'autoroute A6a

#### Gentilly

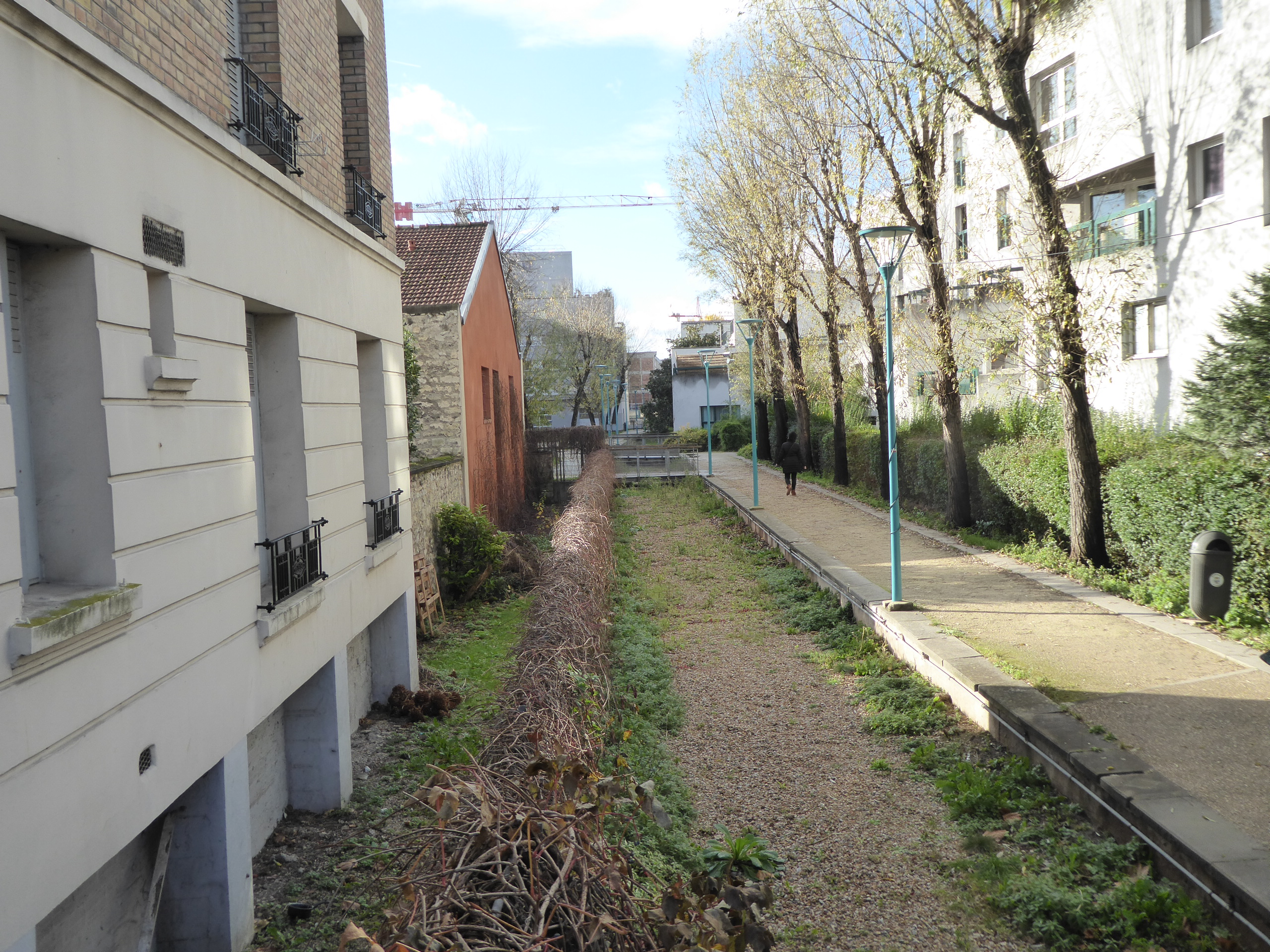
Allée René-Cassin.

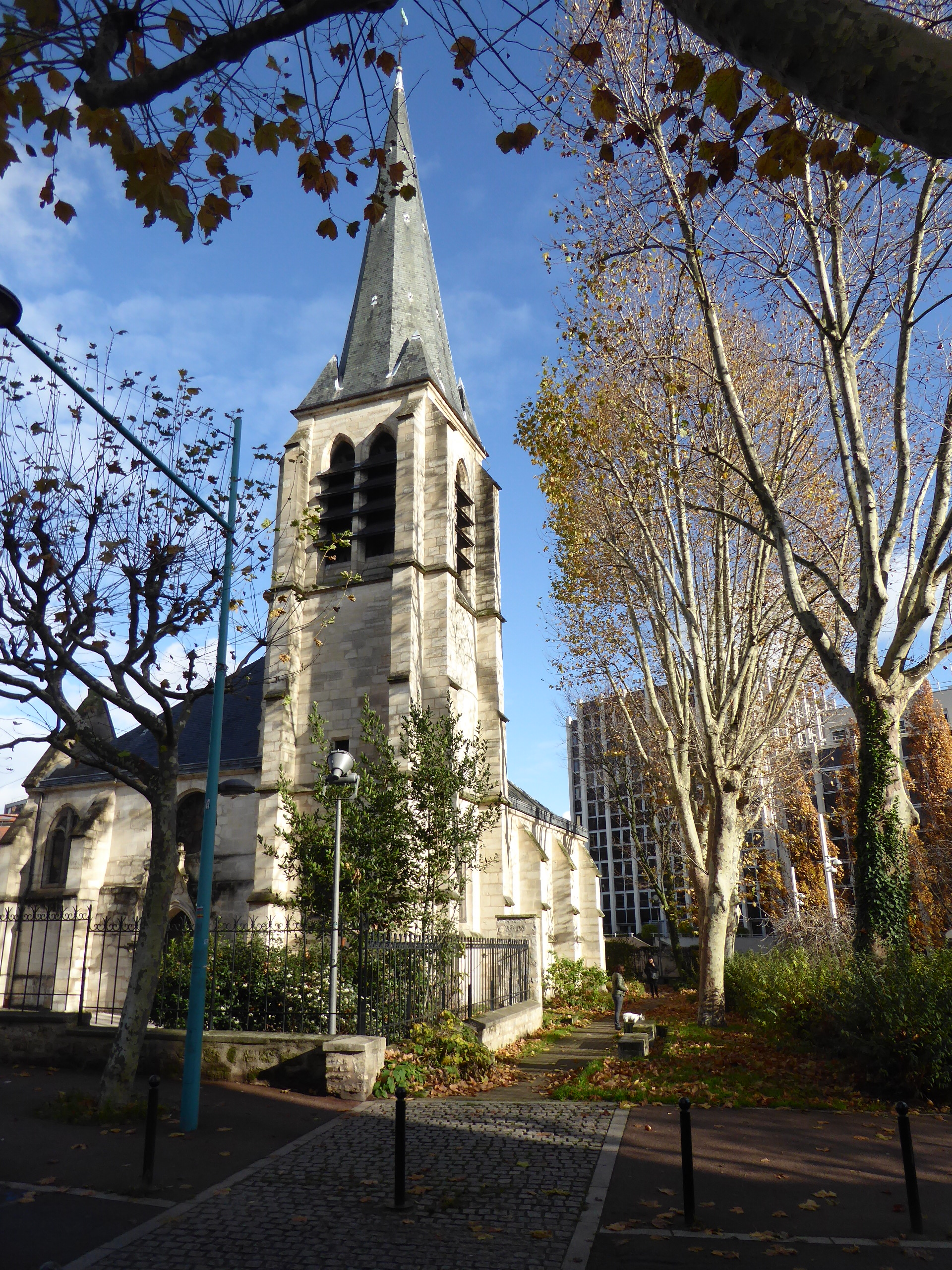
Tracé de la Bièvre à droite de l’église.

Après le parc du Coteau, la Bièvre croisait la rue Gandilhon (ancienne rue des Chasses) puis l’avenue Raspail, passait à gauche du gymnase et du stade Maurice-Baquet, croisait la rue de la Chamoiserie. Les pelouses du parc Picasso recouvrent la Bièvre. En aval, la rue Nicolas-Debray fut construite sur son lit. La Bièvre passait sous la rue du Parroy, actuellement rue de la Division-du-Général-Leclerc où l'on voit le parapet de l'ancien pont, puis en bas de la poste et de la bibliothèque. À proximité, le tracé de la Bièvre est matérialisé par un dallage à l’arrière des maisons de l’avenue Raspail derrière une grille. À partir de l’ancien pont sur la Bièvre de l’avenue Jean-Jaurès, le site de la rivière recouverte est aménagé en promenade piétonnière, l’allée René-Cassin, jusqu'à la rue de la République.
La rivière longeait l’église Saint-Saturnin passait sous l’avenue Raspail puis sous la rue de Verdun où est situé un parapet de l’ancien pont.
Un deuxième bras artificiel, la Bièvre vive, s’écoulait de l’autre côté (sud-est) de l’avenue Raspail.
Le bras de la Bièvre vive et la partie aval du passage sous l'avenue Raspail après l'église jusqu'aux fortifications de Paris furent recouverts avant 1900, le reste de la rivière de son entrée dans la commune jusqu’à l’église au début des années 1950.

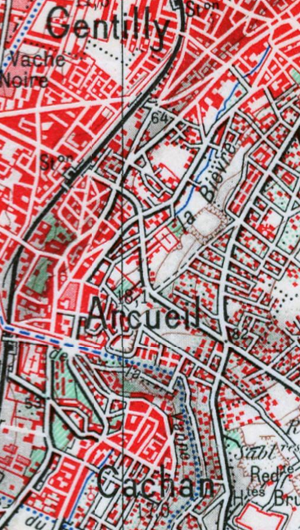
Bièvre à Cachan et Gentilly en 1954.
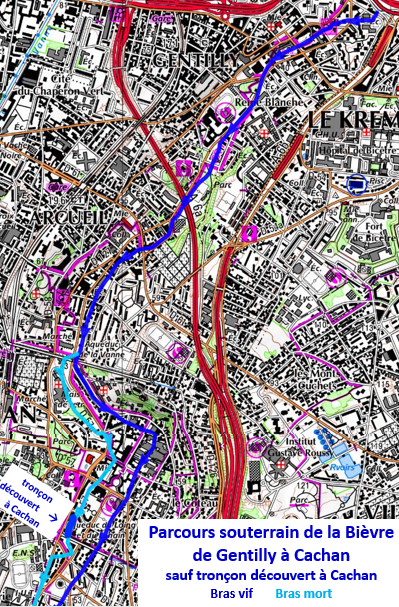
Bièvre ancien cours et découverte à Cachan et Gentilly.
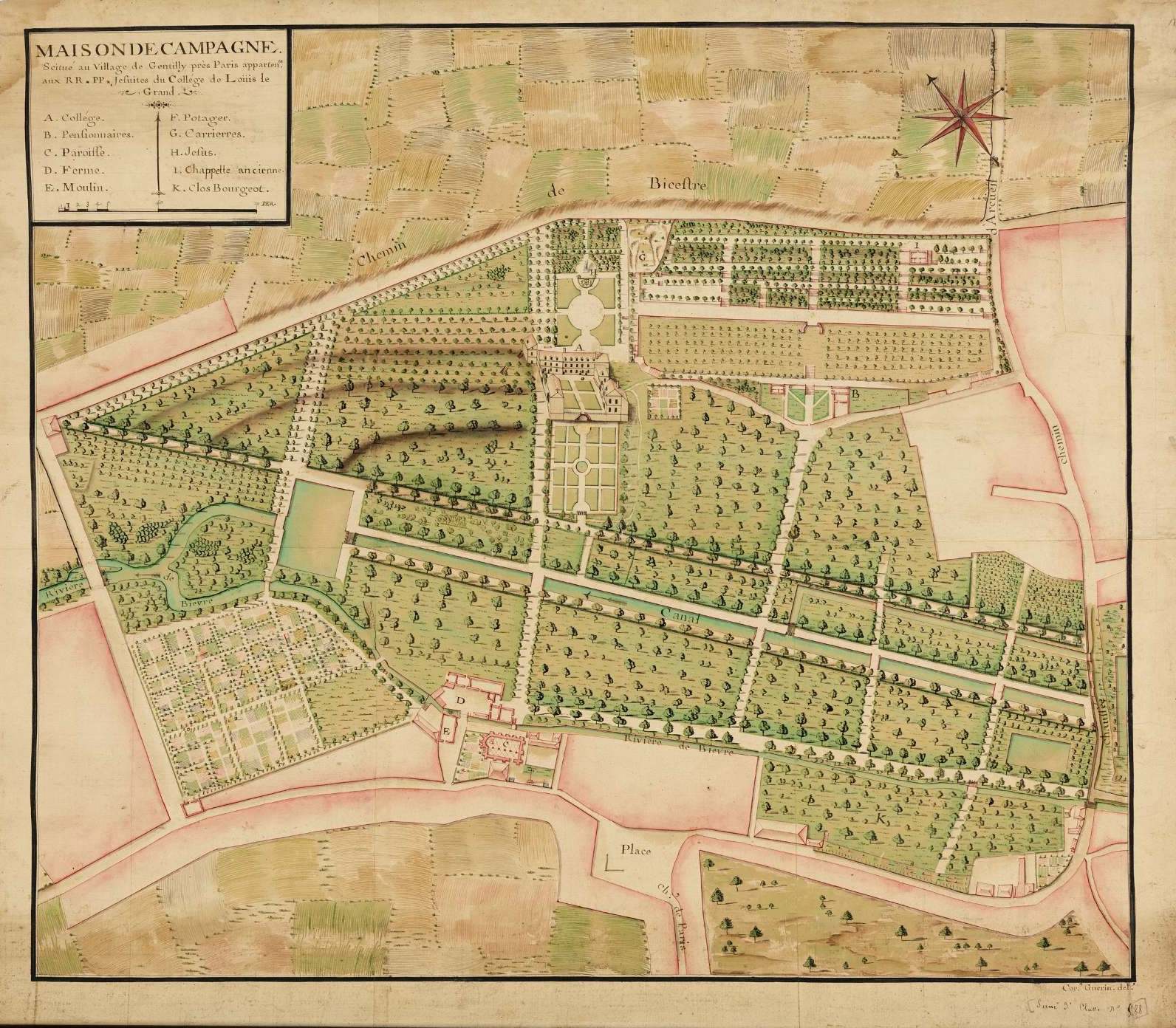
Propriété des Jésuites à Gentilly.

Du XVIIe siècle au début du XIXe siècle, la Bièvre était longée en bordure du village de Gentilly (grand Gentilly) par une grande propriété en longueur, approximativement de l'emplacement de l'actuelle rue de Verdun jusqu'au delà de l'actuelle rue de la Chamoiserie, qui était la maison de campagne des jésuites, lieu de repos des élèves du collège Louis-le-Grand. La Bièvre alimentait un canal et un plan d'eau à l'intérieur de ce domaine.

### La Bièvre dans Paris

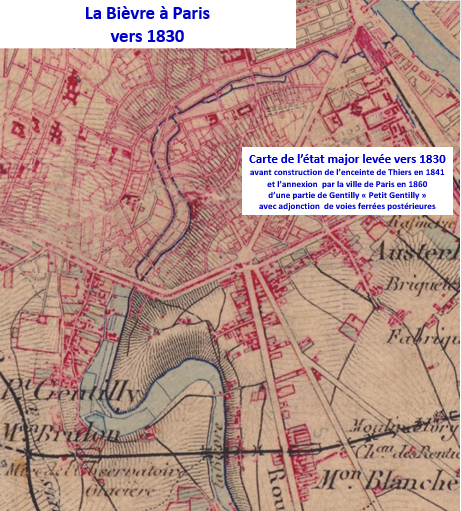
Bièvre vers 1830 sur carte de l’état-major avant la construction de l’enceinte de Thiers (les voies ferrées postérieures ont été ajoutées).

La Bièvre est enterrée dans son ensemble à Paris intra-muros depuis 1912 et son eau détournée dans deux égouts dont le parcours diffère de celui de l’ancienne rivière. Sur certaines parties, les galeries voutées souterraines sur l’ancien lit canalisé subsistent avec les arches d’anciens ponts.
La vallée ayant été remblayée sur une profondeur variable pouvant atteindre près de 20 m dans le sud du 13e arrondissement, les traces de la rivière sont assez ténues.
Comme dans la plupart des anciens villages à partir de Buc, la Bièvre était divisée à Paris en deux bras, la Bièvre morte, son cours primitif, et la Bièvre vive, bras surélevé parallèle à l’est qui actionnait la roue de plusieurs moulins. Les deux bras qui se séparaient à Gentilly en amont de Paris, se rejoignaient en un bras unique près de l’église Saint-Médard dans le 5e arrondissement.

#### Quartier Maison Blanche

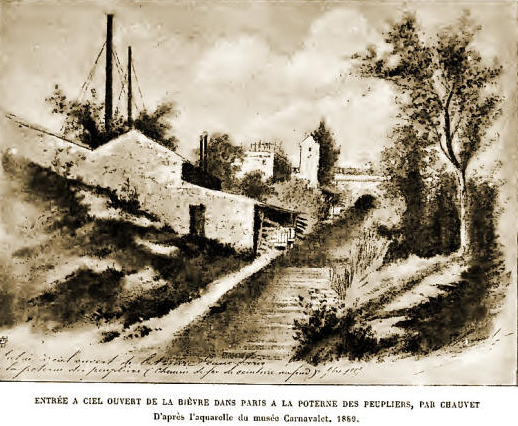
Entrée de la Bièvre par la Poterne des peupliers en 1860.

La Bièvre entre sur le territoire de la ville Paris sous le parc Kellermann qui était situé en dehors de l’enceinte fortifiée de Thiers dans l’ancien parc des Lazaristes dépendant d’une communauté religieuse et faisant ensuite partie de la zone non aedificandi après la construction en 1844 de l’enceinte de Thiers. Cette partie de la commune de Gentilly ne fut annexée à la capitale qu’en 1925. La Bièvre fut recouverte à cet endroit en 1935 alors que la rivière intra-muros avait disparu depuis 1912. Le parc Kellermann aménagé en 1937 a fait disparaître les traces de l’ancienne rivière.

##### La Bièvre vive
En aval du parc, le parcours de l’égout collecteur Pascal recueillant les eaux de la Bièvre avec les eaux usées de la banlieue correspond encore à celui de l’ancienne Bièvre vive de la limite communale avec Gentilly jusqu’à la rue du Docteur-Leray dans le 13e arrondissement, successivement sous le boulevard périphérique, le parc Kellermann, le boulevard Kellermann à la poterne des peupliers, la petite ceinture et la rue de l’Interne-Loeb.
Au-delà, le parcours de cet égout s’écarte de celui de l’ancienne rivière.

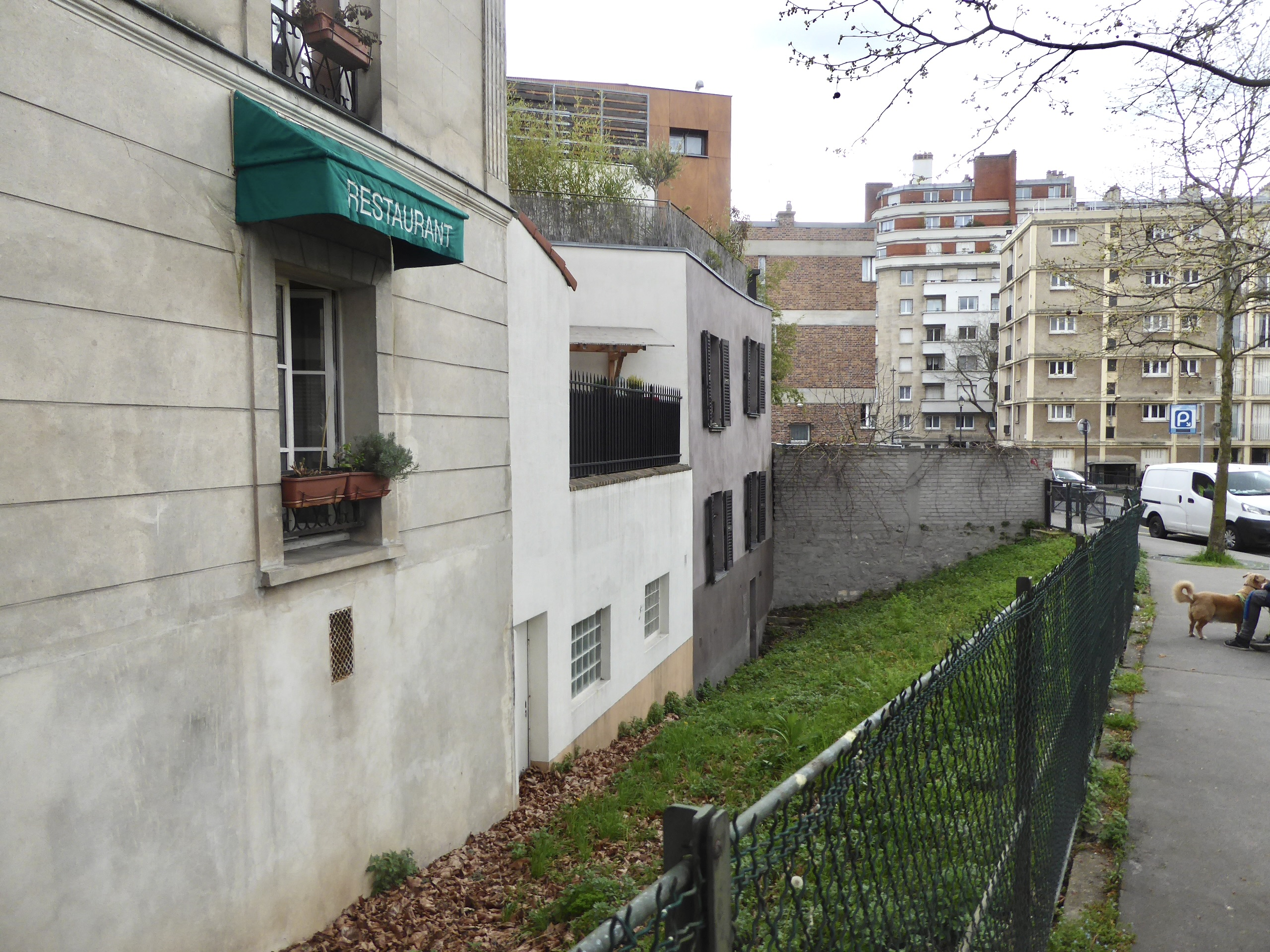
Maison en contrebas de la rue du Moulin-des-Prés.

Le bras vif passait sous la poterne des peupliers, la rue de l’Interne-Loeb, coupait la rue Dieulafoy, arrivait au Moulin des prés dont l’emplacement est signalé sous le 98 de la rue actuelle établie sur 12 m de remblai. La rivière longeait la rue du Moulin-des-Prés côté pair, passait sous la rue de Tolbiac formant une boucle au nord de cette rue revenant à l’angle de la rue Bobillot.
Après la création de la rue de Tolbiac en 1875, la boucle fut supprimée et remplacée par une dérivation qui longeait cette rue, en contrebas au sud, (sous l’actuel square des Peupliers). Les terrains autour de la rue de Tolbiac furent remblayés à la fin du XIXe siècle pour aménager un nouveau quartier avec des rues se croisant à niveau.
Le terrain dans le prolongement du passage Vandrezanne avec une maison en rez-de-chaussée en contrebas est un vestige de l’ancien niveau de la rue du Moulin-des-Prés qui fut remblayée après expropriations. Après acquisition par la ville en 1881 et destruction du moulin des Prés, la dérivation le long de la rue de Tolbiac fut remplacée par un égout, le collecteur Pascal, sous la rue du Docteur-Leray et la rue de la Colonie, se prolongeant rue Vergniaud, rue Vulpian, rue Pascal et rue Censier.
Avant sa suppression en 1881 dans cette partie du 13e arrondissement, la Bièvre vive formait un deuxième méandre au sud de la rue de Tolbiac puis de la rue de la Colonie jusqu’à l’angle de la rue Auguste-Lançon et de la rue Boussingault et remontait ensuite au nord parallèlement à l’actuelle rue Vergniaud. Ce bras croisait l’actuelle rue Daviel au no 13. Le fond de la vallée a été remblayé de 14 m au cours des années 1880 ce qui a réduit la pente entre la rue Vergniaud et la rue Barrault de 40 % à 10 % et a ainsi permis le prolongement jusqu’à la Butte-aux-Cailles de la rue Daviel, auparavant limitée au bord du bras vif. L'ancien lit comblé est occupé par des jardins et dépendances à l'arrière des grands immeubles du côté des numéros impairs de la rue Vergniaud.

##### La Bièvre morte
L'égout rond qui correspond au cours de la Bièvre morte sous la rue de la Poterne-des-Peupliers ne reçoit que les eaux des égouts du département du Val-de-Marne, non ceux de la Bièvre. Au-delà, le parcours de l’égout diffère de celui de l’ancienne rivière.
L’ancien cours de la Bièvre morte correspondait à la rue des Peupliers puis formait un méandre au nord de l’actuelle place de l’Abbé-Georges-Hénocque, ancienne place des Peupliers, coupait la rue Charles-Fourier, le passage Trubert-Bellier et la rue Bellier-Dedouvre, la rue de la Colonie et se rapprochait de la rue de la Fontaine à Mulard. Cette rue déplacée, élargie et située 11 mètres au-dessus de son ancien niveau a conservé son ancien nom lié à une source à l’emplacement de l’actuel square Pierre-Grimault.
La rue du Pot-au-Lait qui suivait sa rive droite est l’actuelle rue Brillat-Savarin se prolongeant par la rue Wurtz. Lors de son ouverture en 1875, la rue de Tolbiac enjambait la vallée sur un viaduc. Cette partie en demi-cercle de la place de Rungis à la rue Daviel fut recouverte de 1881 à 1885.

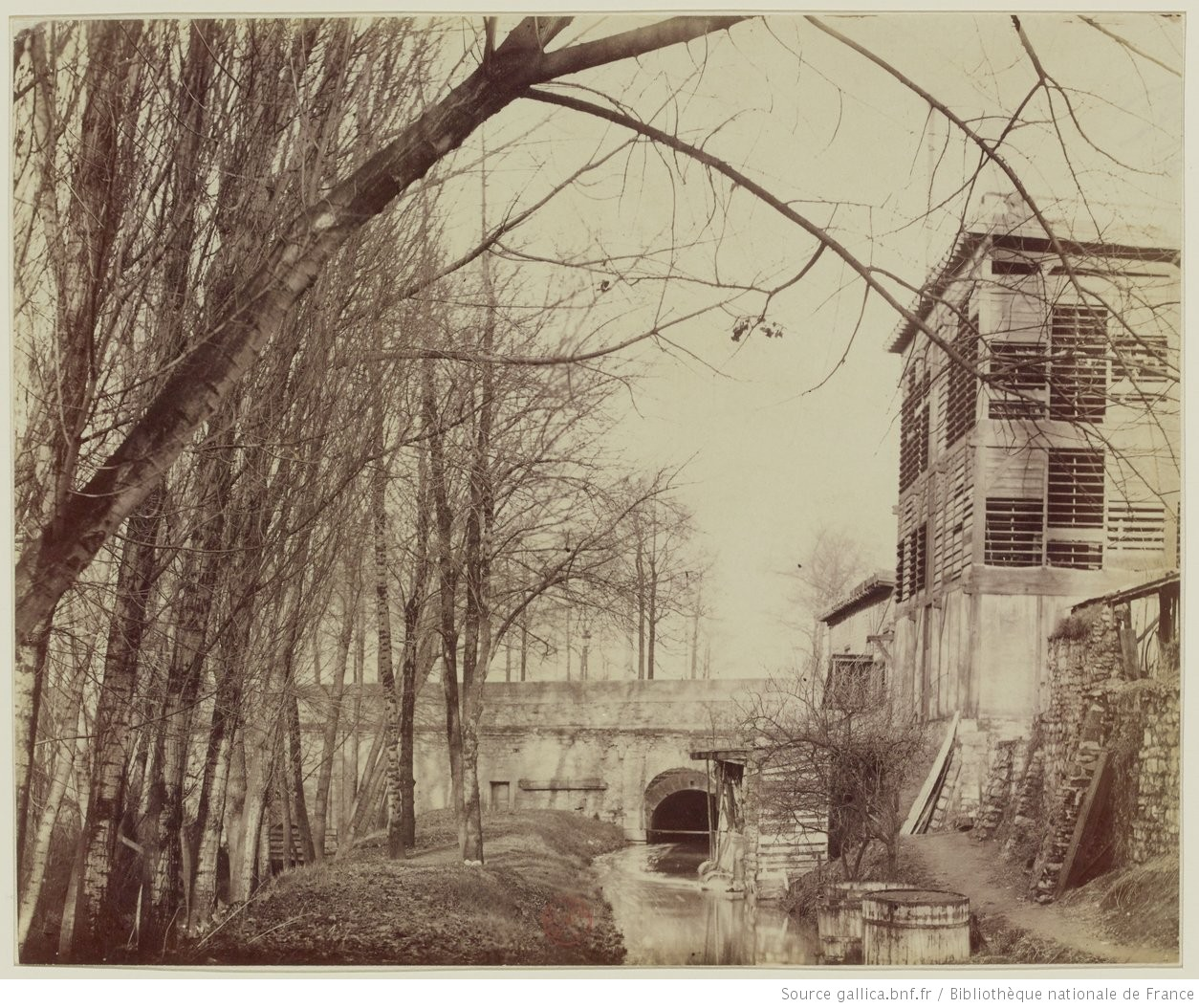
Sous le boulevard Blanqui en 1898 entre les actuelles rues Vergniaud et Le Dantec.

Le cours de la rivière s’écartait de la rue Wurtz et passait sous la rue Saint-François-De-Salles, actuelle rue Daviel puis formait successivement deux angles droits pour passer sous l’actuelle rue Vergniaud et le boulevard Blanqui. Le bief de la Glacière situé sous la partie sud du mail de Bièvre près du Théâtre 13 fut parmi les derniers recouverts en 1912.
Les deux bras de la Bièvre vive et morte étaient très proches sous l’actuel boulevard Auguste-Blanqui, anciennement boulevard d’Italie. Ce boulevard était l’ancien mur des Fermiers-Généraux sous lequel les premiers passages souterrains de la Bièvre, une double poterne d’eau, ont été construits en 1784.
Jusque vers 1880, les terrains entre les deux bras, de Gentilly au boulevard Blanqui, étaient des prairies inondables, des étangs, des excavations résultant de l’extraction de l’argile dans lesquelles l’eau gelait en hiver. La glace entreposée dans des puits maçonnés était conservée en été pour être livrée à la demande par les entrepreneurs glaciers. Cette exploitation disparut sous la concurrence de la production industrielle avec la liquidation de la Société des glacières réunies de Saint-Ouen et Gentilly en 1890.
La cité florale entre les rues Brillat-Savarin, Auguste-Lançon et Boussingault a été aménagée sur un étang asséché.
Dans la partie sud du 13e arrondissement, les traces du passage de la rivière ont été effacées par le comblement de la vallée et ne peuvent se percevoir que par le creux de la poterne des peupliers, la courbe de la rue Brillat-Savarin et le petit terrain en contrebas de la rue des Peupliers qui témoigne de l’ancien niveau de la vallée.

Évolution de la vallée au sud du boulevard Blanqui de 1858 à 1900
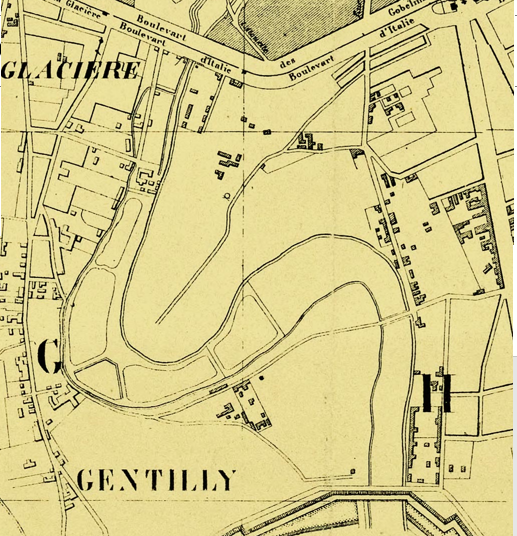
Petit Gentilly en 1858.
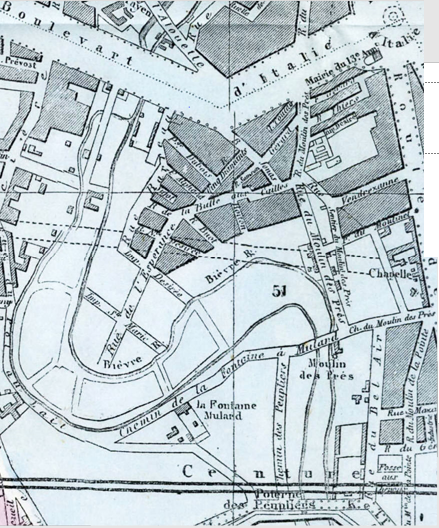
Sud du 13e en 1867.
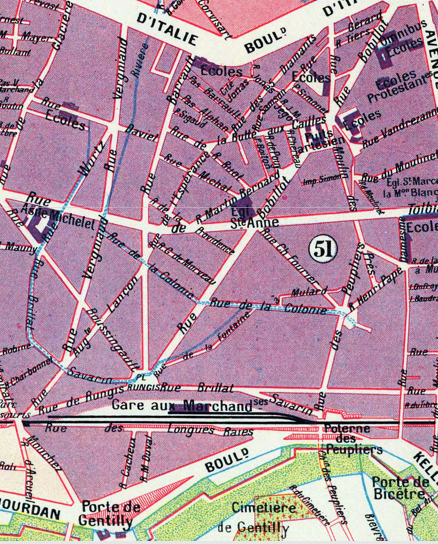
Sud du 13e en 1900.

#### Quartier des Gobelins
Après la galerie souterraine sous le mur des Fermiers généraux (ensuite boulevard d’Italie, actuel boulevard Auguste-Blanqui), le bras mort passait sous l’actuelle rue Paul-Gervais, le bras vif sous la rue Edmond-Gondinet.
Ce secteur actuellement délimité par le boulevard Blanqui, le square René-Le Gall, la rue du Champ-de-l’Alouette à l’ouest, la rue Corvisart à l’est était jusqu’au milieu XIXe siècle le clos Payen du nom d’un ancien propriétaire du terrain Noël Payen.
A l’angle de la rue Edmond-Gondinet et du boulevard Blanqui, fut construit en 1762 un hôtel particulier, la Folie Neufbourg ou Hôtel de Le Prêtre de Neufbourg détruit en 1913.
Le moulin Croulebarbe était situé à l’angle de la rue Edmond-Gondinet et de la rue Corvisart.

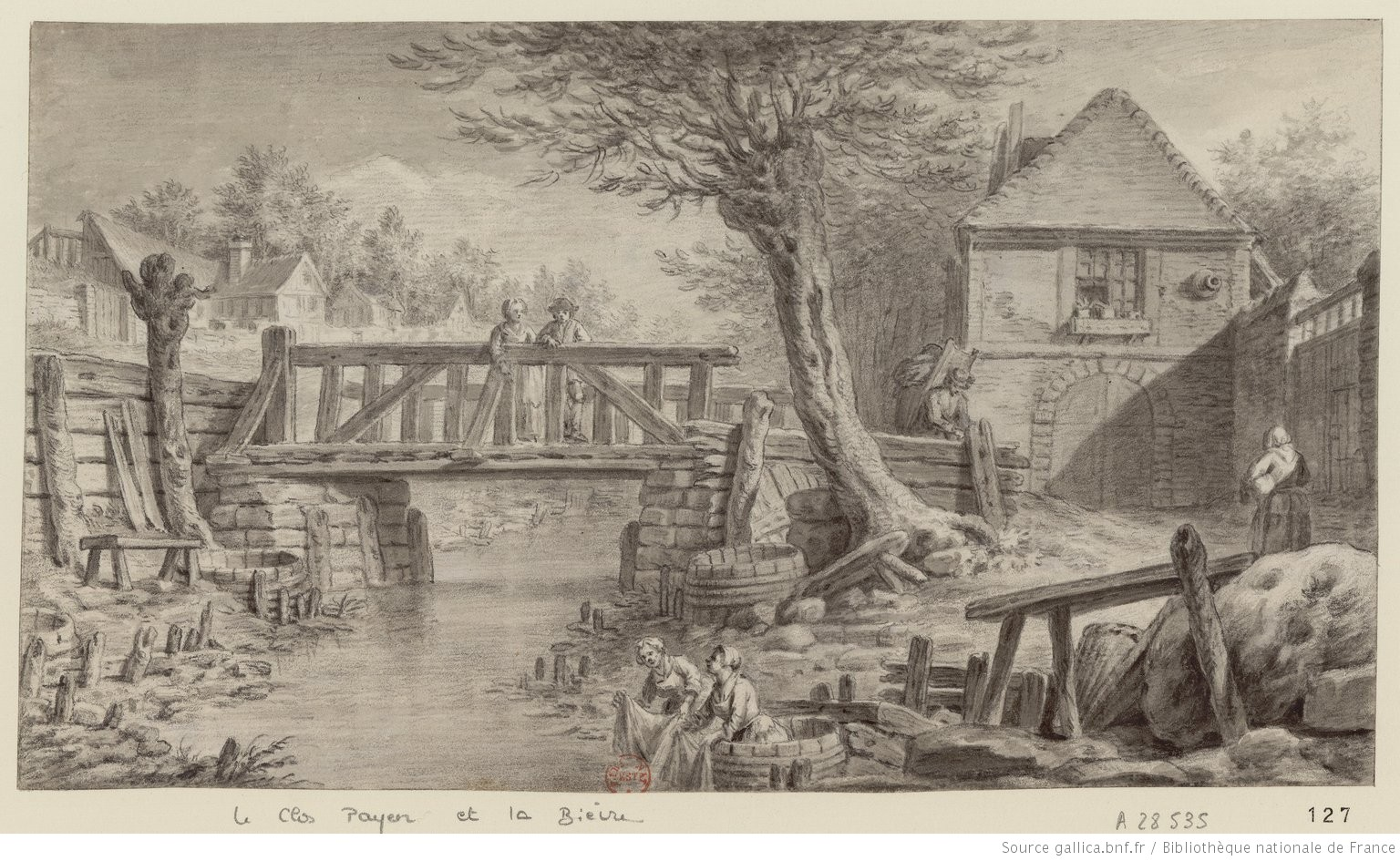
Le Clos Payen et la Bièvre.
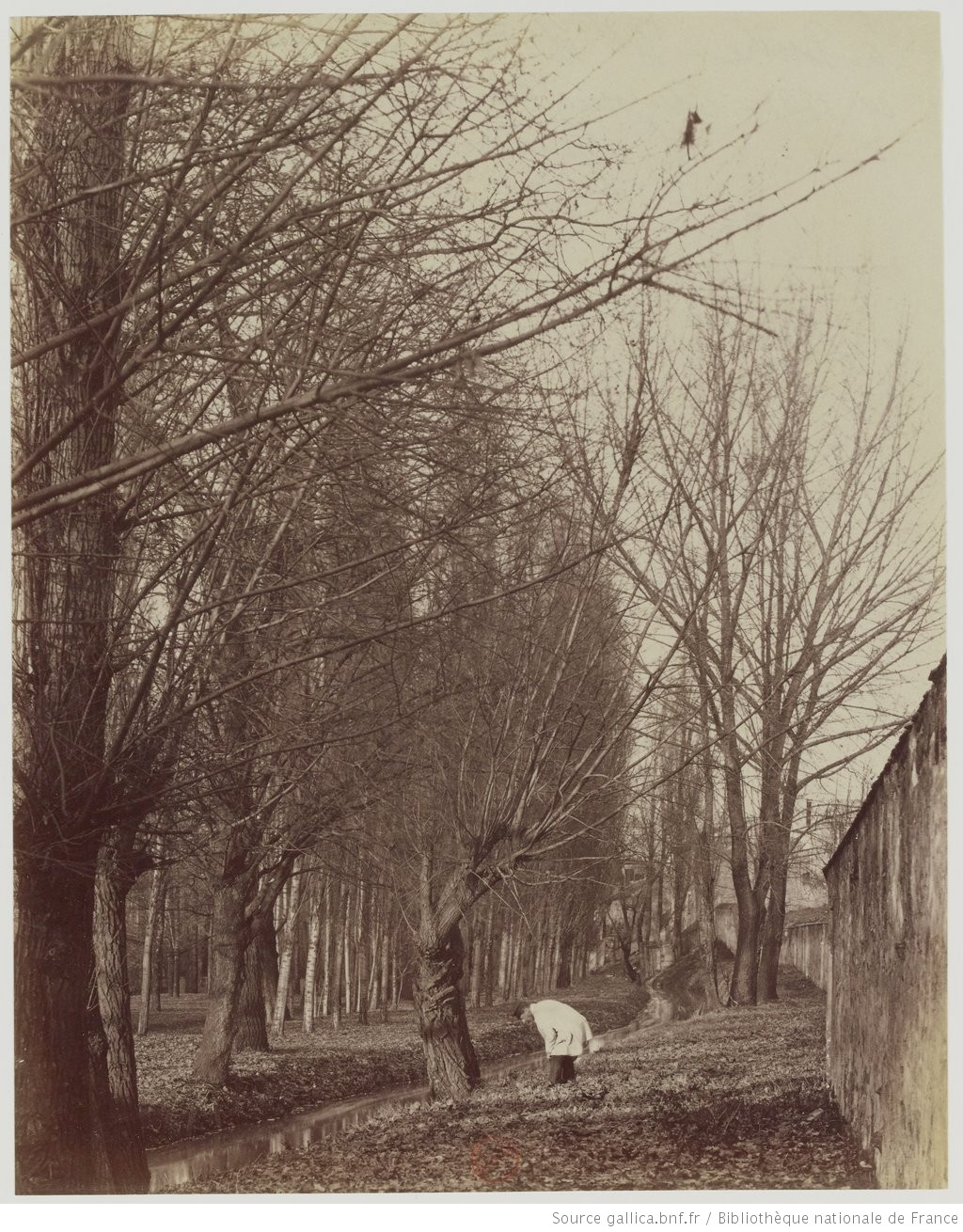
La Bièvre avant 1900 à l’emplacement de la rue Edmond-Gondinet.
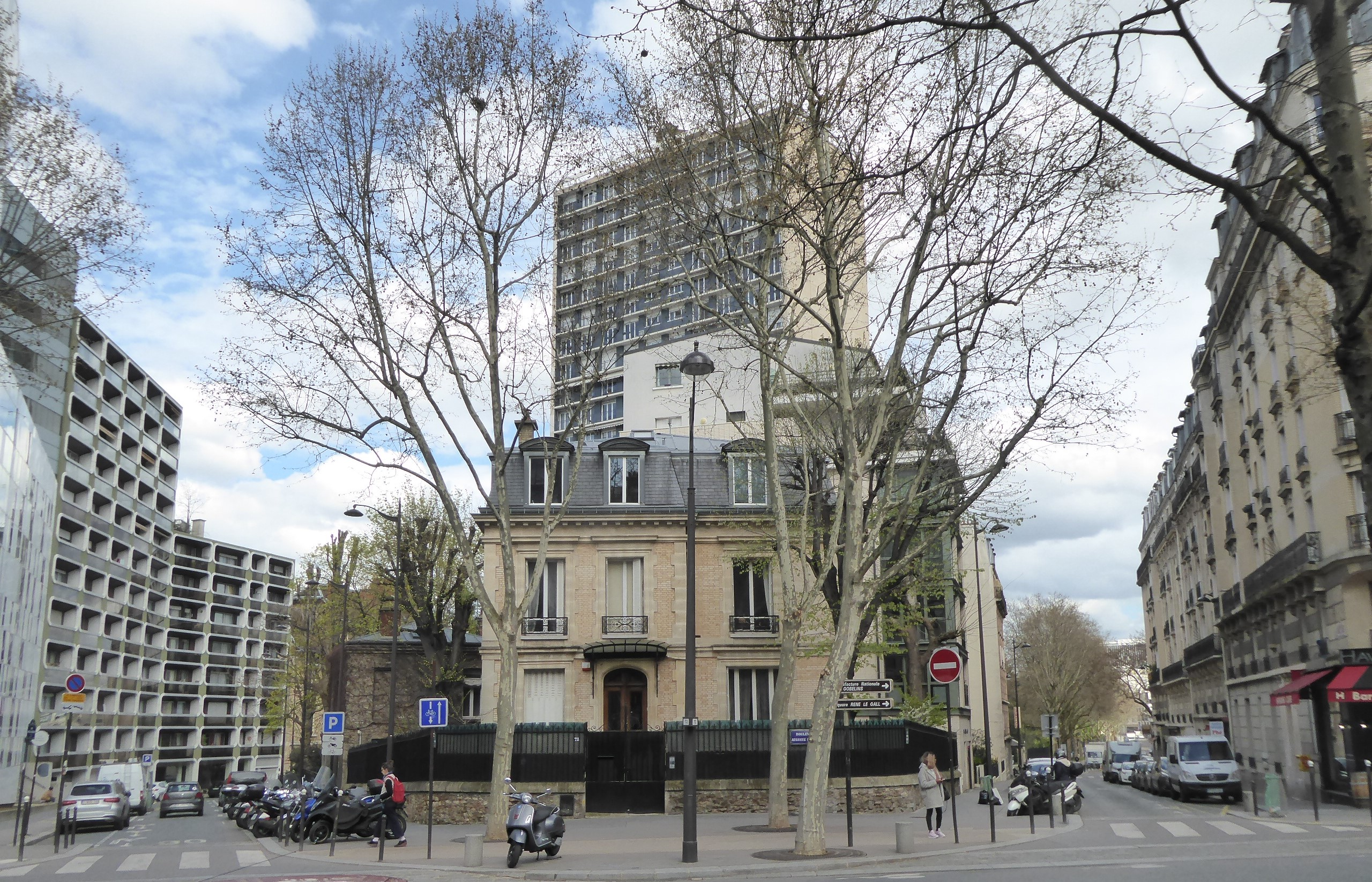
Rues Edmond-Gondinet et Paul-Gervais.

Les deux bras délimitaient l’île aux Singes correspondant approximativement au square René-Le Gall, le bras vif longeant le mur du square côté rue Croulebarbe puis rue Berbiet-du-Mets, le bras mort la partie ouest du square matérialisé par un mur.
La partie sud de l’île aux Singes était occupée par les jardins des ouvriers de la Manufacture des Gobelins. La partie nord de l’île entre la ruelle des Gobelins où coulait le bras vif à l’arrière de la manufacture et le bras mort et au-delà jusqu’à la rue des Cordelières était un quartier déshérité et insalubre habité par les ouvriers des mégisseries et tanneries installées sur le bord de la rivière. Une ruelle étroite, le passage Moret, reliait la ruelle des Gobelins à la rue des Cordelières avec un pont sur le bras mort. Le bâtiment d’une ancienne mégisserie 29 rue des Cordelières est visible du square René-Le Gall. Le bief des Cordelières sur la Bièvre morte et le bief des Gobelins sur la Bièvre vive ne furent couverts qu’en 1912.
Après couverture de la rivière, la ruelle Gobelins fut remblayée pour la mettre au niveau du boulevard Arago puis élargie par démolition des bâtiments côté impairs et renommée rue Berbiet-du-Mets. Cette rue avec la rue Croulebarbe est l’une de celles où le parcours de l’ancienne Bièvre se devine.
Tout ce quartier a disparu dans les années 1930 avec l’aménagement du parc René-le Gall et la construction du bâtiment du Mobilier national.
L’îlot de la Dame-Blanche, Hôtel de la fin du XVe siècle et ses dépendances fut occupé au cours des siècles suivants par des teintureries et des mégisseries. Il reste un vestige de ces installations industrielles de la deuxième moitié du XIXe siècle. Les façades de bâtiments récents sur la rue Berbiet-du-Mets sont ornées de panneaux de bois évoquant les lattes de séchage de peaux des anciennes tanneries.

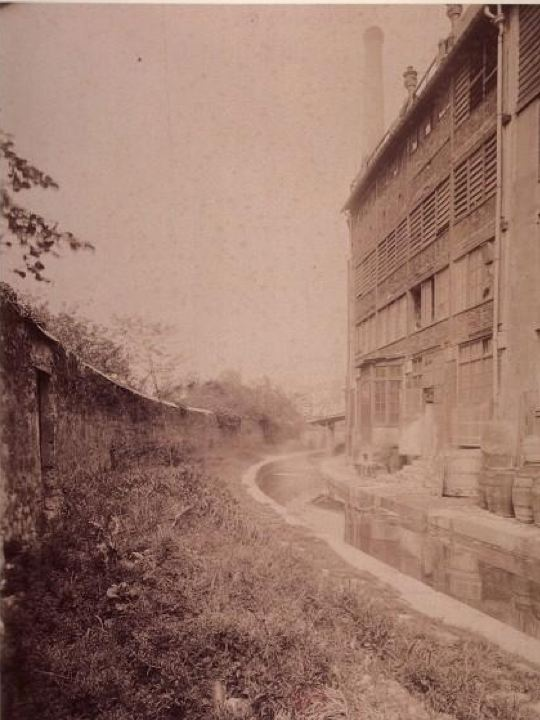
Rue Croulebarbe en 1900.
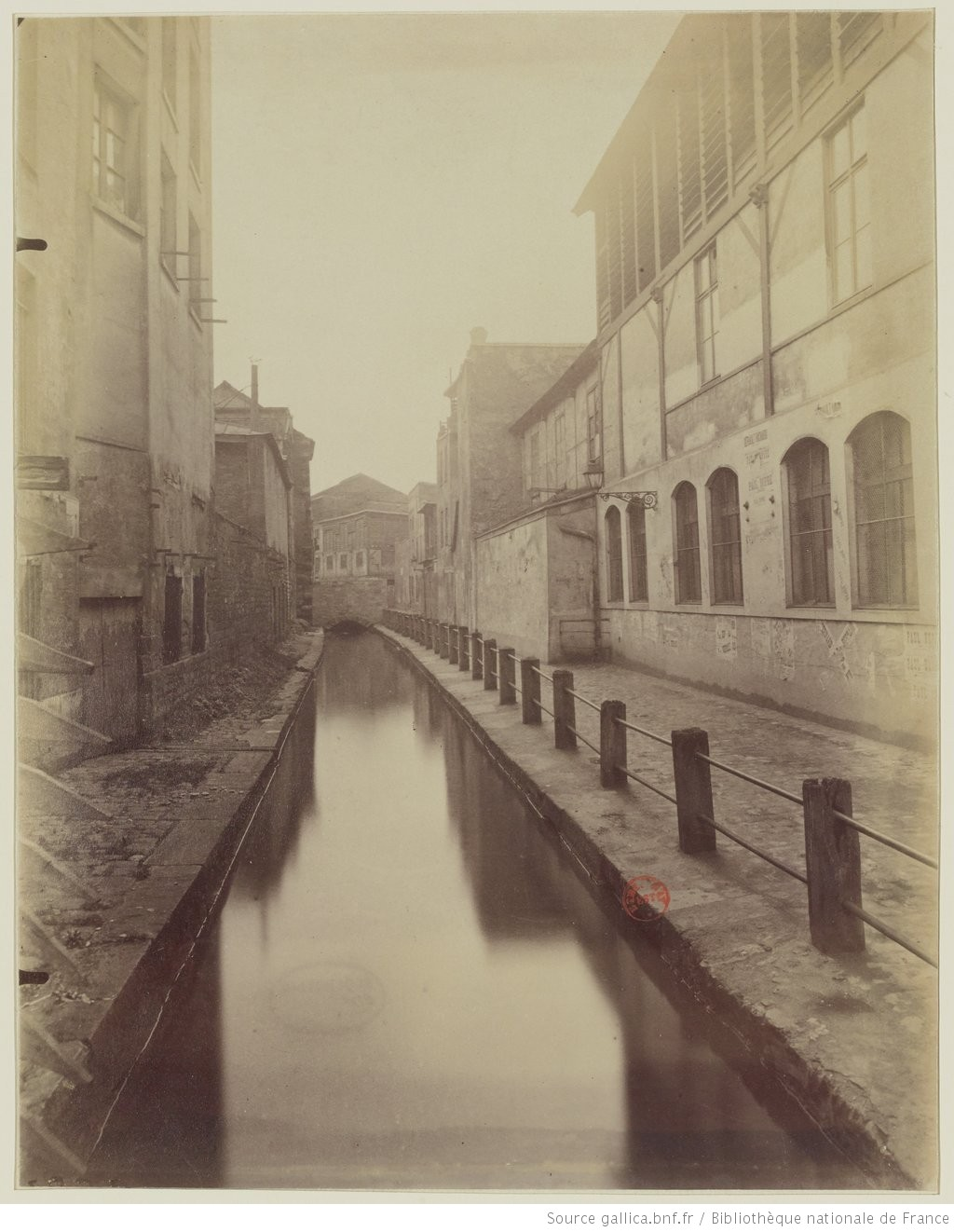
Ruelle des Gobelins en 1899 photo Eugène Atget.
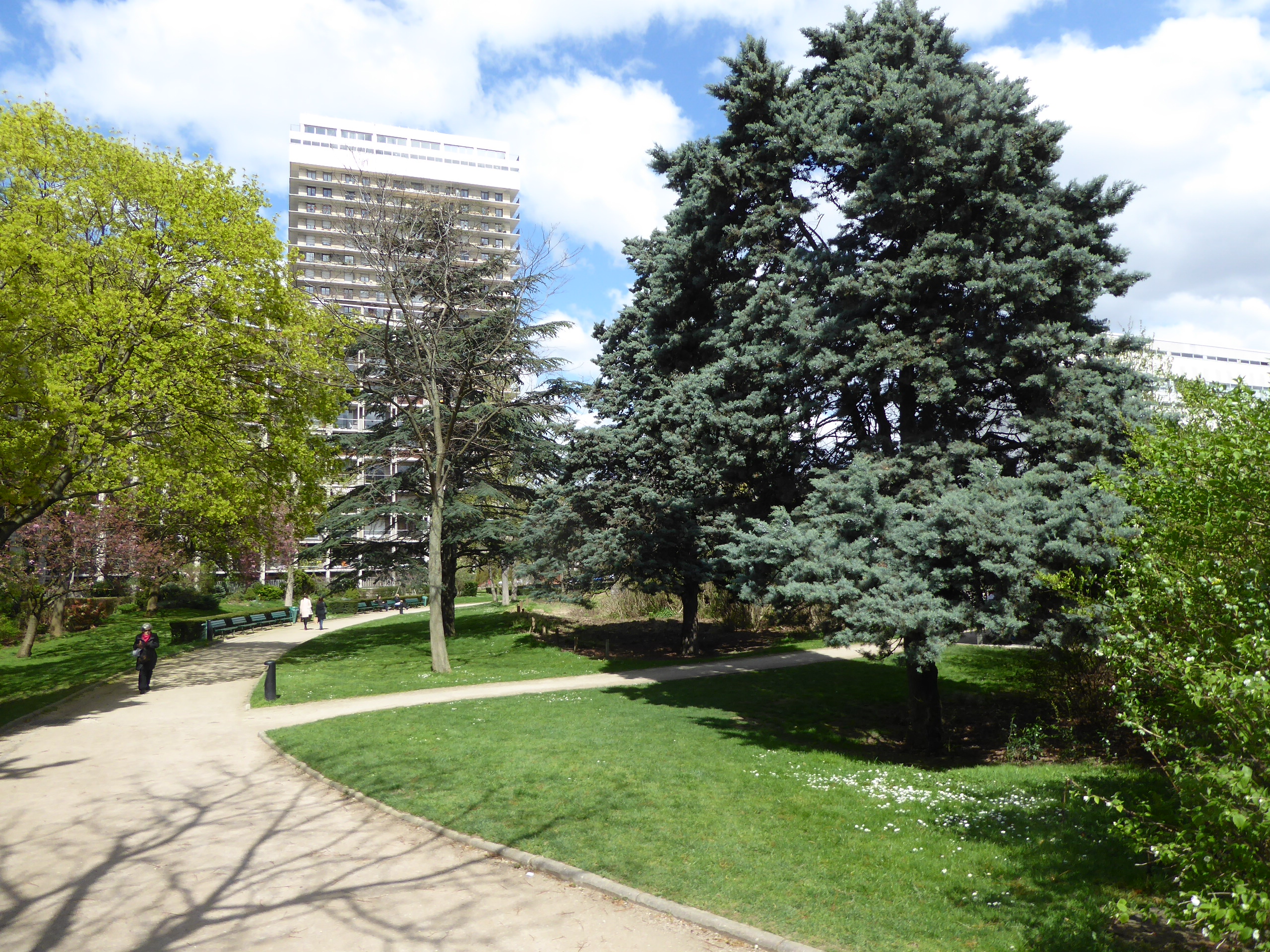
Ancienne île aux Singes, square René-Le Gall.
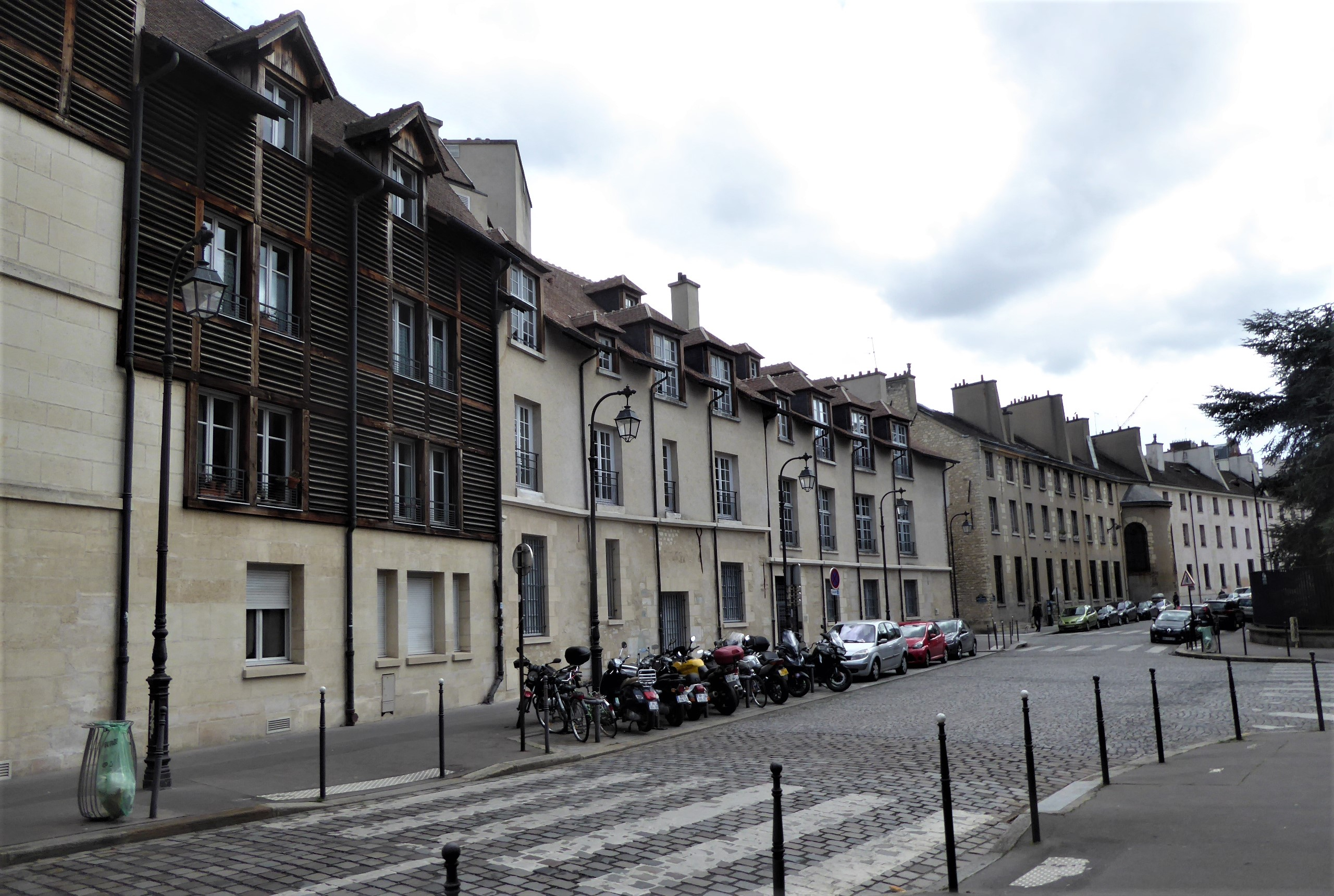
Rue Berbier-du-Mets.

Le passage du bras vif de la Bièvre est visible au 12 boulevard Arago par une porte basse d’accès privé, entre deux bâtiments. La rivière disparue correspond aux cours entre les immeubles. Cet espace dégagé débouche sur le boulevard de Port-Royal au cinéma l’Escurial.

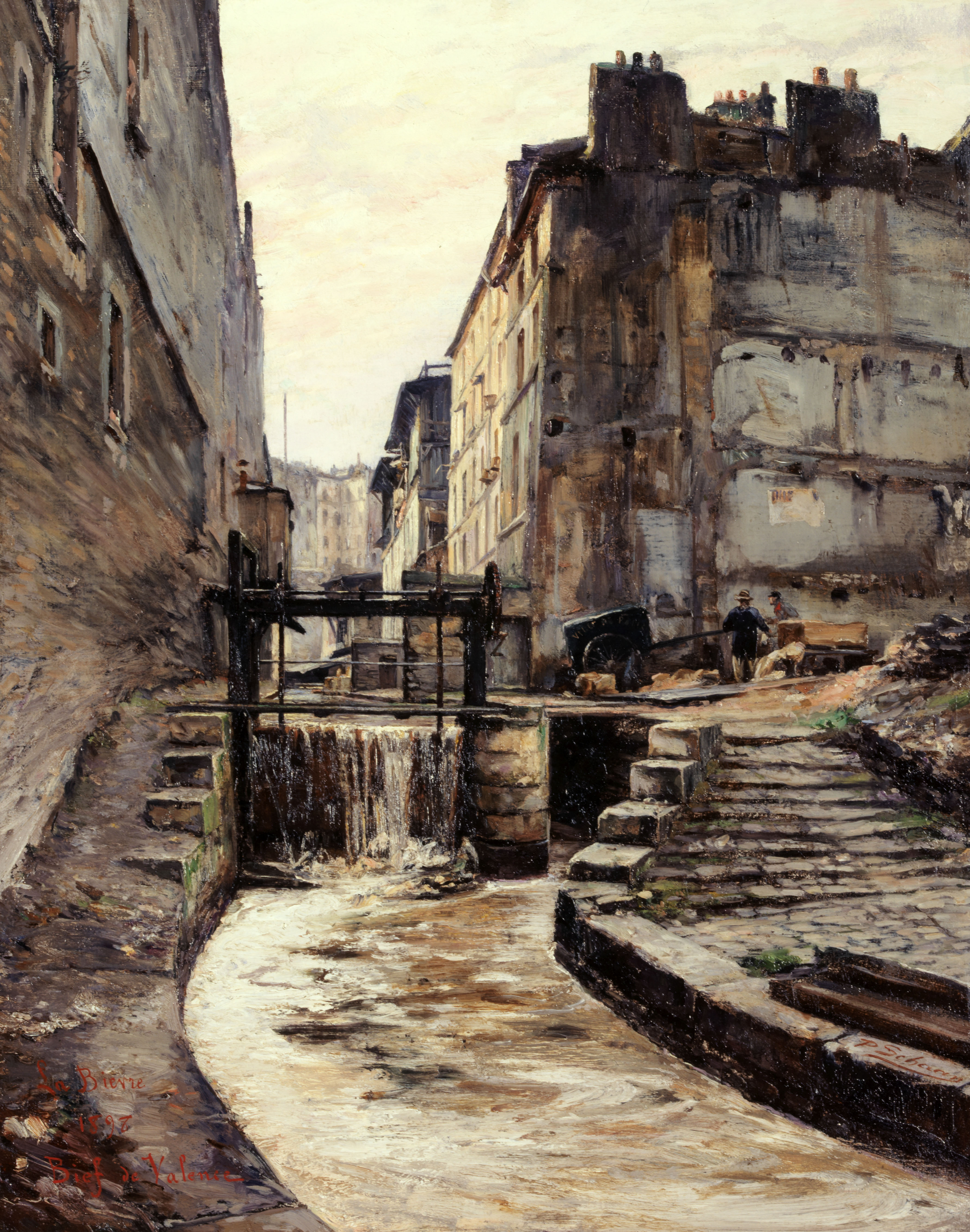
Bief Valence vers 1900 vu du 4 avenue des Gobelins vers l'amont.

Le passage du bras mort sous le boulevard au mitoyen des 23 et 23 bis et au 18 bis n’est pas perceptible dans le bâti mais son emplacement est indiqué par des médaillons sur les trottoirs.
Ce bras passait à l’arrière de la rue Pascal traversée du numéro 35 où le bâtiment dans la cour est une ancienne mégisserie au 40 où d’anciens bâtiments industriels sont visibles dans le passage reliant la rue Pascal à la rue Broca.

#### Dans le5earrondissement
Le passage de la Bièvre vive sous le boulevard de Port-Royal sur le côté opposé au cinéma l’Escurial est marqué par une trouée entre les immeubles des 12 bis et 14 donnant une vue sur l’ancien bief Valence derrière la rue homonyme.
La rivière bifurquait à gauche à l’emplacement de l’avenue des Gobelins et coulait devant les no 4 et 2.
Le moulin Saint-Marcel, nommé également Grand Moulin ou moulin de la collégiale, qui était le moulin banal du faubourg Saint-Marcel dont les habitants étaient tenus de se servir moyennant une redevance seigneuriale, était situé à l’angle de la rue de Valence et de l’avenue des Gobelins. Ce moulin fut détruit vers 1829.
Les entrées du bief Pascal du bras mort sont visibles par des trouées au no 28 du boulevard, à l’autre extrémité, rue Pascal à l’angle de la rue Claude-Bernard. Le mur construit au milieu du lit de la rivière lors de sa couverture en 1905 existe encore, délimitant les propriétés riveraines.
Contrairement à ce qu'indiquent les médaillons au sol dans la rue Pascal, sous le pont du boulevard de Port-Royal, et plus loin sur le trottoir des numéros pairs, la Bièvre ne passait sous la rue, mais à l'arrière des bâtiments et ne croisait celle-ci qu'à l'angle avec la rue Claude-Bernard.

Trouées au passage de l'ancienne Bièvre
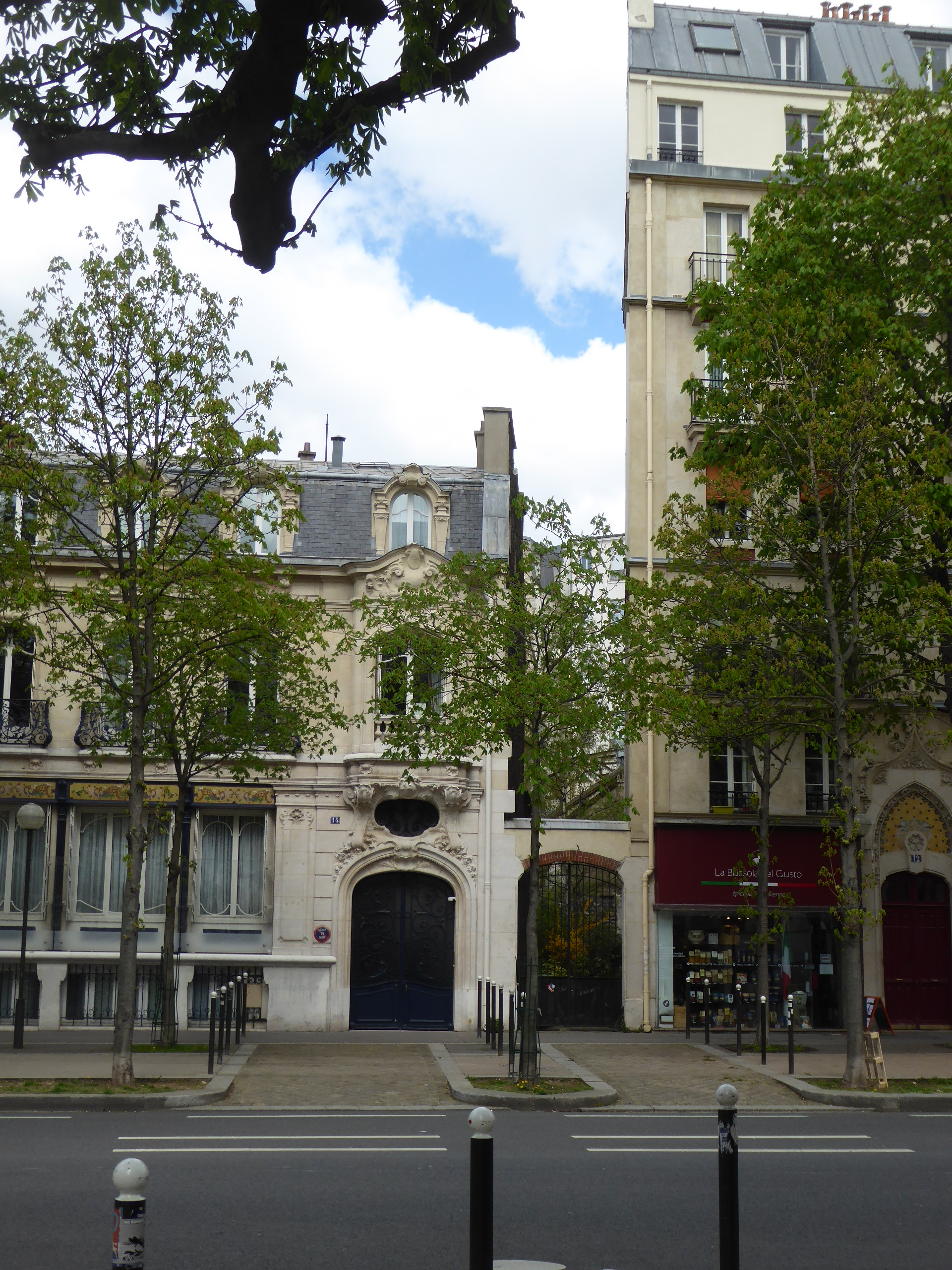
Ancien passage de la Bièvre entre le 12 et 14 boulevard Arago.
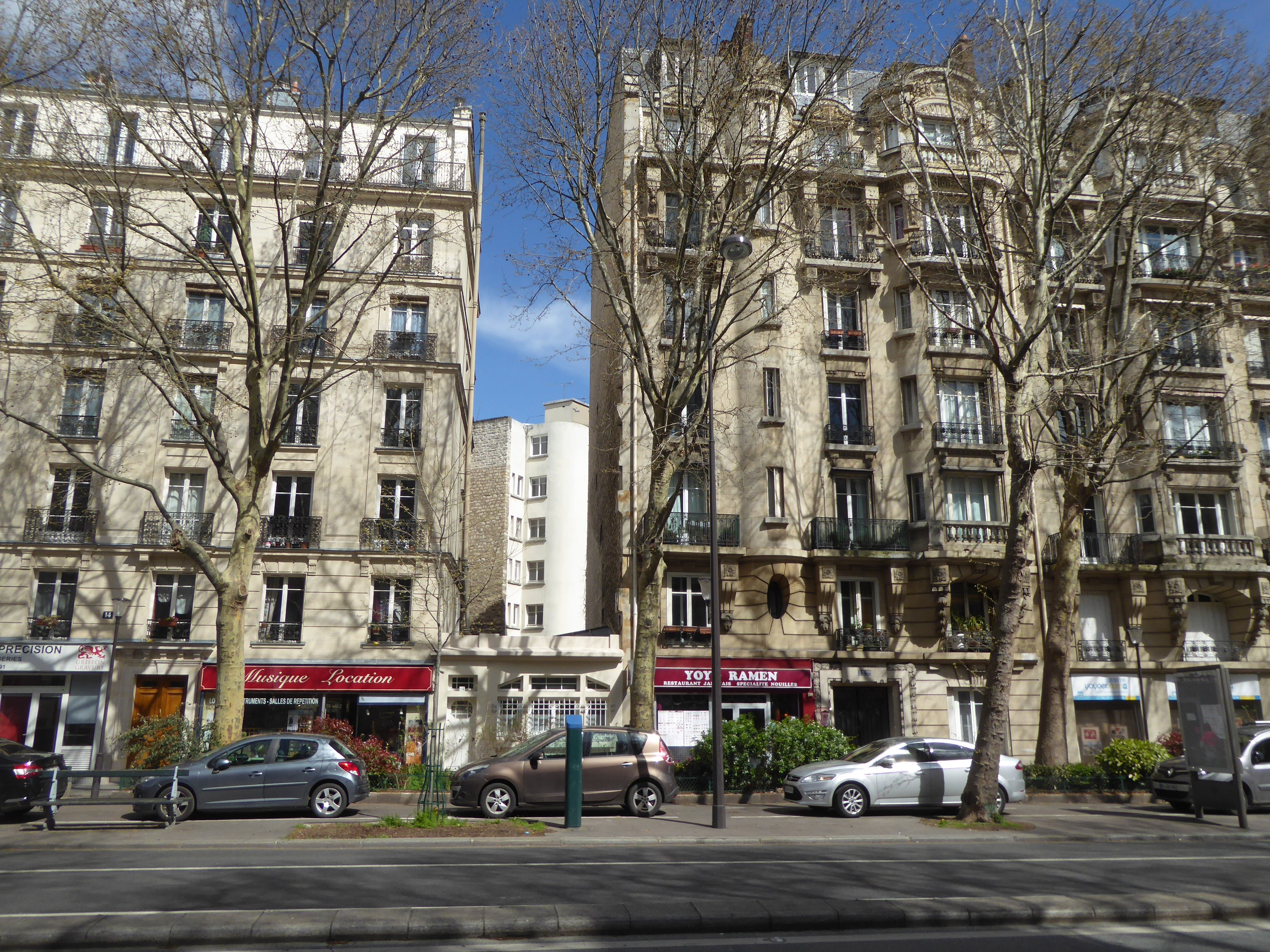
Trouée 14 boulevard de Port-Royal.
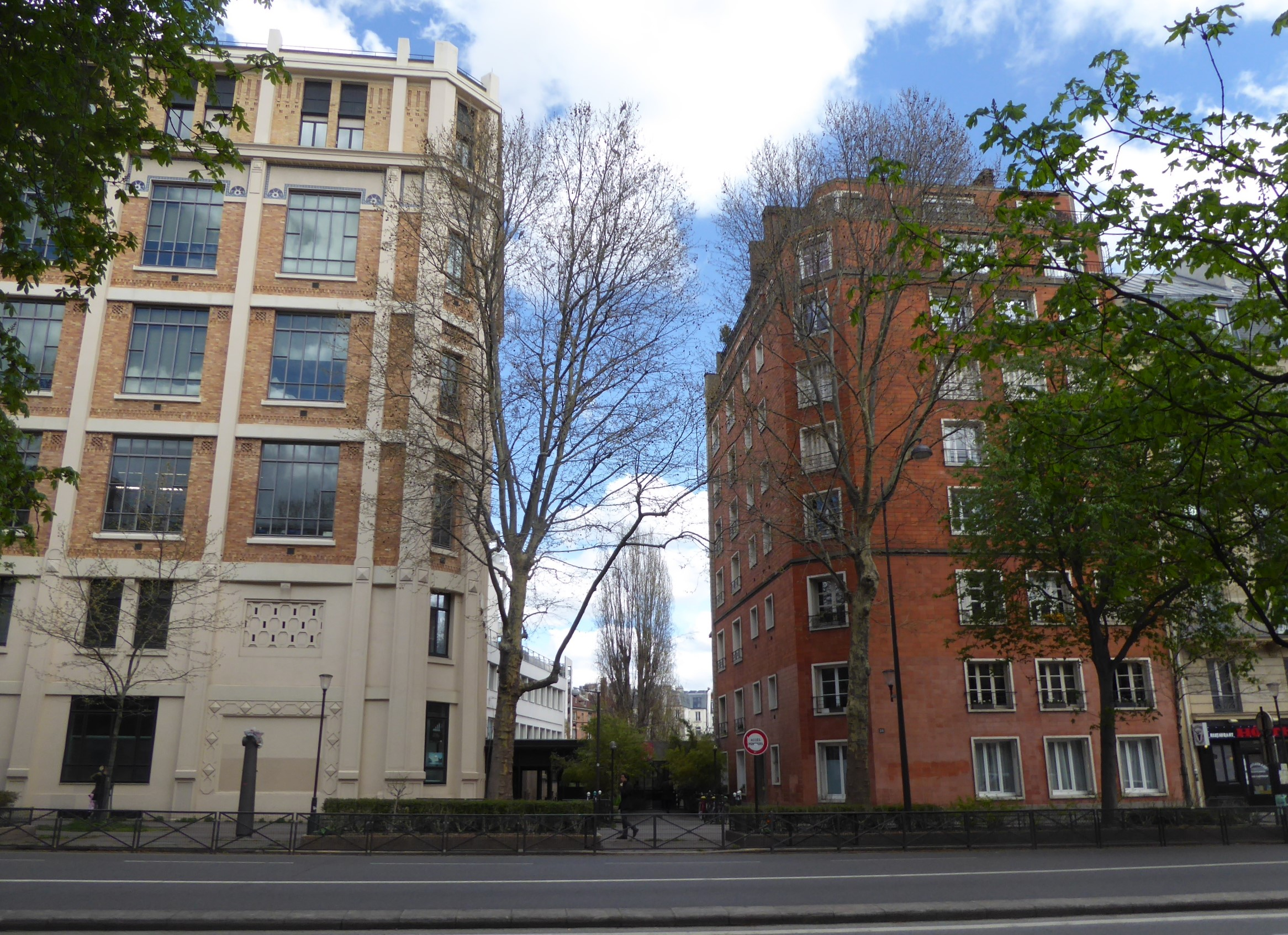
Trouée 28 boulevard de Port-Royal.
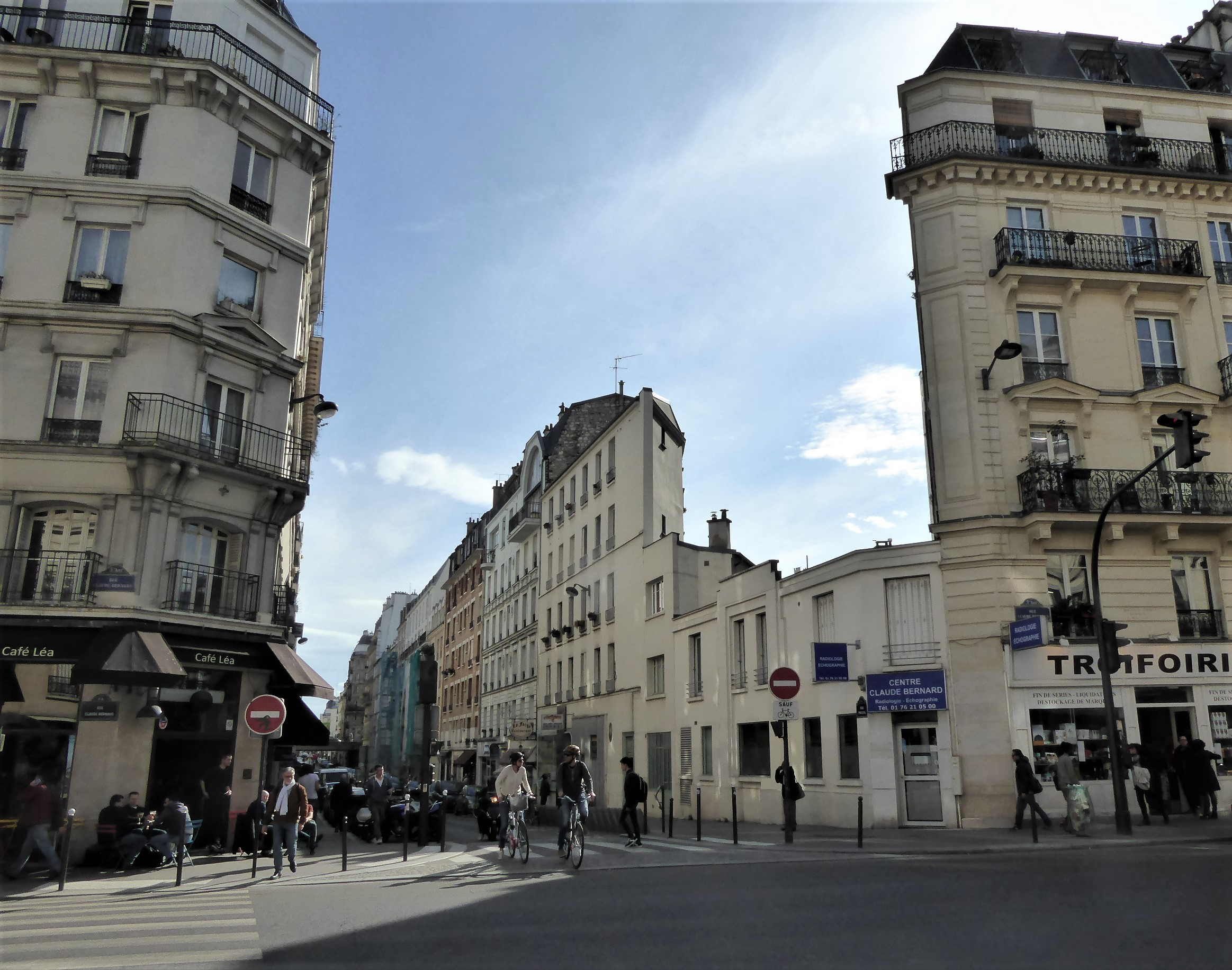
Trouée au passage de la Bièvre rue Pascal au croisement avec la rue Claude-Bernard.

Les deux bras se rejoignaient au carrefour des rues Claude-Bernard, Monge et avenue des Gobelins. Le confluent fut recouvert en 1868 lors de la création du carrefour entre les rues Monge, Claude-Bernard et de l’avenue des Gobelins, et les alentours furent remblayés. La chaussée du numéro 2 la rue Édouard-Quénu en contrebas témoigne du niveau ancien du quartier. Les rues Pascal et Broca ont également été relevées pour déboucher à niveau sur la rue Claude-Bernard. Le Petit-Moulin, signalé par une plaque au sol, était situé sur le bras unique juste en aval du confluent à l’angle des actuelles rues Monge et de Bazeilles. Ce moulin qui appartenait à l’abbaye Sainte-Geneviève a disparu avant le XVIIIe siècle.

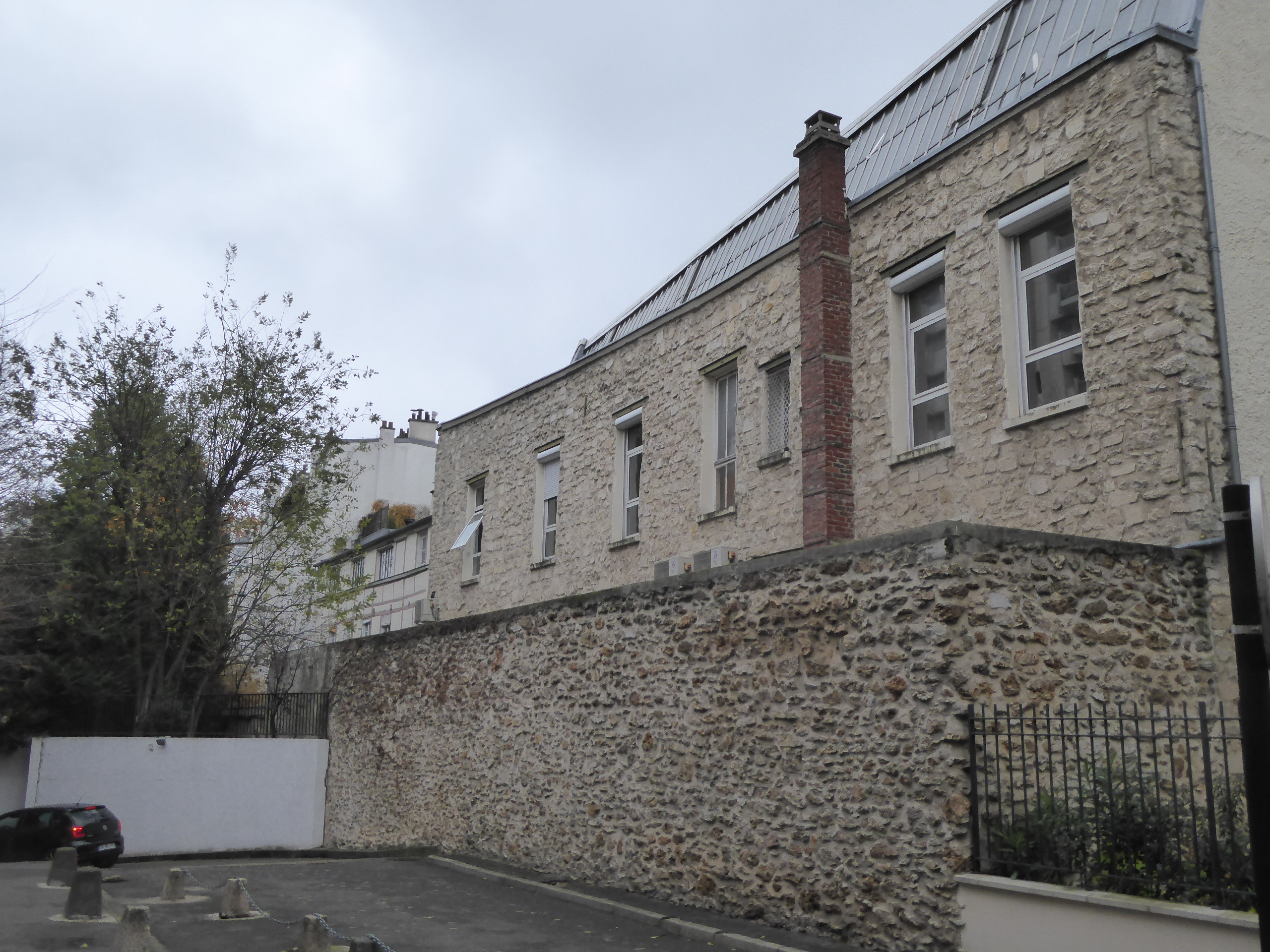
Square Adanson, mur mitoyen et anciennes mégisseries.

Le bras unique traversait la rue Bazeilles (anciennement rue Mouffetard) entre les numéros 4 et 5 sous l’ancien Pont-aux-tripes, passait sous la rue Monge et entrait à l’emplacement du square Adanson dans le Bief de la photographie, ainsi nommé depuis le milieu du XIXe siècle par la présence d’un atelier de photographe. Ce square fut ouvert en impasse lors de la couverture en 1899 d’un premier tronçon destiné à être prolongé jusqu’à la rue de la Clef. Le mur au bord de l’entrée d’un garage au fond de cette impasse fut construit au milieu du lit de la rivière lors de sa couverture en 1903 comme séparation des propriétés riveraines. Le projet de prolongement étant abandonné le square est resté en impasse. On aperçoit à droite au fond, à l’arrière de la rue du Fer-à-Moulin, deux anciens bâtiments industriels dont une mégisserie avec des murs en colombages. À l’autre extrémité, l’ancien cours se devine par une maison basse au numéro 13 de la rue de la Clef et par la porte du 11 entre des bâtiments plus élevés. La rue de la Clef, rue du Pont-aux-Biches sur ce tronçon avant 1868, franchissait la rivière par le Pont-aux-Biches que l'on devine par le léger bombement de la chaussée. Les bâtiments universitaires du Campus Censier entre les rues de la Clef et de Santeuil ont pris la place de l’ancienne Halle aux cuirs inaugurée en 1866 et détruite par un incendie en 1906. La rivière a été recouverte à cet endroit avant la construction de la Halle. Plus en aval, le mur au bord de la voie d’accès au garage souterrain du 25 rue Geoffroy-Saint-Hilaire est celui construit dans le lit de la rivière lors de son remblaiement en 1904.

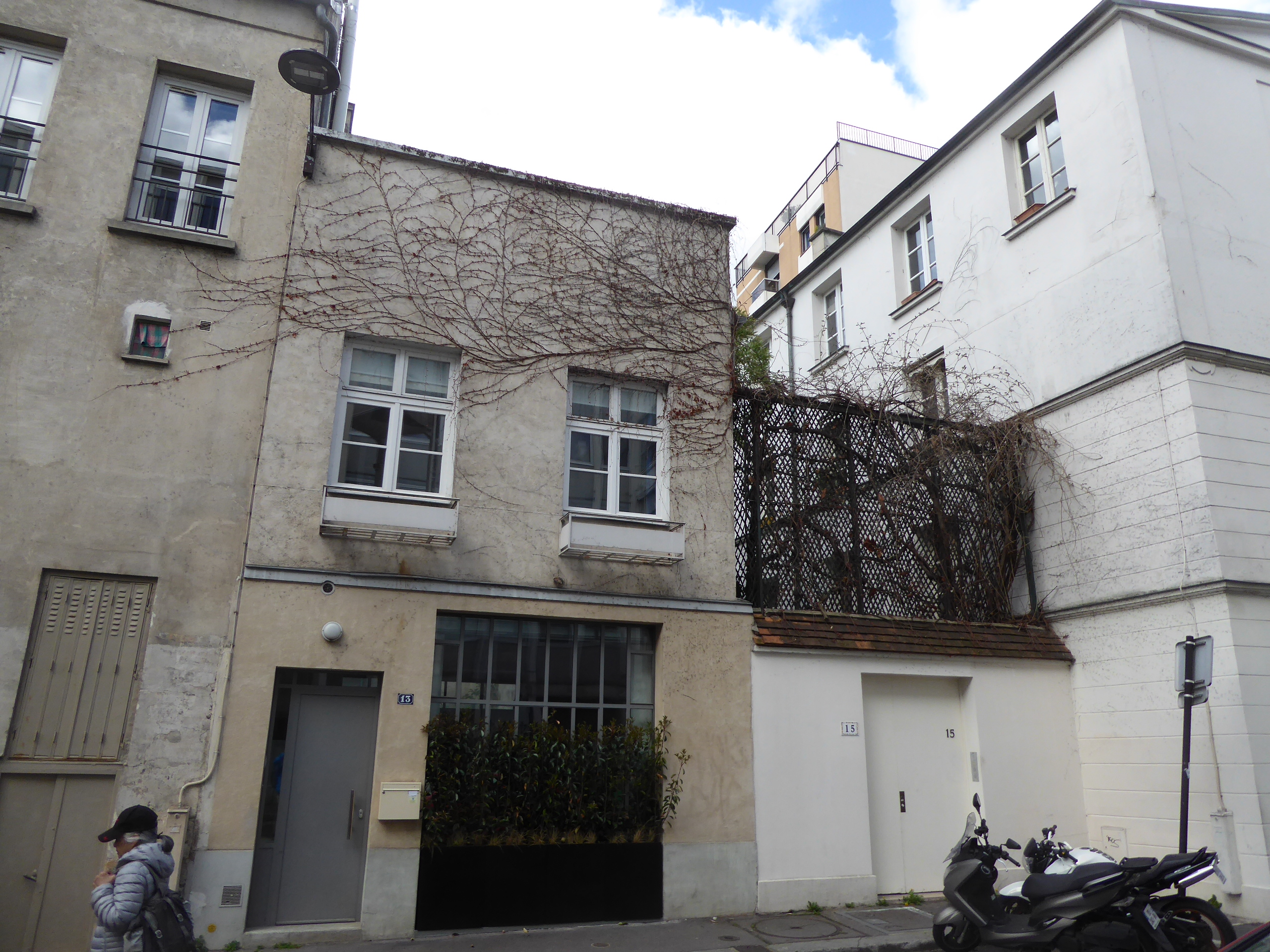
13 rue de la Clef.

##### Le faux ru
Une dérivation de 300 m, « le faux ru », s'écoulant une trentaine de mètres au sud du cours principal fut créée à la suite d'une inondation du 21 février 1665 pour absorber les trop-pleins des crues. Son point de départ est situé entre le square Adanson et la rue de la Clef. Le faux ru rejoignait la rivière un peu en aval du moulin Coupeau dans l'annexe actuelle du jardin des plantes. Cette dérivation qui figure sur un plan de 1835 a probablement été supprimée lors de la canalisation de la Bièvre en 1841-1844.
Le moulin Coupeau démoli en 1826 est signalé sur le trottoir du 30 rue Geoffroy-Saint-Hilaire par une plaque au sol. Cependant, l'emplacement de cette plaque est erroné car le moulin était situé sur le cours principal de la rivière à l'entrée de la maison de la Sœur-Rosalie et non à la porte d'accès à l'annexe du Jardin des plantes où s'écoulait le faux ru..

##### Le cours aval
En aval de la rue Geoffroy-Saint-Hilaire, la rivière coulait entre les rues Poliveau et Buffon traversant un domaine de 3,5 ha attribué en 1779 au Jardin du Roi (devenu en 1793 le Muséum national d'histoire naturelle) : le « clos Patouillet » (actuel « îlot Buffon-Poliveau »). En 1895, ce parcours fut recouvert et devint pour quelques années une rue nommée Nicolas-Houël, reliant la rue Geoffroy-Saint-Hilaire au boulevard de l'Hôpital et séparant en deux le « clos Patouillet ». En 1902, cette rue fut partagée en trois tronçons : le plus à l'ouest est devenu la cour de l'école privée « Sœur Rosalie » au fond de laquelle l'on voit deux grands bâtiments qui sont d'anciennes mégisseries de la fin du XIXe siècle et le plus à l'est est l'actuelle rue Nicolas-Houël. Entre les deux, le Muséum a alors enclos ses laboratoires et collections pour des raisons de sécurité. Le nord-est de son domaine, c'est l'ancien lit qui le sépare des jardins des immeubles de la rue Buffon. La courbe de la rue Nicolas-Houël, devenue impasse en 1902, épouse le dernier méandre de la rivière qui passait ensuite sous le boulevard de l'Hôpital pour se jeter dans la Seine.
À l'extrémité est du boulevard de l'Hôpital, la Bièvre se divisait en plusieurs bras entourant un ou plusieurs ilots suivant les époques. Le bras le plus septentrional passe sous la place Valhubert et rejoint la Seine juste en aval du pont d'Austerlitz ; le plus méridional passait sous la gare d'Austerlitz et rejoignait la Seine entre le viaduc du métro et l’actuel pont Charles-de-Gaulle non sans avoir reçu l’égout à ciel ouvert de l’hôpital de la Salpêtrière, déversoir des pollutions de celui-ci. Le moulin du Ponceau était installé à l’embouchure située de ce côté. Ce tronçon du boulevard de l’Hôpital à la Seine fut un des premiers recouvert en 1833 en prévision de la construction de la gare d'Austerlitz ; la gare d'Austerlitz a été ouverte en 1840 et fut agrandie en 1862-1867.

Évolution du nord du 13e arrondissement et du 5e de 1858 à 1900
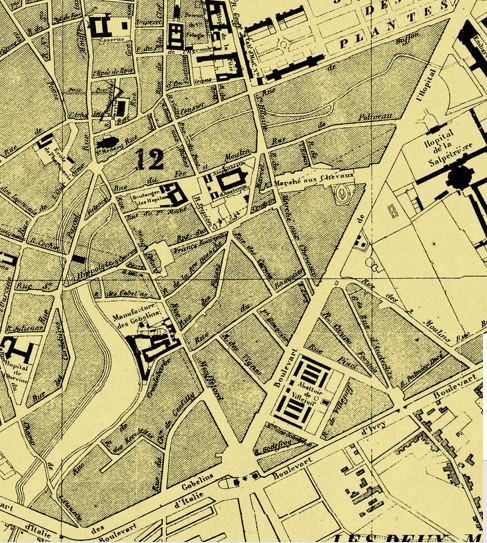
Nord 13e et 5e en 1858.
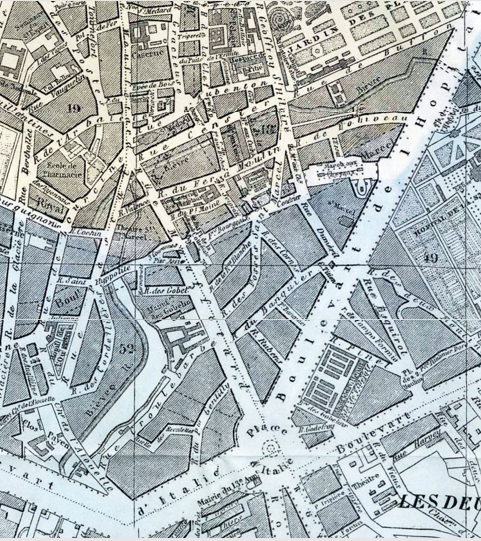
Nord 13e et 5e en 1867.
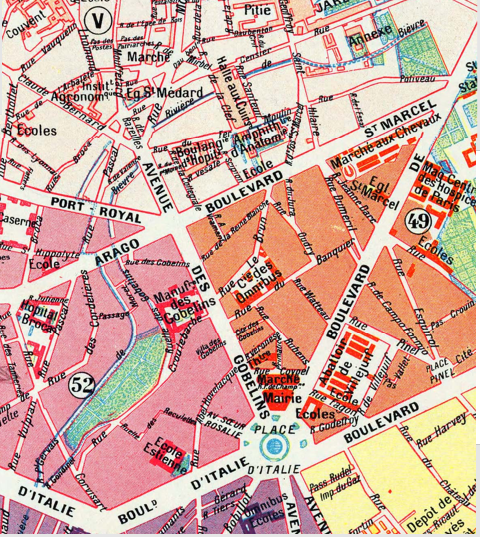
Nord 13e et 5e en 1900.

## Les projets
Un projet de renaissance de la Bièvre est porté par de nombreux acteurs, associatifs, en particulier par l'association des Amis de la Vallée de la Bièvre et par des syndicats d'aménagement regroupant les collectivités concernées, le Syndicat mixte du bassin versant de la Bièvre SMBVB pour l'ensemble de la vallée et le SIAVB pour la partie amont.

### Paris
« (U)ne commission extra-municipale du maire de Paris et de son adjoint chargé de l'environnement, de l'eau, de l'assainissement et de la valorisation du site de la Seine, a présenté aux associations de quartier, le 1er février 2001, un plan de renaissance de la Bièvre. » Il s’agit de faire réapparaître la Bièvre à la lumière du jour en trois endroits : à la poterne des Peupliers, dans le square René-Le Gall au pied de la manufacture des Gobelins et dans l'îlot Buffon-Poliveau du Muséum national d'histoire naturelle (entre les rues Buffon et la Poliveau, sur 400 m). Les études s'étant poursuivies, la mairie de Paris présente, le 7 juin 2007, le projet d'aménagement retenu pour perpétuer « la mémoire et le fil de la Bièvre ». Mais le coût (plus de 100 millions d'euros) d'une station d'épuration de la rivière à son entrée sur le territoire communal, d'ouvrages de franchissement des lignes de métro et d'autres ouvrages de voirie, conduit à l'abandon du projet.

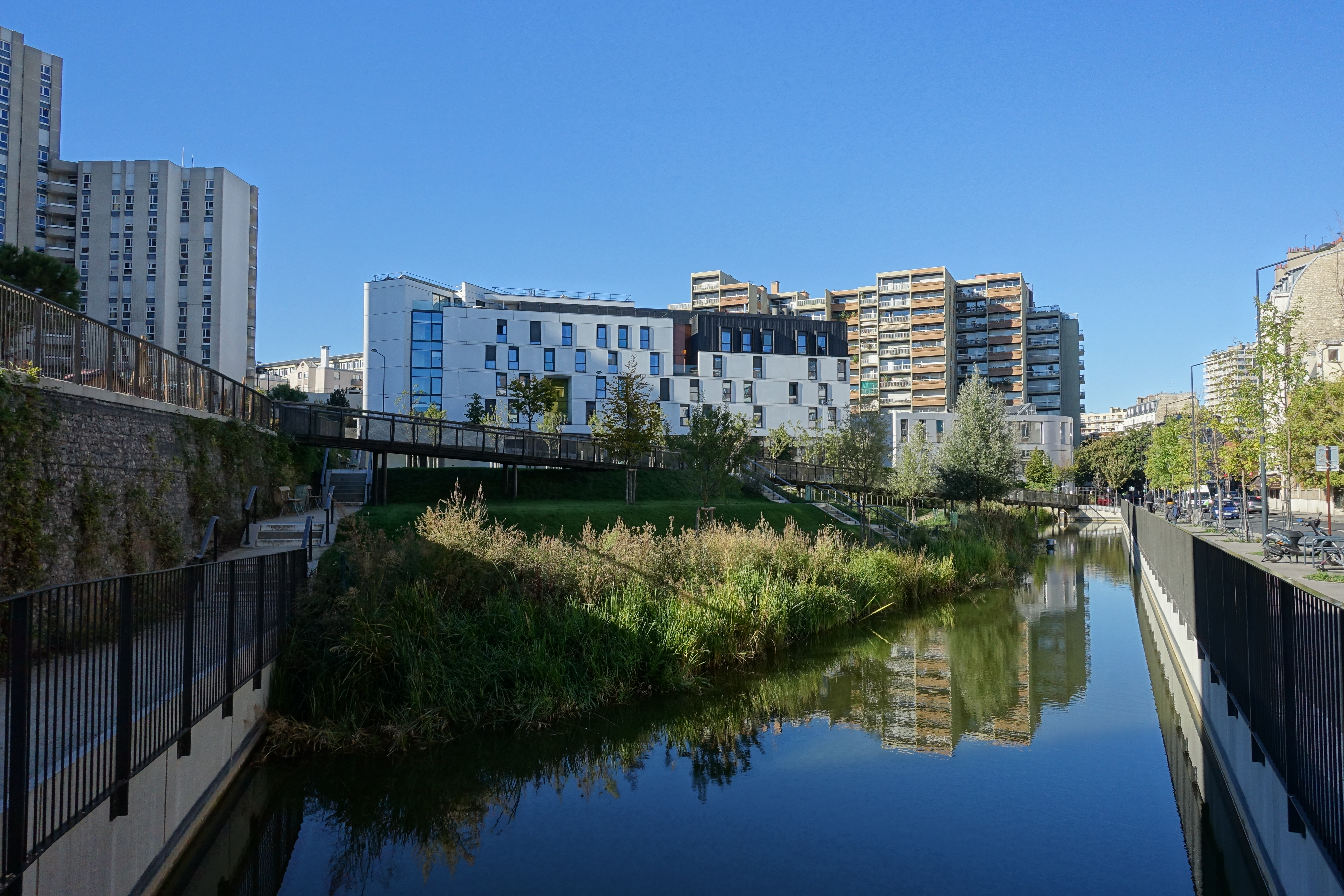
Le jardin Charles-Trenet.

Un nouveau projet est élaboré par l'architecte urbaniste Benoît Jullien avec le concours de Camille Jullien, paysagiste, et du bureau d'études AEP Normand. Il comprend la réalisation de sept haltes-fontaines, de marquages au sol, d'un éclairage bleuté des ponts et des frontières historiques, ainsi que la modification, par le Comité régional de la randonnée pédestre d'Île-de-France, du chemin de grande randonnée GR 11 (qui fait le tour de Paris) afin qu'il suive la vallée de la Bièvre jusqu'au Pont d'Austerlitz. La réalisation de ces aménagements commence en 2008. Le parc Kellermann est remodelé afin de devenir une lagune par son organisation et les plantes d'eau qui y sont disposées, et dans laquelle on trouve d'une manière spontanée des colverts et des hérons. Un plan d’eau est aménagé en 2015 dans le 13e arrondissement dans le jardin Charles-Trenet en bordure de l’éco-quartier Gare-de-Rungis en souvenir du passage de la Bièvre à proximité.
La nouvelle majorité municipale « rose-verte » élue à Paris en 2020 souhaite honorer sa promesse de campagne de faire revivre la Bièvre en plein Paris à ciel ouvert à l'horizon 2026. Adoptées par le Conseil de Paris le 11 octobre 2020, la mise à jour des études de faisabilité et des études complémentaires est prévue pour 2021.
| Photo | Description                                                                         | Adresse                                                | Arrt | Coordonnées géographiques   |
| ----- | ----------------------------------------------------------------------------------- | ------------------------------------------------------ | ---- | --------------------------- |
|       | Plaque : « emplacement du Pont de l'île aux Singes »                                | 26 rue Croulebarbe 2 rue Berbier-du-Mets               | 13e  | 48° 50′ 00″ N, 2° 21′ 06″ E |
|       | Plaque : « Bâtiments implantés sur la courbe de la rivière »                        | 12 rue Berbier-du-Mets                                 | 13e  | 48° 50′ 06″ N, 2° 21′ 03″ E |
|       | Plaque : « Ici confluaient les deux bras de la rivière »                            | Place Georges-Moustaki 2 rue de Bazeilles 1 rue Pascal | 5e   | 48° 50′ 21″ N, 2° 21′ 00″ E |
|       | Plaque : « La rivière coulait entre les Bâtiments du 32 »                           | 32 rue Geoffroy-Saint-Hilaire                          | 5e   |                             |
|       | Plaque : « Dernier méandre du bras unique. Cette petite porte ouvrait sur le quai » | 16 rue Nicolas-Houël                                   | 5e   | 48° 50′ 31″ N, 2° 21′ 41″ E |
|       | Plaque : « emplacement du Moulin Saint-Marcel »                                     | rue Claude-Bernard                                     | 5e   |                             |
|       | Plaque : « emplacement du Moulin des Prés »                                         | 18 rue Henri-Pape 94 rue du Moulin-des-Prés            | 13e  | 48° 49′ 28″ N, 2° 21′ 16″ E |
|       | Plaque : « Pan de mur implanté sur le lit même de la rivière »                      | 38-40 rue de la Colonie                                | 13e  | 48° 49′ 28″ N, 2° 20′ 51″ E |
|       | Plaque : « emplacement du Moulin Croulebarbe »                                      | rue Croulebarbe                                        | 13e  |                             |
|       | Plaque : « emplacement du Moulin Coupeau »                                          | 28 rue Geoffroy-Saint-Hilaire                          | 5e   | 48° 50′ 25″ N, 2° 21′ 23″ E |
|       | Plaque : « emplacement du Petit Moulin »                                            | 5 rue de Bazeilles 118 rue Monge                       | 5e   | 48° 50′ 20″ N, 2° 21′ 02″ E |
|       | Médaillon : « bras unique »                                                         | rue Nicolas-Houël                                      | 5e   |                             |
|       | Médaillon : « bras vif »                                                            | rue Croulebarbe                                        | 13e  |                             |
|       | Médaillon : « bras vif »                                                            | rue du Moulin-des-Prés                                 | 13e  |                             |
|       | Médaillon : « bras mort »                                                           | rue Pascal, sous le pont du Boulevard de Port-Royal    |      |                             |
|       | Médaillon : « bras mort »                                                           | rue Wurtz                                              | 13e  |                             |
|       | Médaillon : « bras mort »                                                           | rue des Peupliers                                      | 13e  | 48° 49′ 18″ N, 2° 21′ 09″ E |

### En dehors de Paris

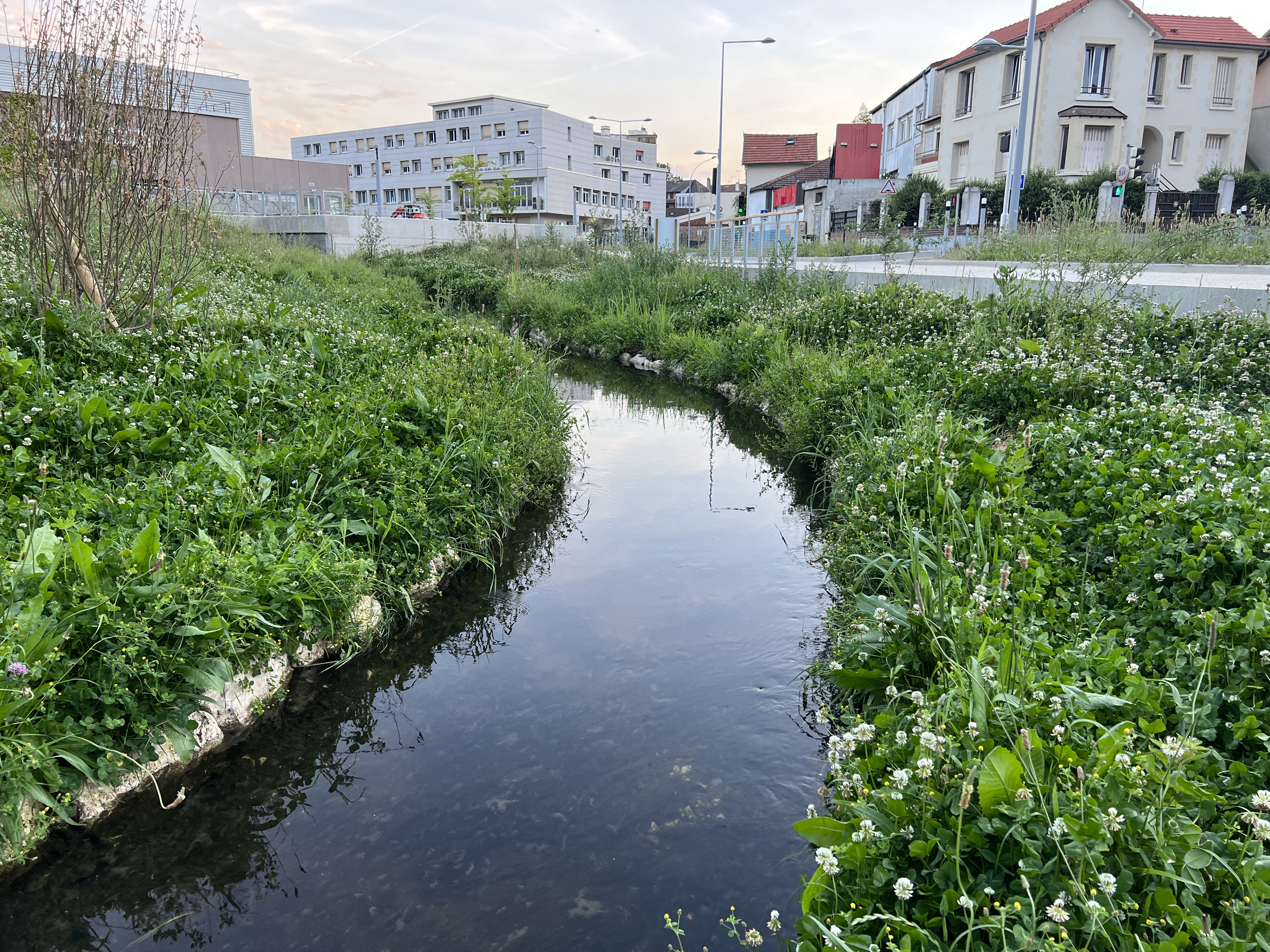
La Bièvre à Arcueil.

Durant l'automne 2010, une consultation est organisée à Arcueil et Gentilly par le Conseil général du Val-de-Marne, portant sur la reconstitution du lit naturel de la Bièvre, afin de la faire réapparaître partout où cela sera possible. Des travaux de réouverture d'un tronçon de 600 m ont débuté en 2019,, avec une inauguration au printemps 2022,.
Quelques tronçons ont été remis à l’air, 200 m à Fresnes en 2003, une centaine de mètres à Cachan dans la ZAC Camille-Desmoulins en 2006, 600 m dans le parc La-Fontaine le long de l’avenue Flouquet à L’Haÿ-les-Roses en 2016.

## Valorisation

### Sentier de la Bièvre

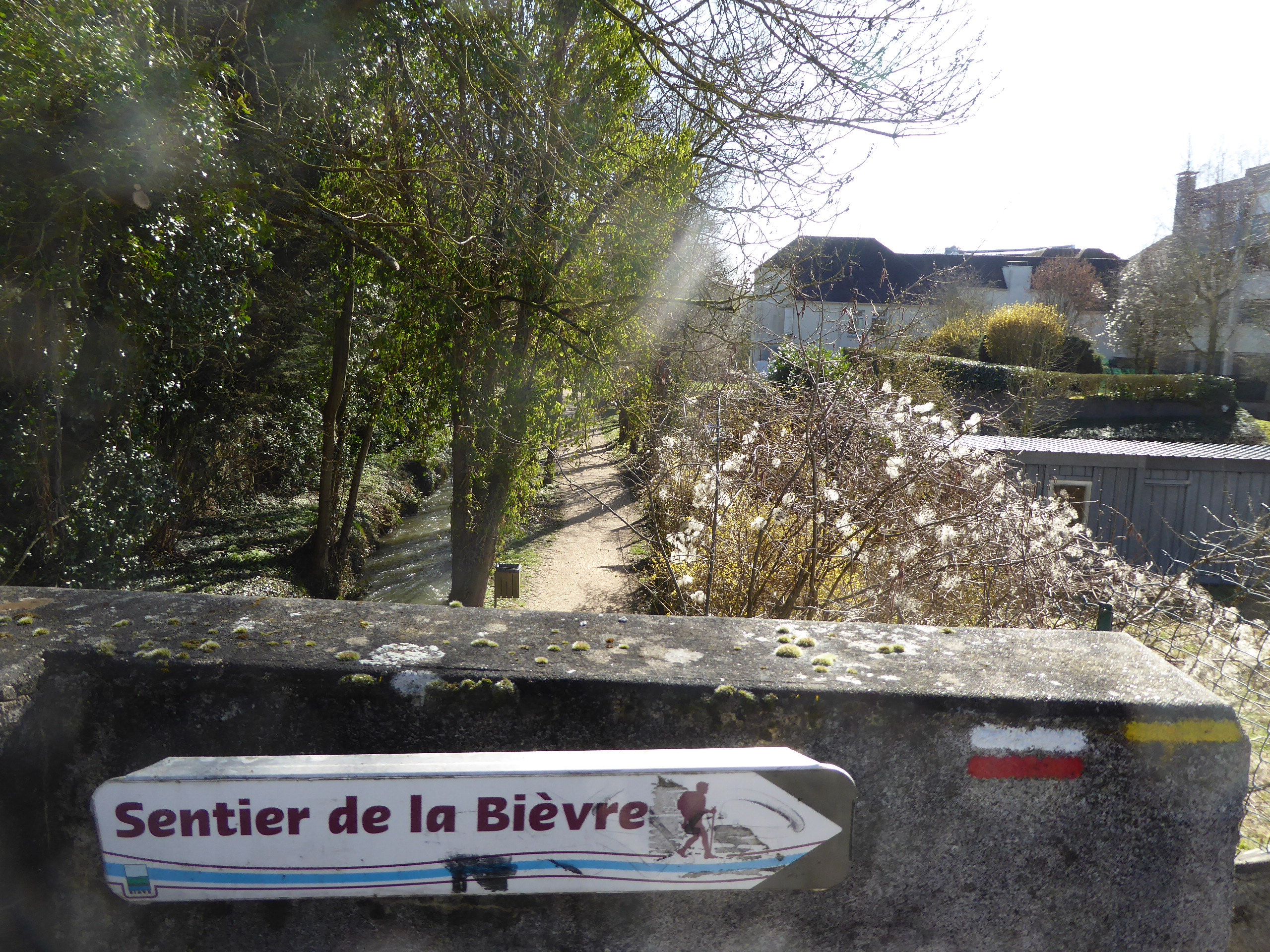
Panneau indiquant le sentier de la Bièvre et marques de balisage du sentier de randonnée

Une branche du GR 11, sentier du tour de l’Île-de-France qui existait depuis de nombreuses années, a été modifiée en 2008 pour se rapprocher autant que possible du cours de la Bièvre de sa source (point de départ du sentier à la gare de Saint-Quentin-en-Yvelines) à son confluent à Paris (arrivée place Valhubert à l’entrée du pont d’Austerlitz dans le 5e arrondissement). Le chemin de randonnée qui longe la Bièvre à l'air libre dans la haute vallée a été aménagé en grande partie par le Syndicat Intercommunal pour l'Assainissement de la Vallée de la Bièvre. Certains tronçons du sentier sont destinés exclusivement aux piétons, l’accès des cyclistes étant entravé par des dispositifs anti-intrusion, à d’autres endroits, par des marches. Une certaine tolérance pour les cyclistes existe de fait à condition de garder une allure très modérée et de respecter la priorité aux piétons. Les voies forestières et les chemins longeant les bassins de la partie amont de la rivière sont accessibles à tous les usagers non motorisés. En banlieue et à Paris, l’itinéraire alterne traversées de parcs et parcours dans des rues secondaires.

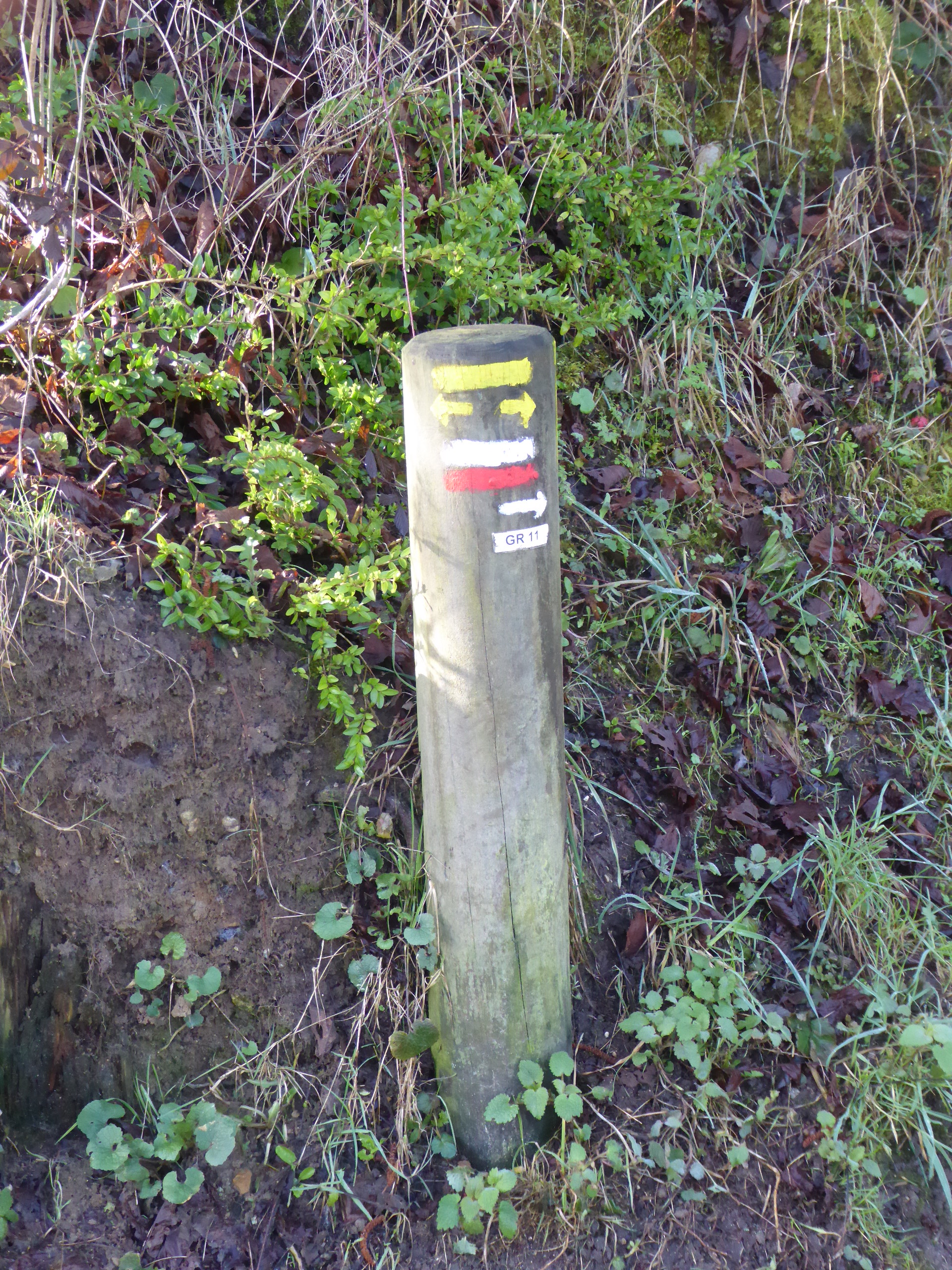
Balisage GR11 à Igny.
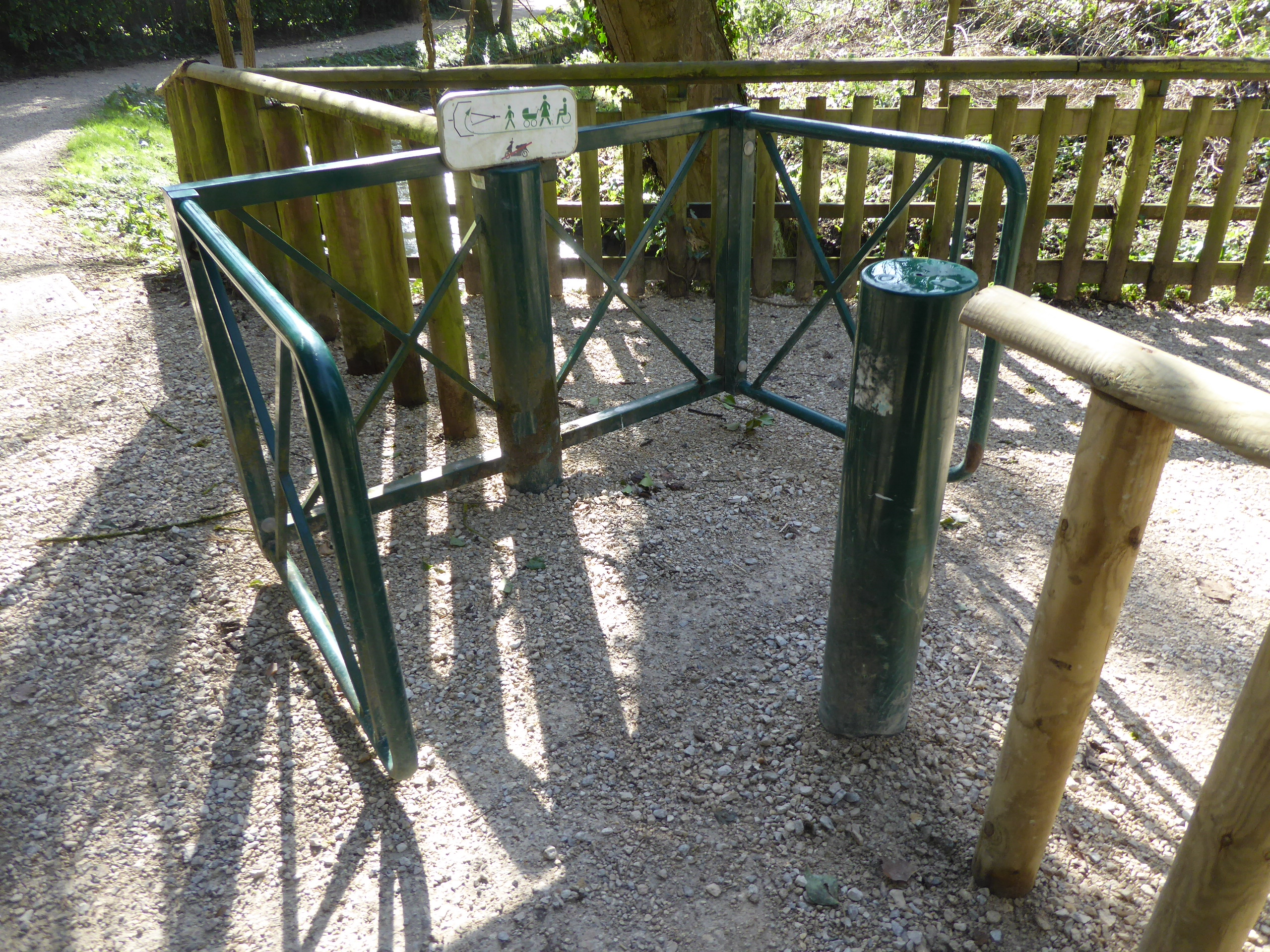
Tourniquet à Bièvres.
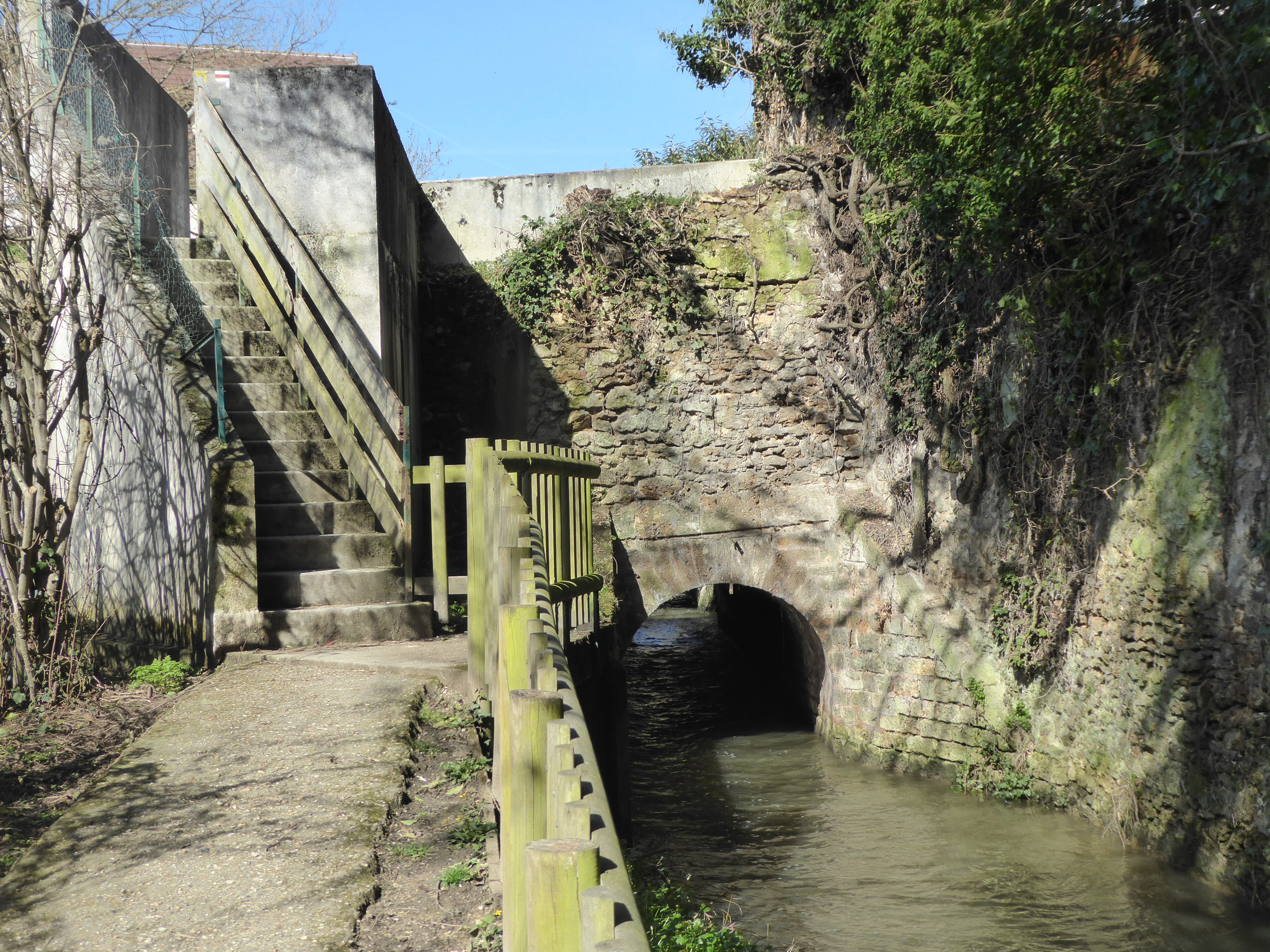
Escalier Pont rue du Petit-Bièvres.

### Marche de la Bièvre
Chaque année au printemps, une marche de la Bièvre qui réunit près de 2 000 participants est organisée de la Seine à la source à avec plusieurs formules de distances.

## La Bièvre et les arts

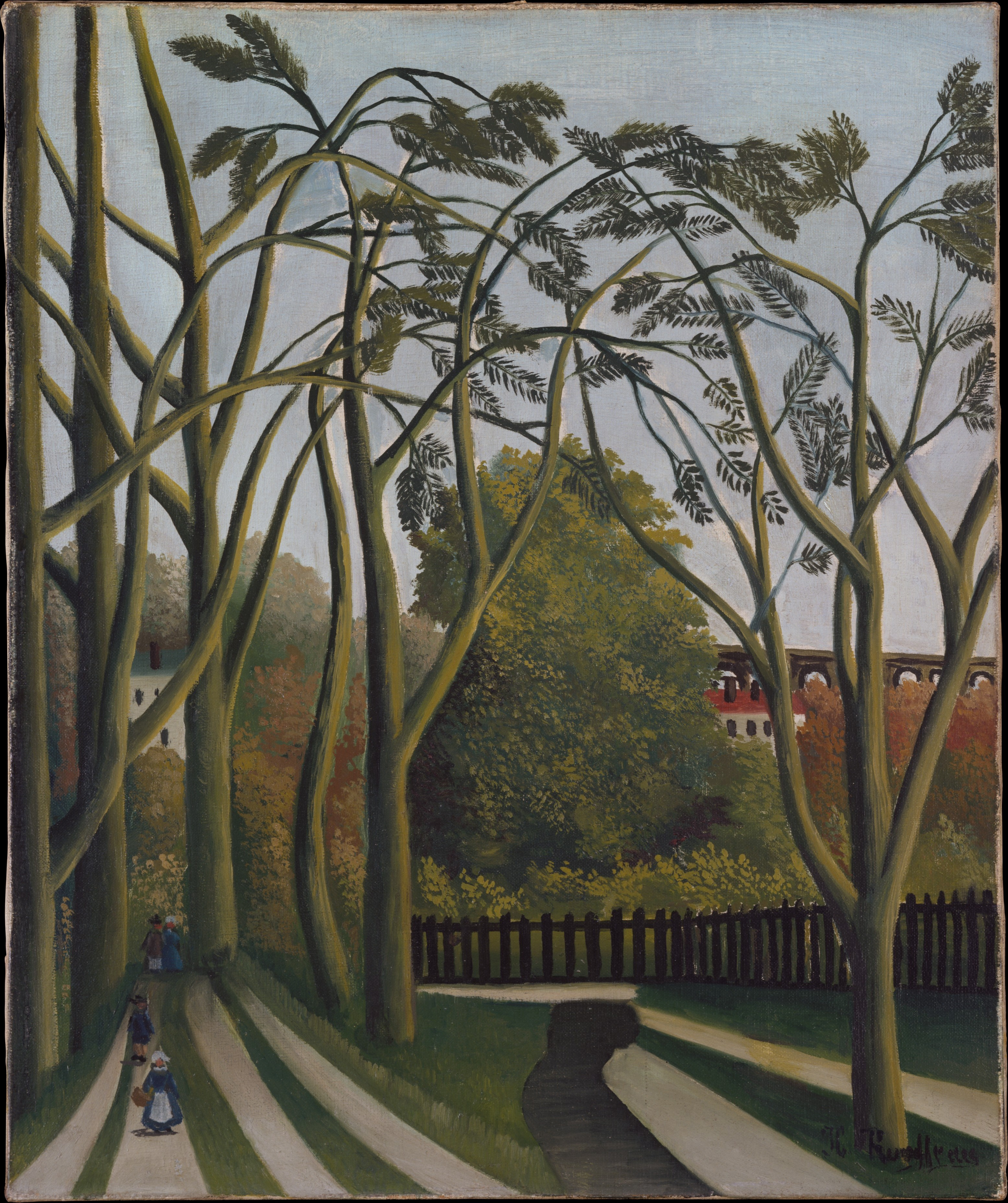
Les Rives de la Bièvre près de Bicêtre, toile de Henri Rousseau (vers 1908).

Plusieurs artistes ont été inspirés par le cours de la Bièvre :
- Pierre de Ronsard évoque les fontaines de Hercueil (Arcueil) en 1554 pour son amusement dans le recueil de poésie Le bocage.
- Jean-Antoine de Baïf déplore la souillure de la rivière par les tanneurs dans le poème La n’infesta Bièvre au seigneur de Berni,  neuvième livre des Euvres en rime de Jan Antoine de Baif secretaire de la chambre du Roy[98].
- Le Gargantua de (1534) François Rabelais va vivre dans la forêt de la Bièvre.
- Le poète Claude Le Petit relate les crues de la rivière des Gobelins dans Paris ridicule et burlesque au dix-septième siècle.
- Le petit Charles d’Aiglemont chute dans la Bièvre, dans le roman La Femme de trente ans de Balzac (1842). L’auteur décrit l’apparence fangeuse de la rivière[99].
- Nadar utilise le collecteur de la Bièvre (1861) pour réaliser la première photographie sous terre à la lumière artificielle.
- Dans le roman Manette Salomon (1867), chapitre LXXXIII, des frères Goncourt, Crescent avoue sa vocation de peintre après avoir contemplé la Bièvre : « C’est ma source, je vous dit… Oui, cette salope de petite rivière, c’est elle qui m’a baptisé… J’ai commencé à pêcher dedans ce que je suis, ce que je sens, ce que je peins… Oui, la Bièvre c’est ça qui m’a ouvert la grande fenêtre ».
- C’est au bord de la rivière, à la Glacière, que Rémi, le héros du roman Sans famille d’Hector Malot, vit la période la plus heureuse de sa vie[100].
- Joris-Karl Huysmans, dans La Bièvre (1890)[101], décrit le cours de la Bièvre avec truculence en comparant «l'antique Bièvre» à la situation contemporaine en prenant le soin de détailler les rues et les passages qu'il faut emprunter pour suivre son cours. Il décrit aussi dans ses Croquis parisiens (1886), il évoque les faubourgs, Buc, la Poterne des peupliers.
- Victor Hugo écrit une suite de poèmes intitulée la Bièvre (1831) dans le recueil Les Feuilles d'automne, où il décrit la joie que lui procure la vallée de la Bièvre, si belle et si proche de Paris[102].
- Dans une lettre du 7 (?) mars 1879, Charles Baudelaire écrit à Huysmans : « Le Gange n’est pas plus poétique que la Bièvre, mais la Bièvre ne l’est pas plus que le Gange »[103].
- Antoine Chintreuil a réalisé des tableaux aux alentours d'Igny.
- Louise Hervieu, dans sa monographie sur Montsouris (1928), évoque la Bièvre polluée et son impact sur la population qui occupe ses berges.
- Annie Cohen évoque l’histoire de la rivière et du square René-Le Gall dans le recueil de poésies La Rivière des Gobelins (2000).
- Louise Bourgeois crée en 2002 une Ode à la Bièvre[104] en souvenir de l'entreprise de restauration de tapisseries anciennes que ses parents tenaient sur les bords de la Bièvre[105]. Elle mêle dans cette œuvre le souvenir de cet artisanat et ses souvenirs personnels (notamment la relation tumultueuse qu'elle entretient avec son père et qui la pousse, à vingt et un ans, à se jeter dans la Bièvre[106]).

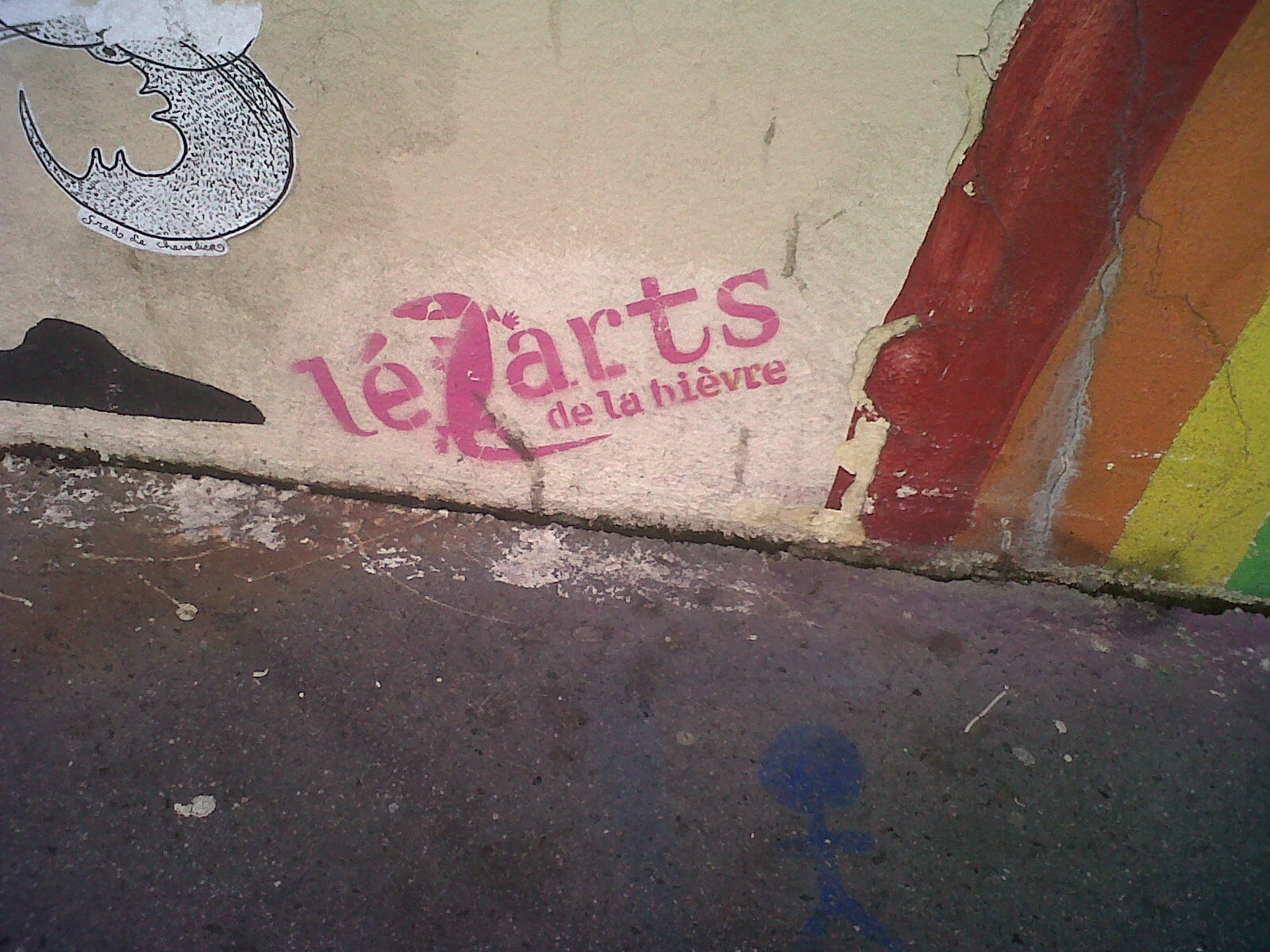
Pochoir Lézarts de la Bièvre sur le parcours des coteaux de la rue Mouffetard.

- Une association d'artistes contemporains nommé Lézarts de la Bièvre est fondé depuis 2001 pour «promouvoir les activités culturelles et artistiques au sein des quartiers traversés par le cours de la Bièvre à Paris, de la Poterne des Peupliers (Paris 13) à la Seine (Paris 5).» Cette association organise chaque année un parcours de redécouverte de la Bièvre, balisé, en 2007, par Franck Duval (FKDL) qui a peint sur les murs des silhouettes filiformes matérialisant six itinéraires :
  - les coteaux de la Mouffe ;
  - le Jardin des plantes ;
  - la Butte-aux-Cailles ;
  - l'arche de la Bièvre ;
  - le val des Gobelins ;
  - le val de la Glacière.

### Iconographie artistique

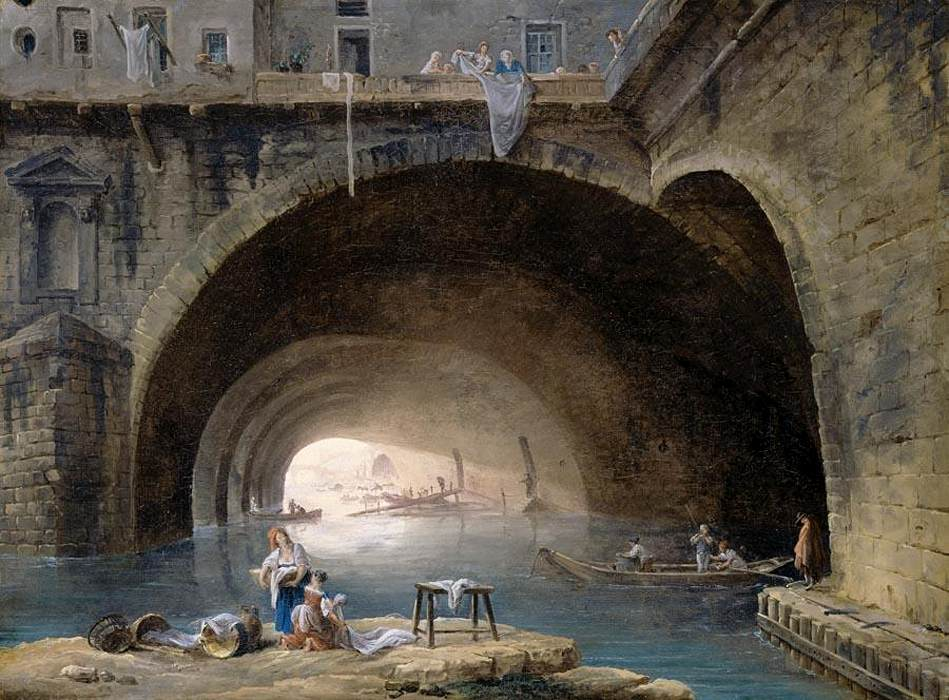
Hubert Robert, La Bièvre, localisation inconnue.

- Le sculpteur Louis Convers (1860-1915), représenta La Bièvre par une sculpture (La Bièvre endormie) exposée à Paris à la manufacture nationale des Gobelins.
- La Bièvre à Arcueil-Cachan, gravure de Paul Baudier (1881-1962).
- La Bièvre à Gentilly, huile sur toile de Paul Bocquet (1868-1947), mairie de Gentilly.
- La Bièvre traversant le quartier Croulebarbe, dessin de Jules-Adolphe Chauvet (1828-1906), Paris, musée Carnavalet.
- Teinturerie des Gobelins sur les bords de la Bièvre, dessin d'Isidore Laurent Deroy (1797-1886), Paris, musée Carnavalet.
- La Bièvre, rue Croulebarbe, usine de la Veuve Lasuer par Alfred-Louis Bahuet (1862-1910), Paris, musée Carnavalet.
- Usine Mariotte et Lannier rue Croulebarbe, sur la Bièvre, 1887, dessin de Jules-Adolphe Chauvet (1828-1898), Paris, musée Carnavalet.
- La Bièvre, huile sur toile d'Hubert Robert, 55 × 74cm, collection particulière.
- Tannerie sur la Bièvre, vers 1892, huile sur toile de Jules Richomme (1818-1903), Paris, musée Carnavalet.
- Blanchisseuse hollandaise sur la Bièvre, vers 1869, gravure et dessin aquarellé de Léon Leymonnerye (1803-1879), Paris, musée Carnavalet